# Stedenboek Frederik de Wit

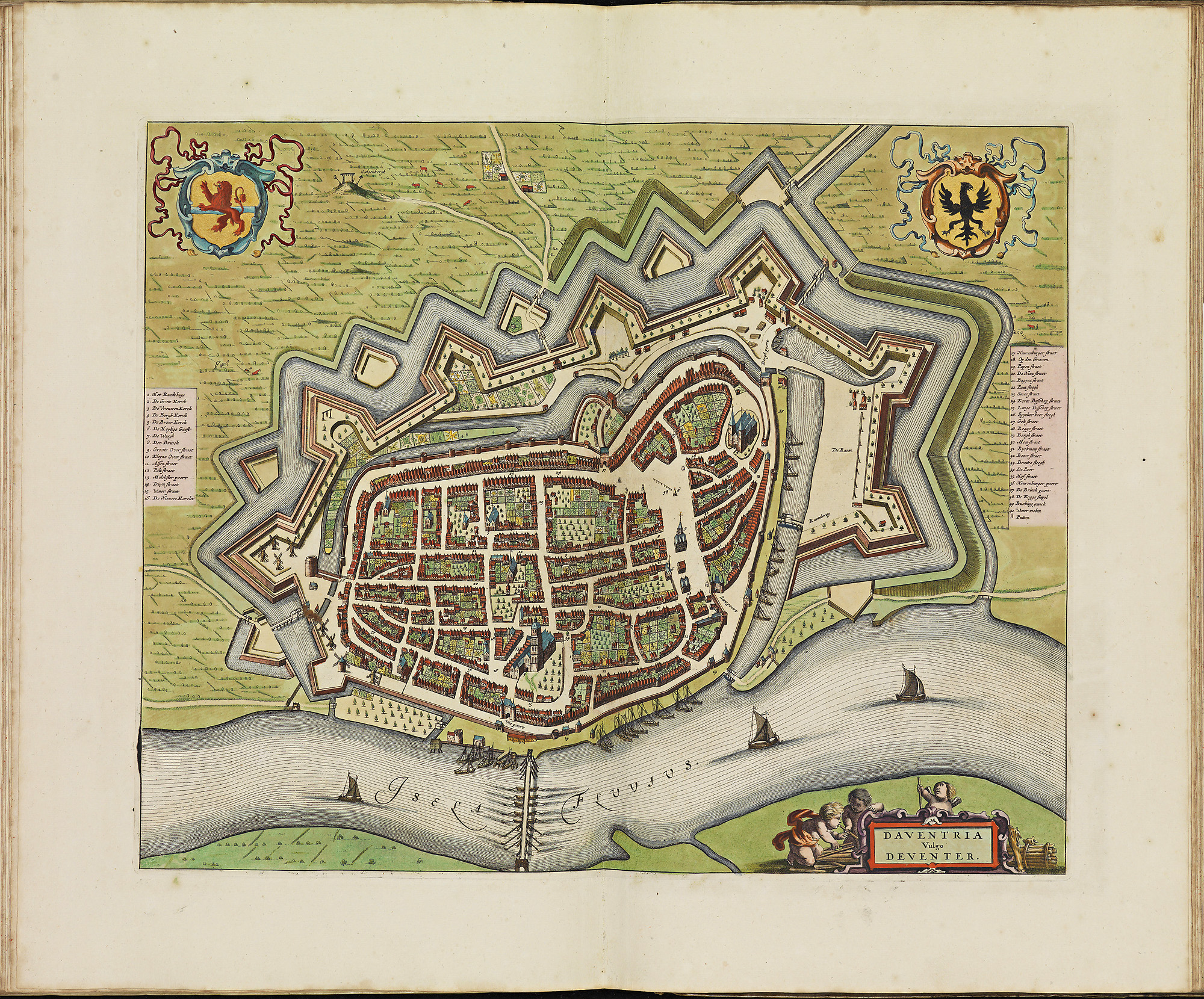
Deventer uit het Stedenboek van 1698

Het Stedenboek Frederik de Wit, in die tijd Perfecte aftekeningen der steden van de XVII Nederlandsche provincien in platte gronden genoemd, werd omstreeks 1698 in Amsterdam uitgebracht en is samengesteld door de uitgever Frederik de Wit. 

## Achtergrond
In 1648 opende Frederik de Wit in Amsterdam zijn bedrijf onder de naam "De Witte Pascaert", tevens de naam van zijn huis in de Kalverstraat. Door zijn huwelijk met Maria van der Way in 1661 kreeg hij het poorterschap van Amsterdam en kon hij lid worden van het boekverkopersgilde St. Lucas. 
In deze stedenatlassen (of stedenboeken) zijn plattegronden opgenomen van belangrijke steden uit die tijd. Dergelijke boeken werden uitgegeven door de grote atlas-uitgevers, in Nederland bijvoorbeeld door Joan Blaeu, Covens en Mortier  en  Johannes Janssonius. In Duitsland verscheen een soortgelijk werk gemaakt door Braun en Hogenberg. Zowel platen van Blaeu als van Janssonius werden door De Wit gebruikt maar hij bracht wel verbeteringen aan op de plattegronden. Frederick de Wit verwerkte in het verworven exemplaar 112 bladen plattegronden en 11 bladen met gravures van de 151 steden uit de Lage Landen.
In oktober 2010 verwierf de Koninklijke Bibliotheek in Den Haag een van de vier bekende exemplaren van het Stedenboek.

## Visuele indruk van de atlas

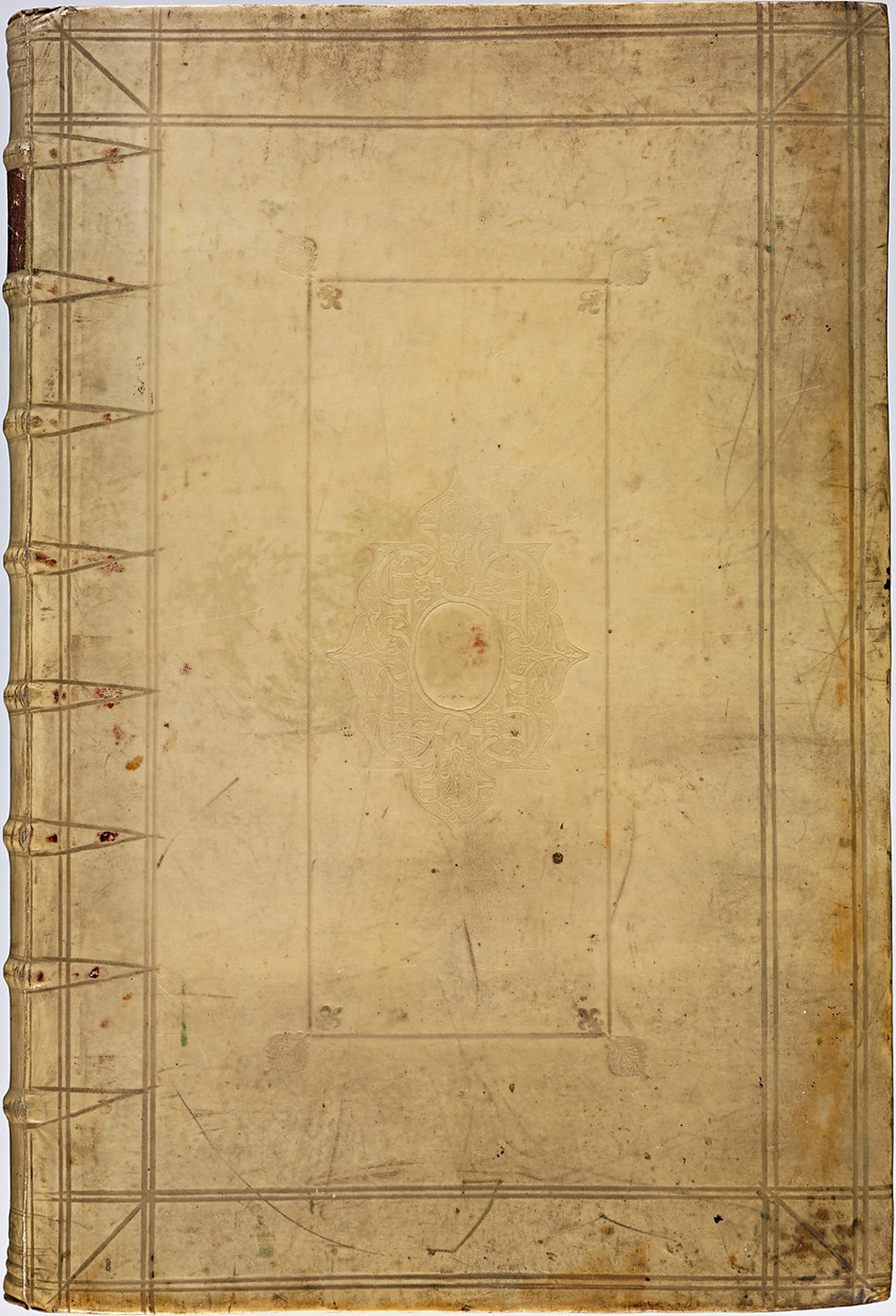
Voorplat
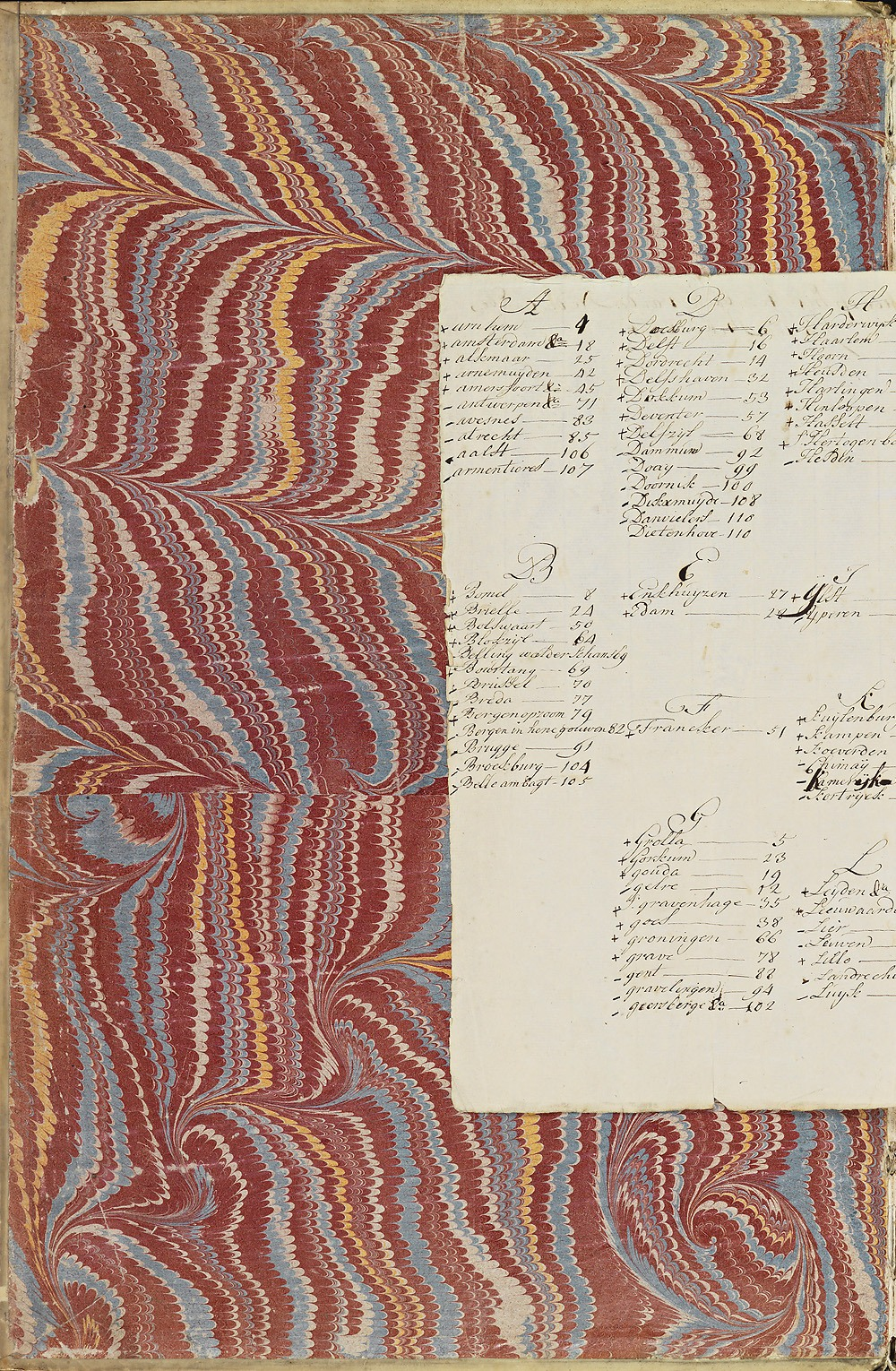
Schutblad voor
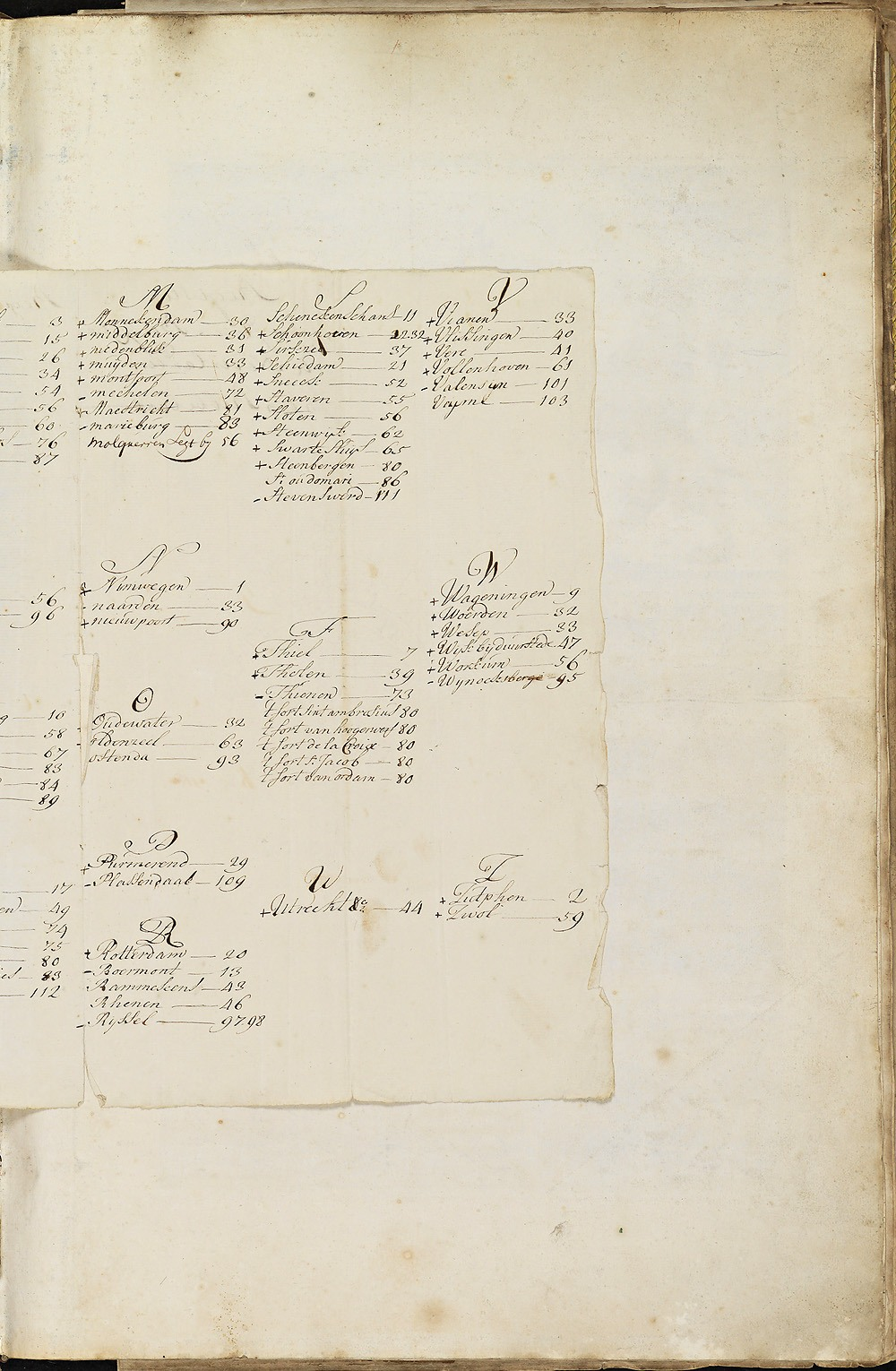
001r
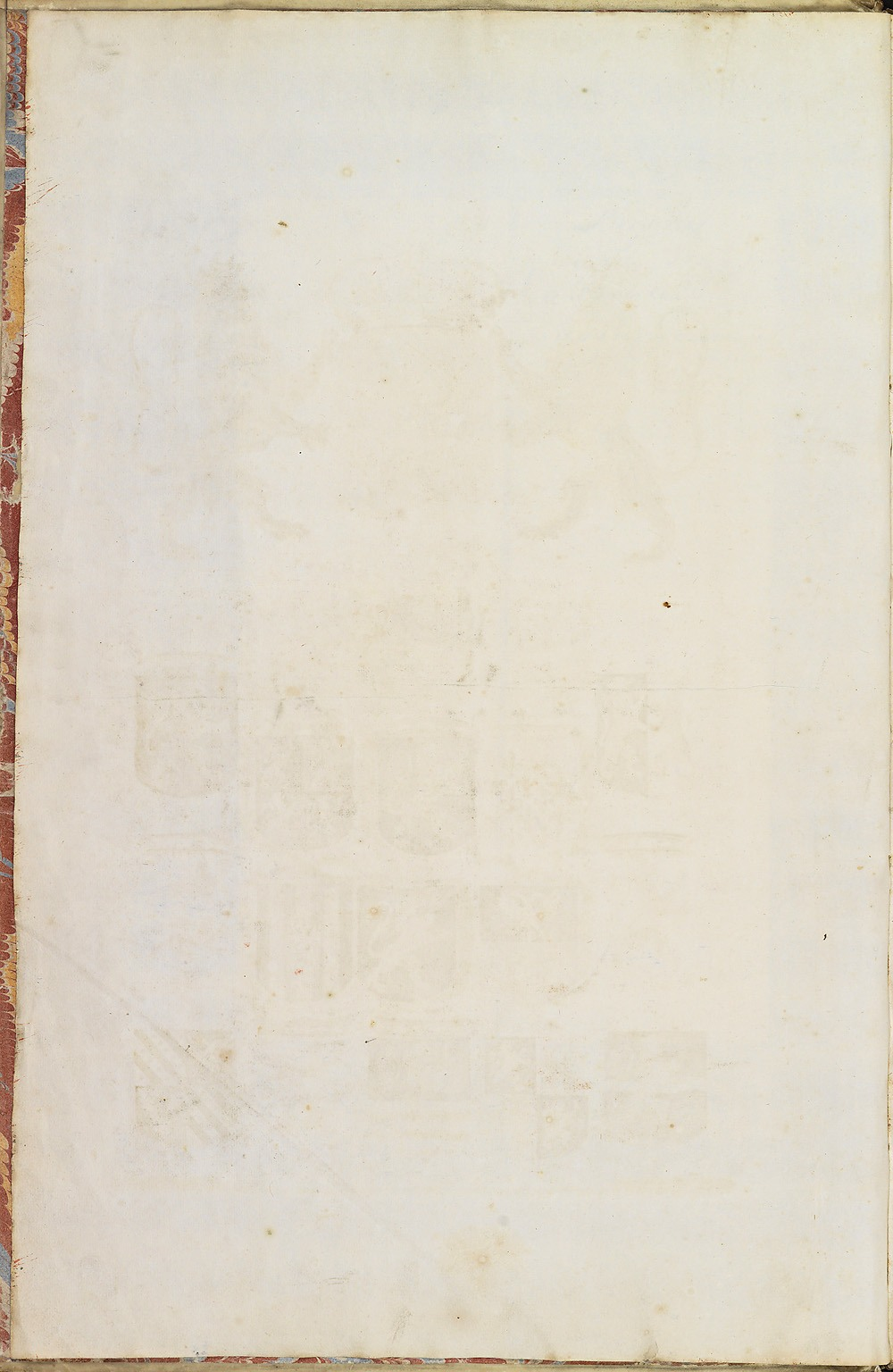
001v
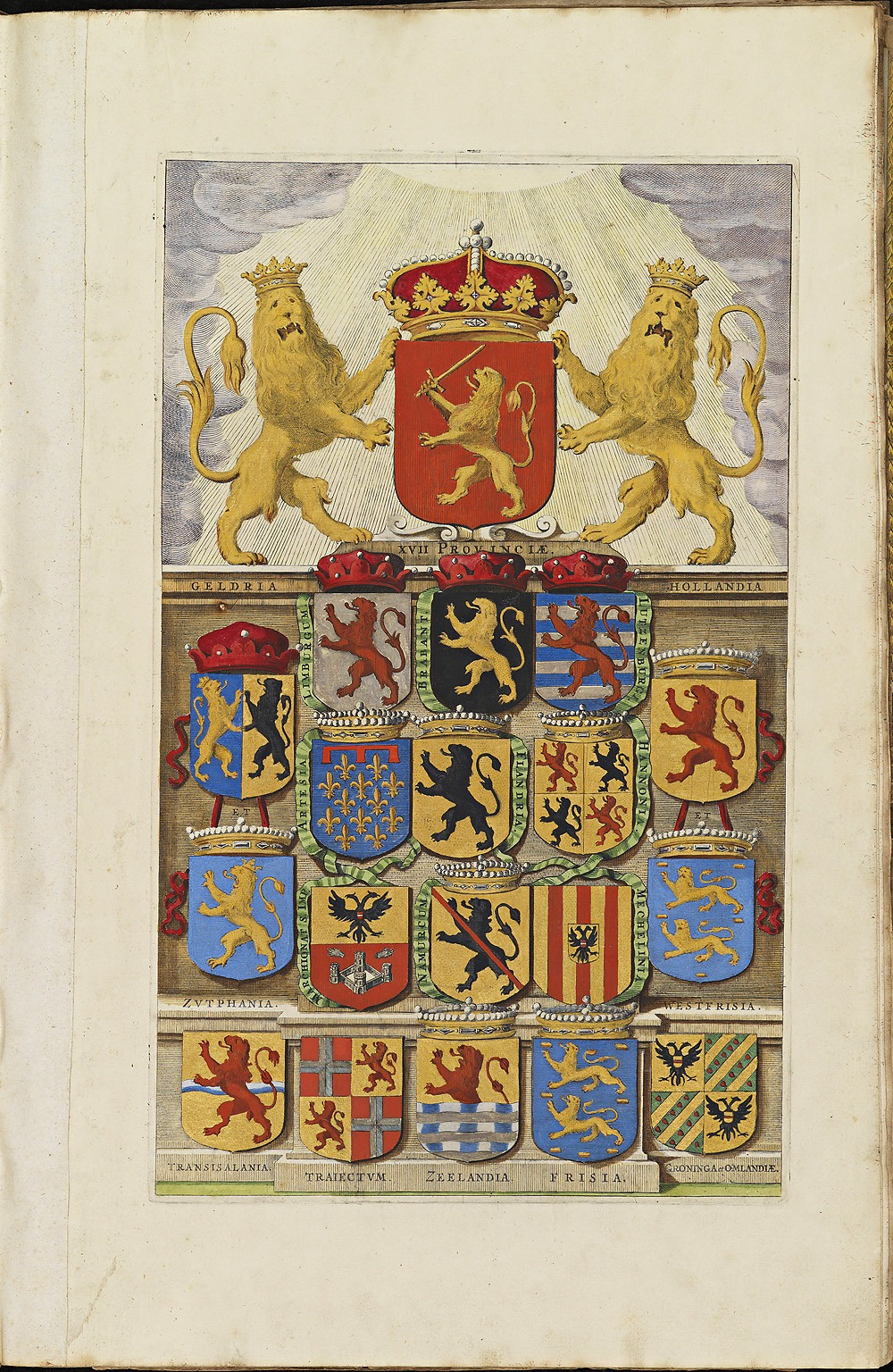
002r
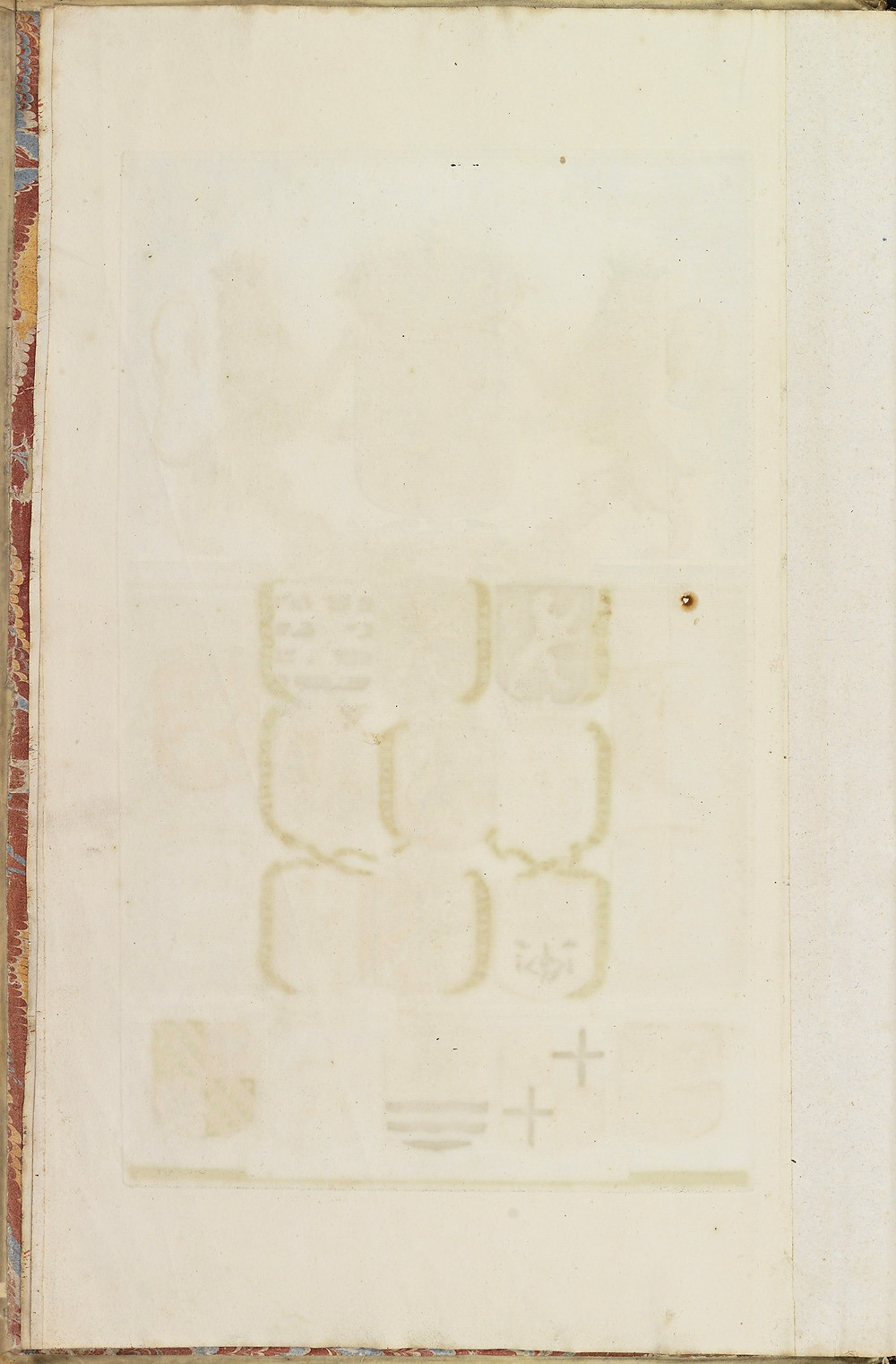
002v
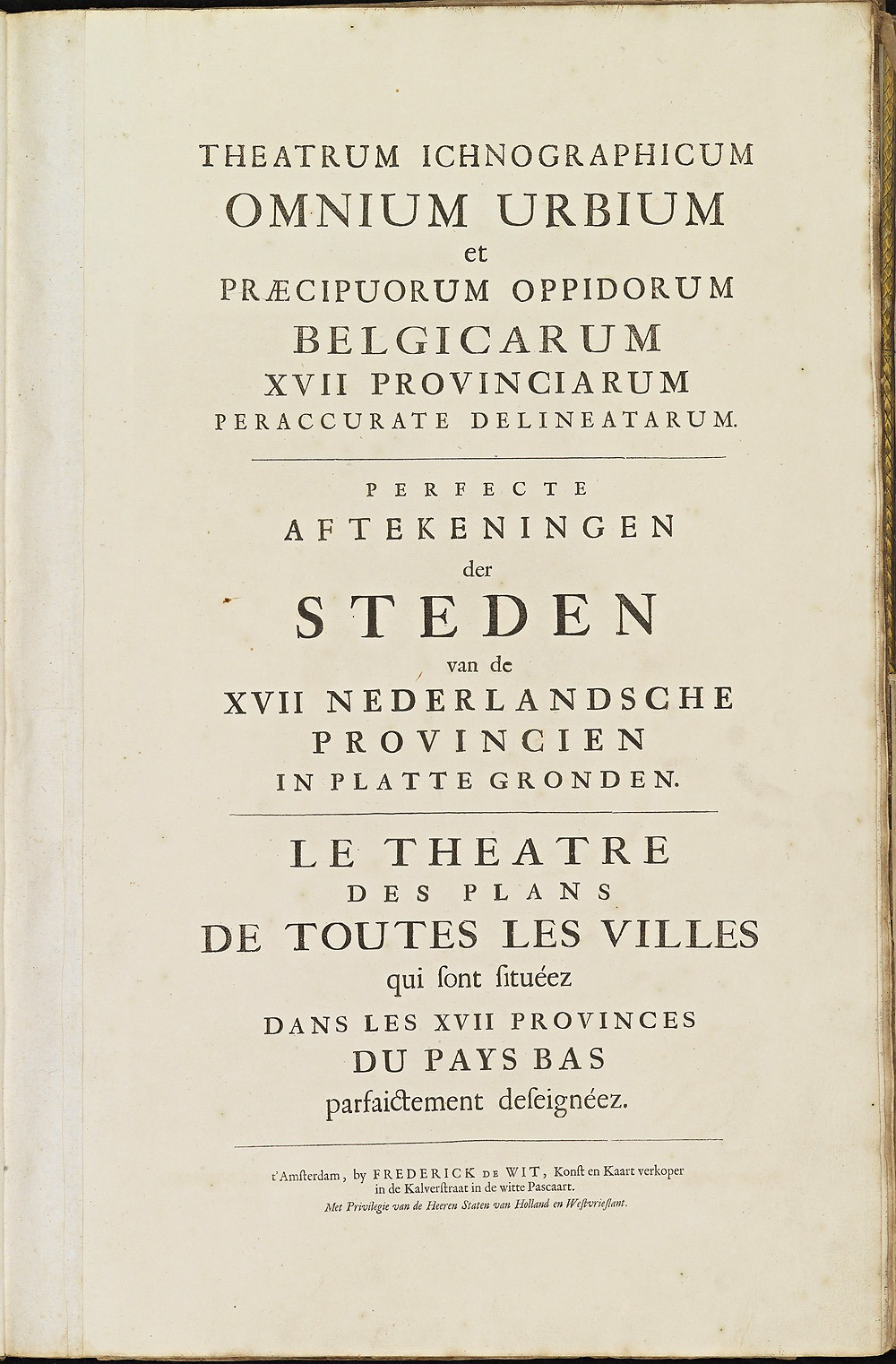
003r
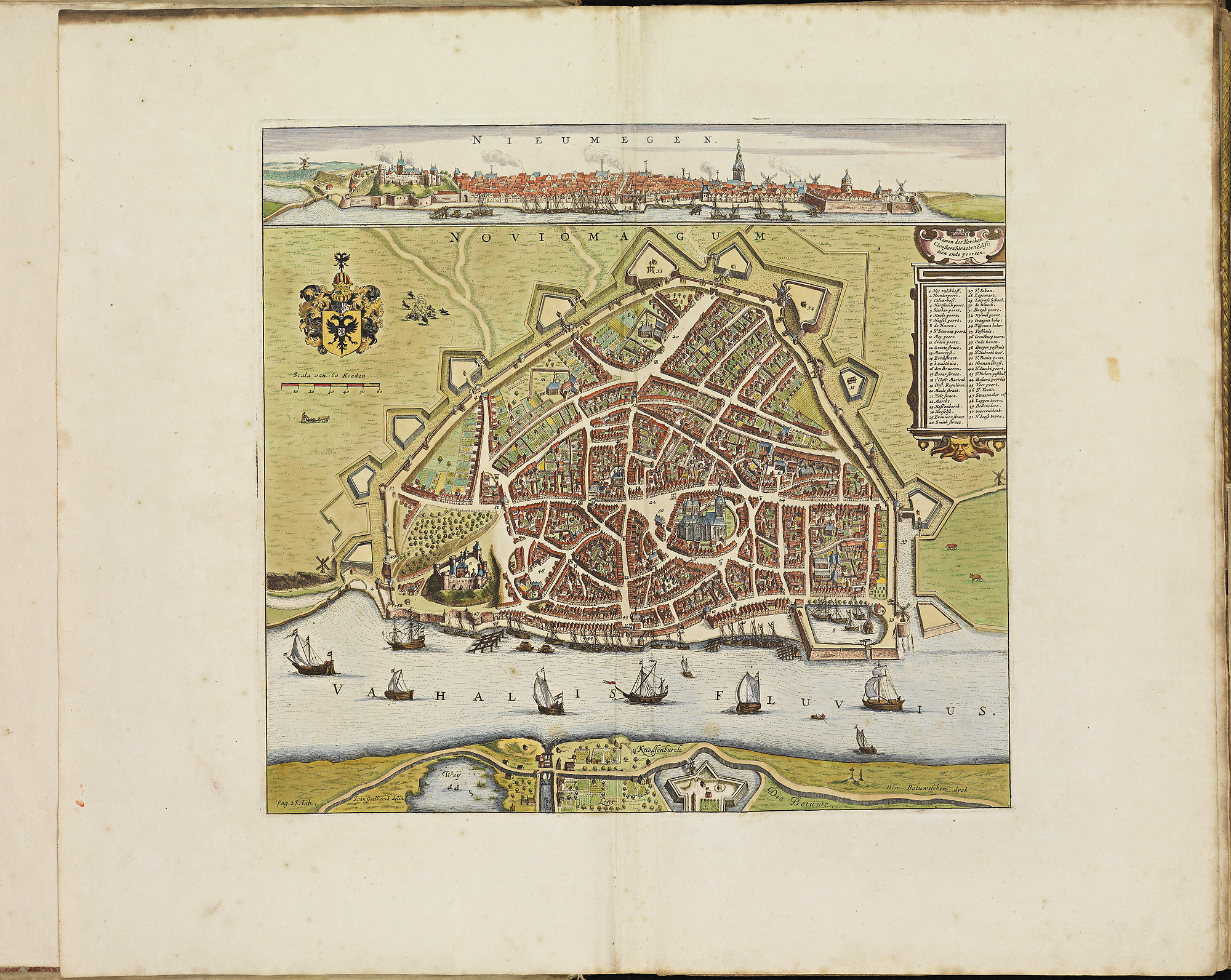
pl001 - Nijmegen
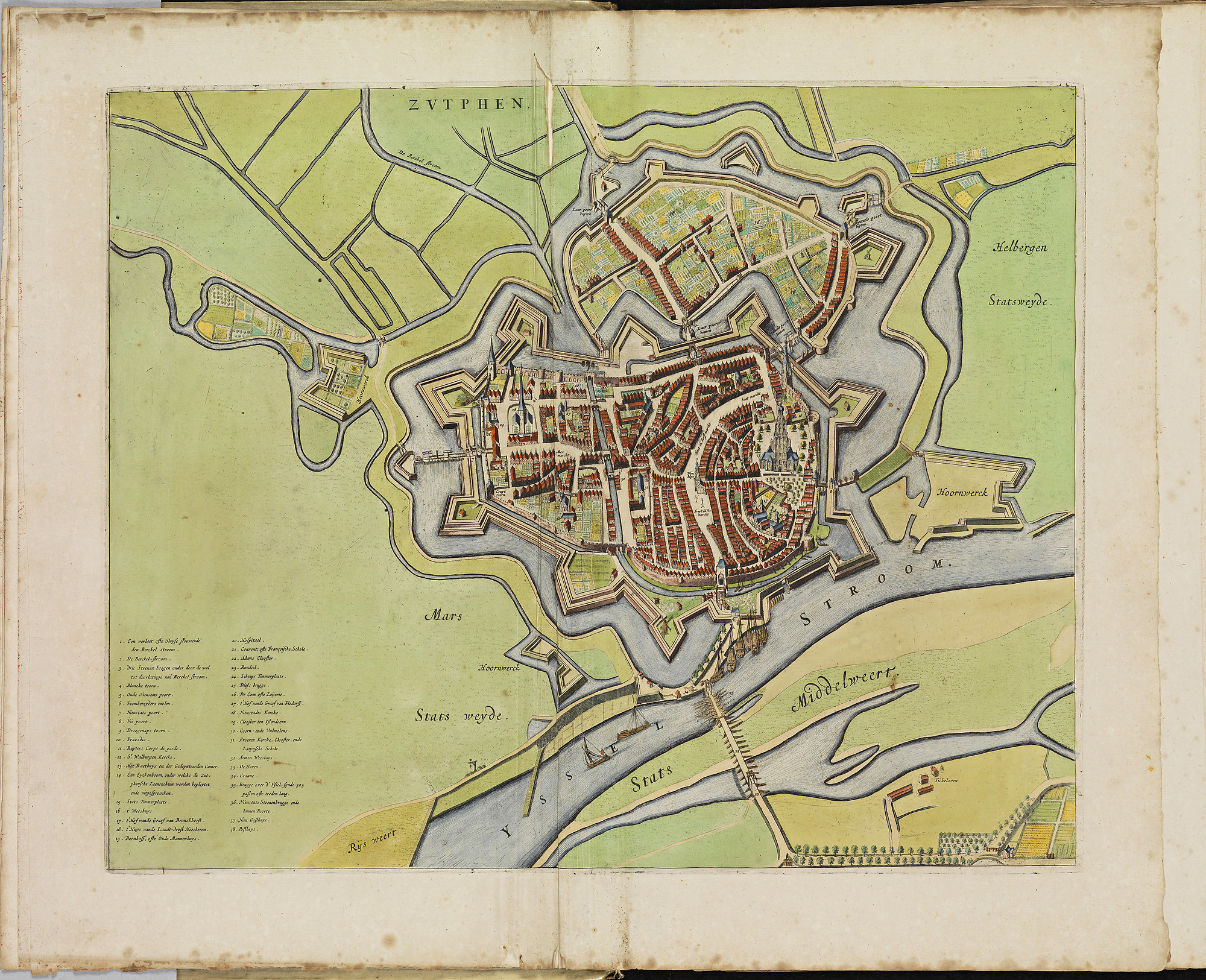
pl002 - Zutphen
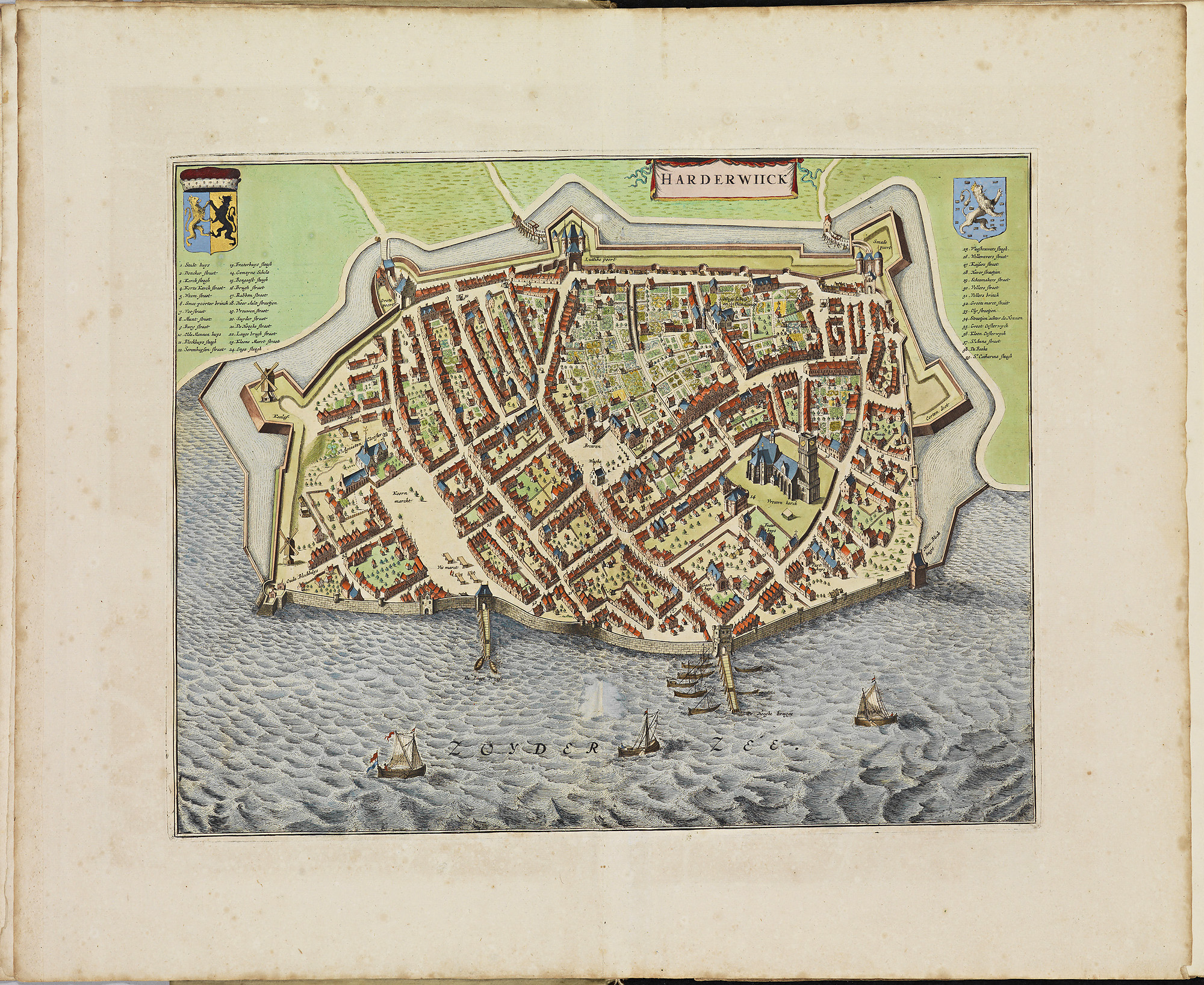
pl003 - Harderwijk
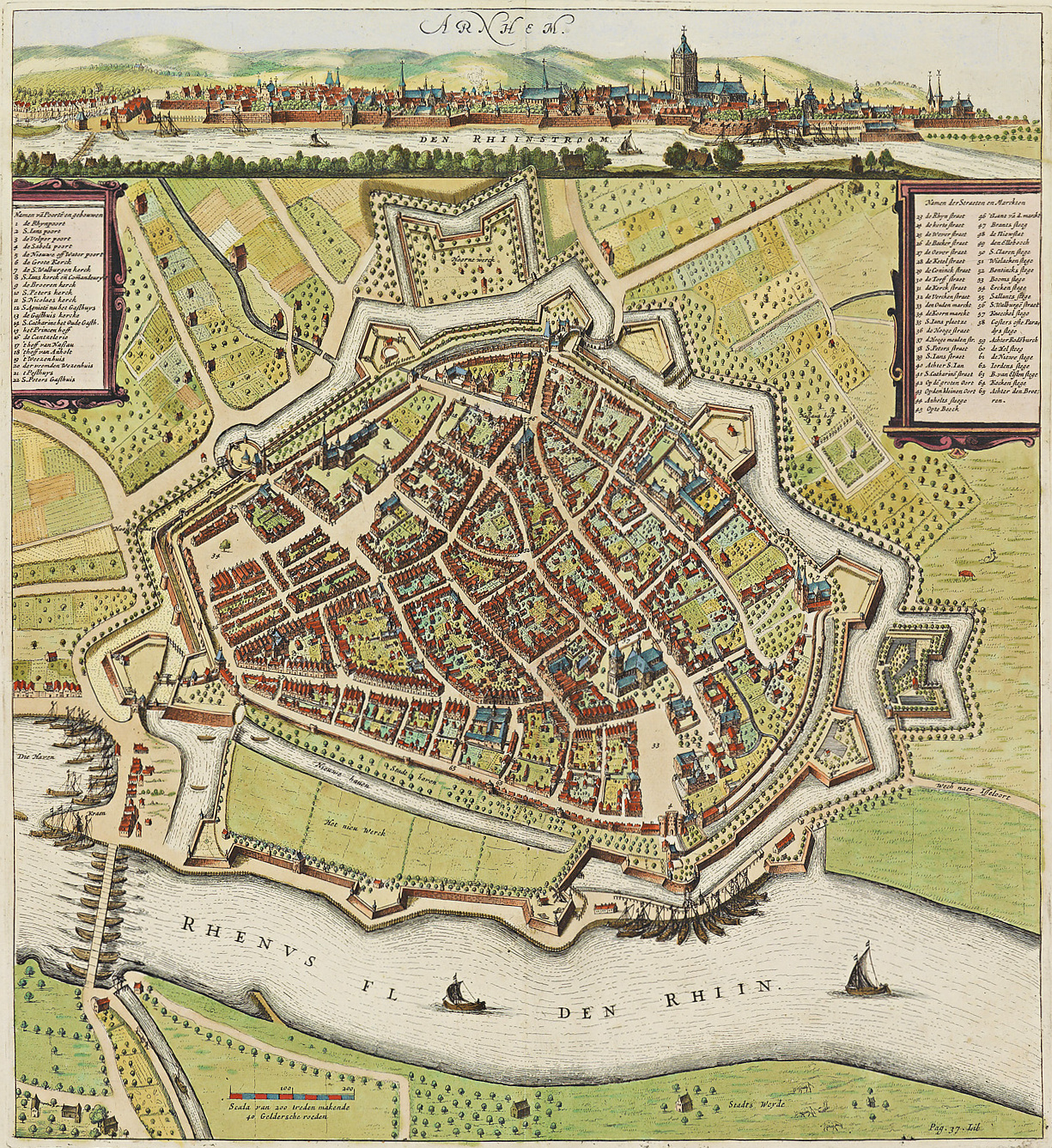
pl004 - Arnhem
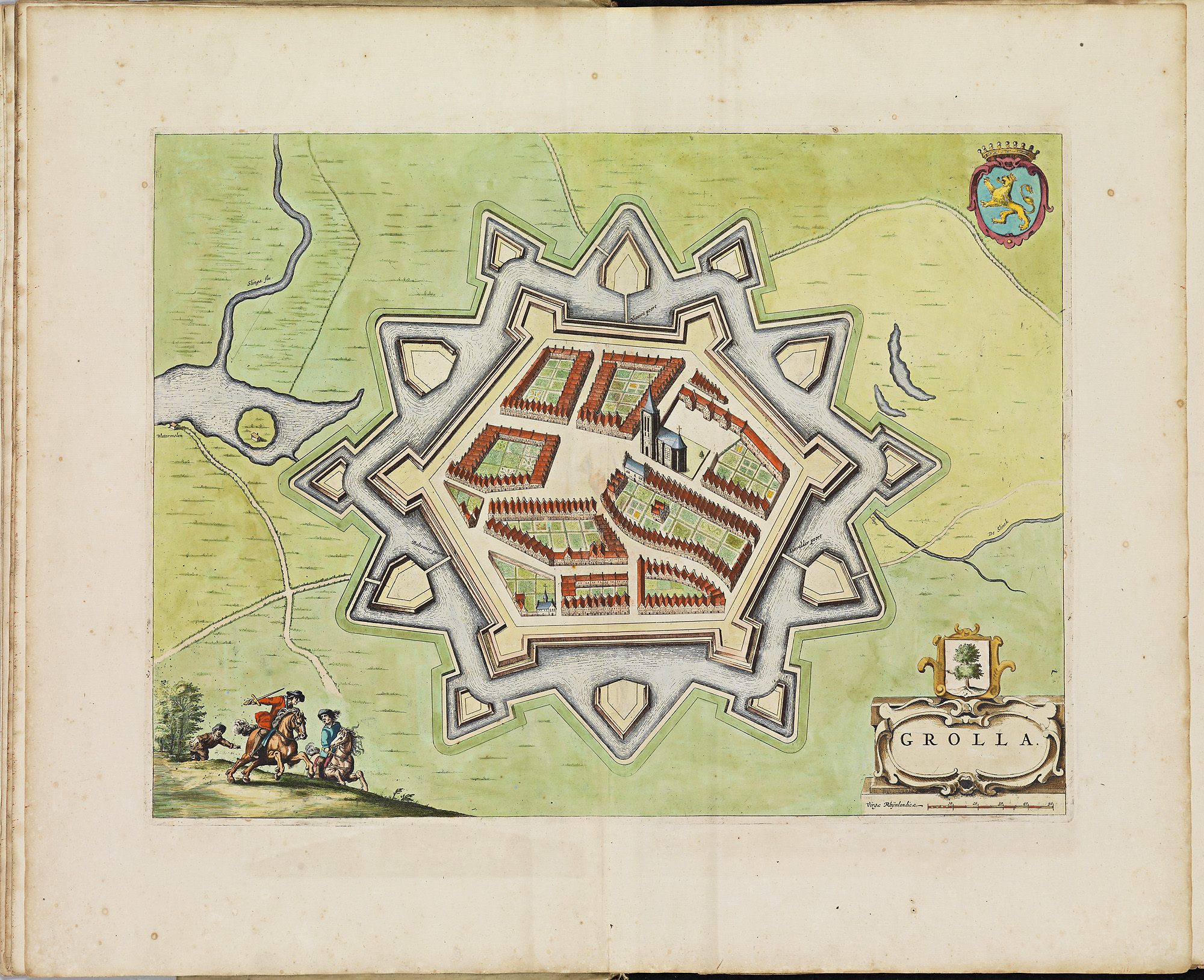
pl005 - Groenlo
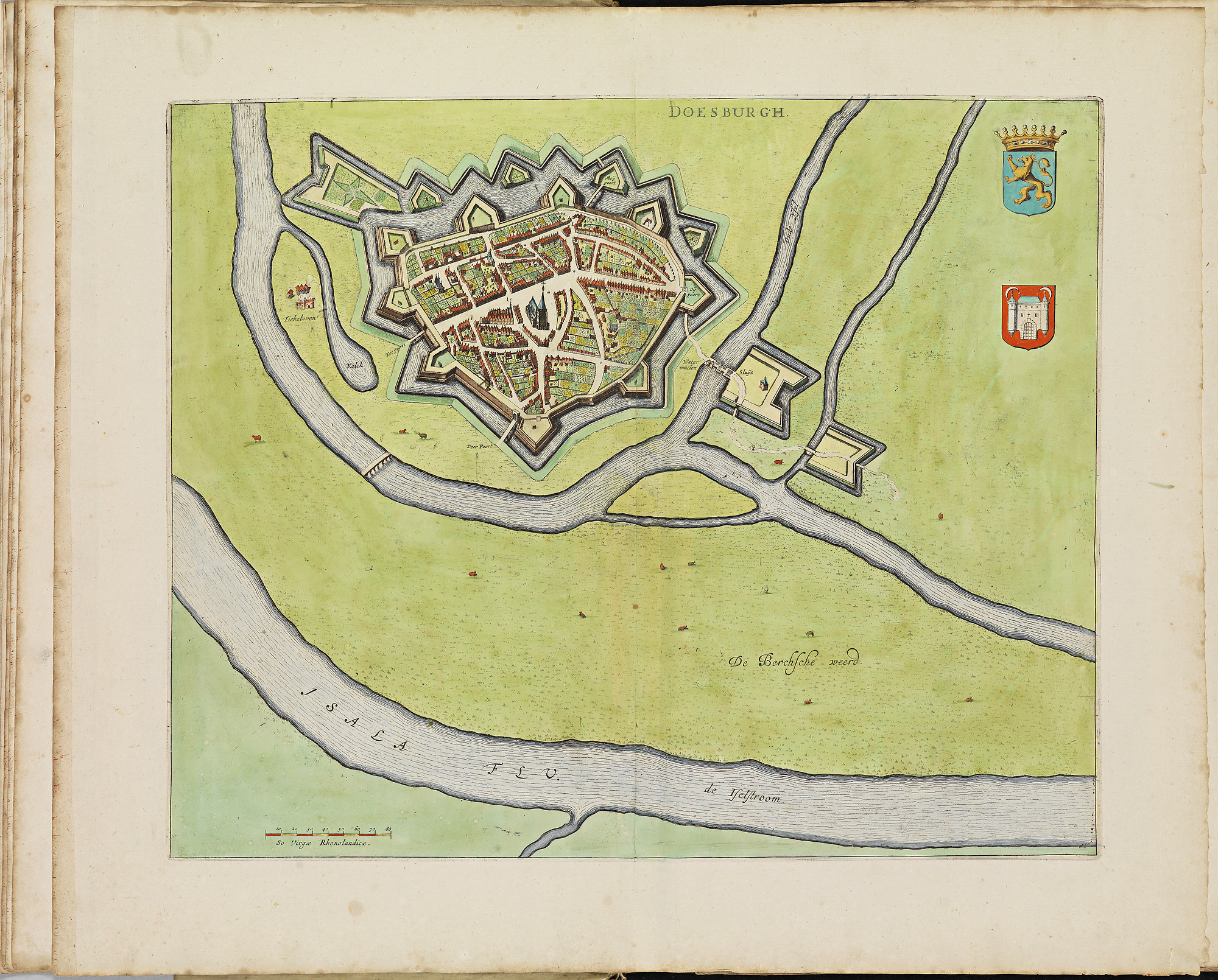
pl006 - Doesburg
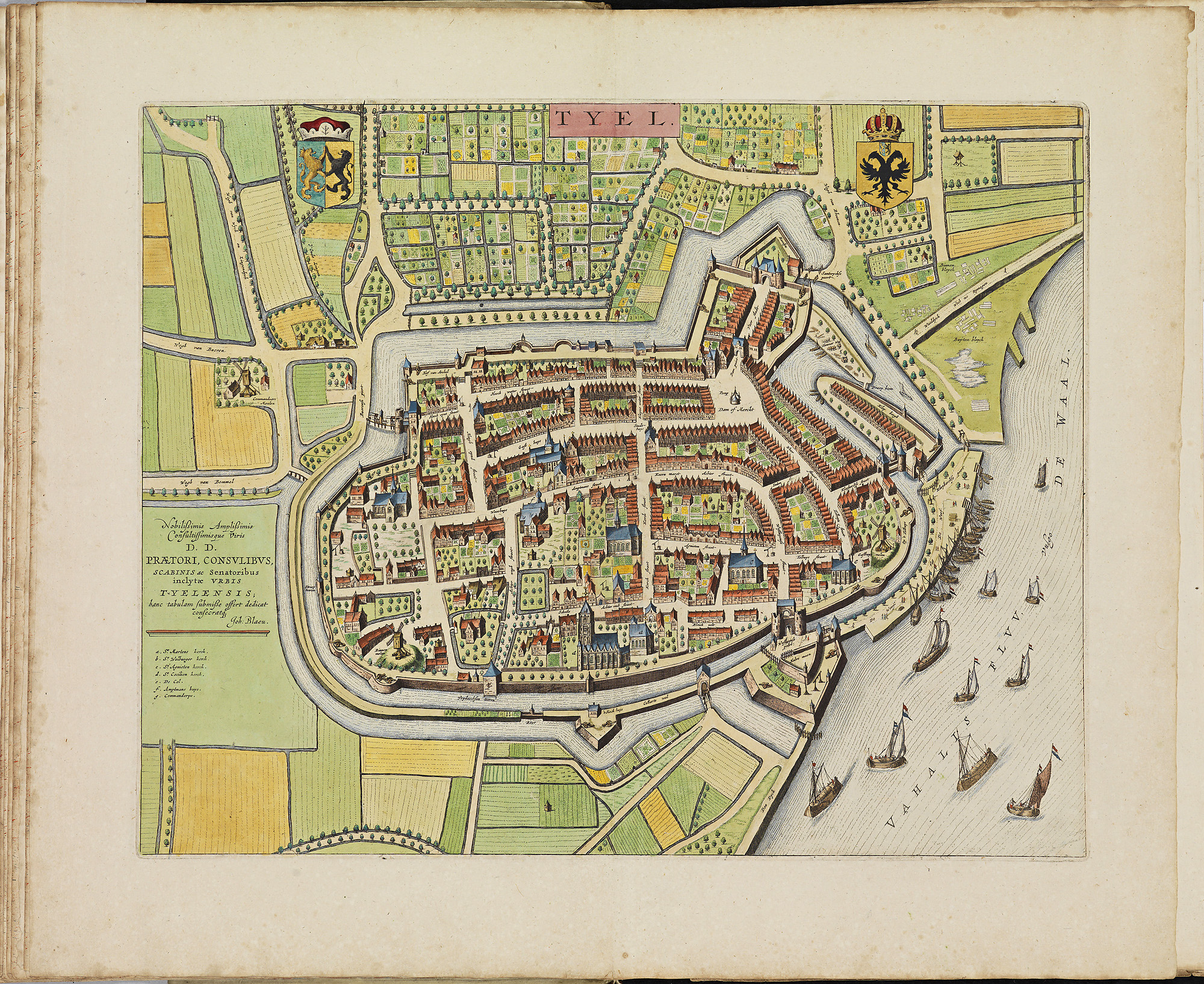
pl007 - Tiel
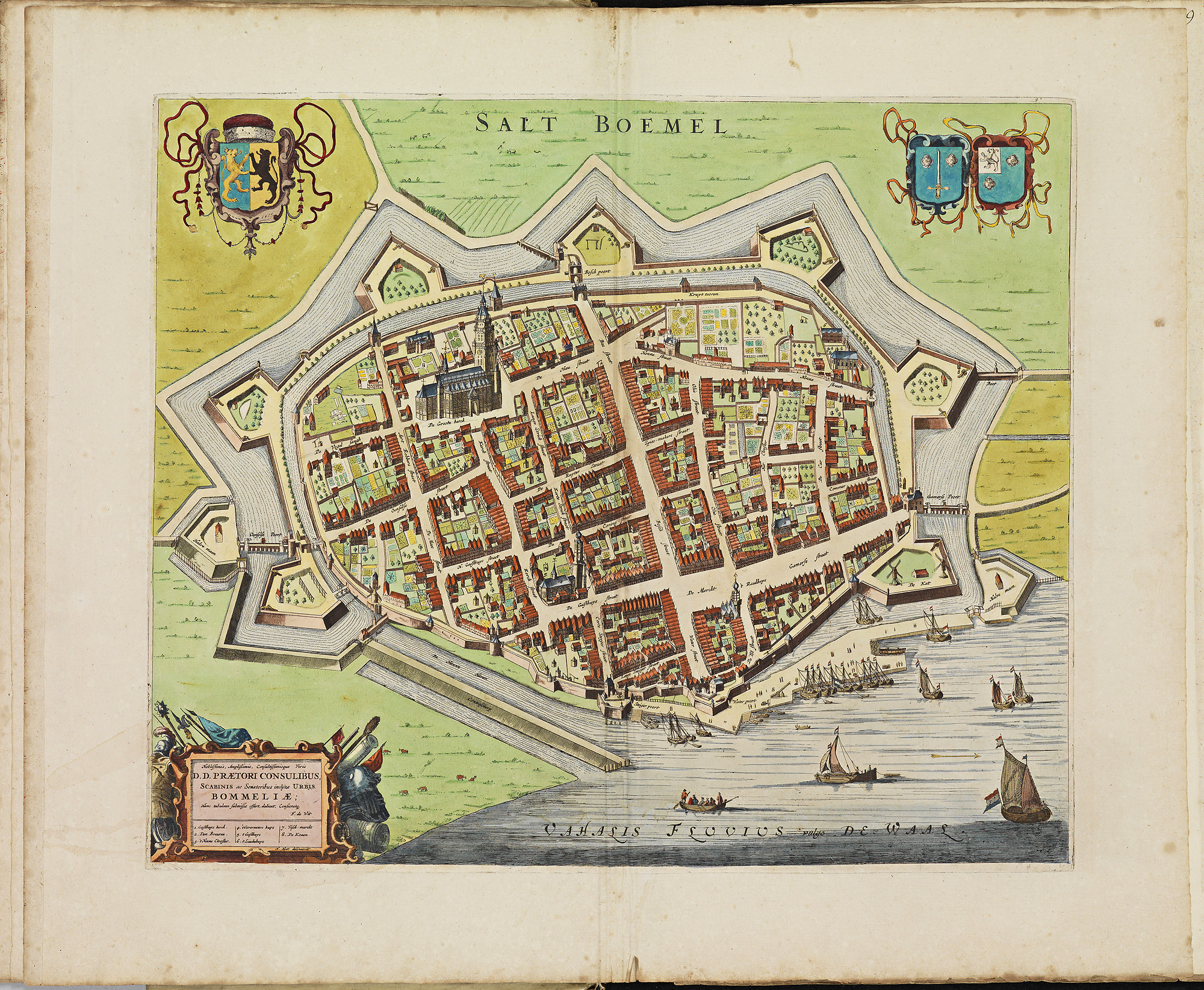
pl008 - Zaltbommel
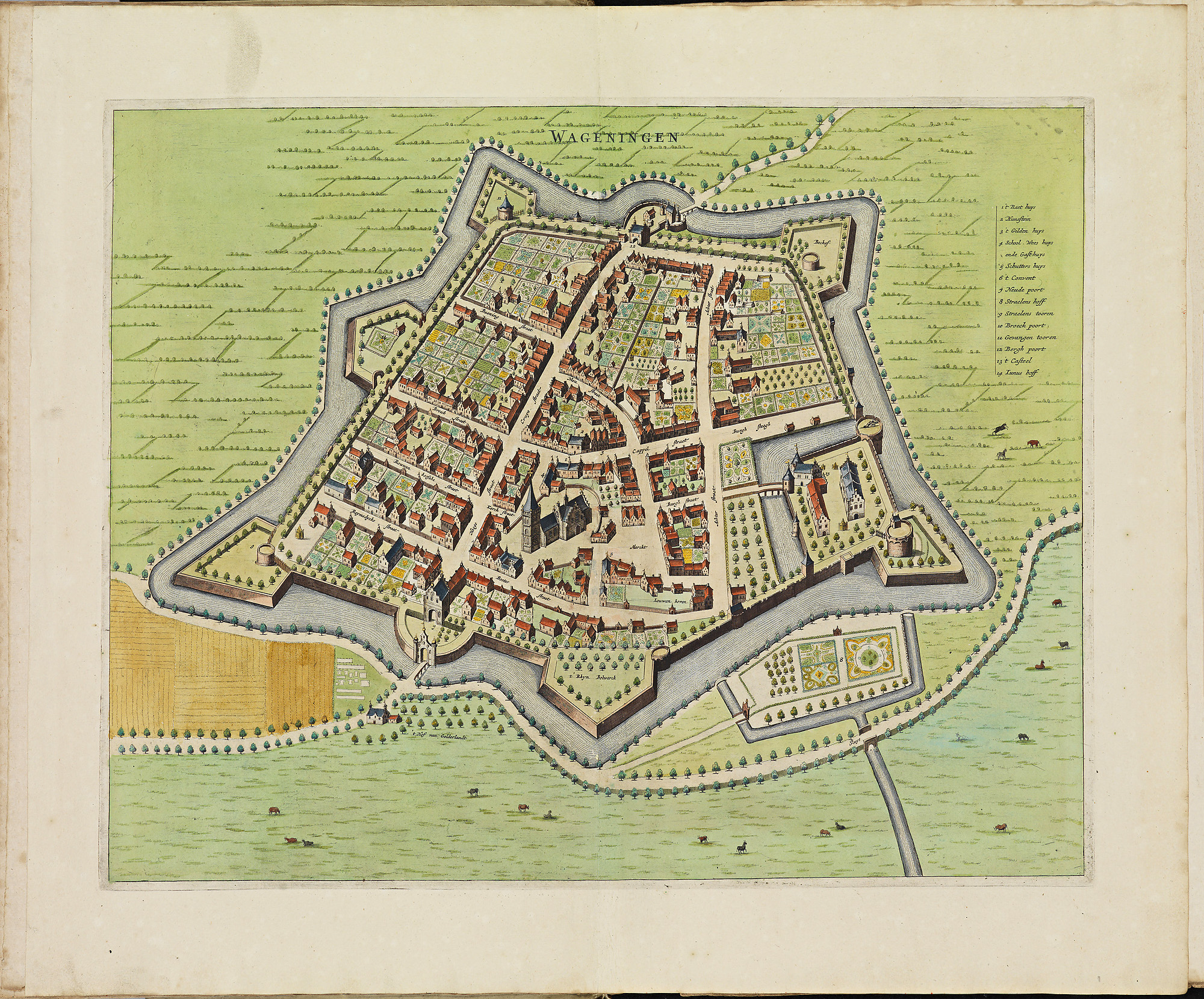
pl009 - Wageningen
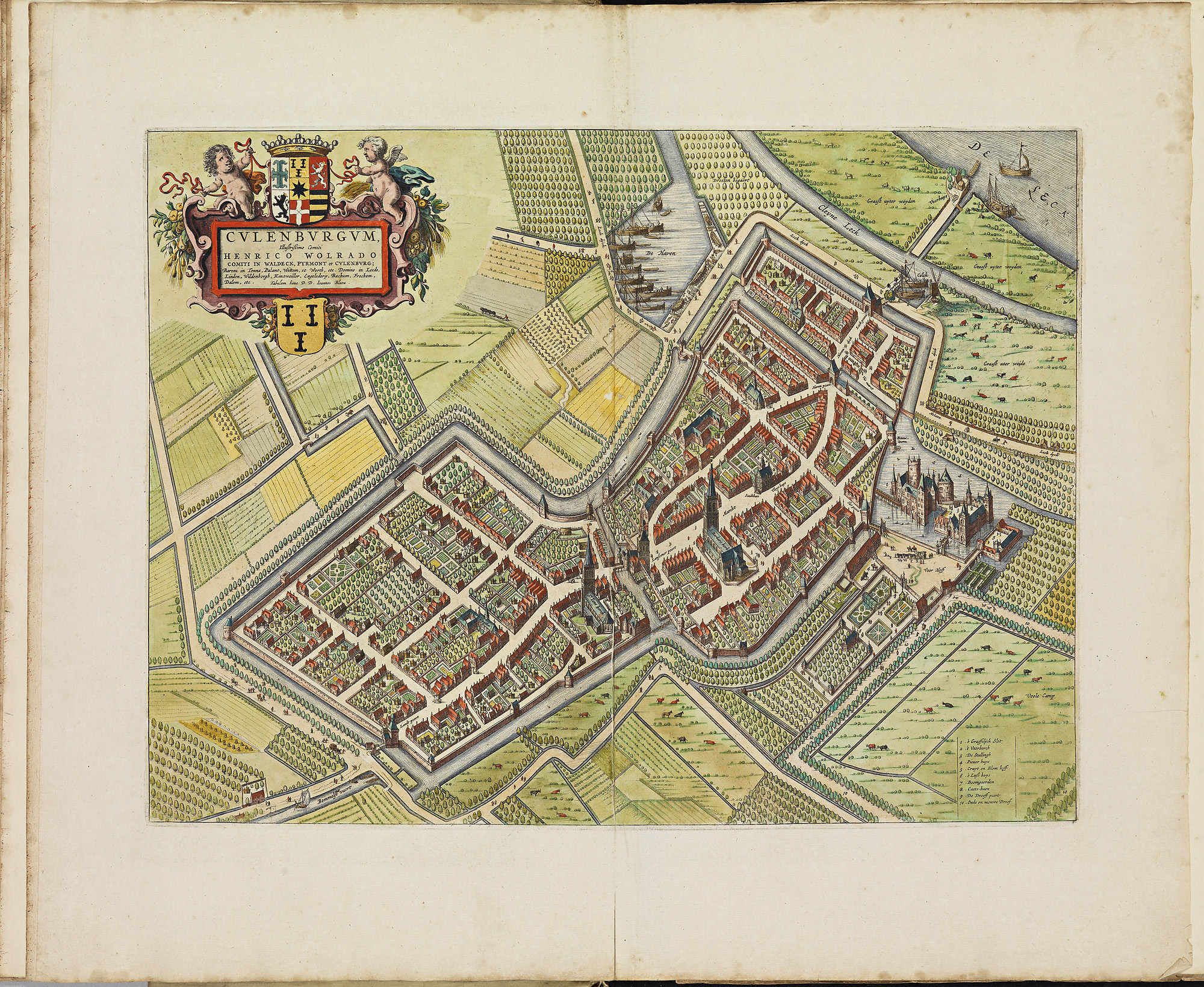
pl010 - Culemborg
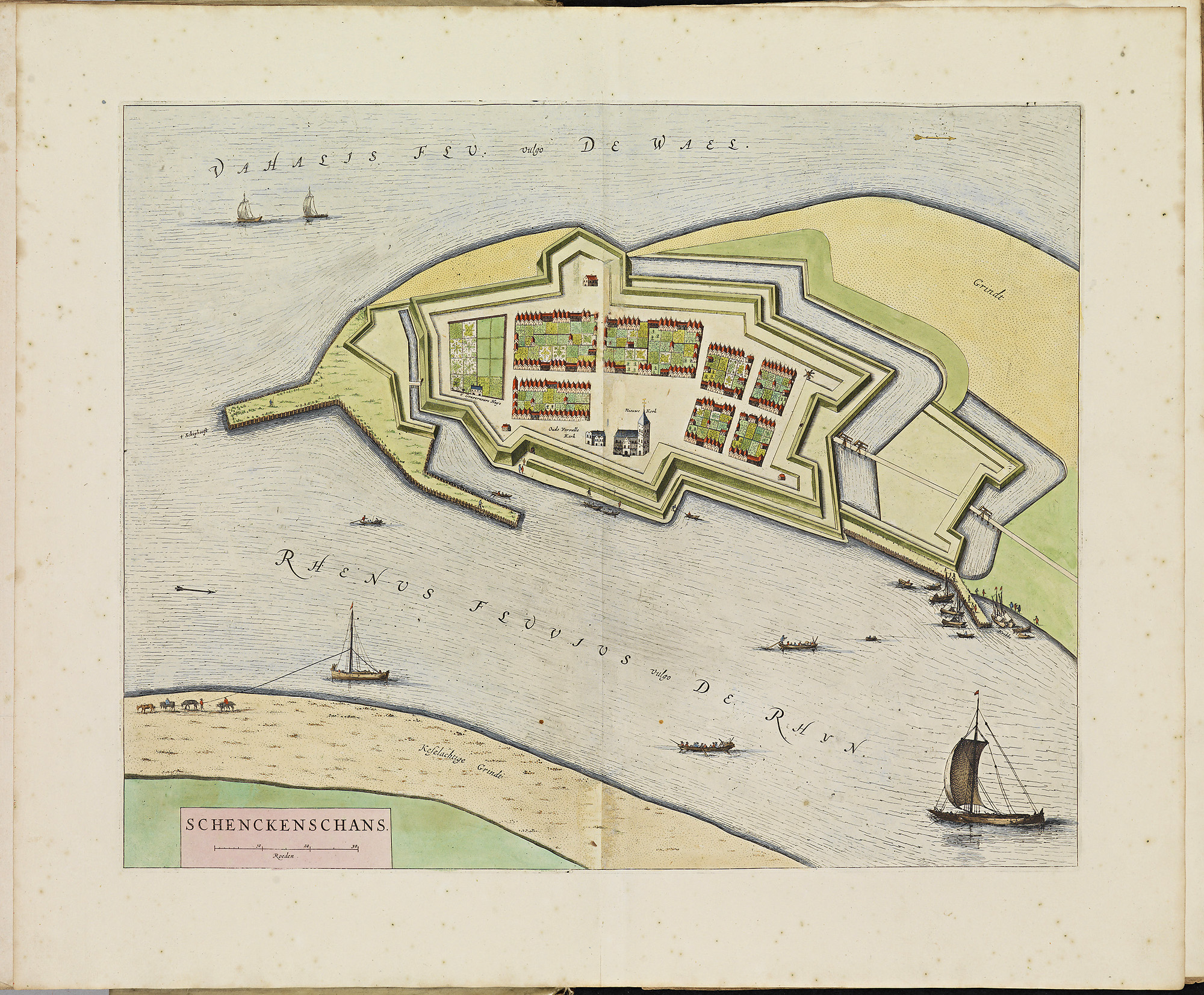
pl011 - Schenkenschans
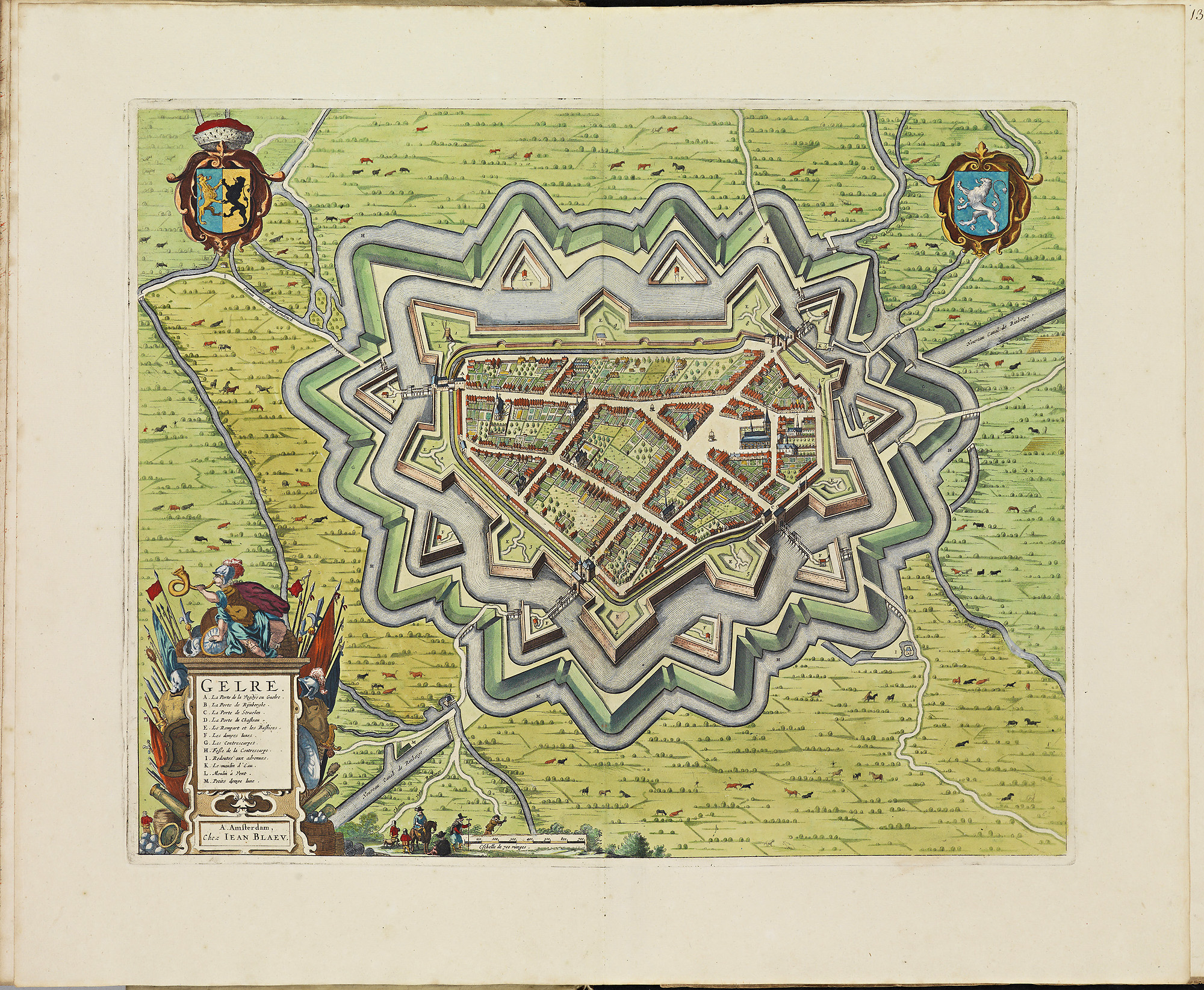
pl012 - Gelre (Geldern)
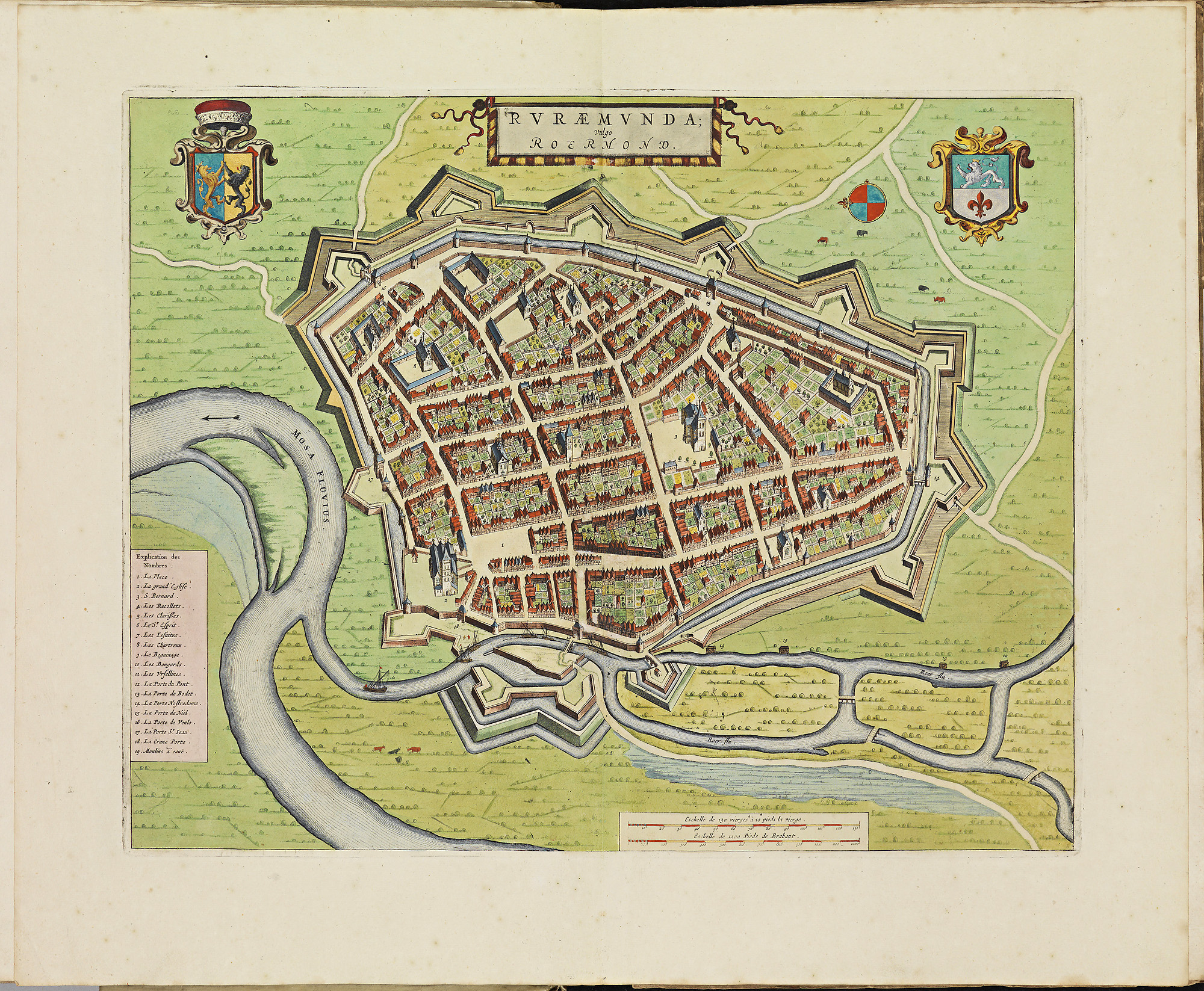
pl013 - Roermond
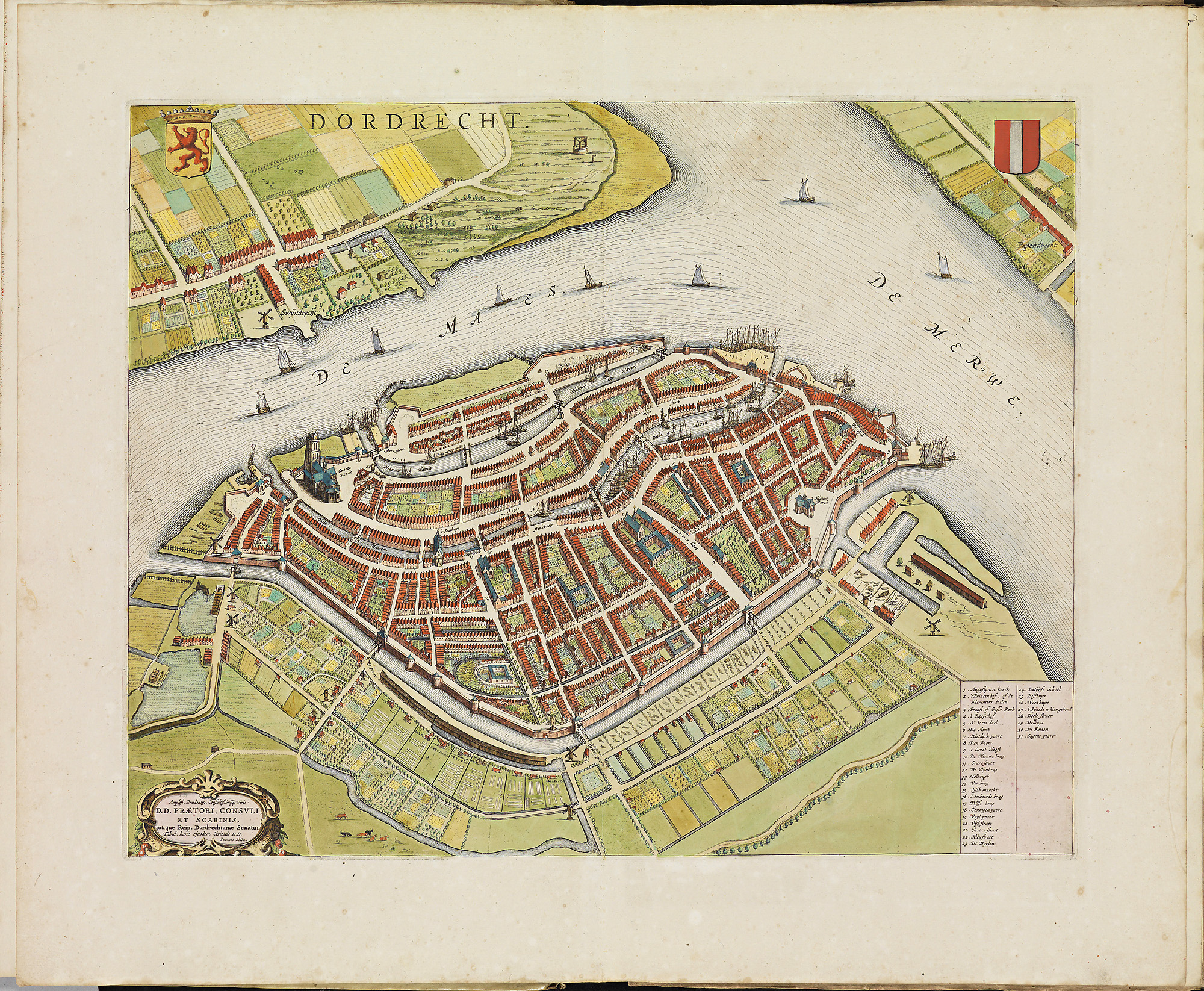
pl014 - Dordrecht
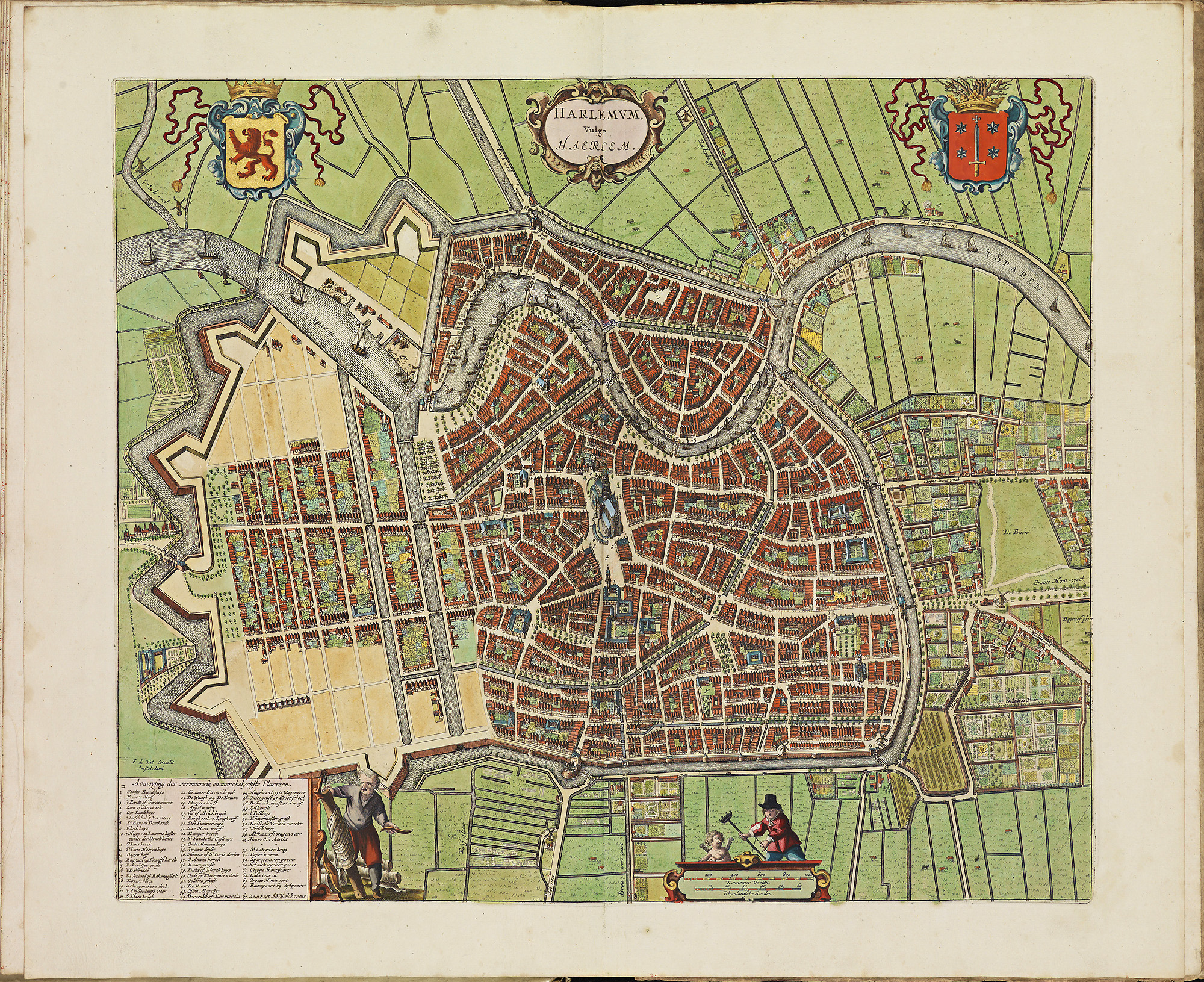
pl015 - Haarlem
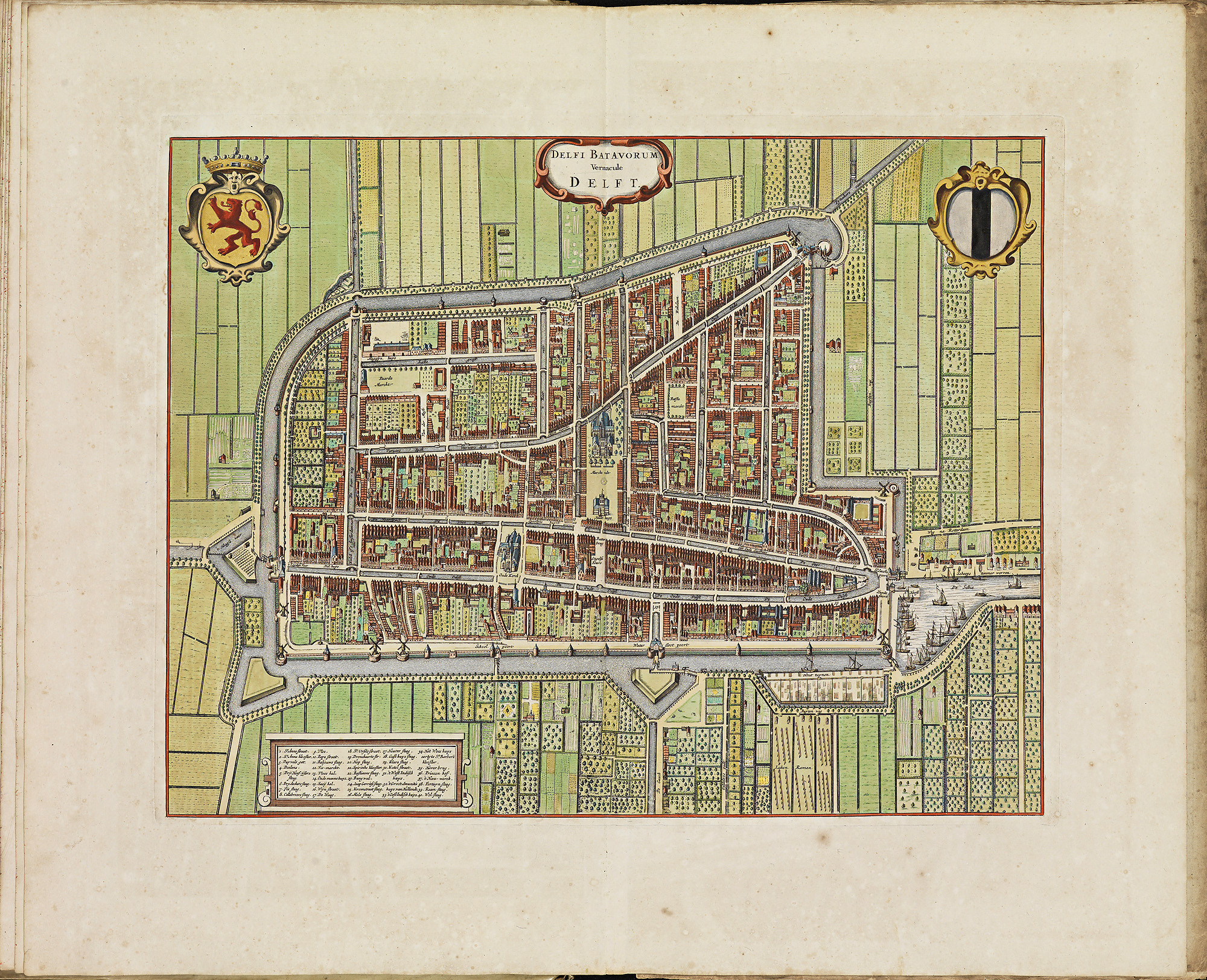
pl016 - Delft
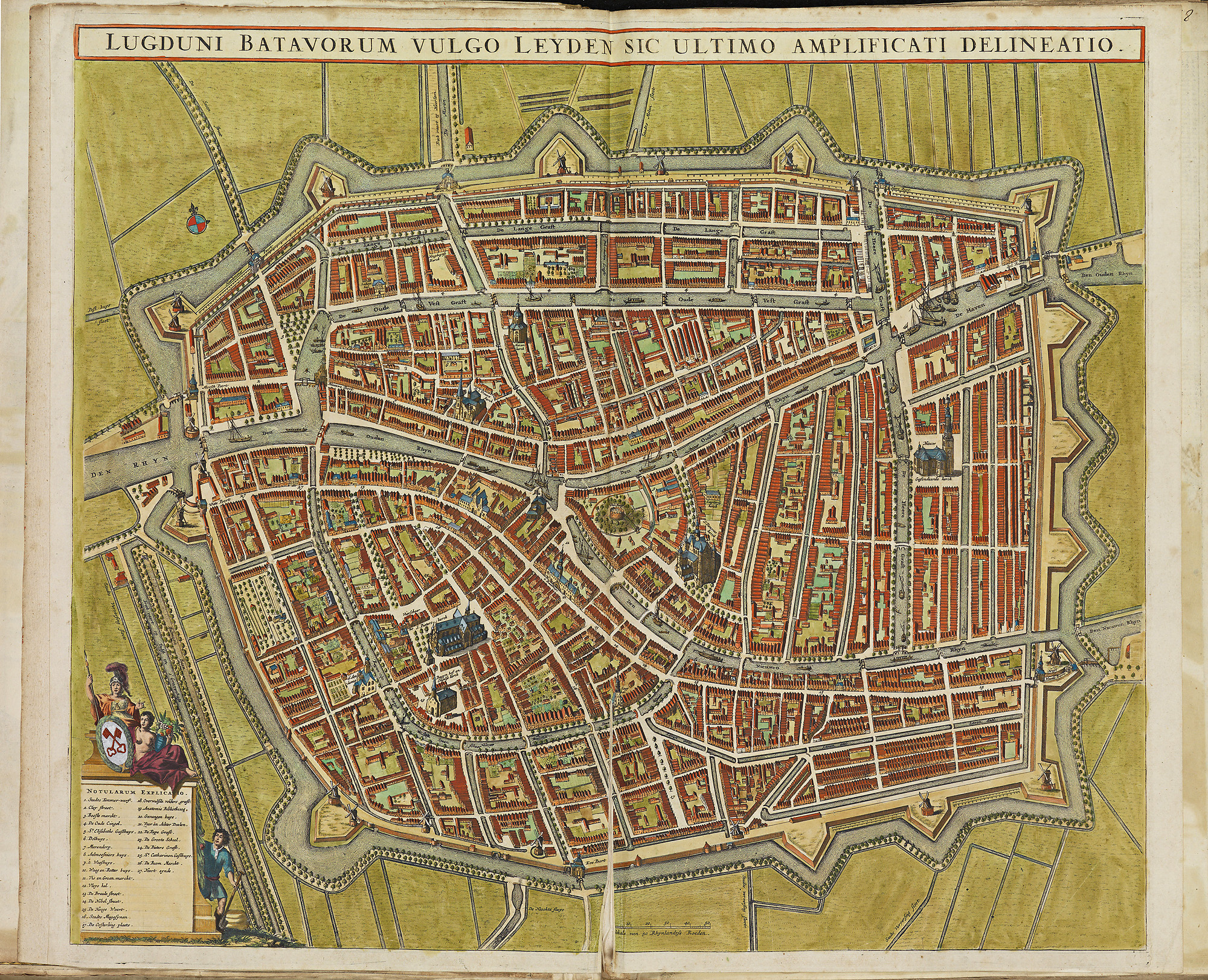
pl017 - Leiden
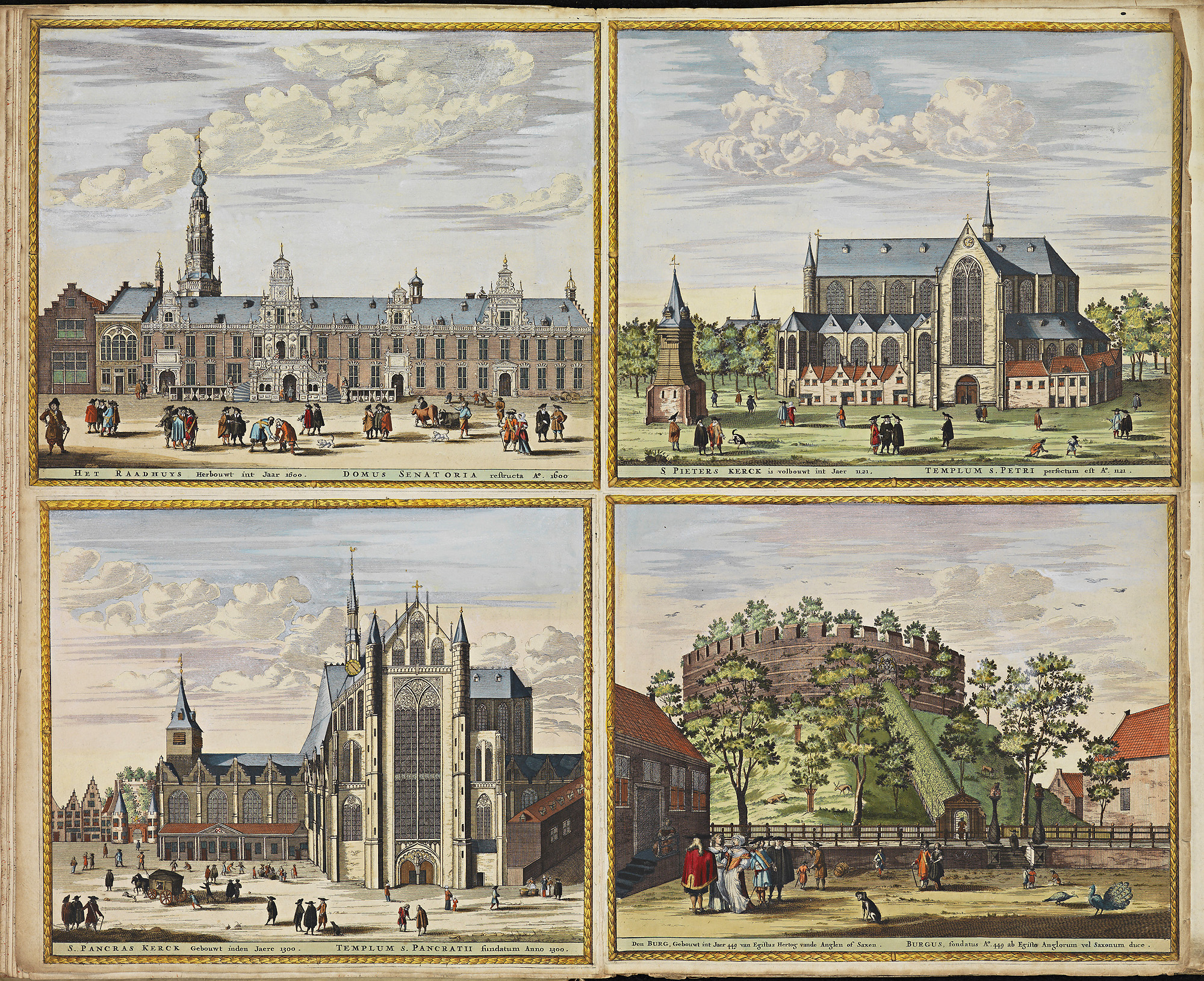
pl017a - Leiden, Stadhuis - Pieterskerk - St. Pancraskerk - De burcht
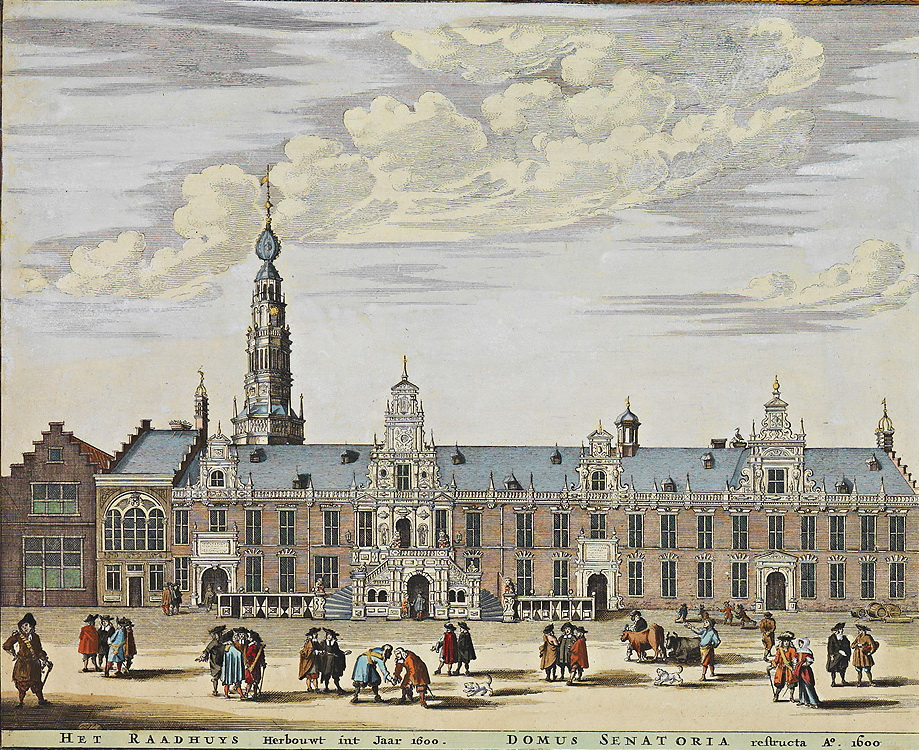
pl017a - Leiden, Stadhuis
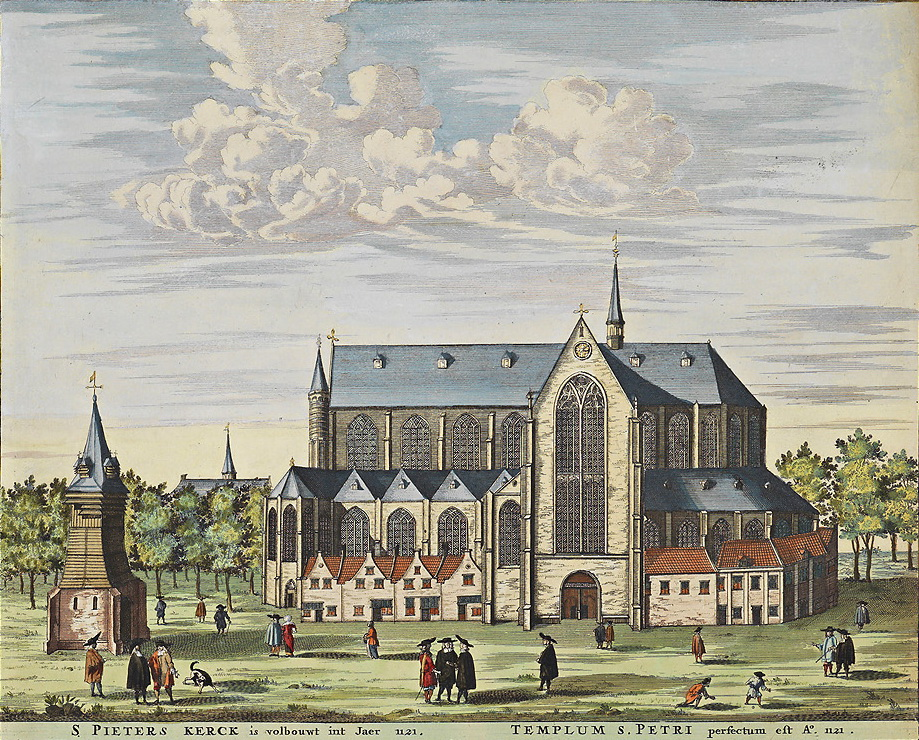
pl017a - Leiden, Pieterskerk
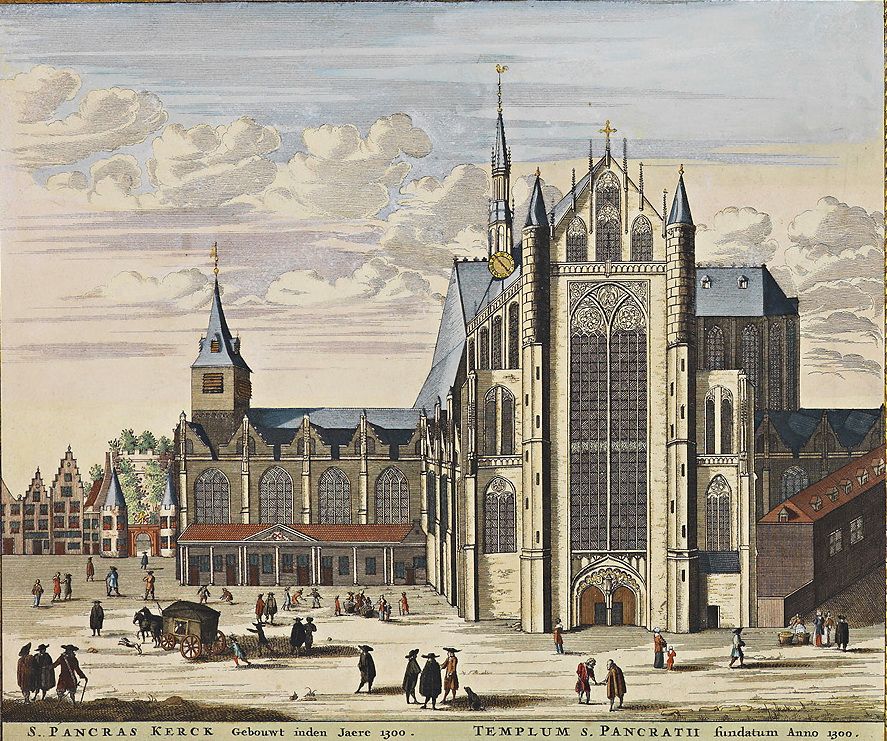
pl017a - Leiden, St. Pancraskerk
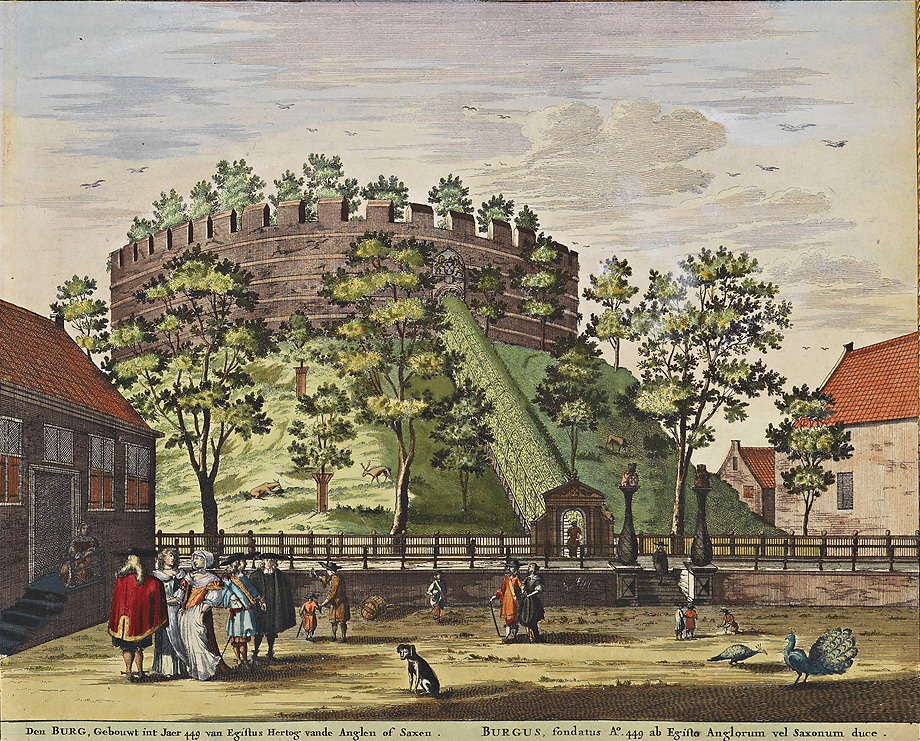
pl017a - Leiden, De burcht
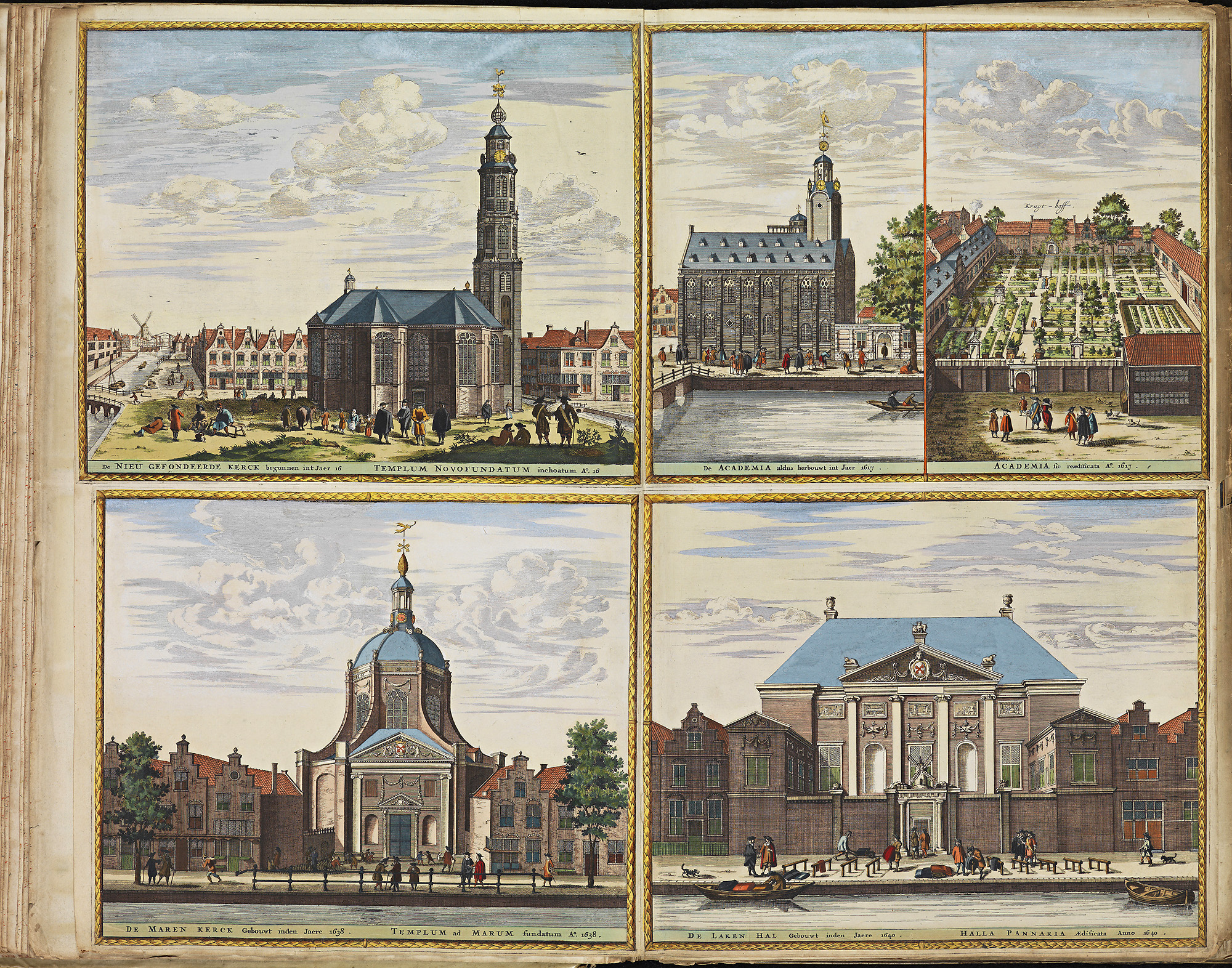
pl017b - Leiden, Nieuw Gefondeerde Kerk of Waardkerk (niet gebouwd) - Academiegebouw - Kruythoff (hortus) - Marekerk - Lakenhal
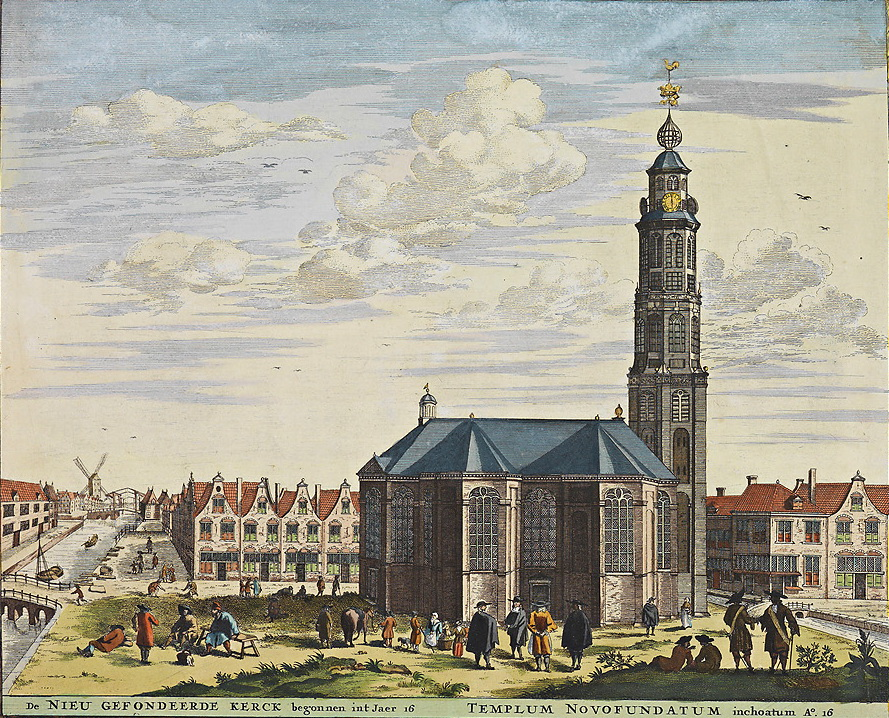
pl017b - Leiden, Nieuw Gefondeerde Kerk of Waardkerk (niet gebouwd)
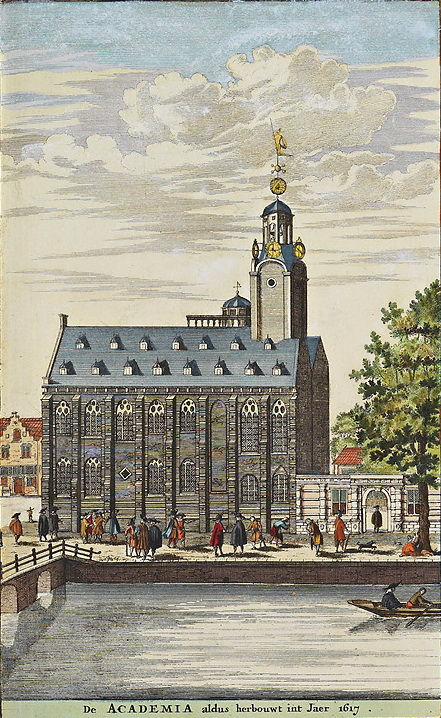
pl017b - Leiden, Academiegebouw
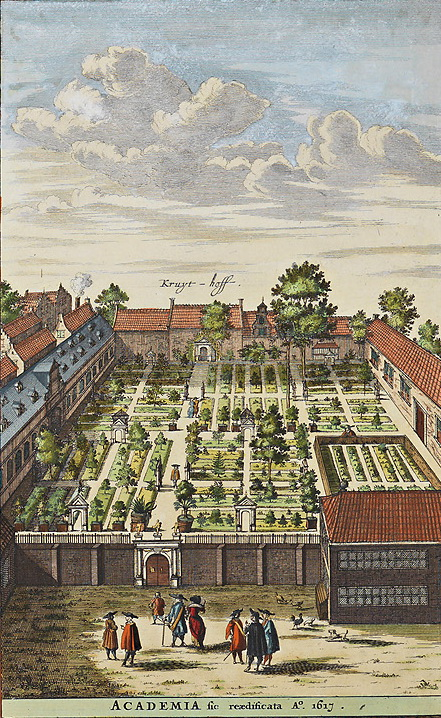
pl017b - Leiden, Kruythoff (hortus)
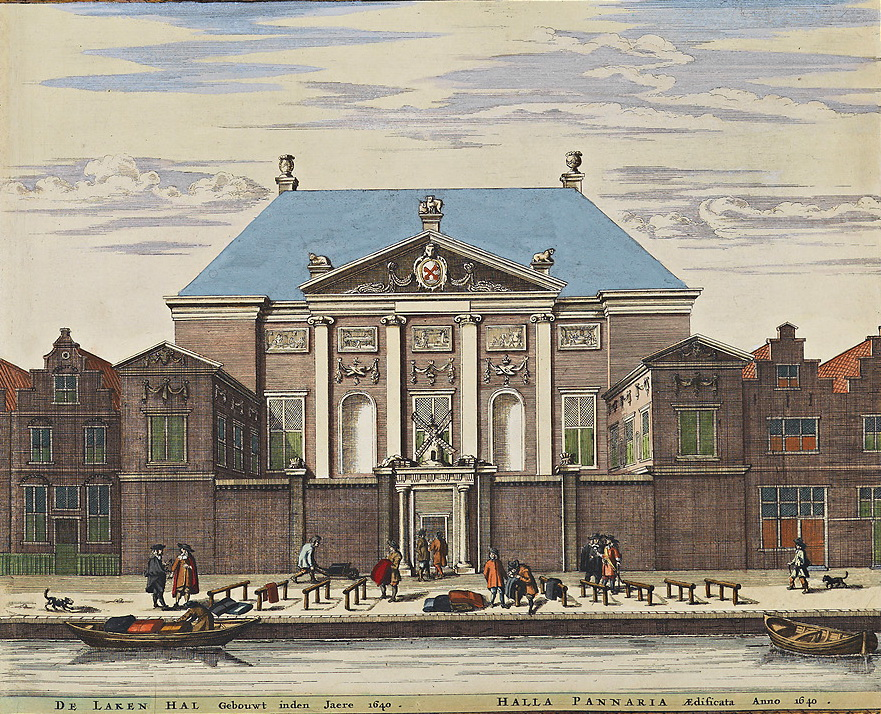
pl017b - Leiden, Lakenhal
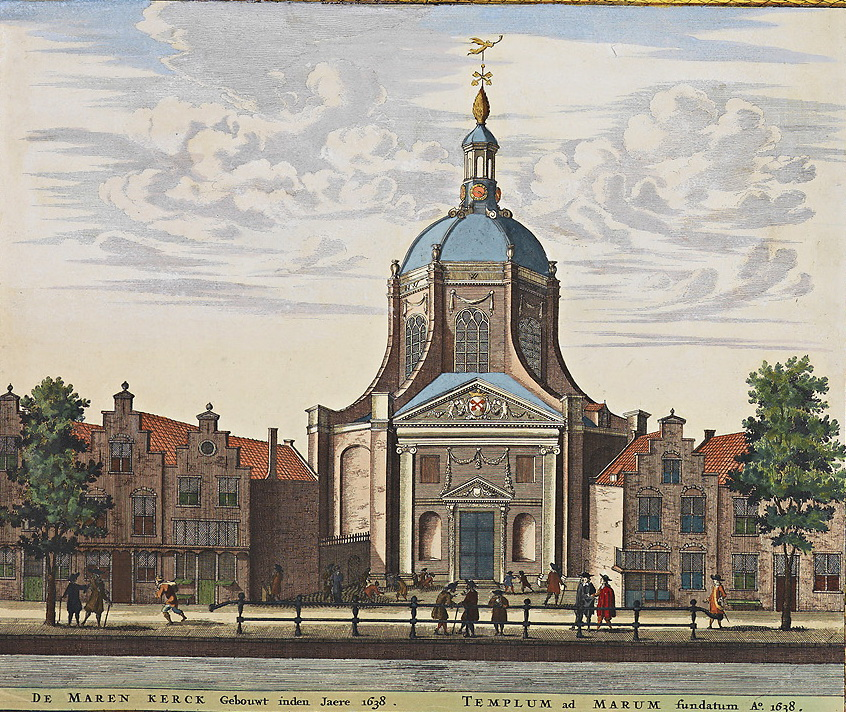
pl017b - Leiden, Marekerk
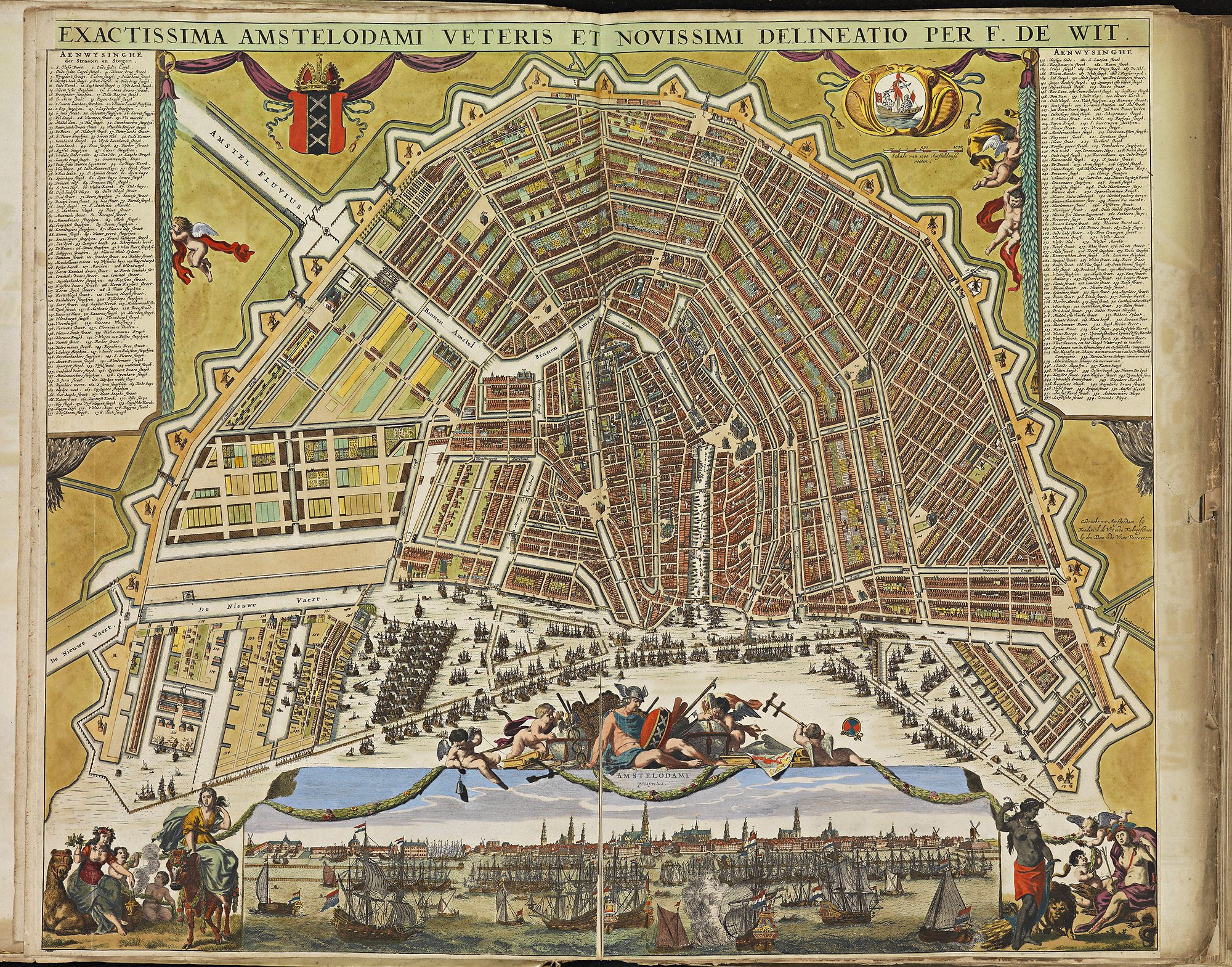
pl018 - Amsterdam
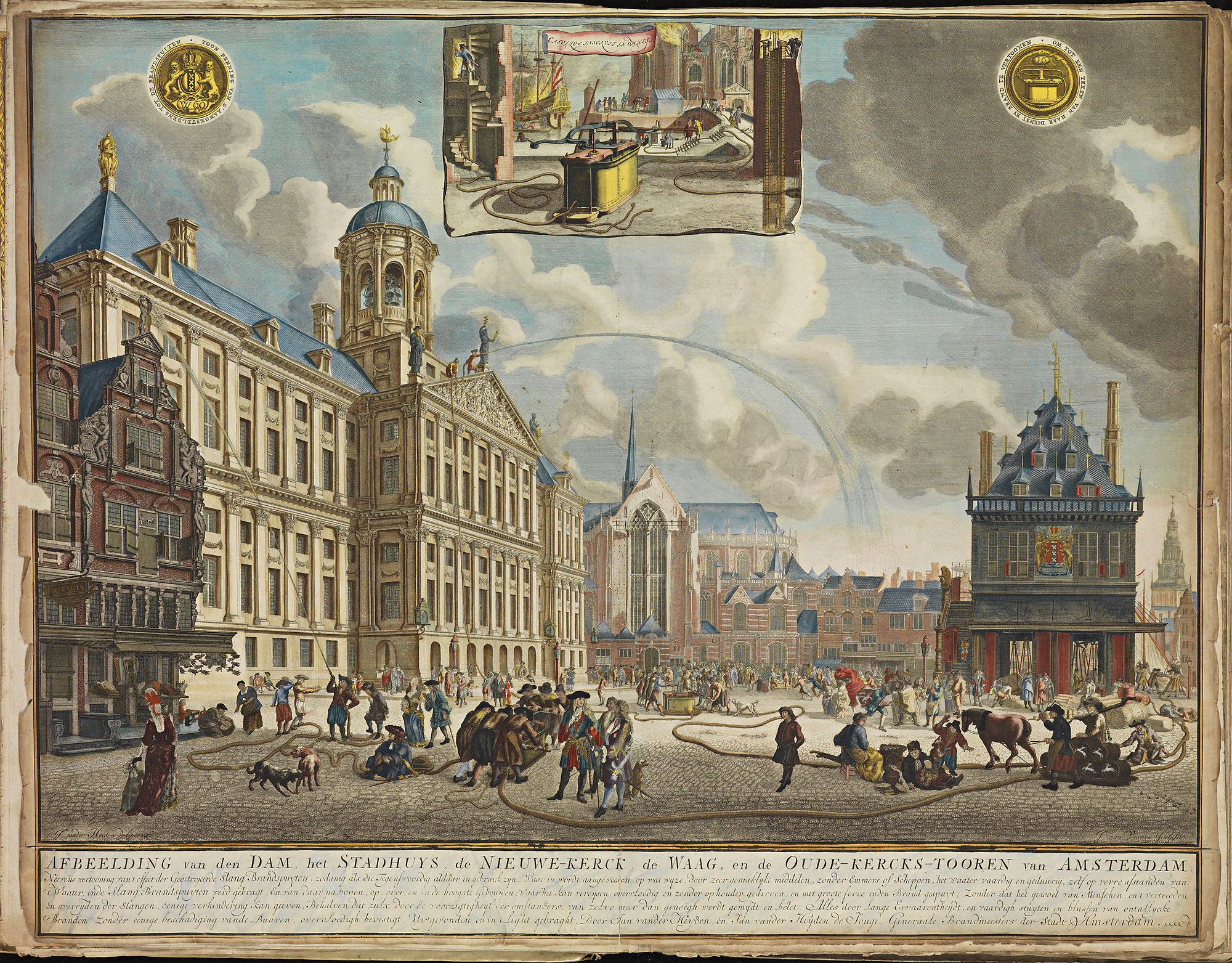
pl018a - Amsterdam, Dam
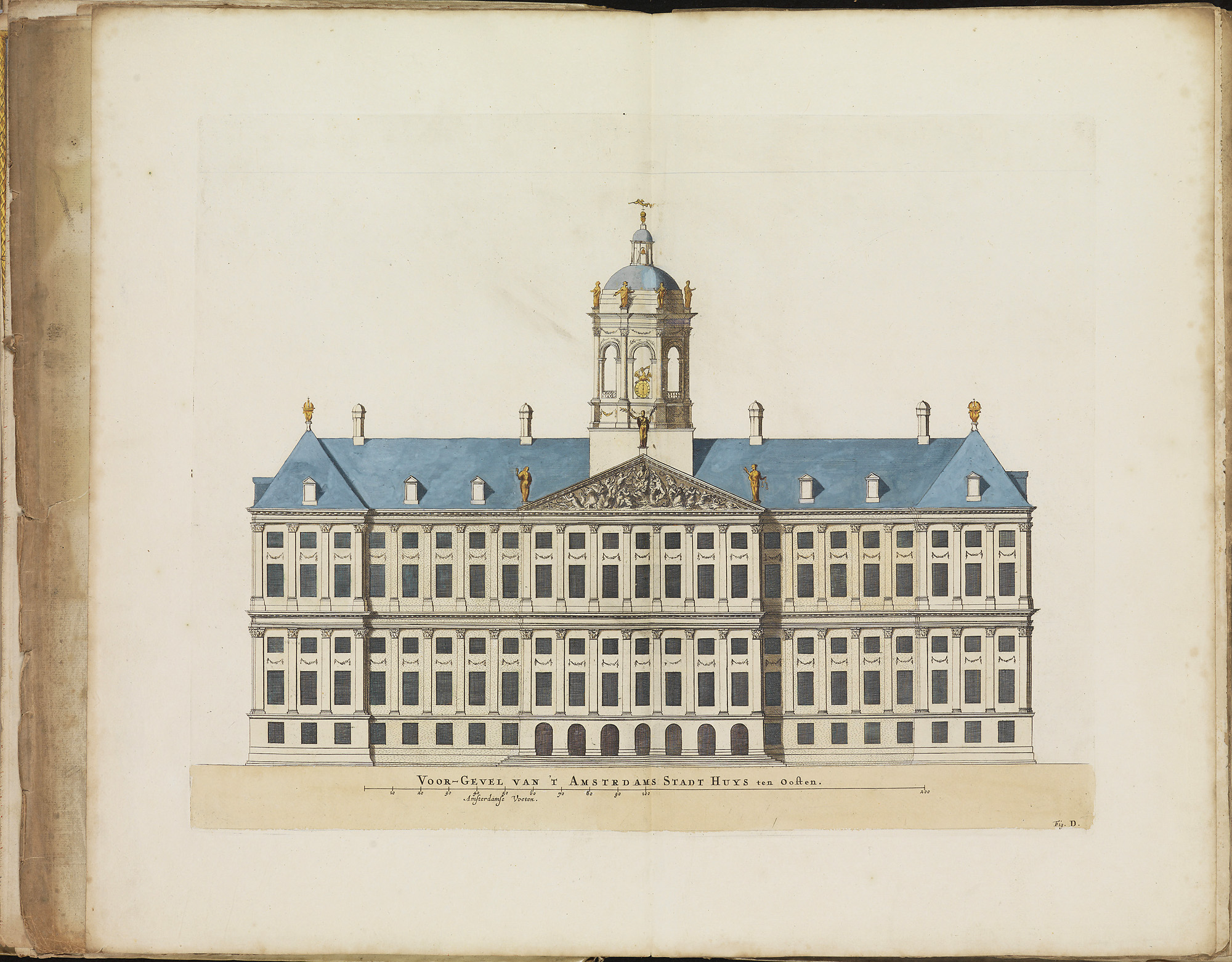
pl018b - Amsterdam, Stadhuis
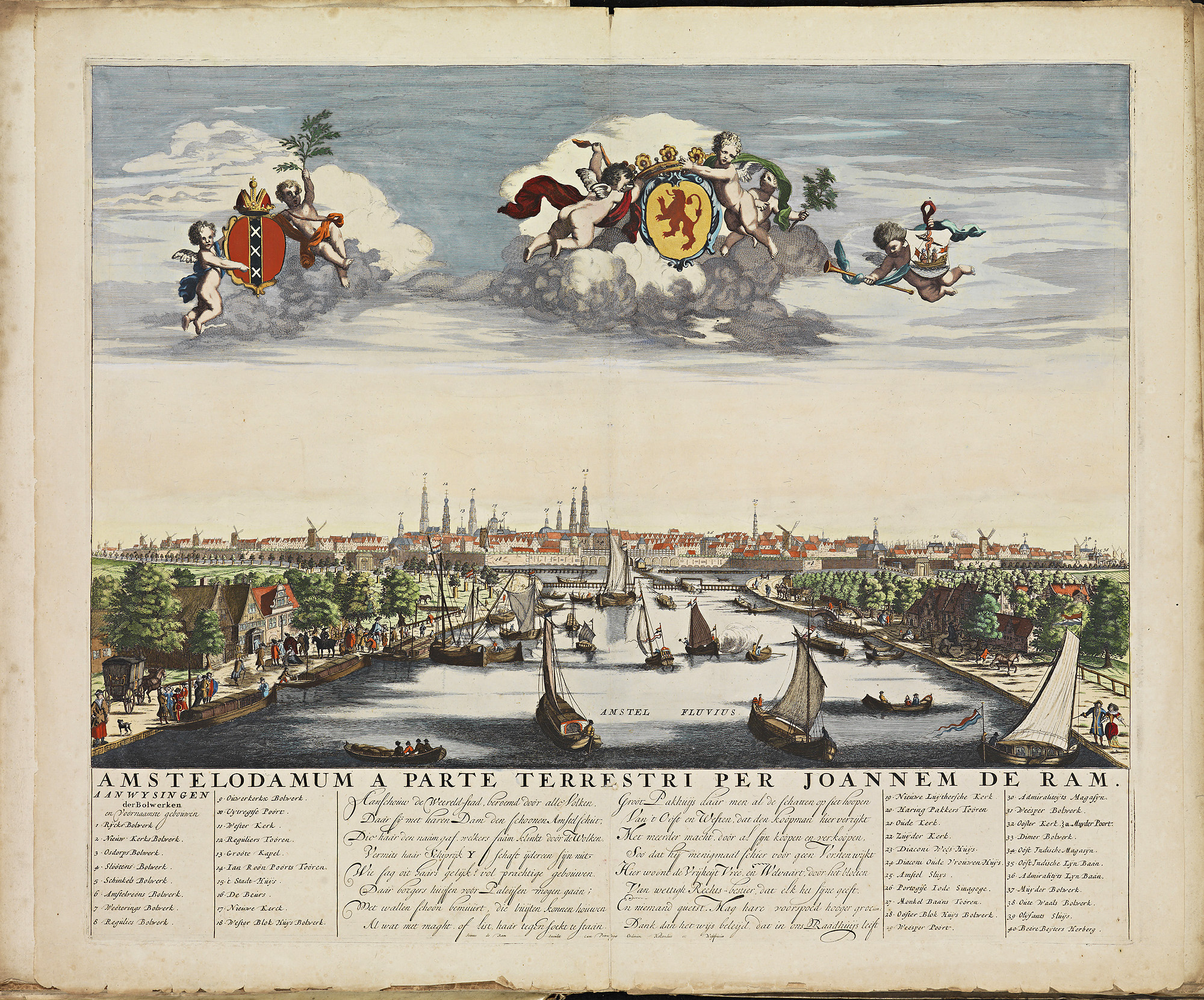
pl018c - Amsterdam, profiel (Joan de Ram)
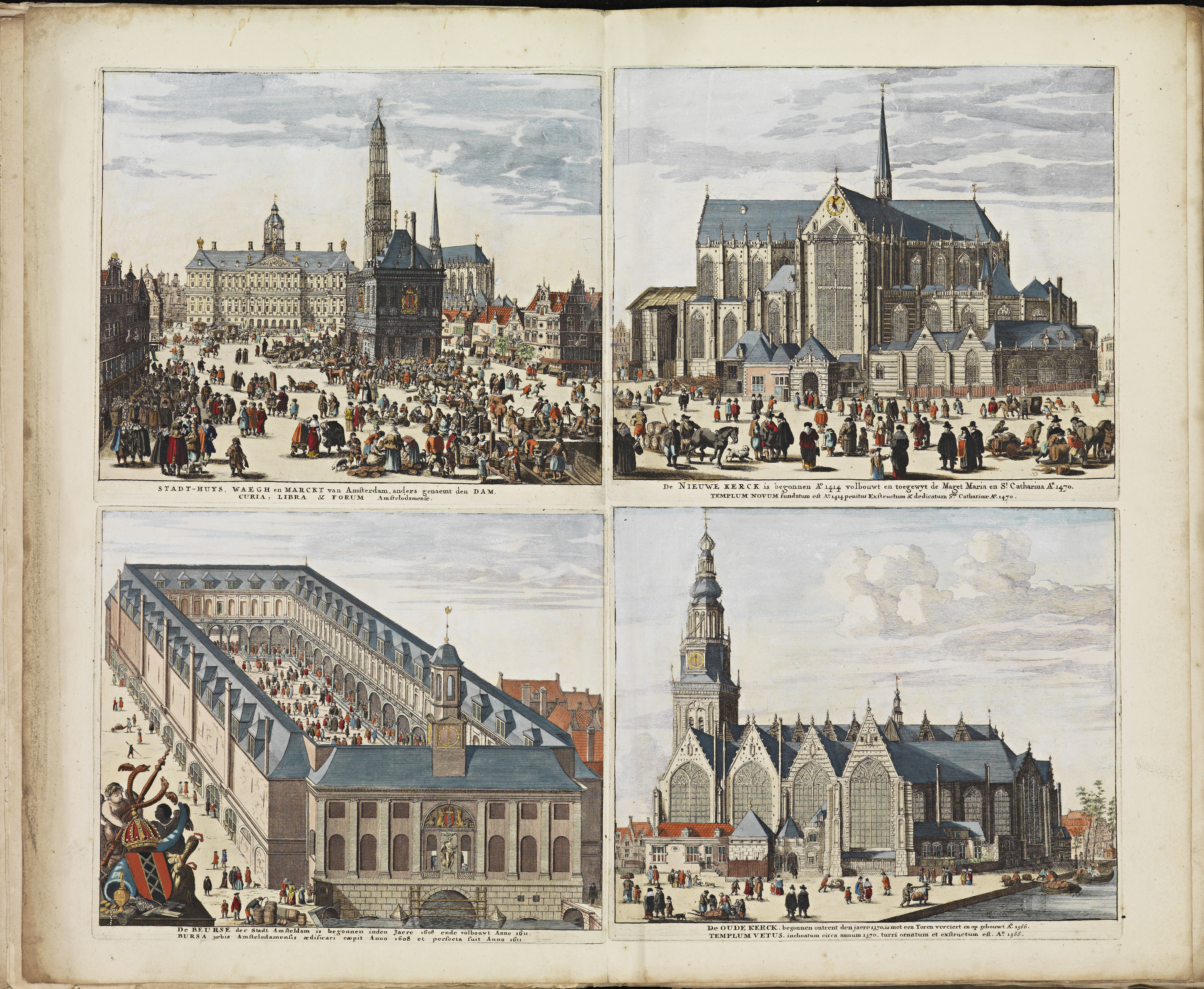
pl018d - Amsterdam, Oude Kerk
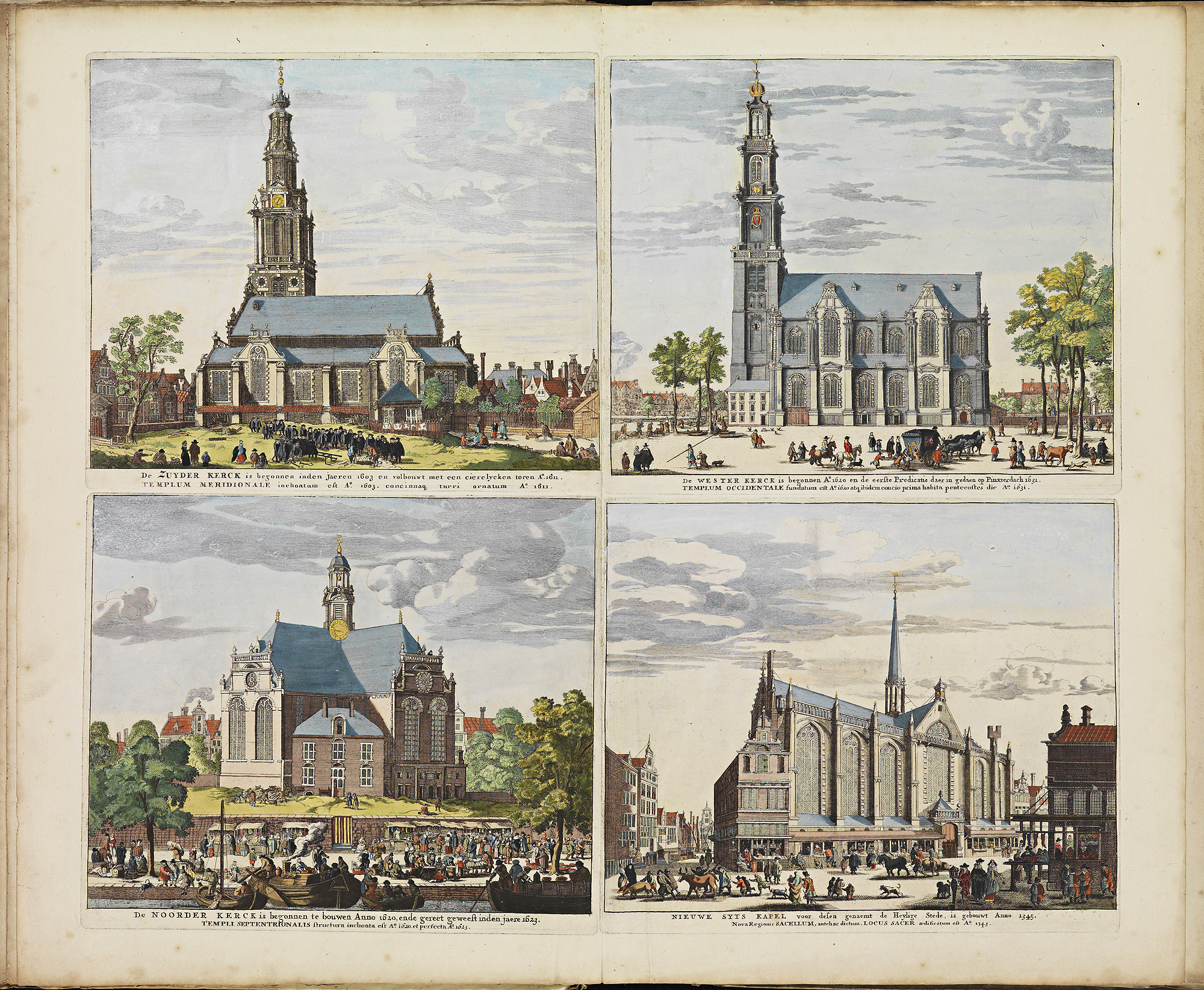
pl018e - Amsterdam, Zuiderkerk
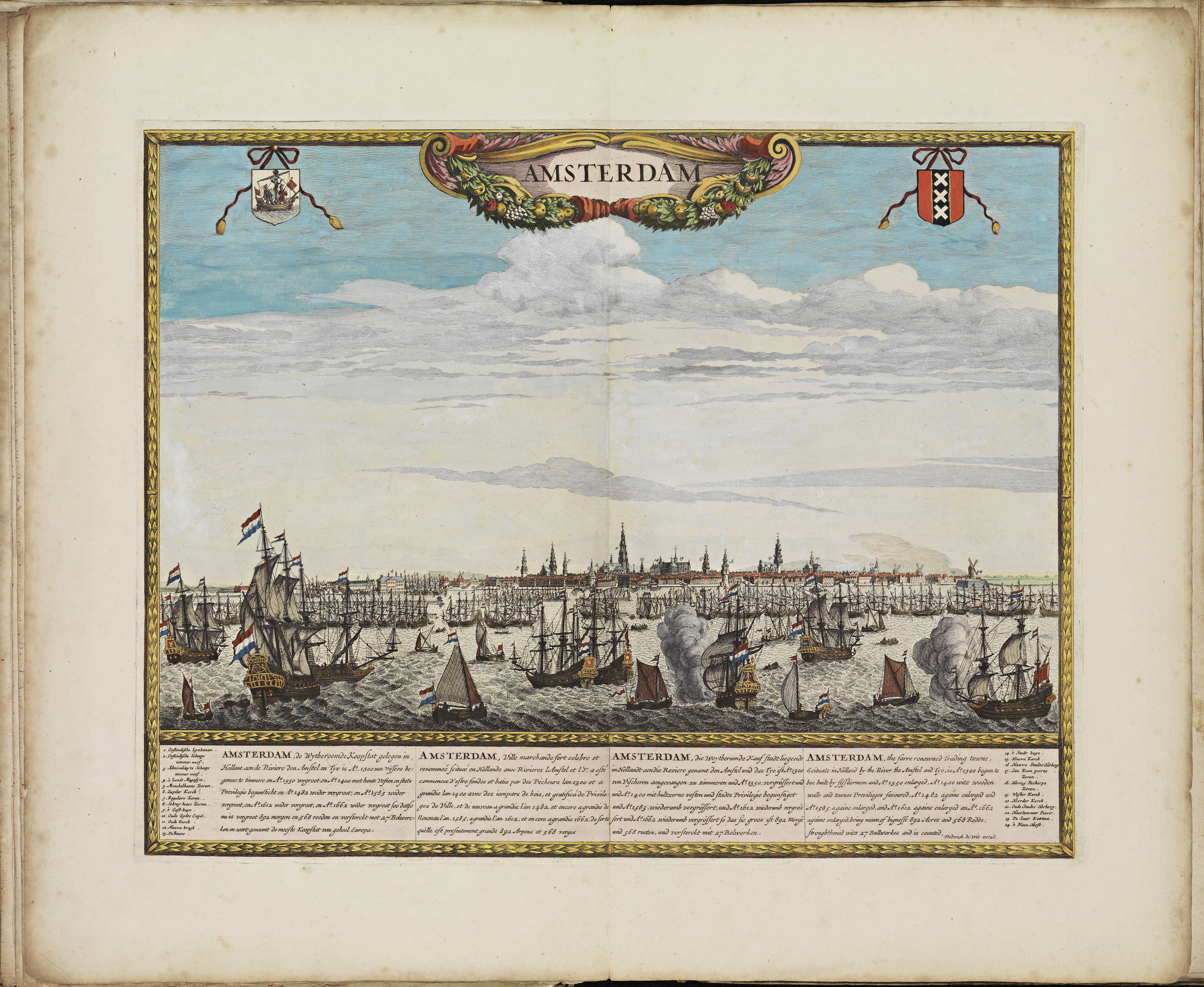
pl018f - Amsterdam, profiel
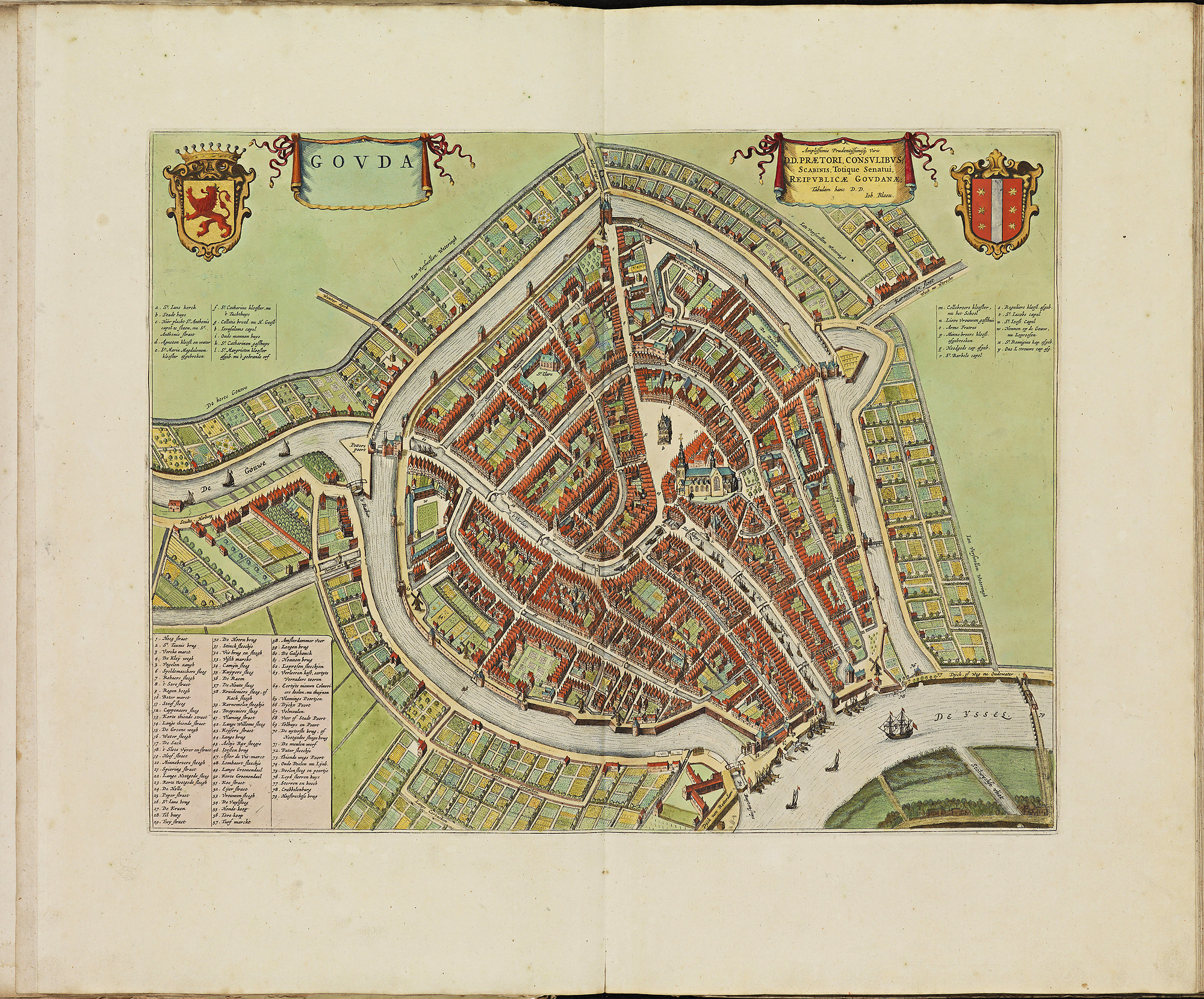
pl019 - Gouda
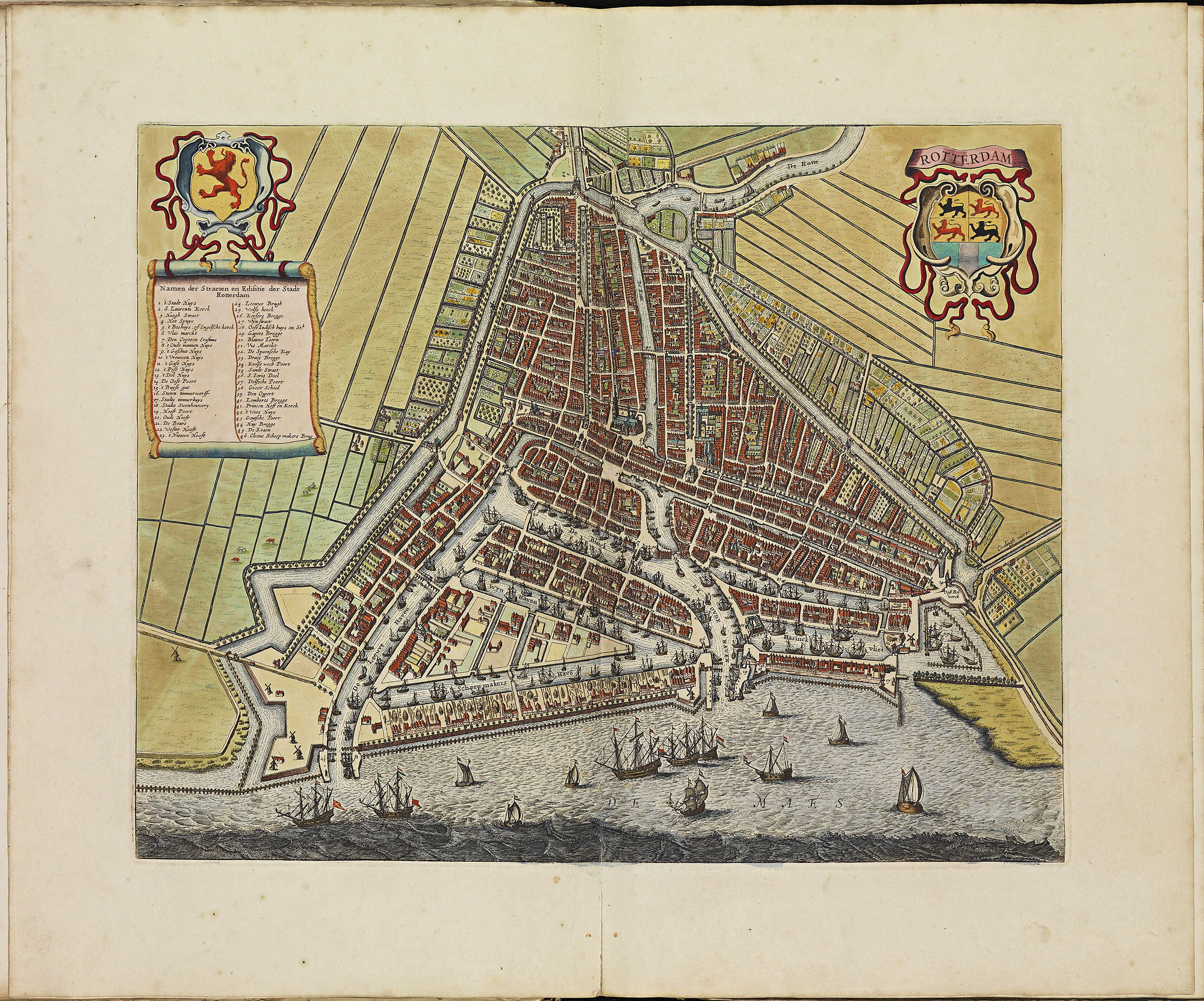
pl020 - Rotterdam
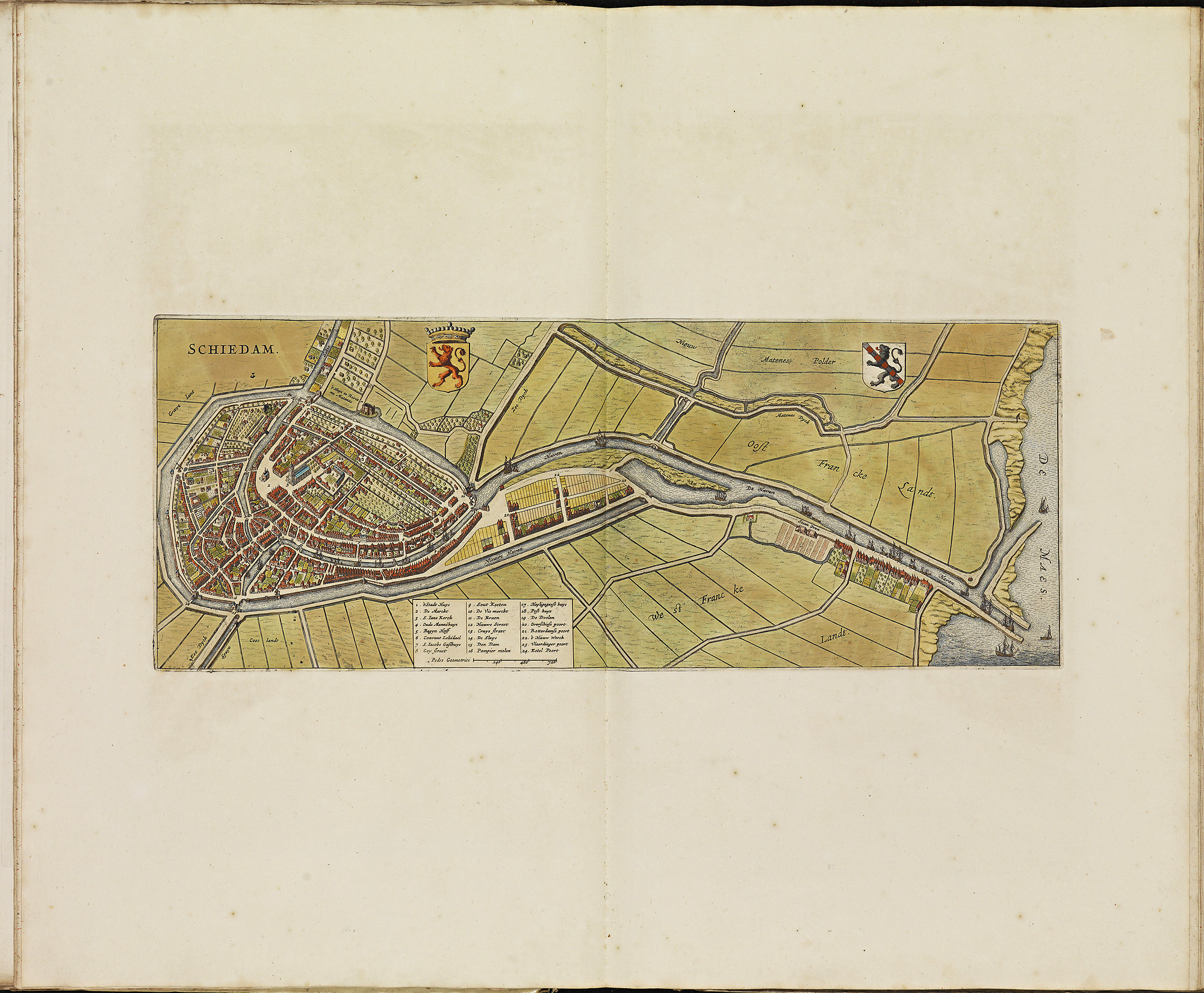
pl021 - Schiedam
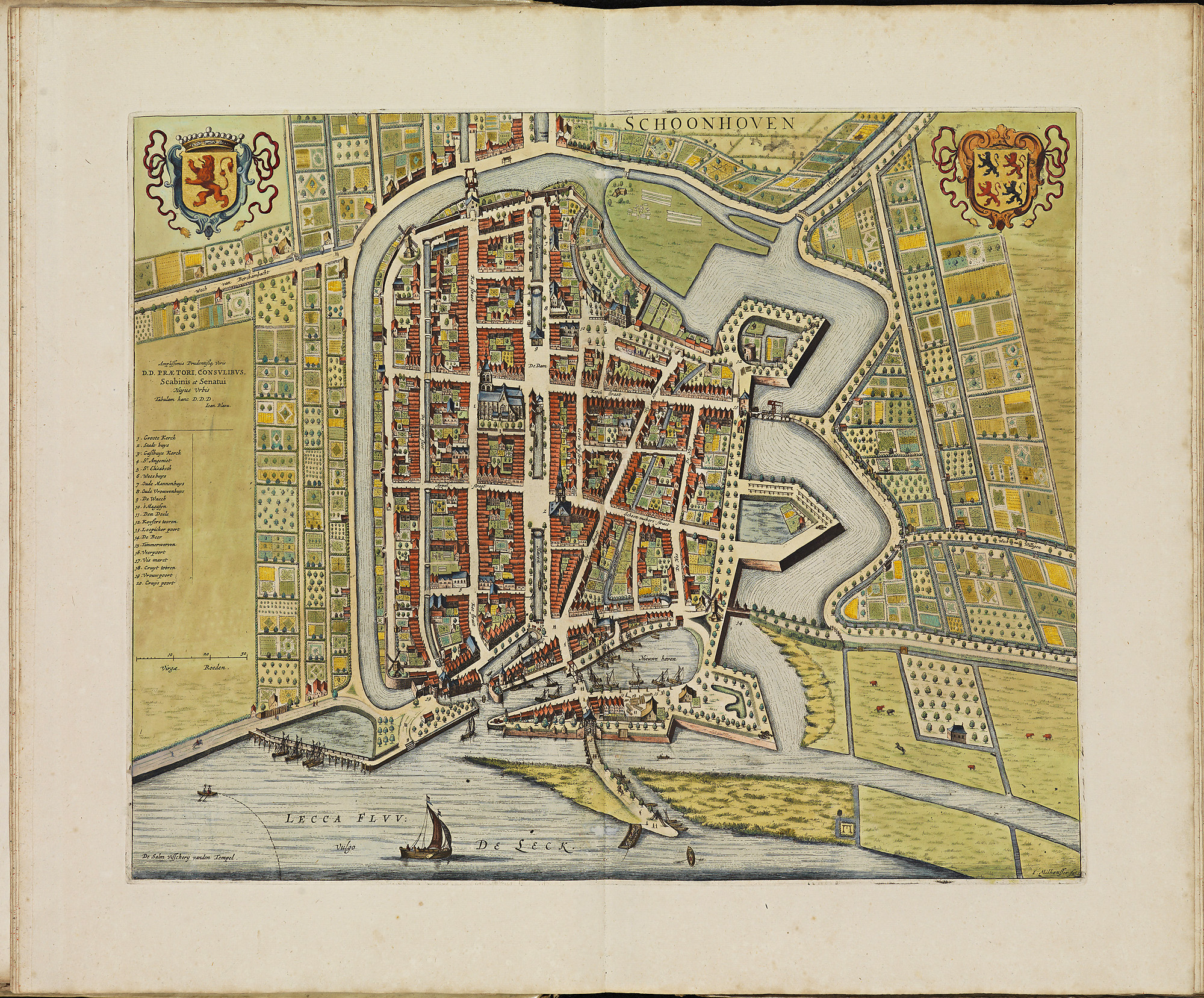
pl022 - Schoonhoven
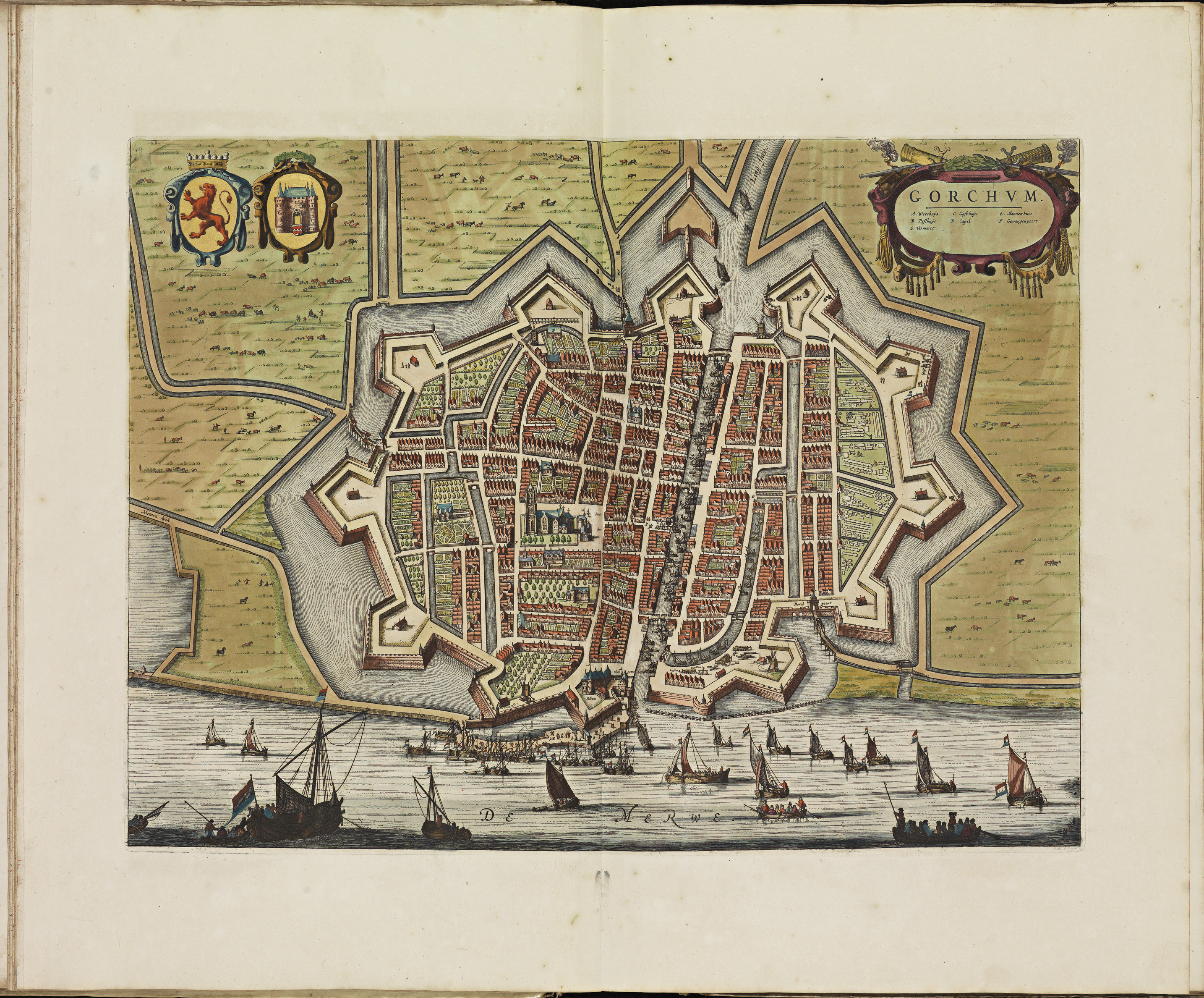
pl023 - Gorkum
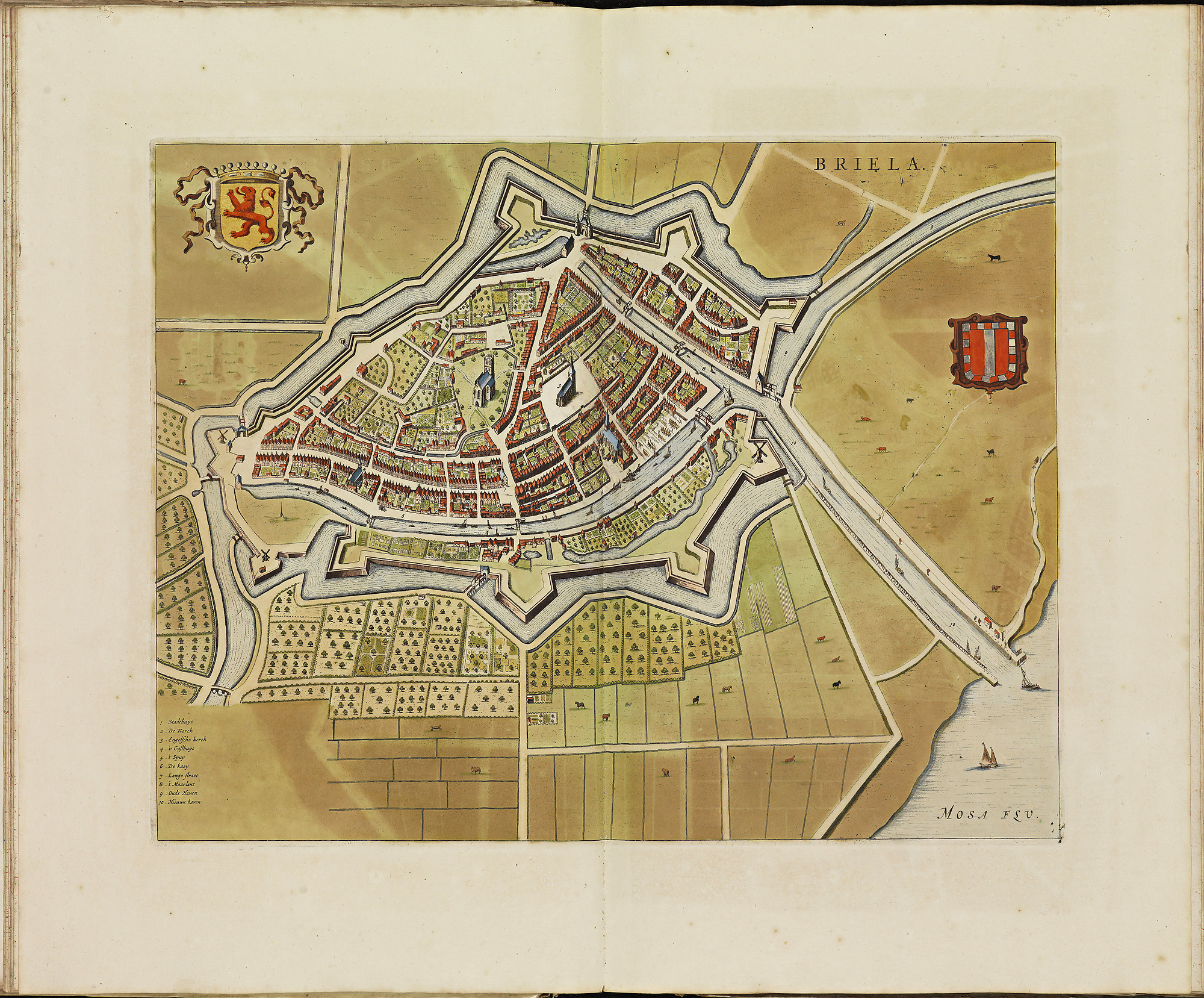
pl024 - Brielle
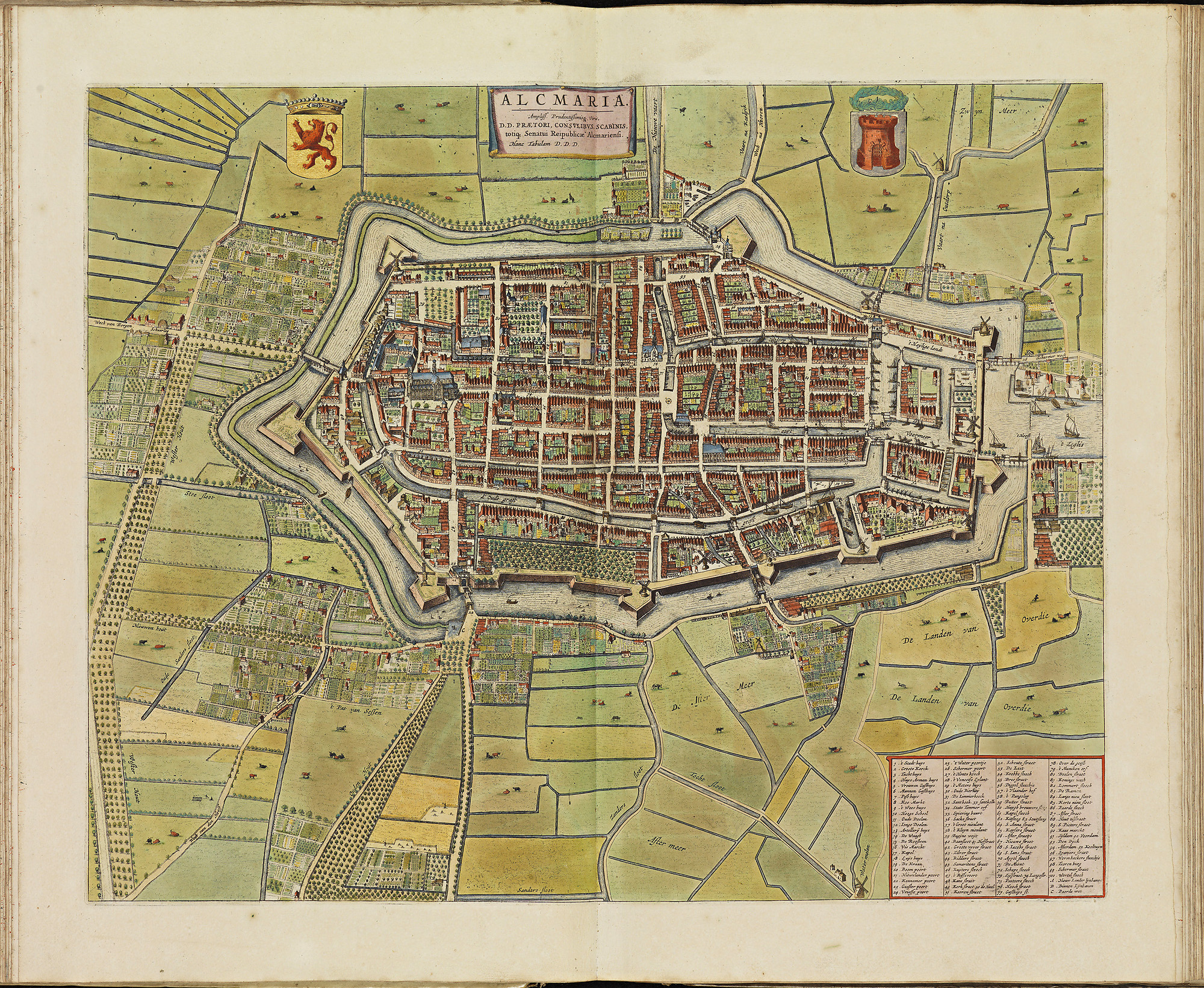
pl025 - Alkmaar
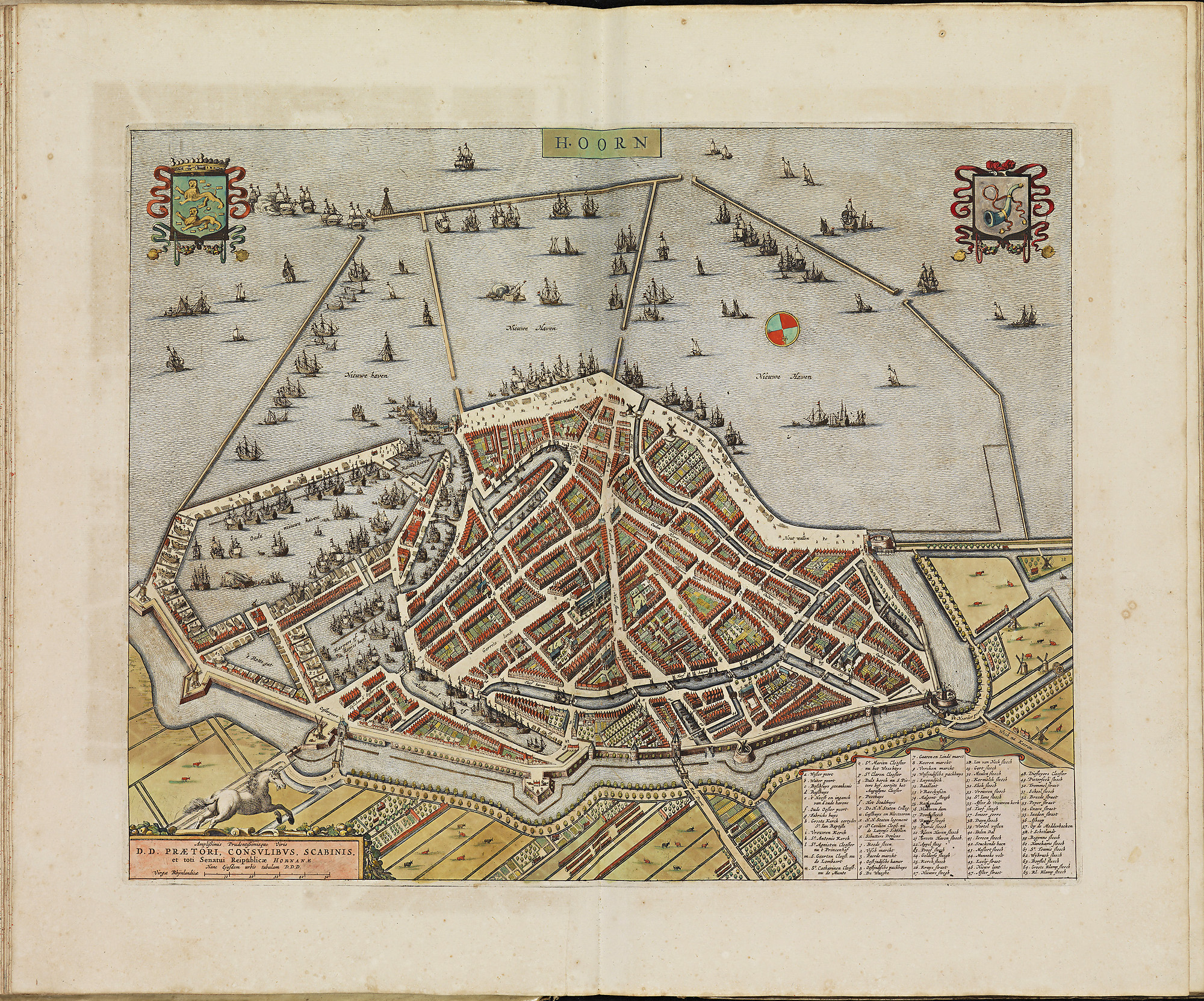
pl026 - Hoorn
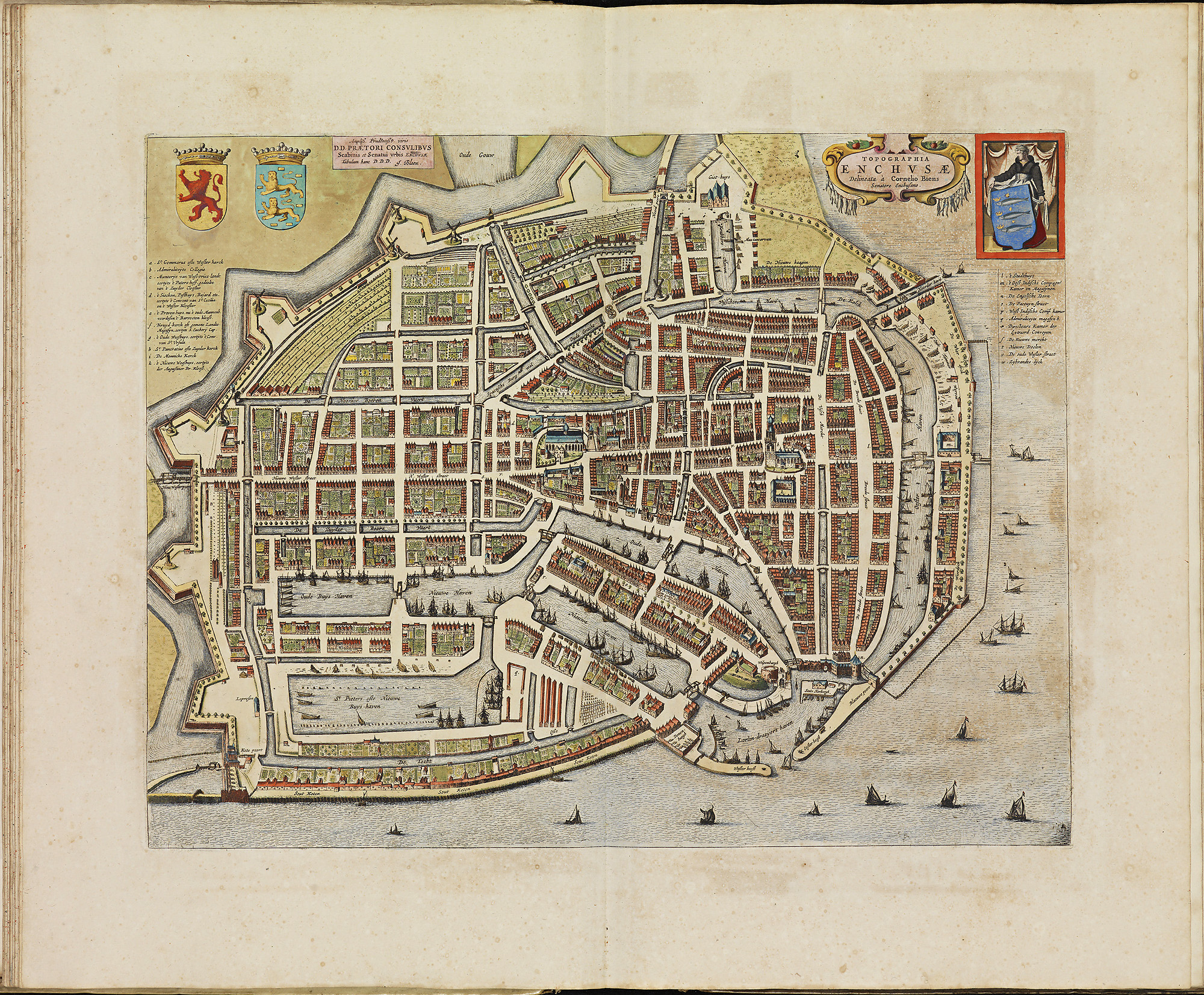
pl027 - Enkhuizen
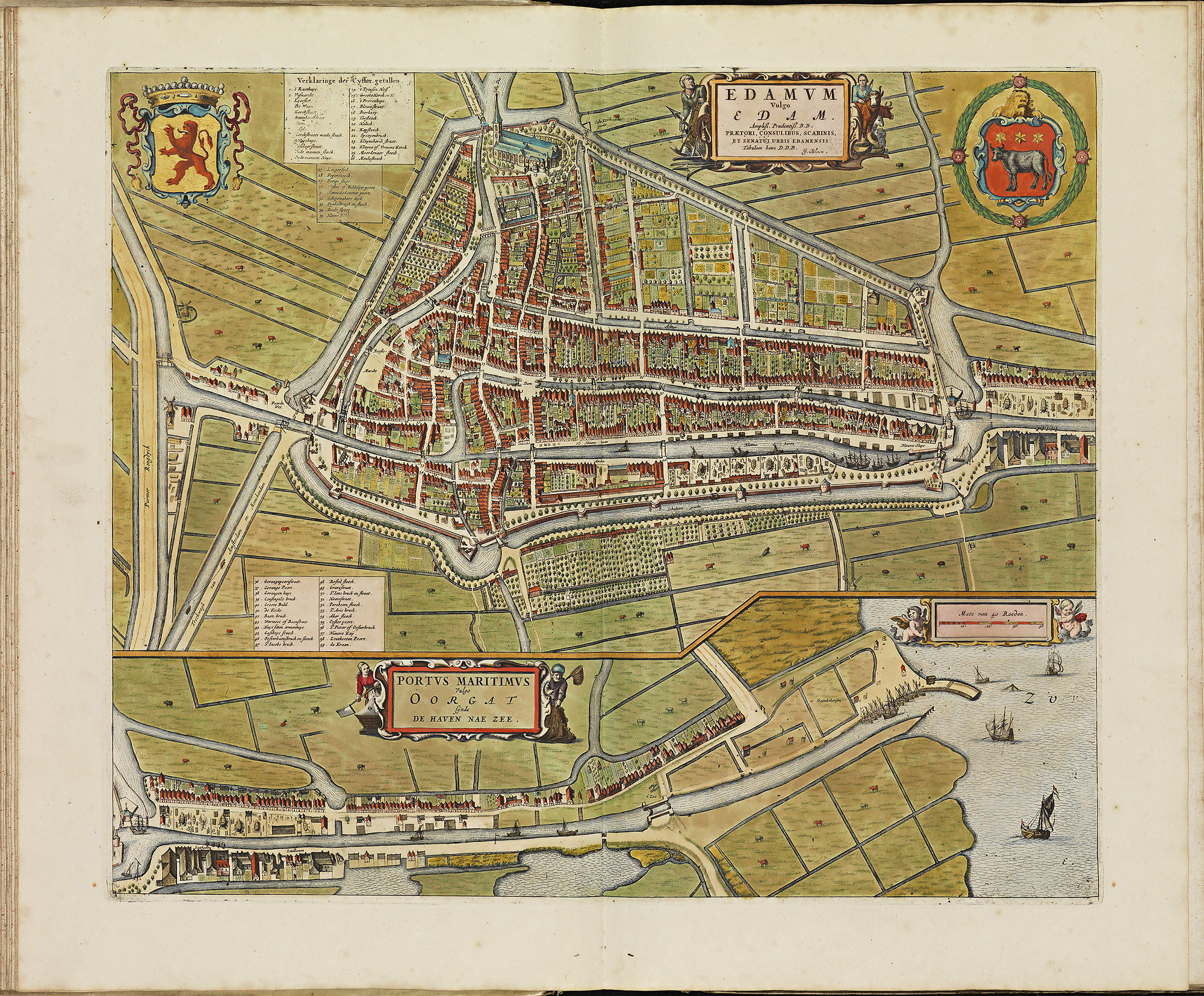
pl028 - Edam
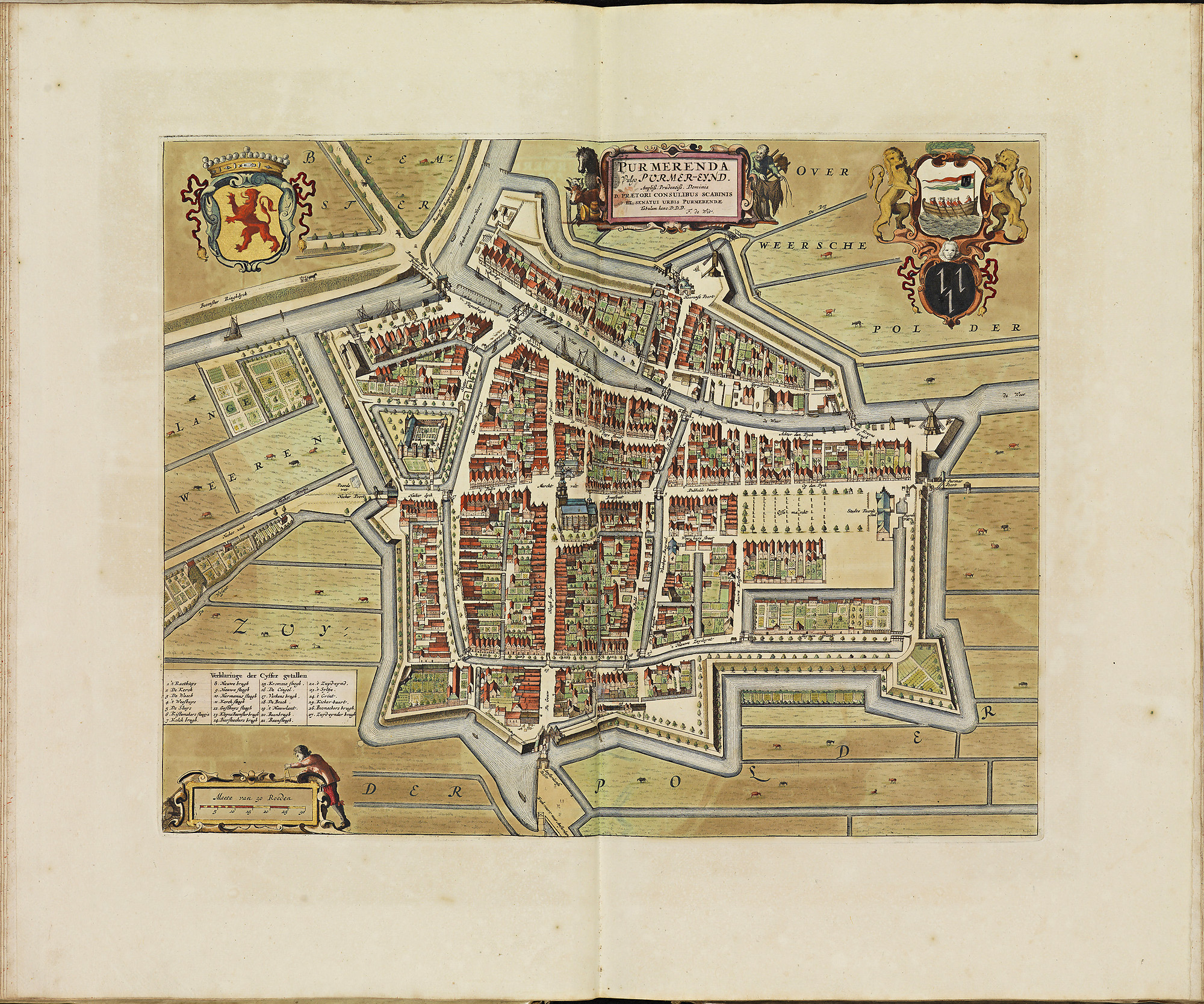
pl029 - Purmerend
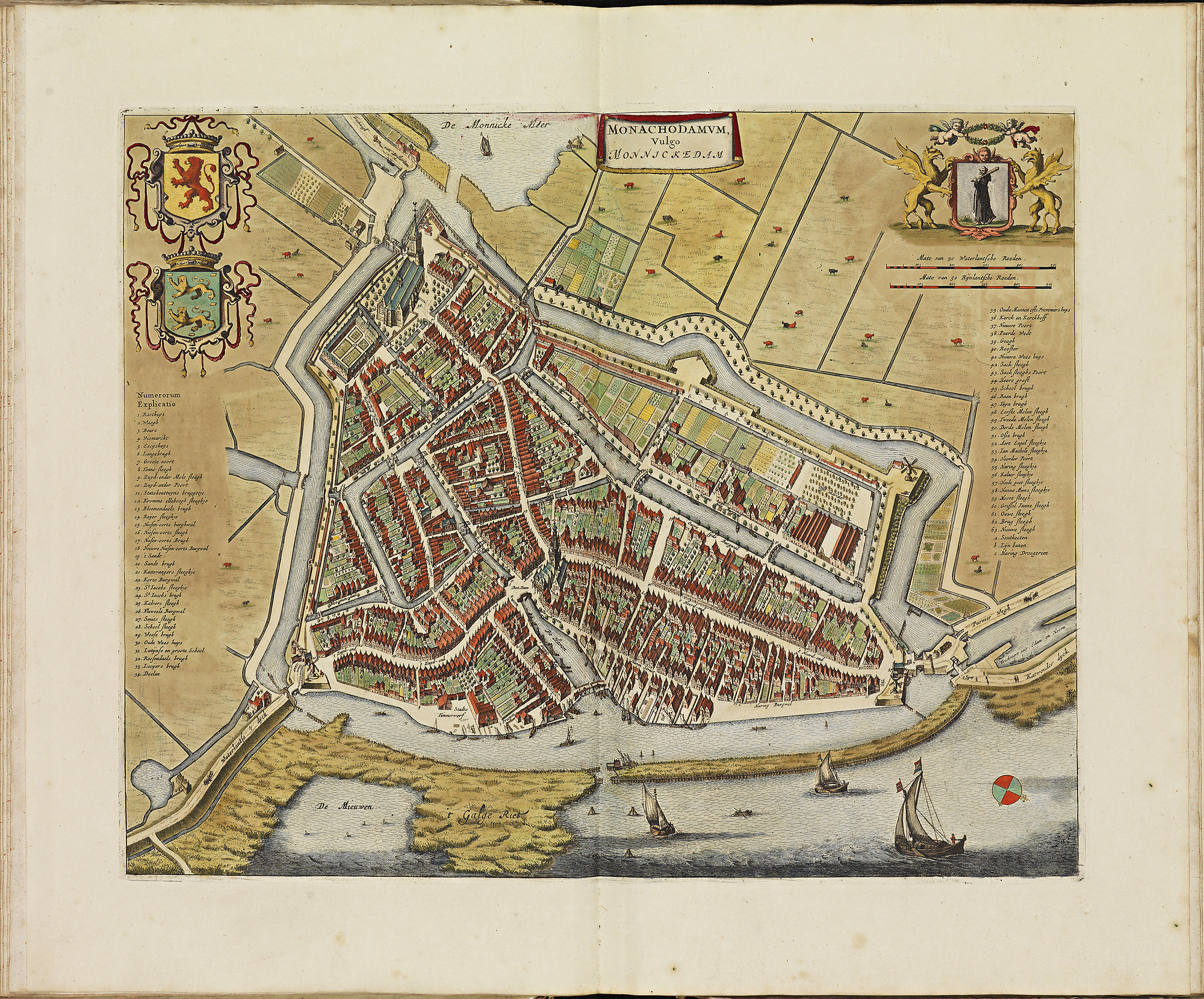
pl030 - Monnickendam
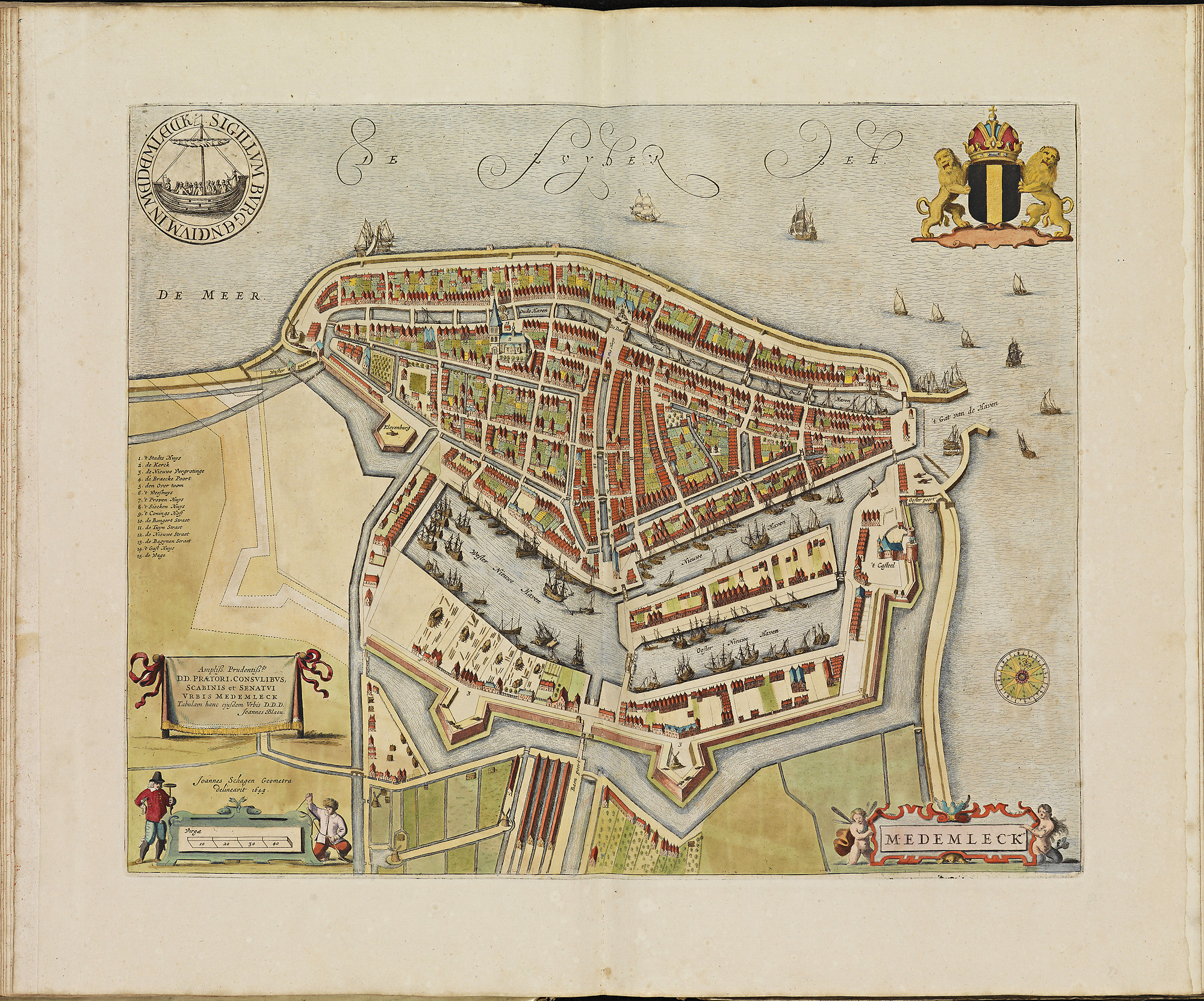
pl031 - Medemblik
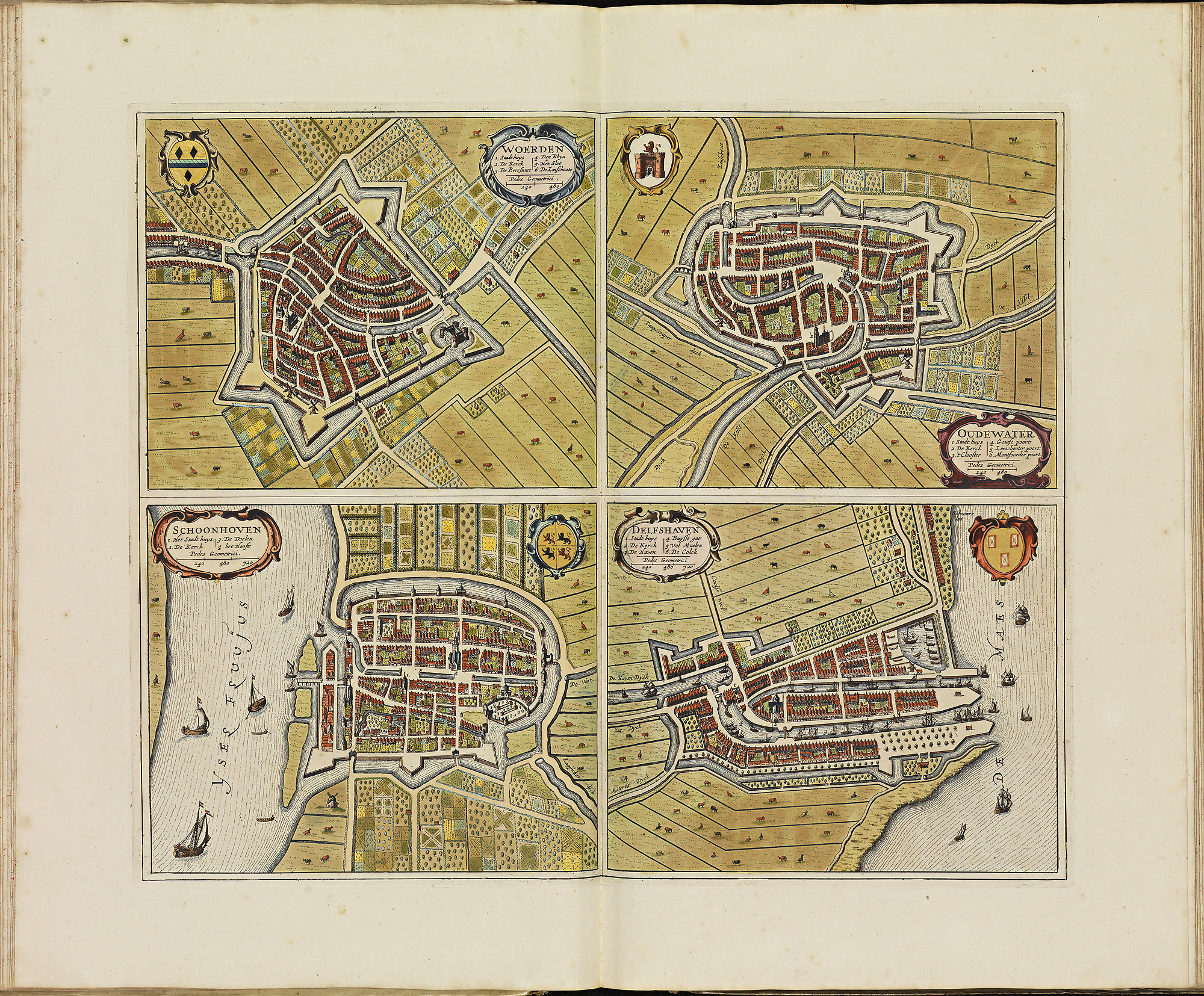
pl032 - Woerden
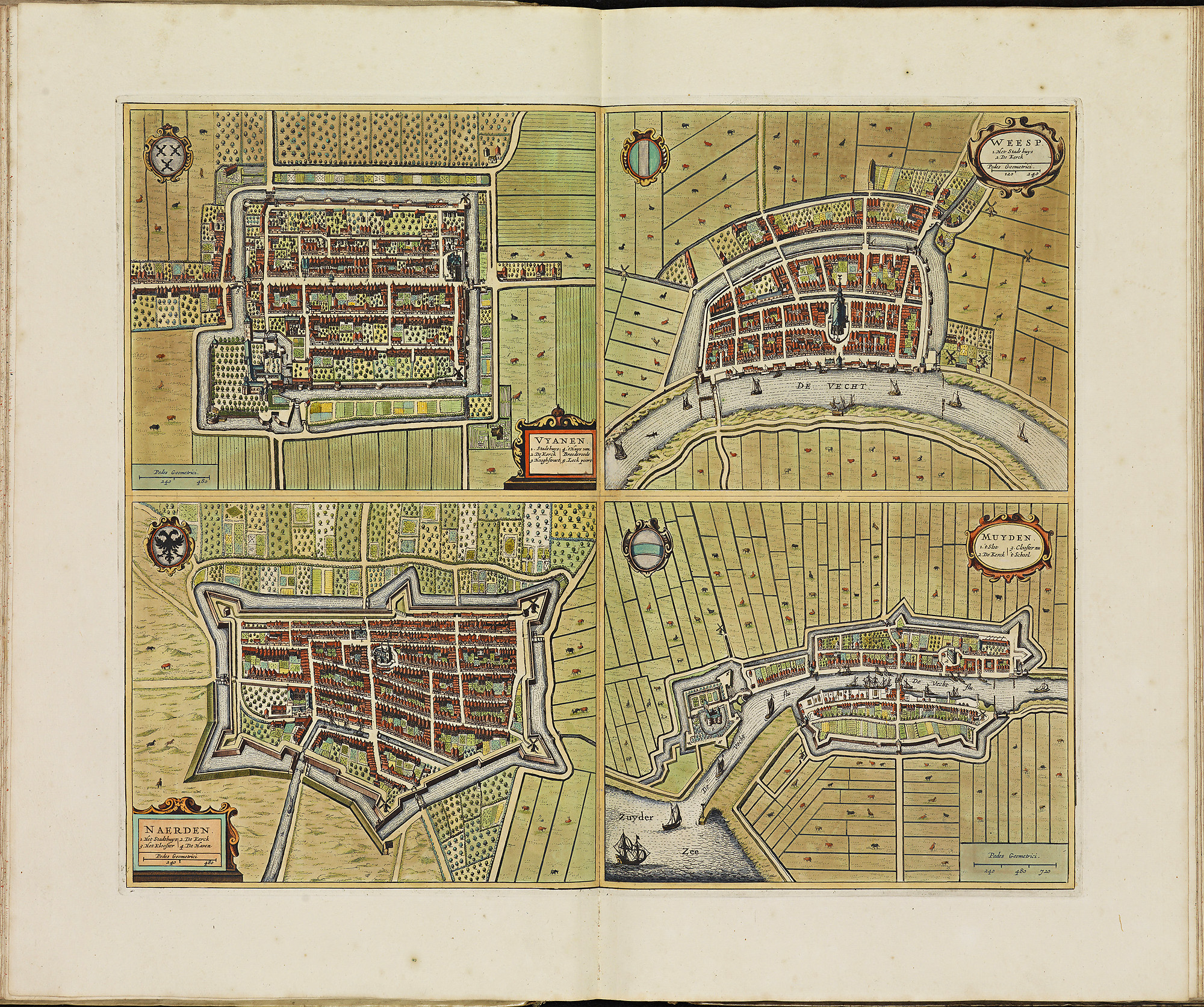
pl033 - Weesp
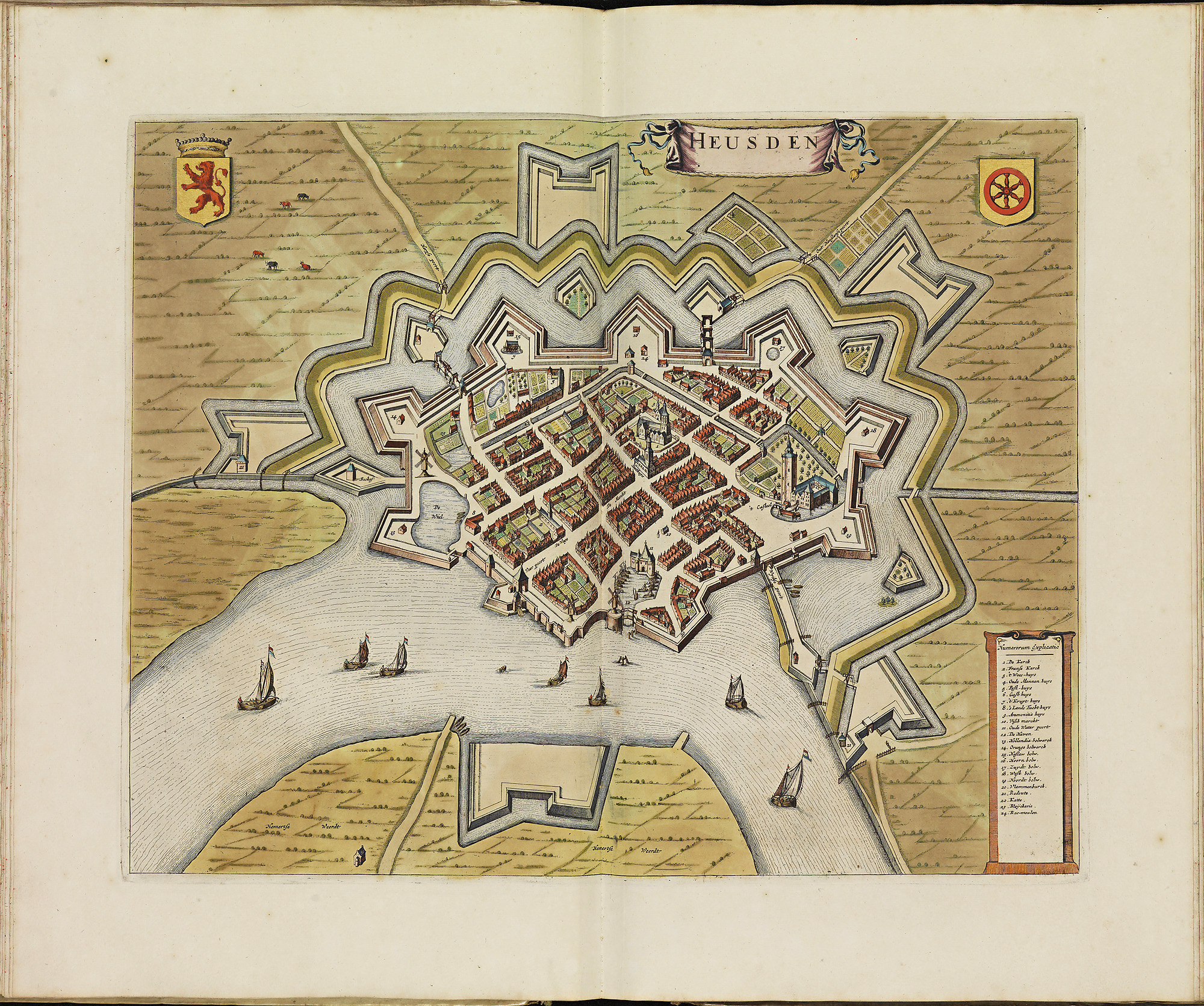
pl034 - Heusden
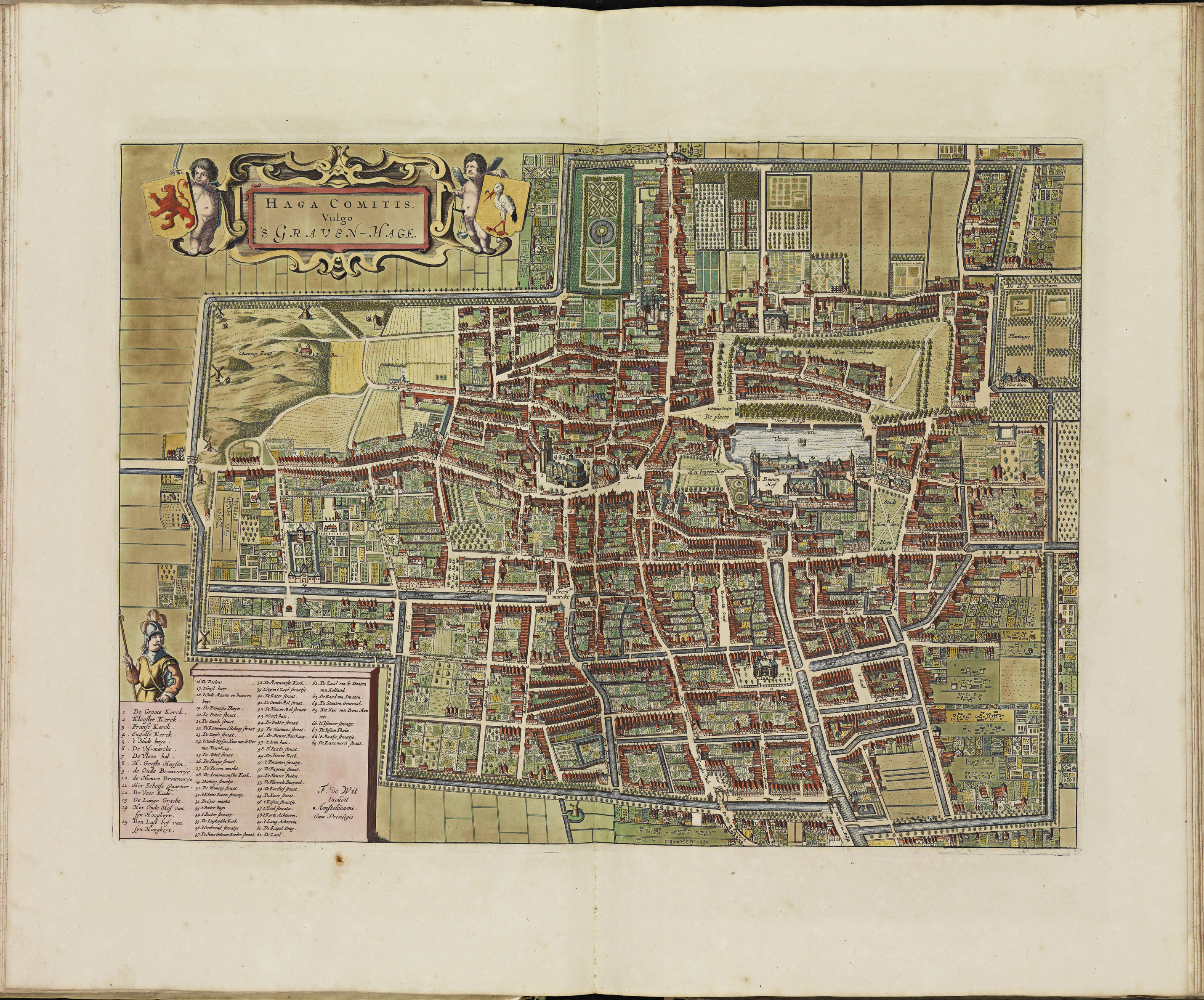
pl035-'s - Gravenhage
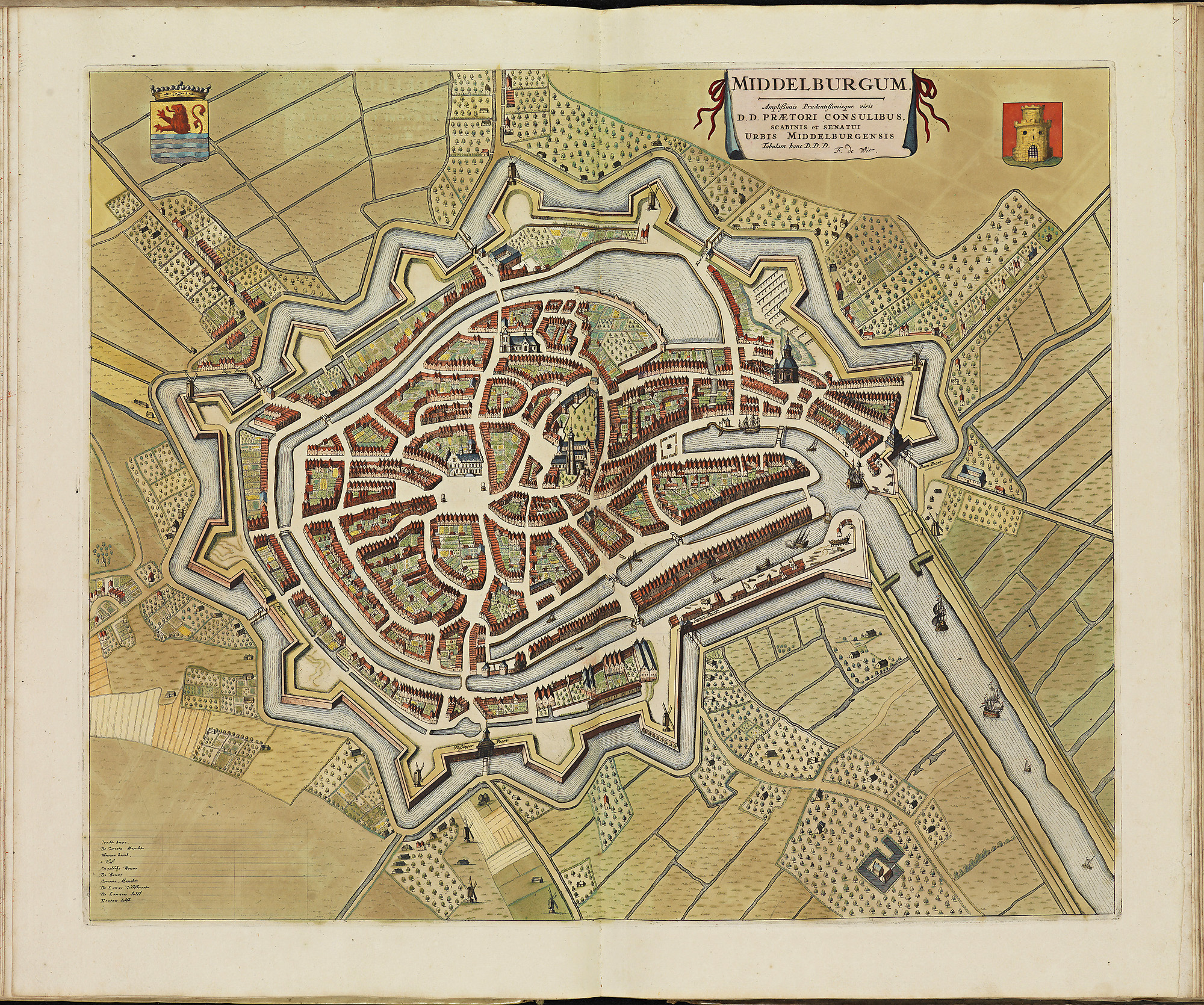
pl036 - Middelburg
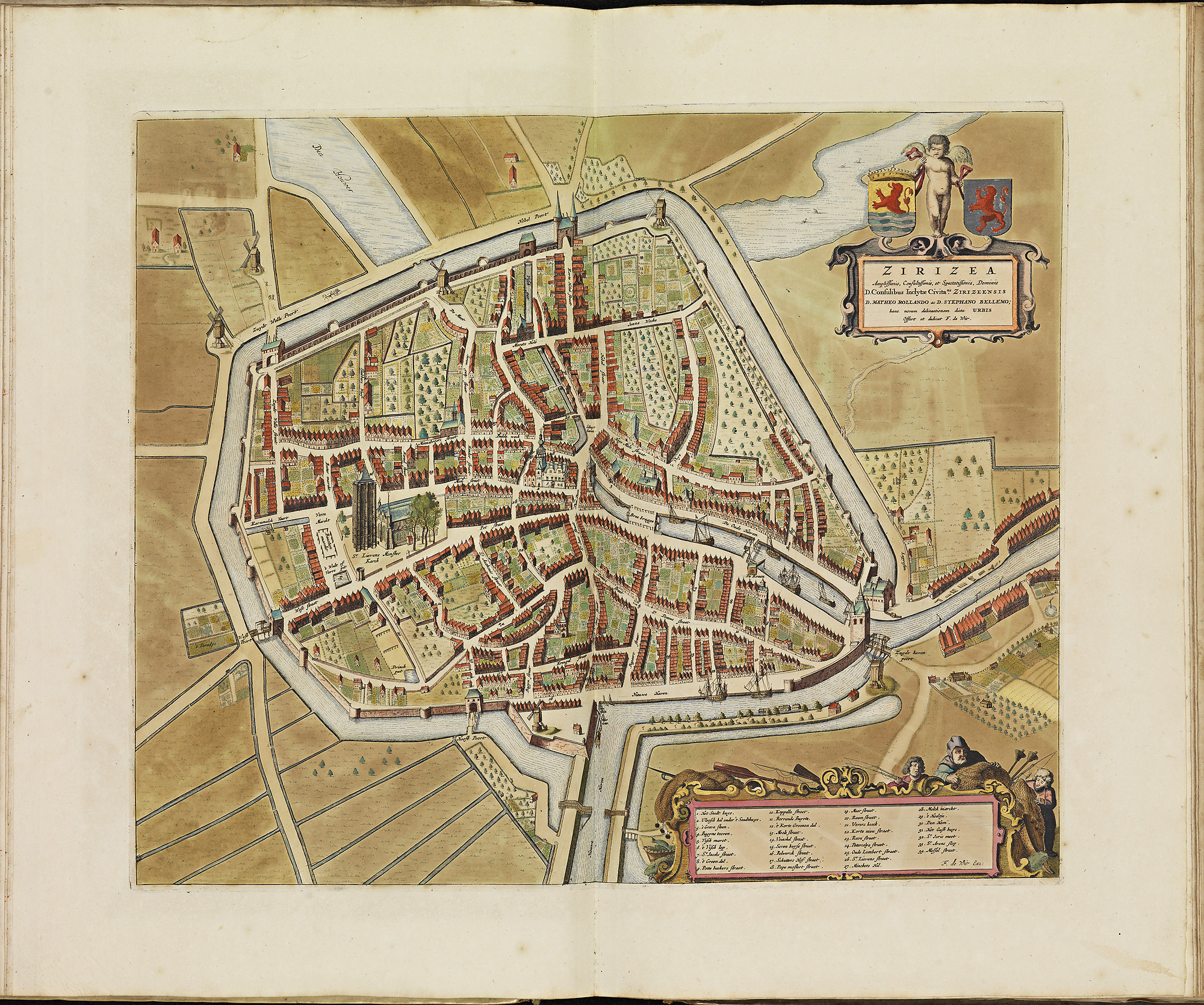
pl037 - Zierikzee
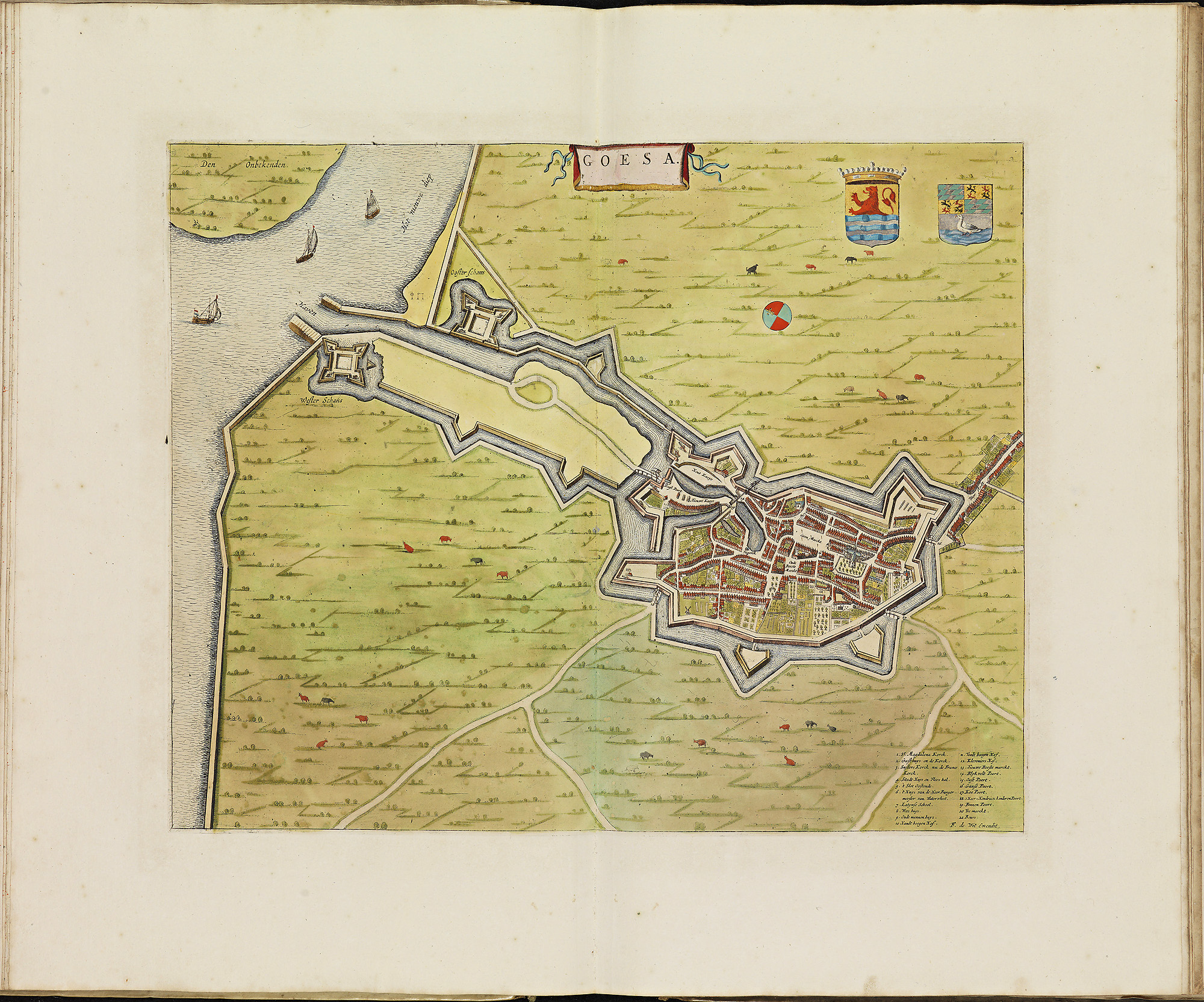
pl038 - Goes
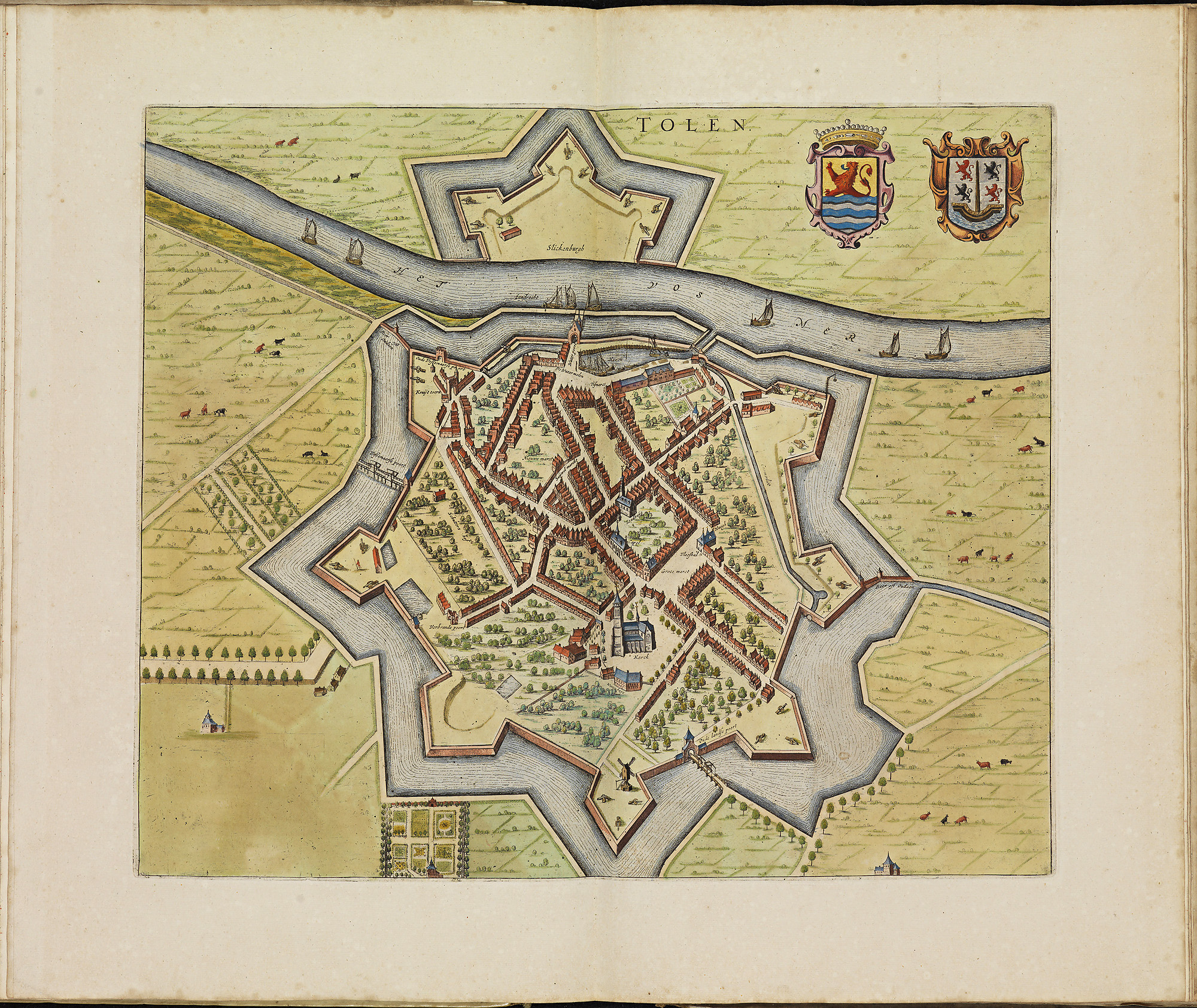
pl039 - Tholen
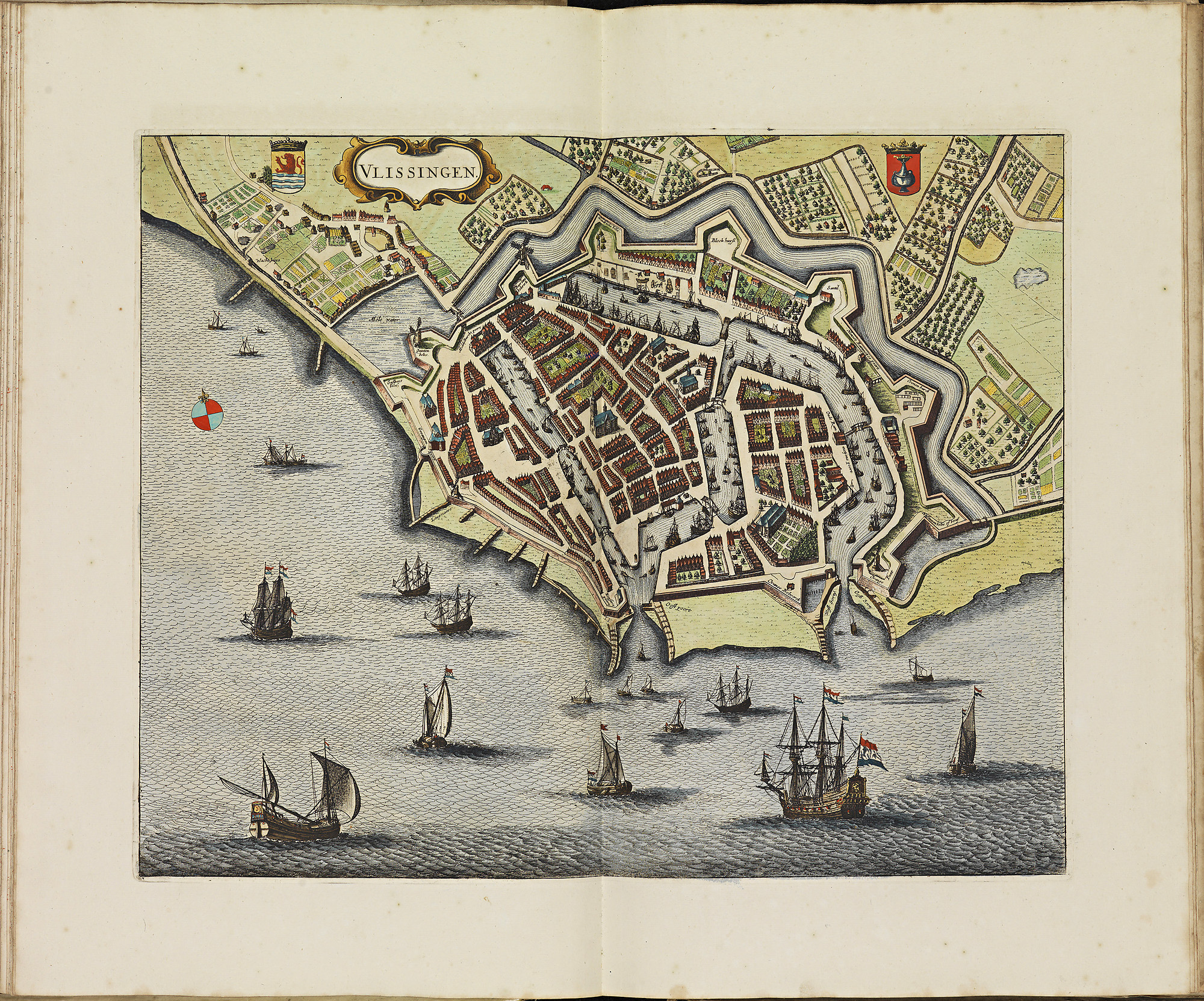
pl040 - Vlissingen
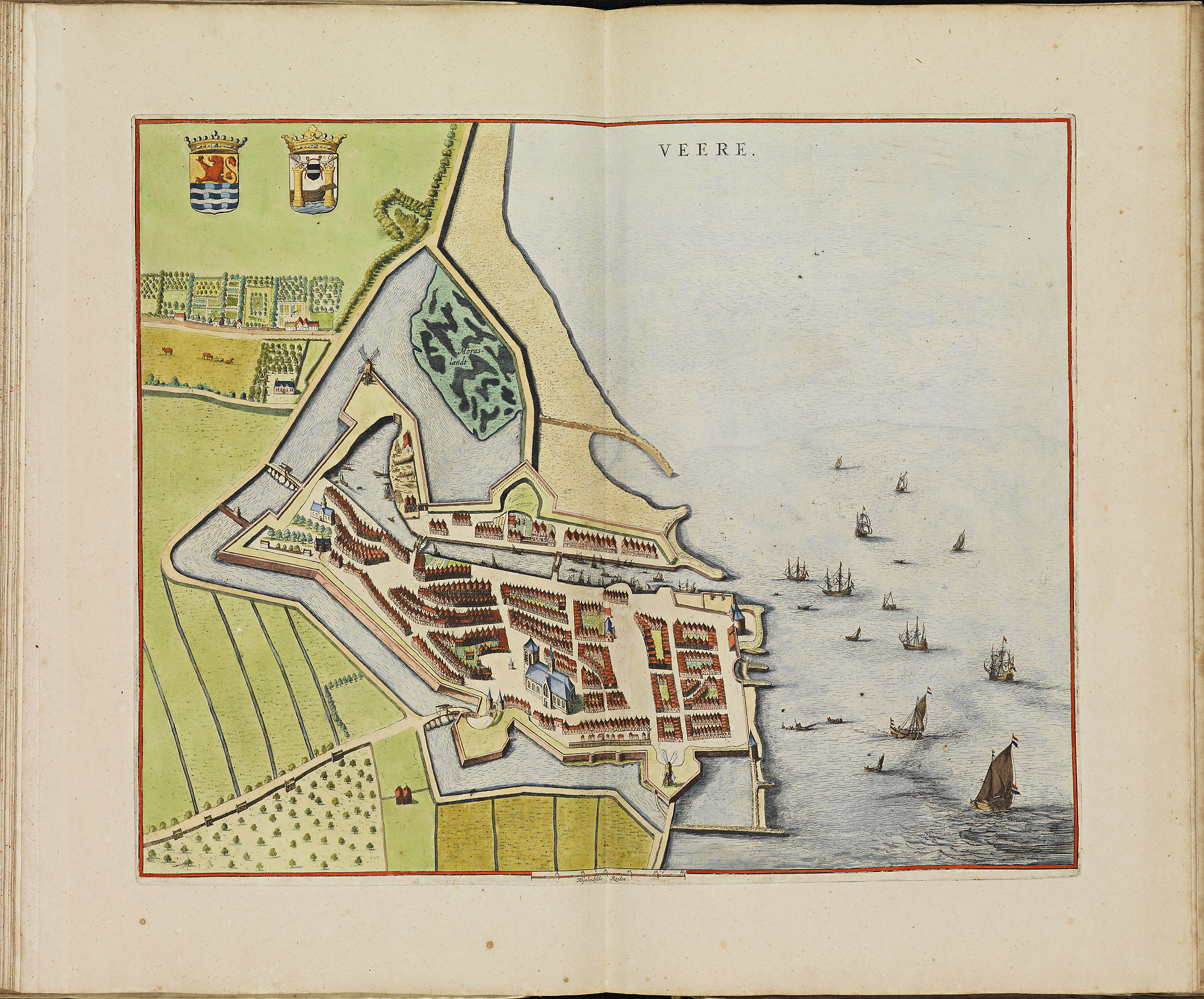
pl041 - Veere
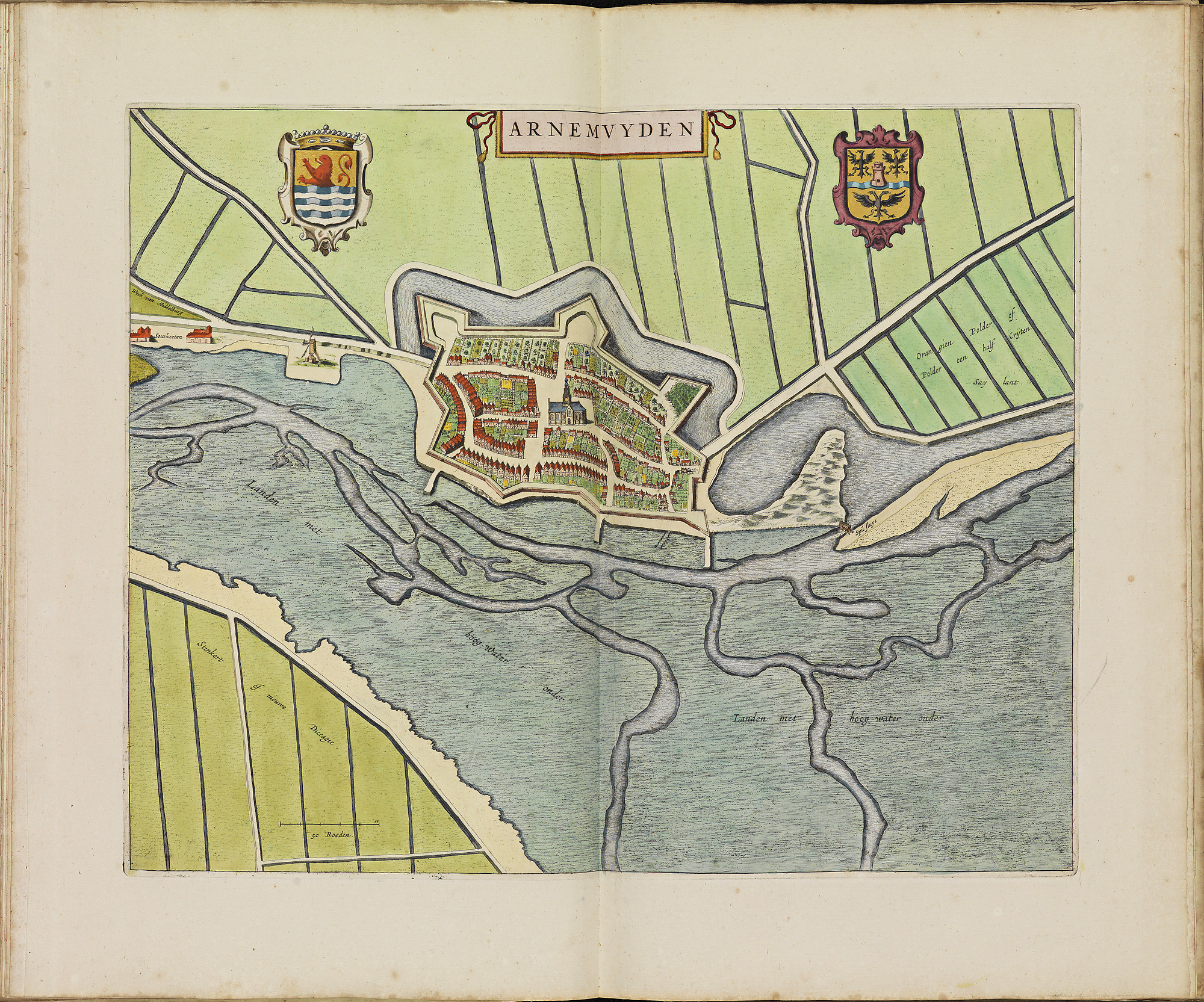
pl042 - Arnemuiden
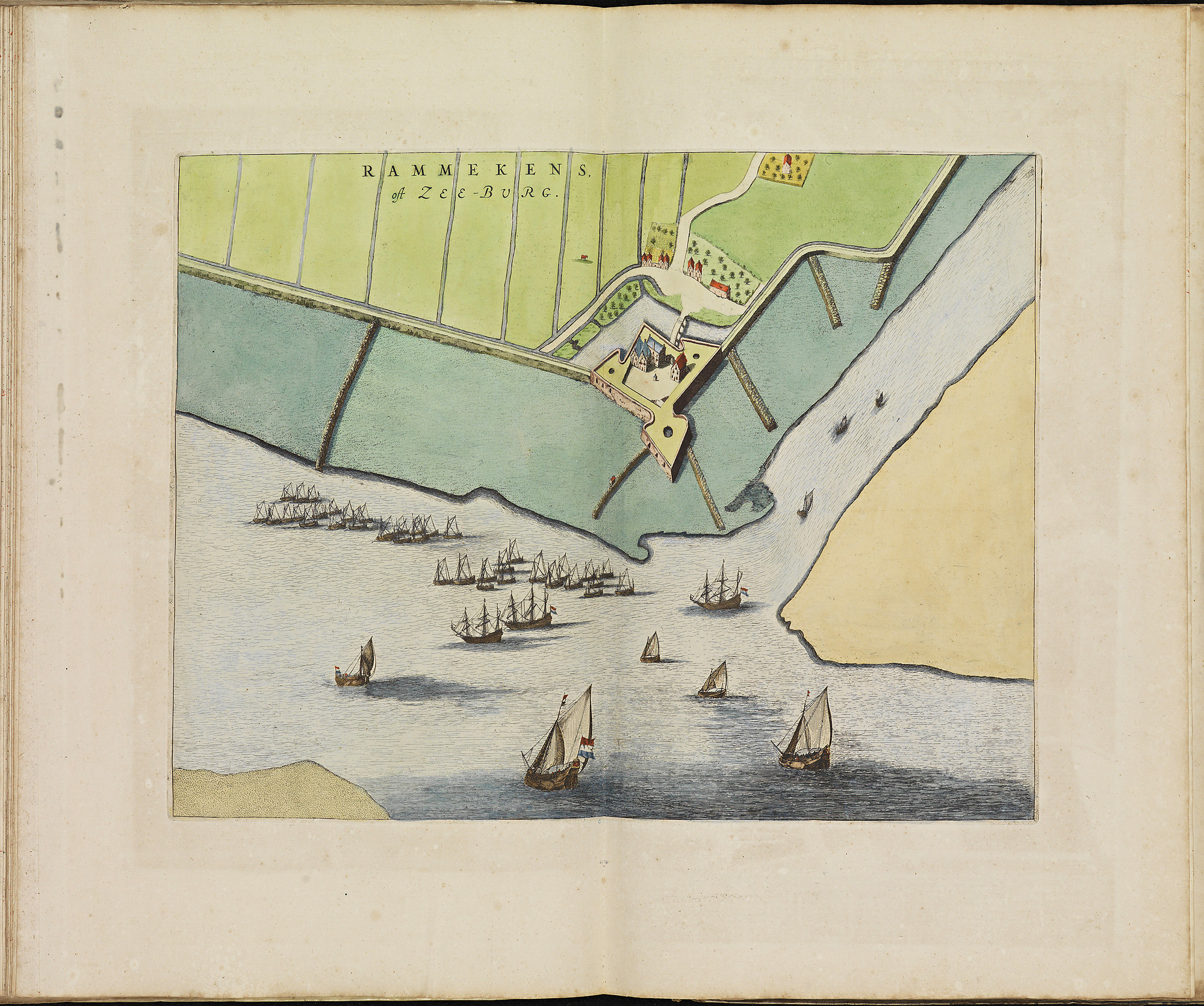
pl043 - Rammekens
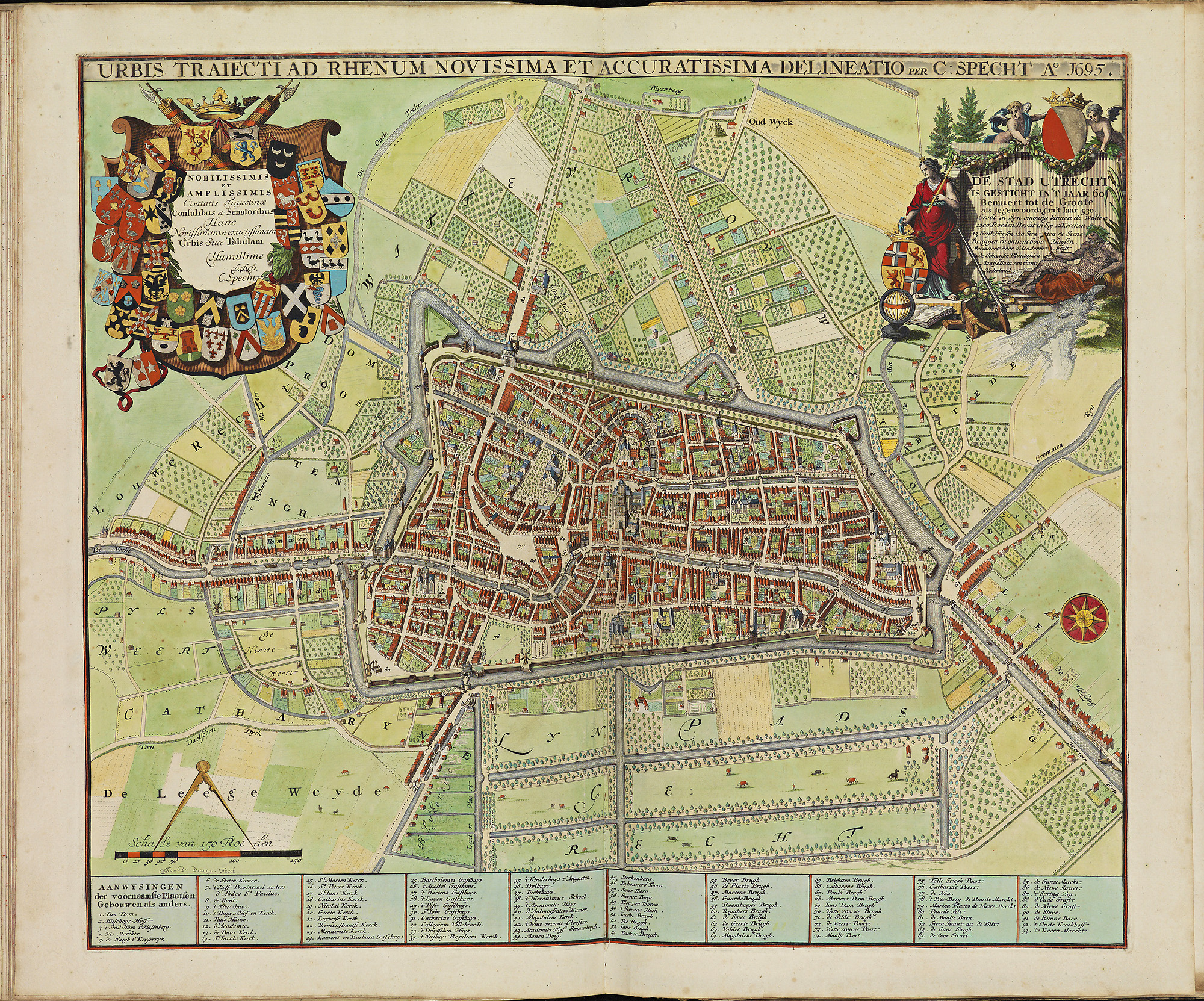
pl044 - Utrecht
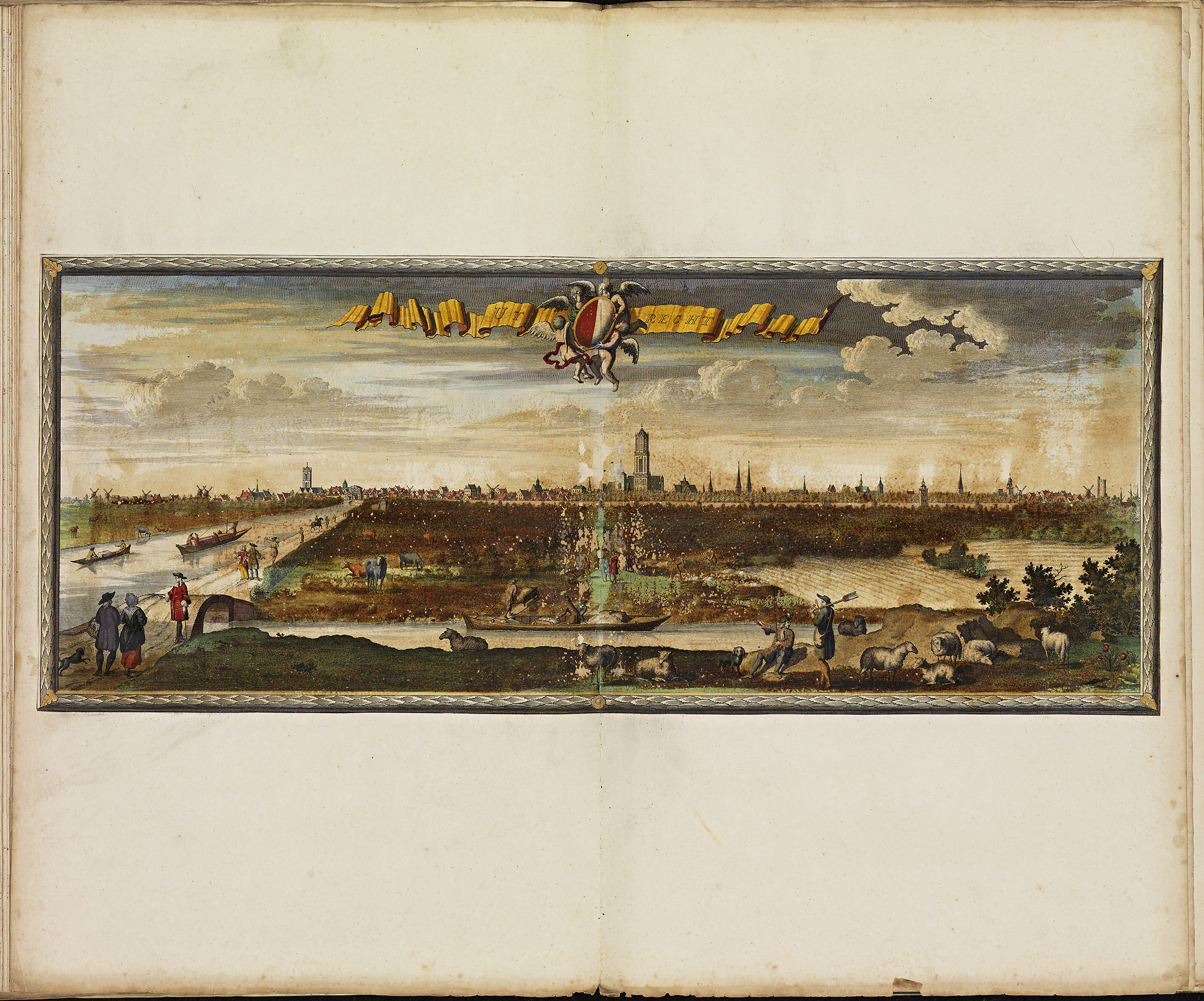
pl044a - Utrecht, profiel
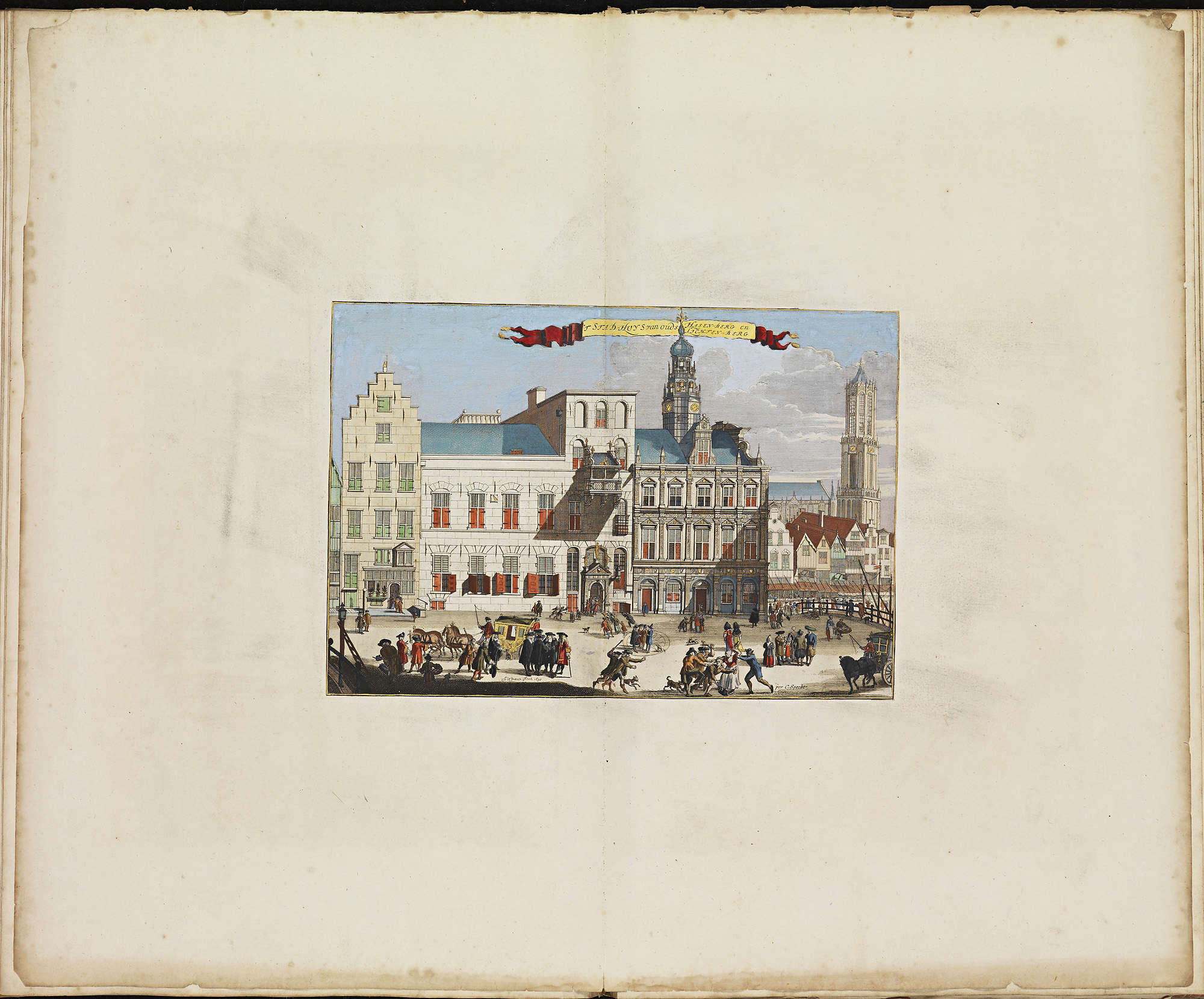
pl044b - Utrecht, Stadhuis
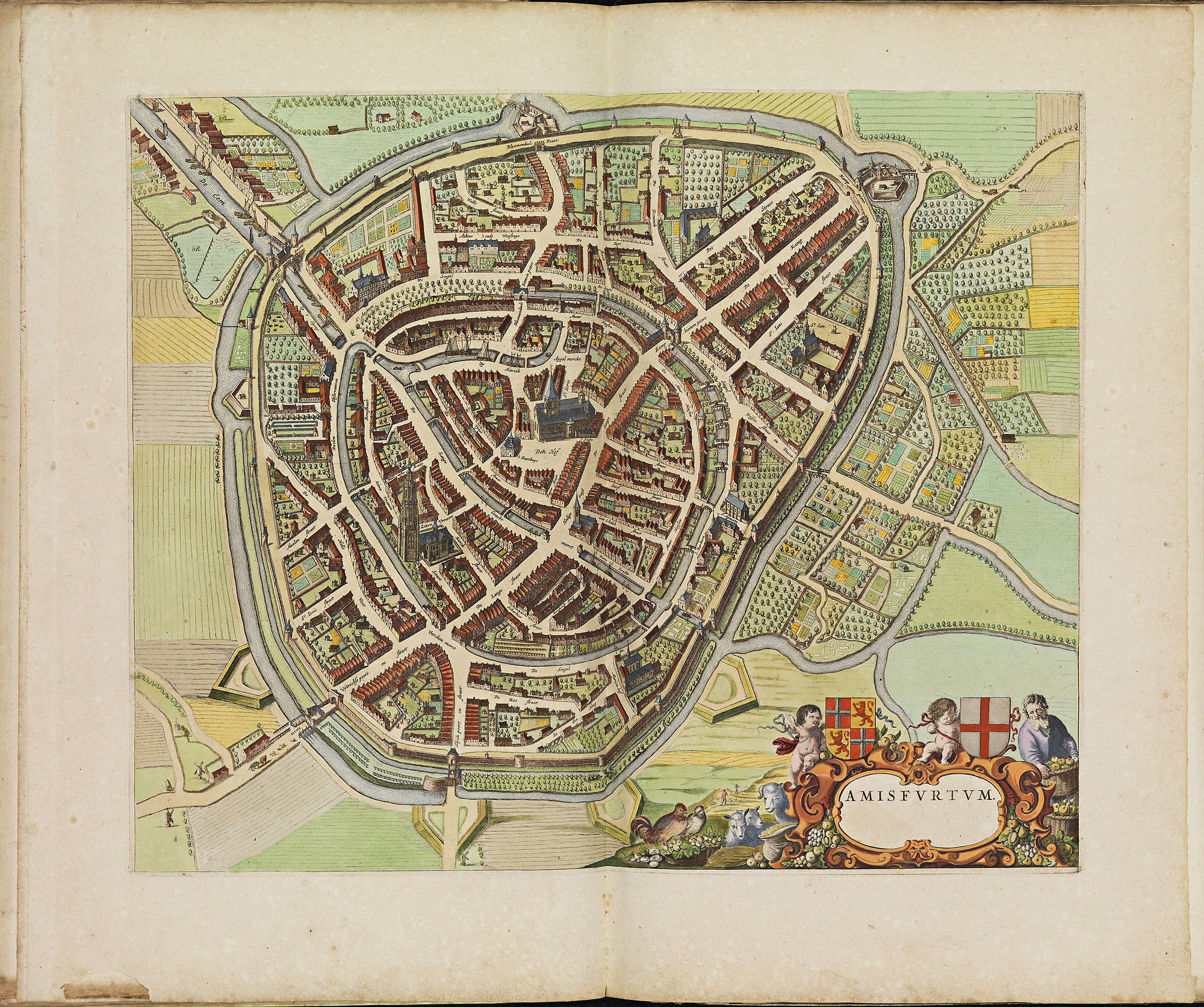
pl045 - Amersfoort
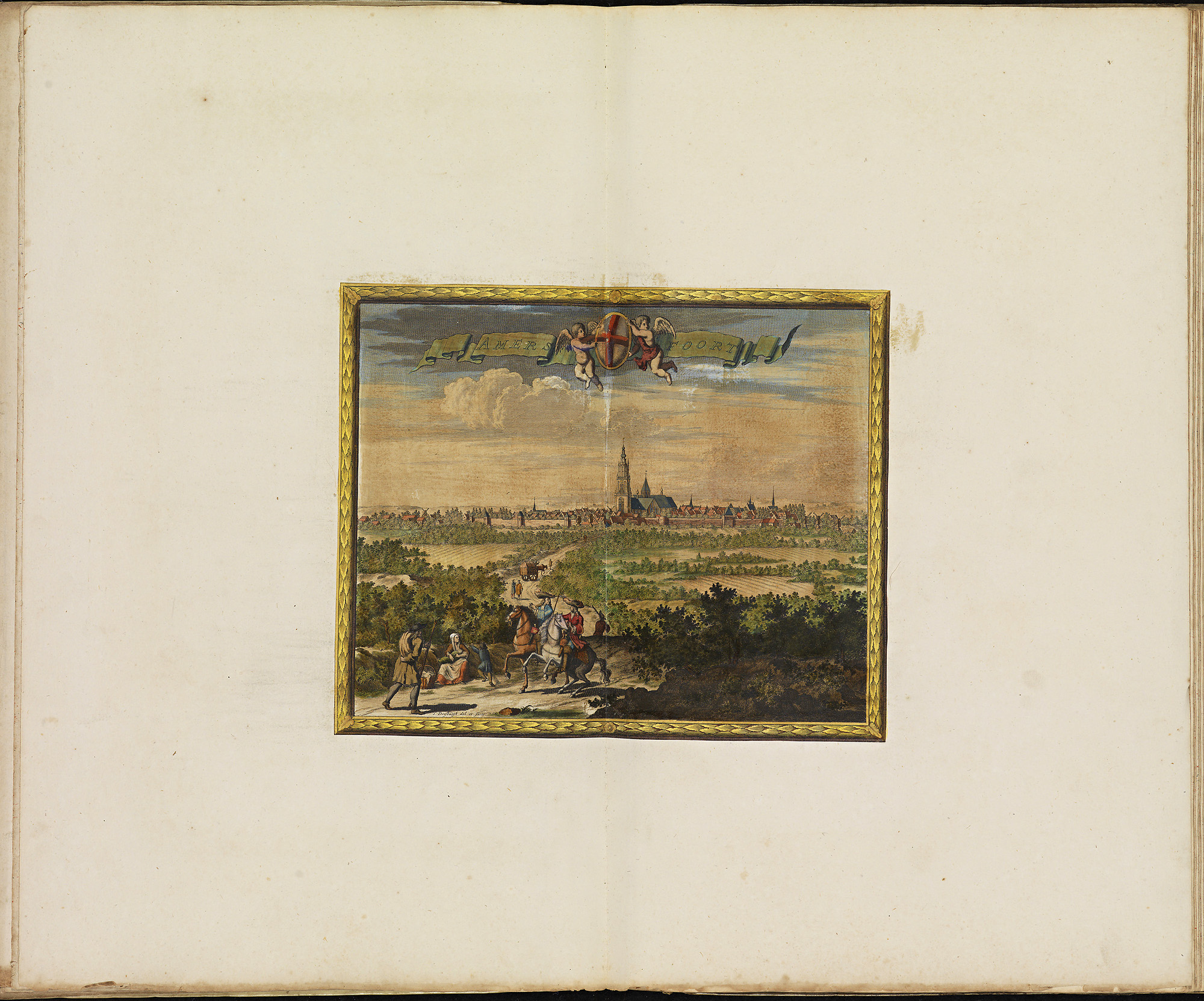
pl045a - Amersfoort, profiel
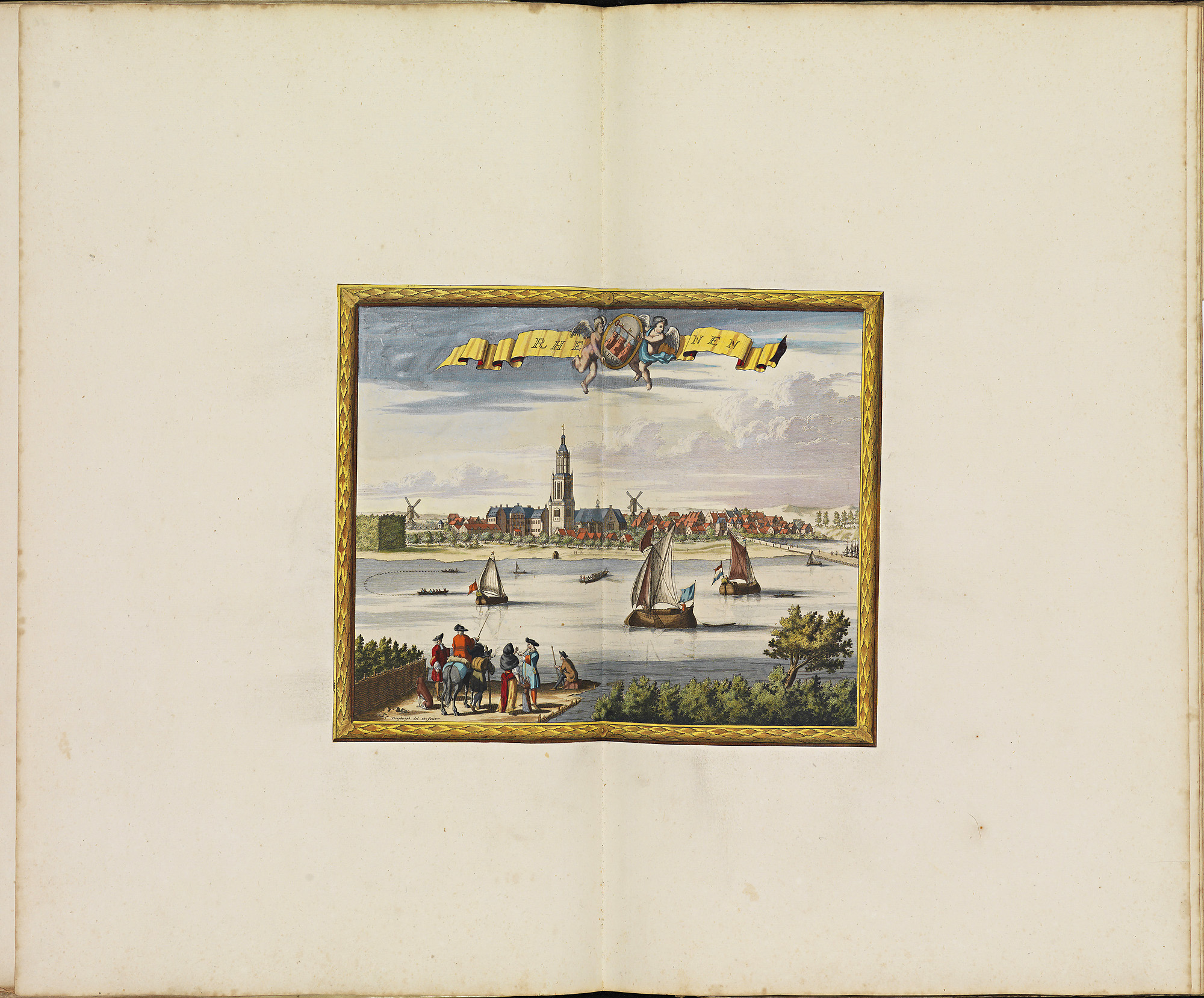
pl046 - Rhenen
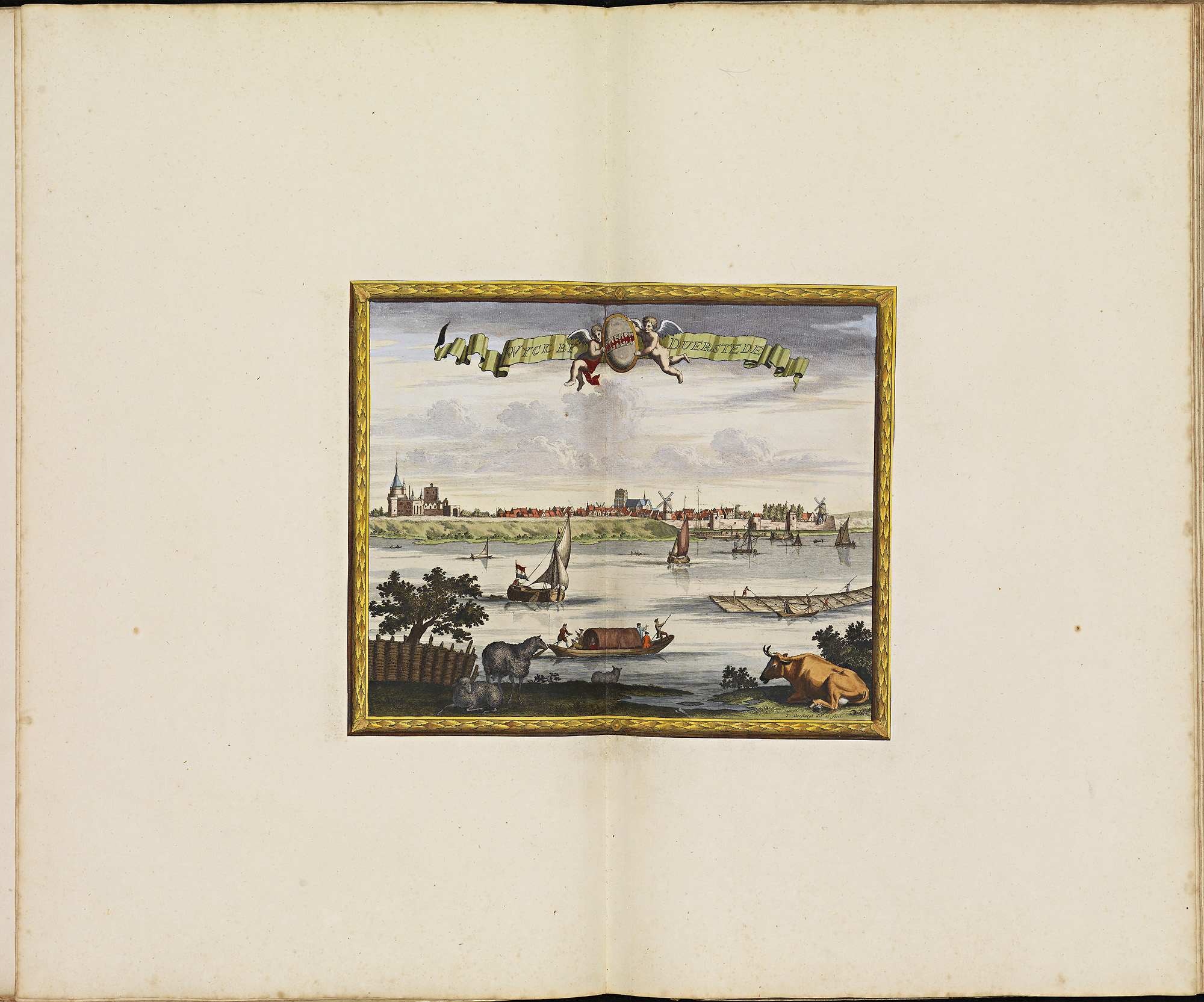
pl047 - Wijk bij Duurstede
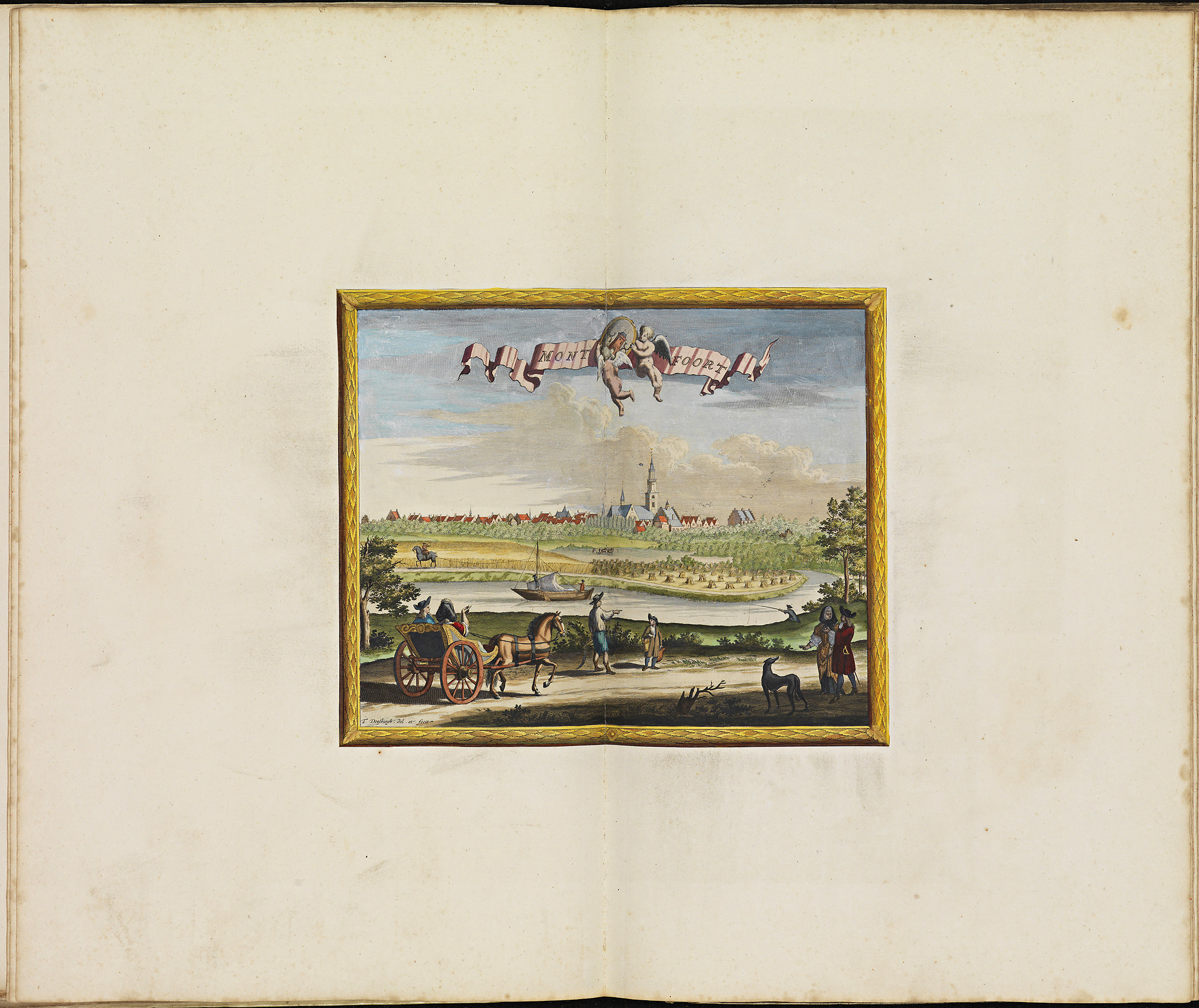
pl048 - Montfoort
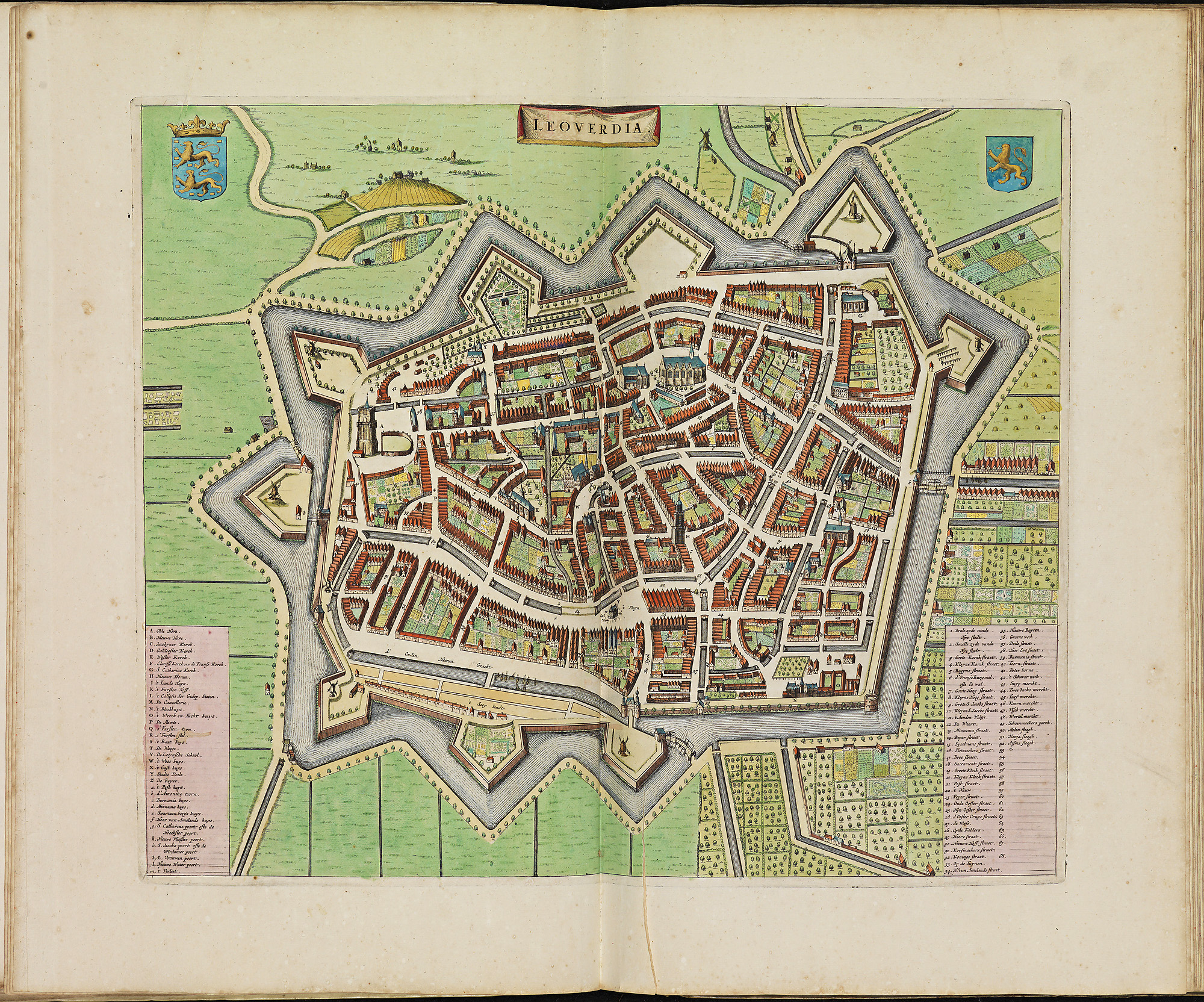
pl049 - Leeuwarden
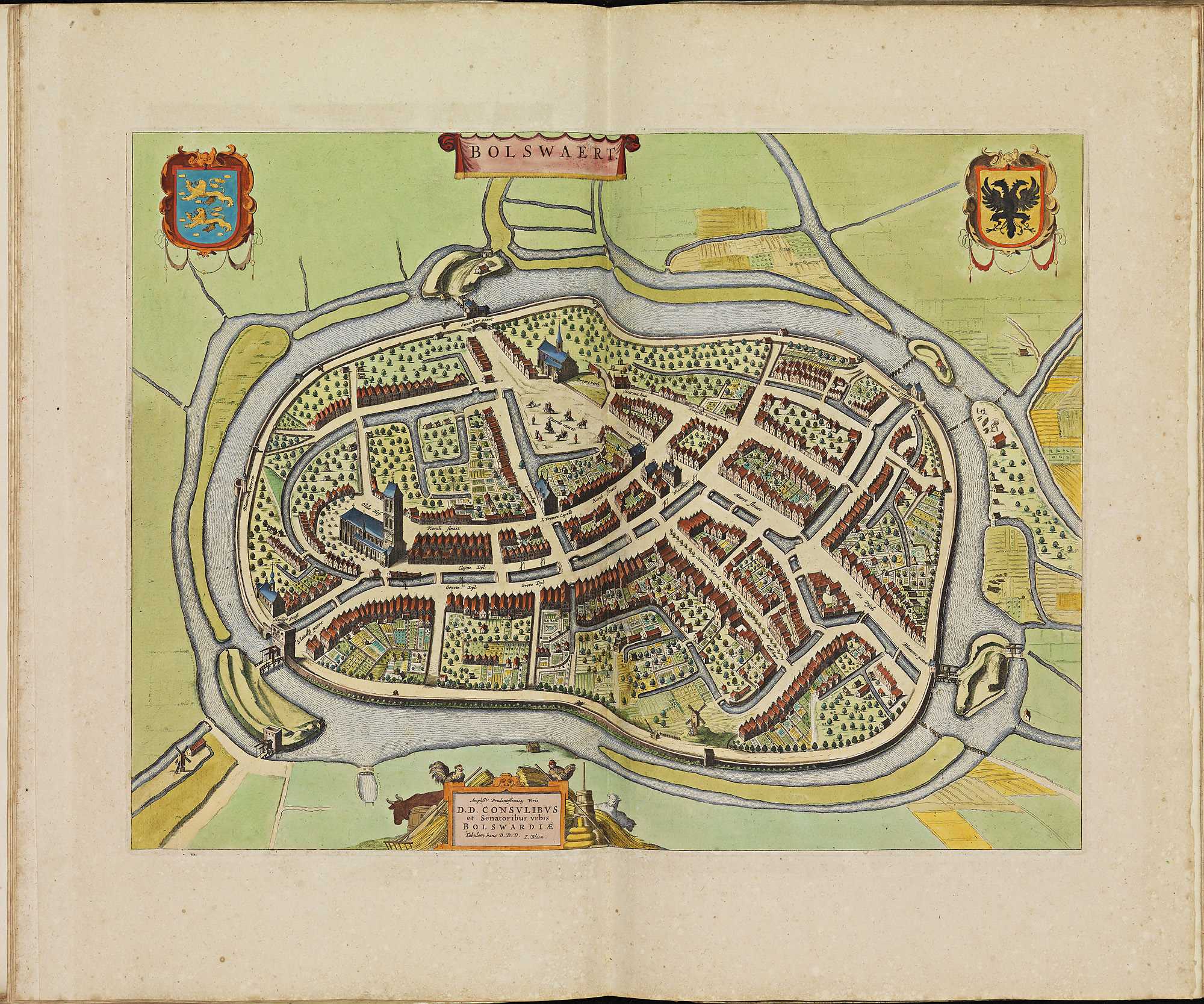
pl050 - Bolswaart
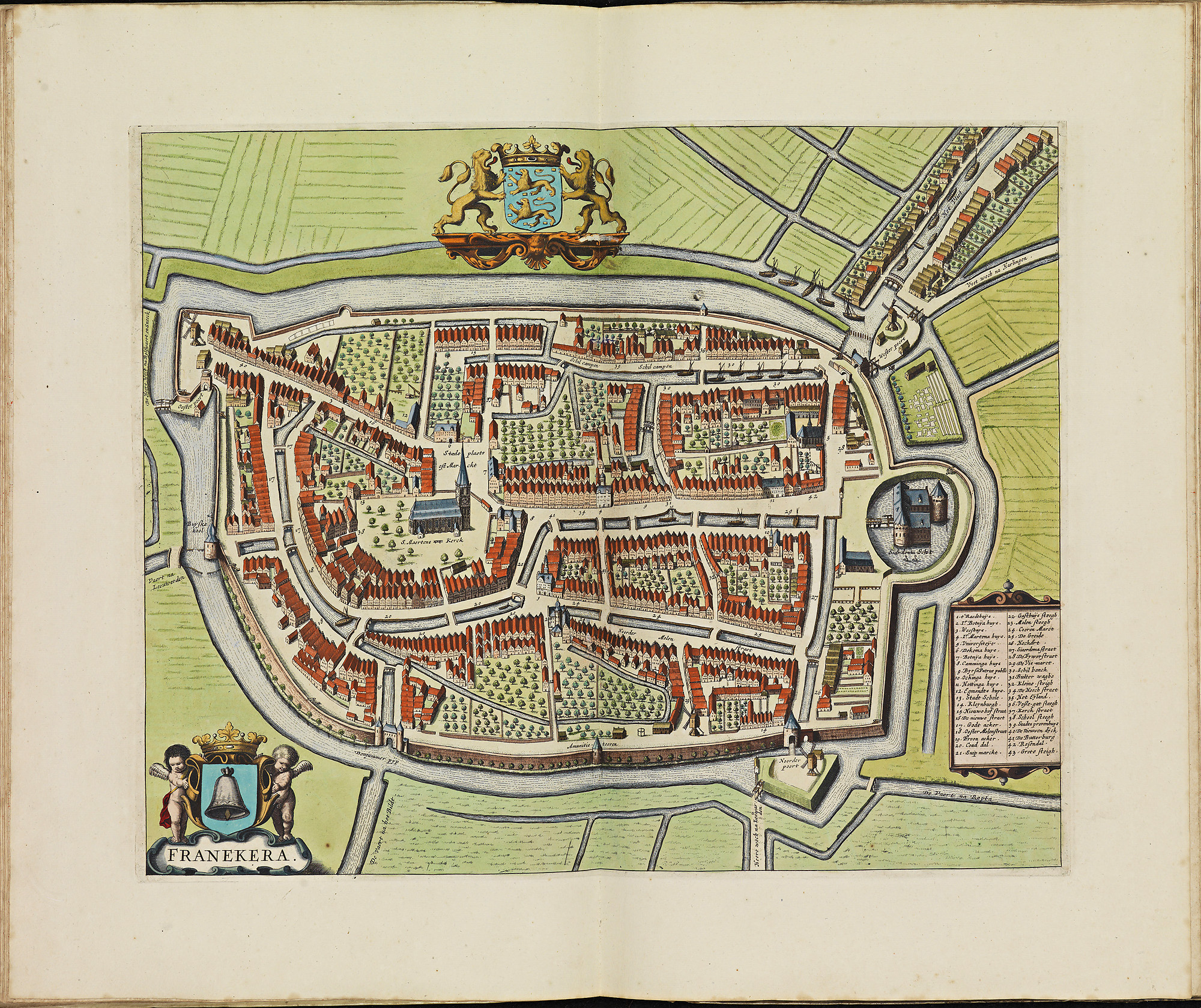
pl051 - Franeker
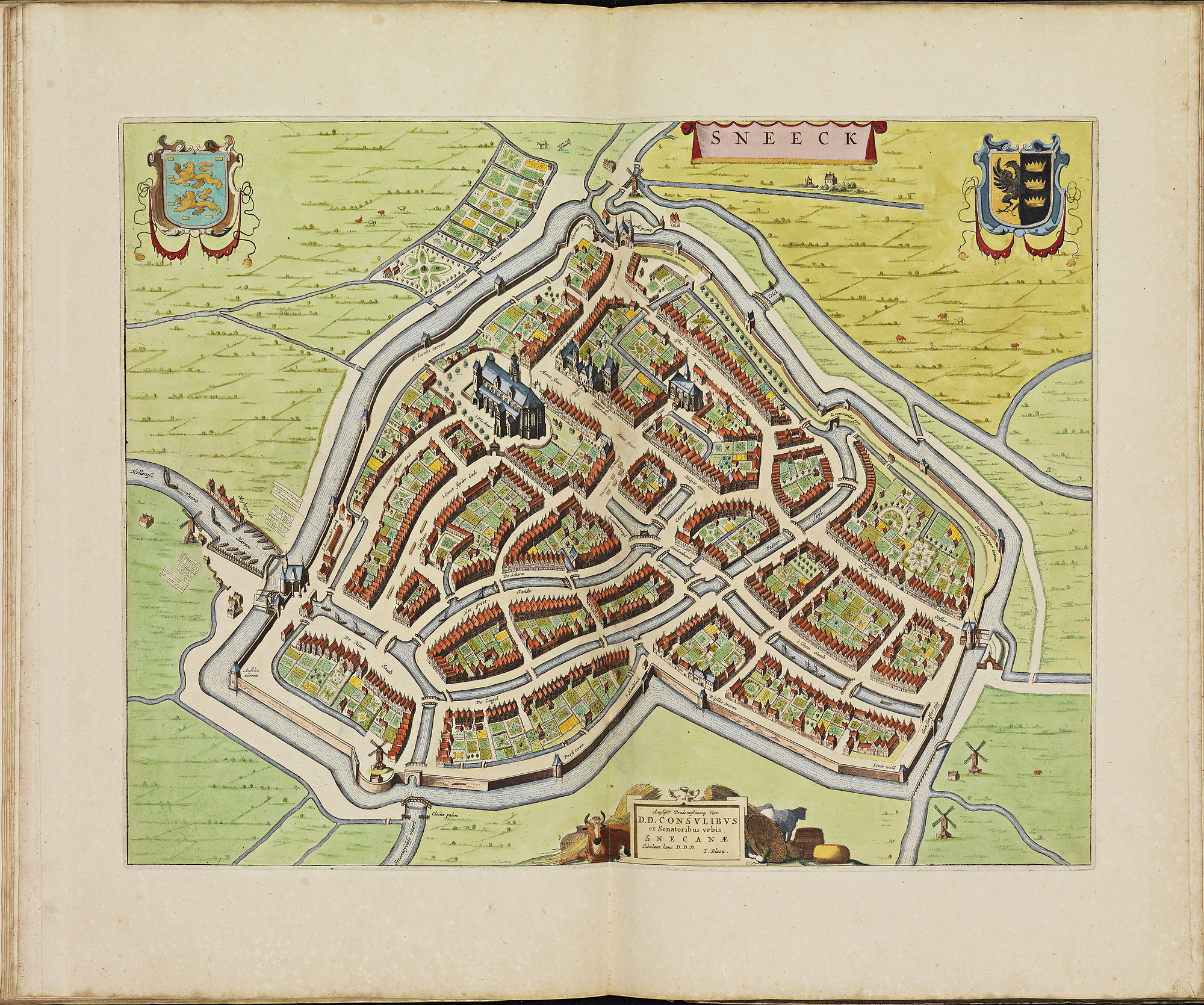
pl052 - Sneek
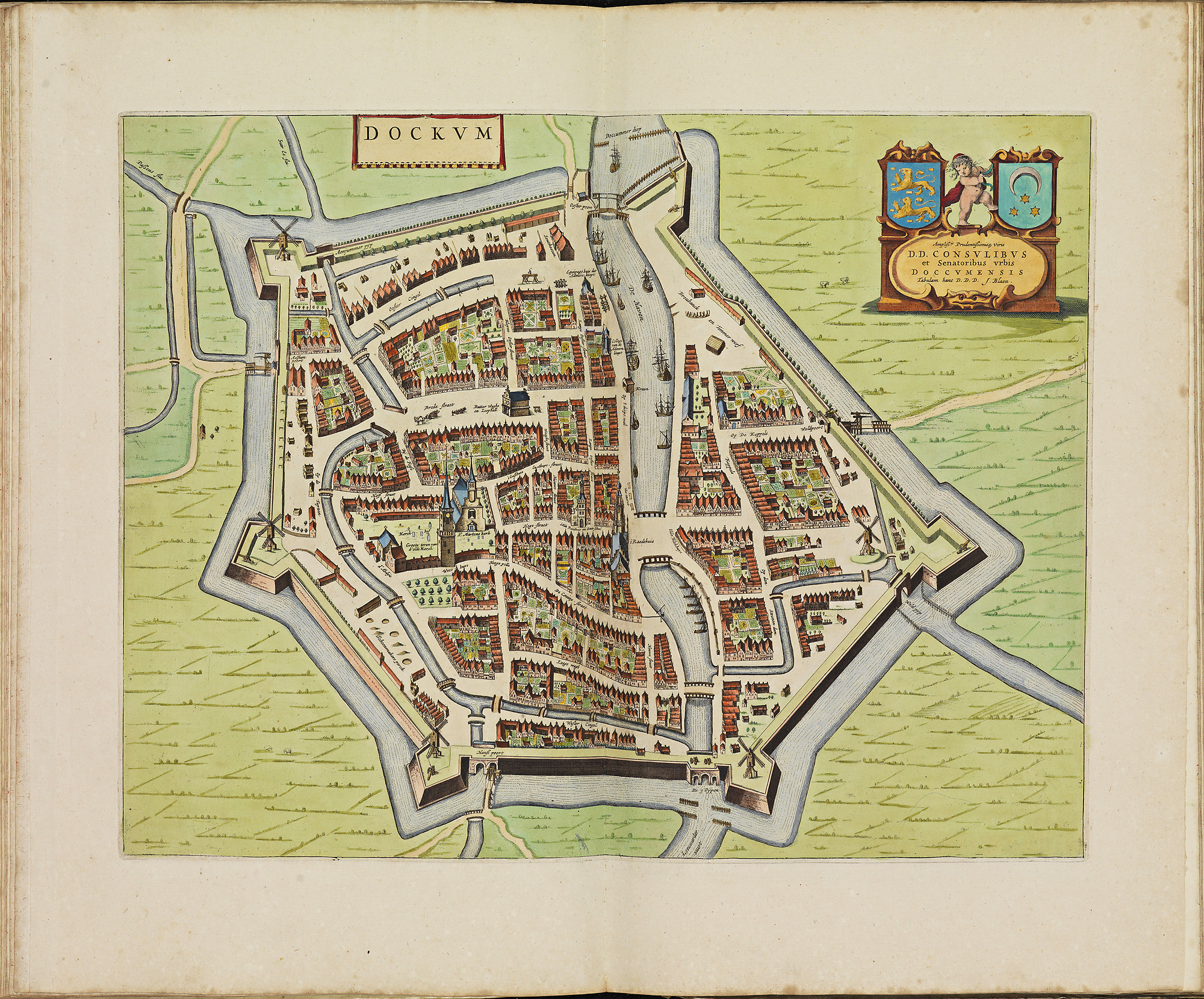
pl053 - Dokkum
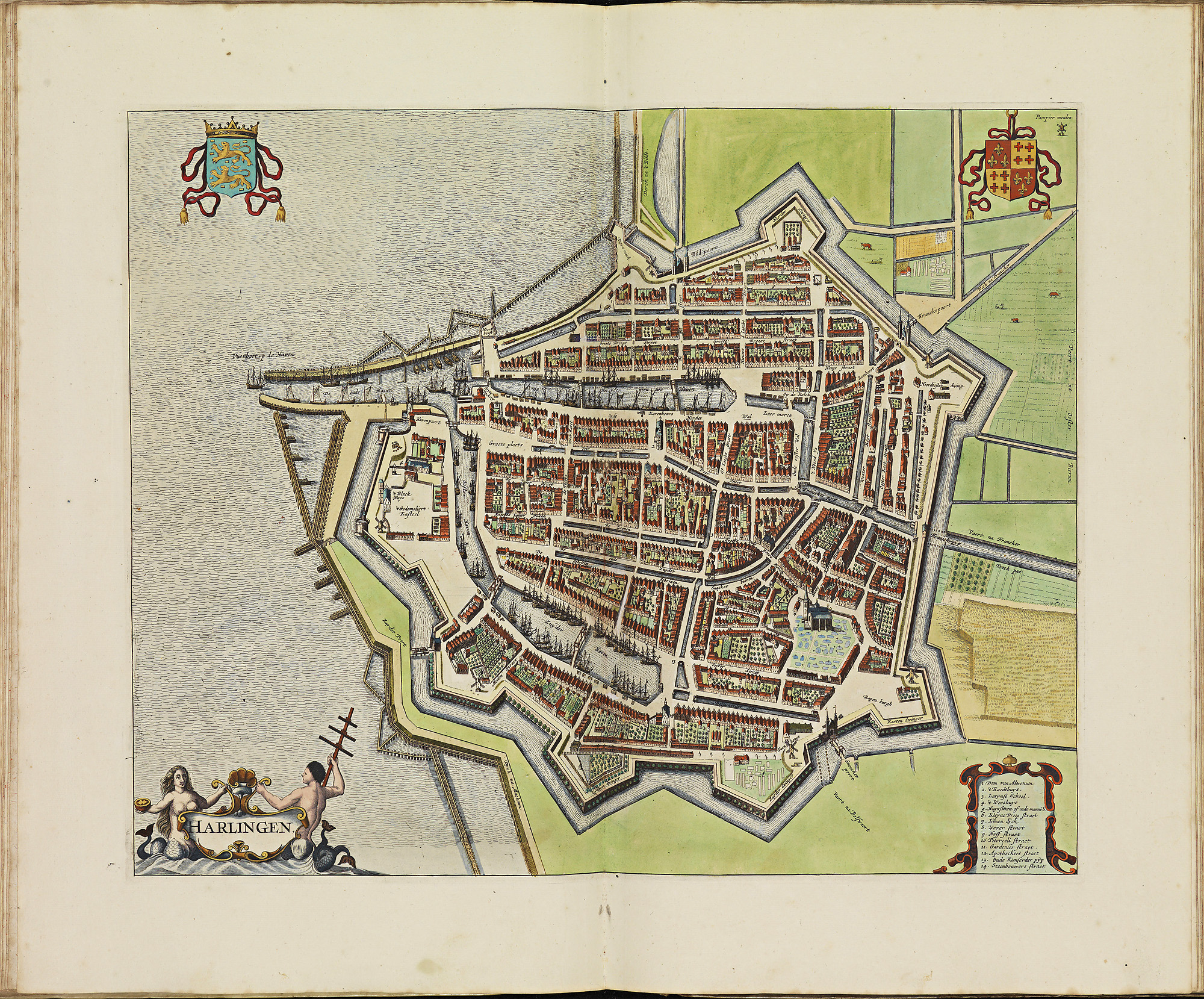
pl054 - Harlingen
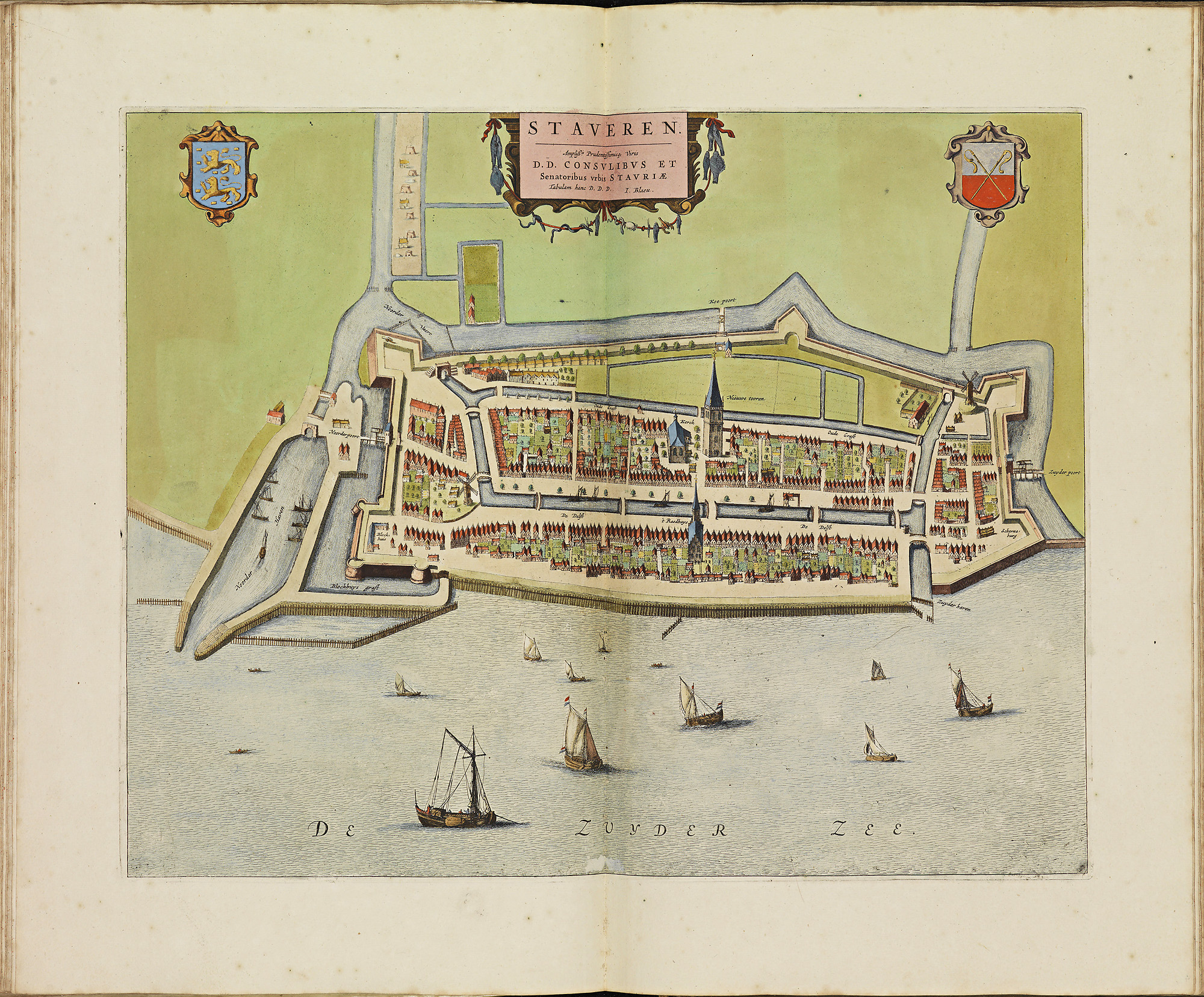
pl055 - Stavoren
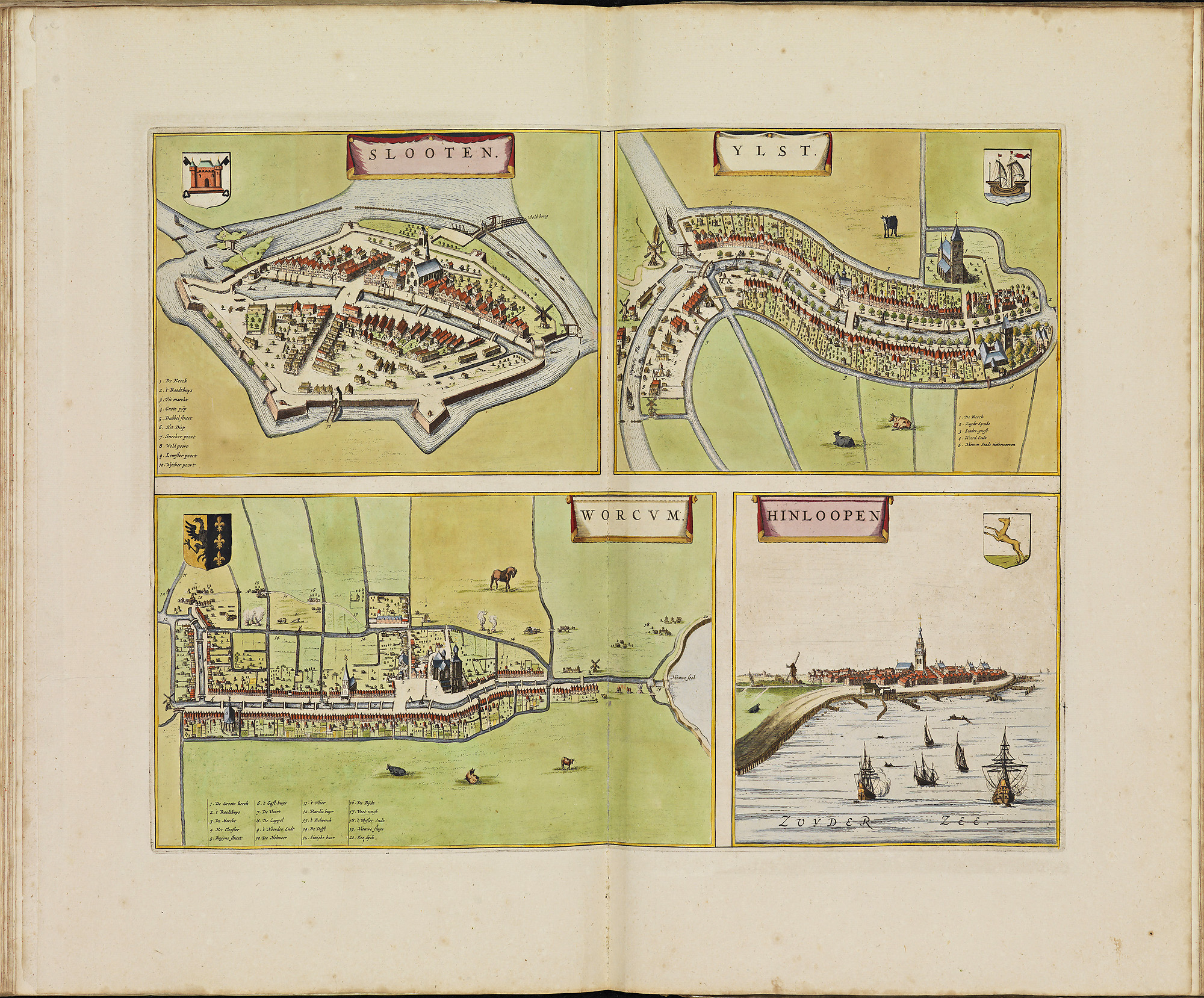
pl056 - Workum
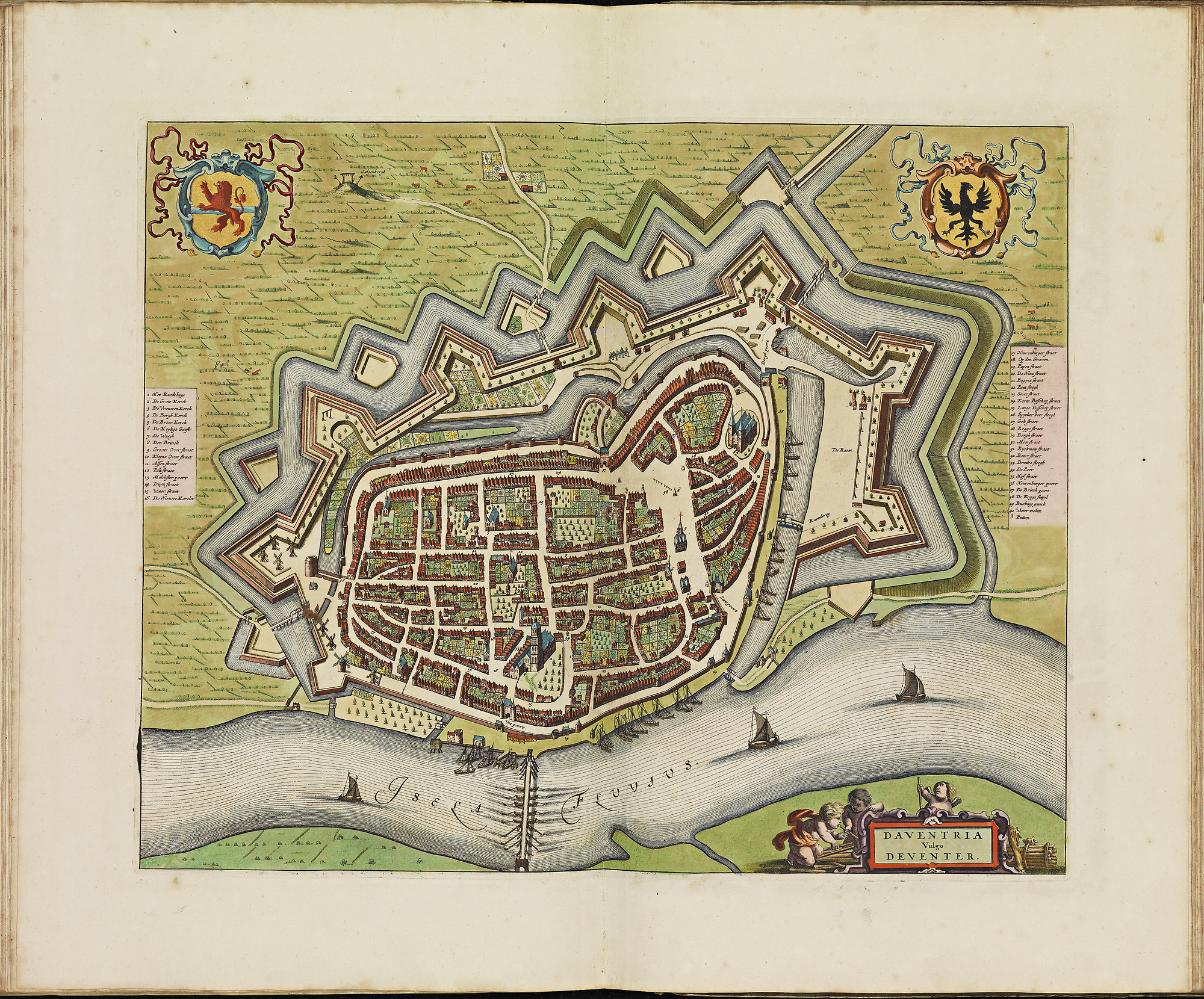
pl057 - Deventer
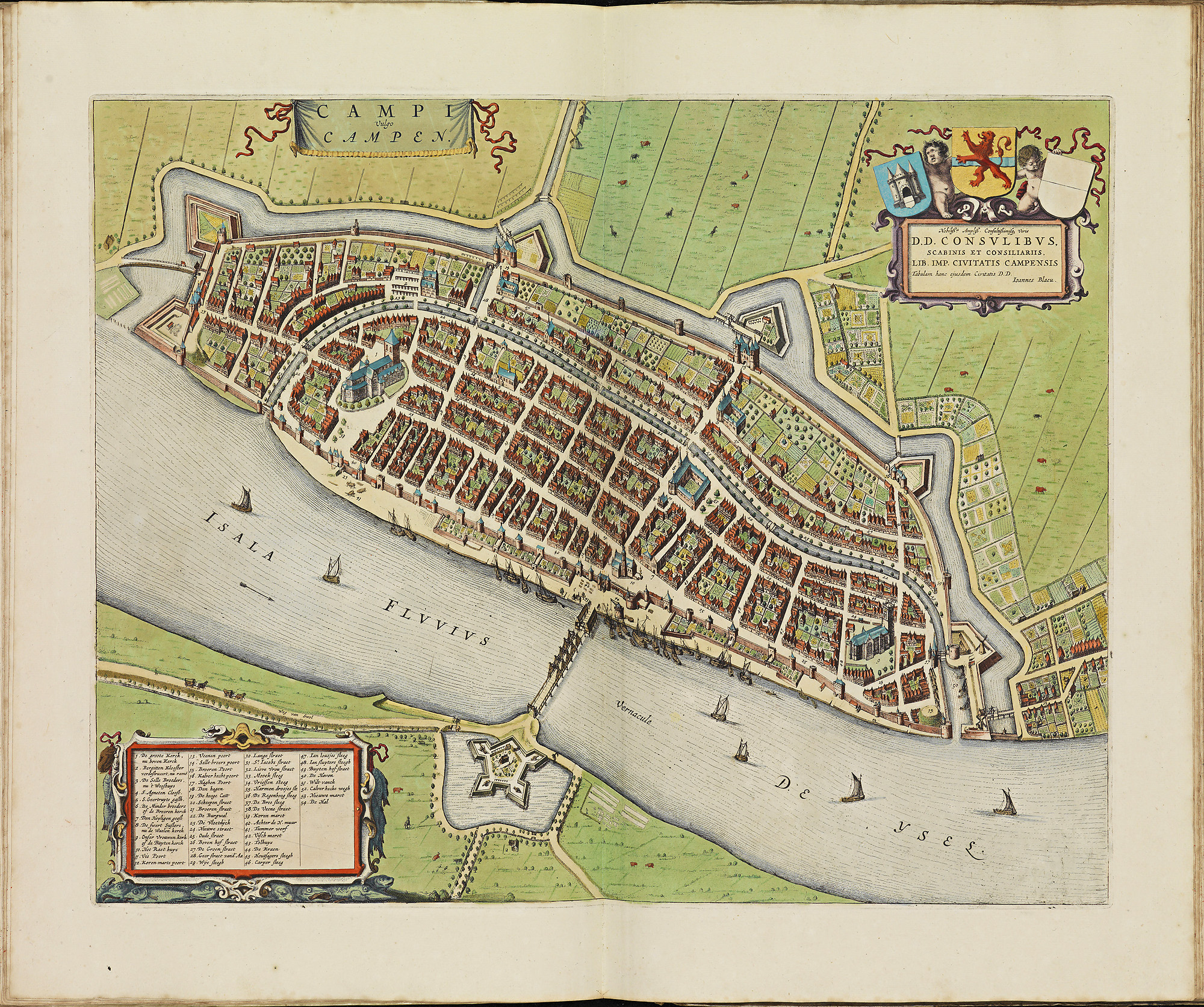
pl058 - Kampen
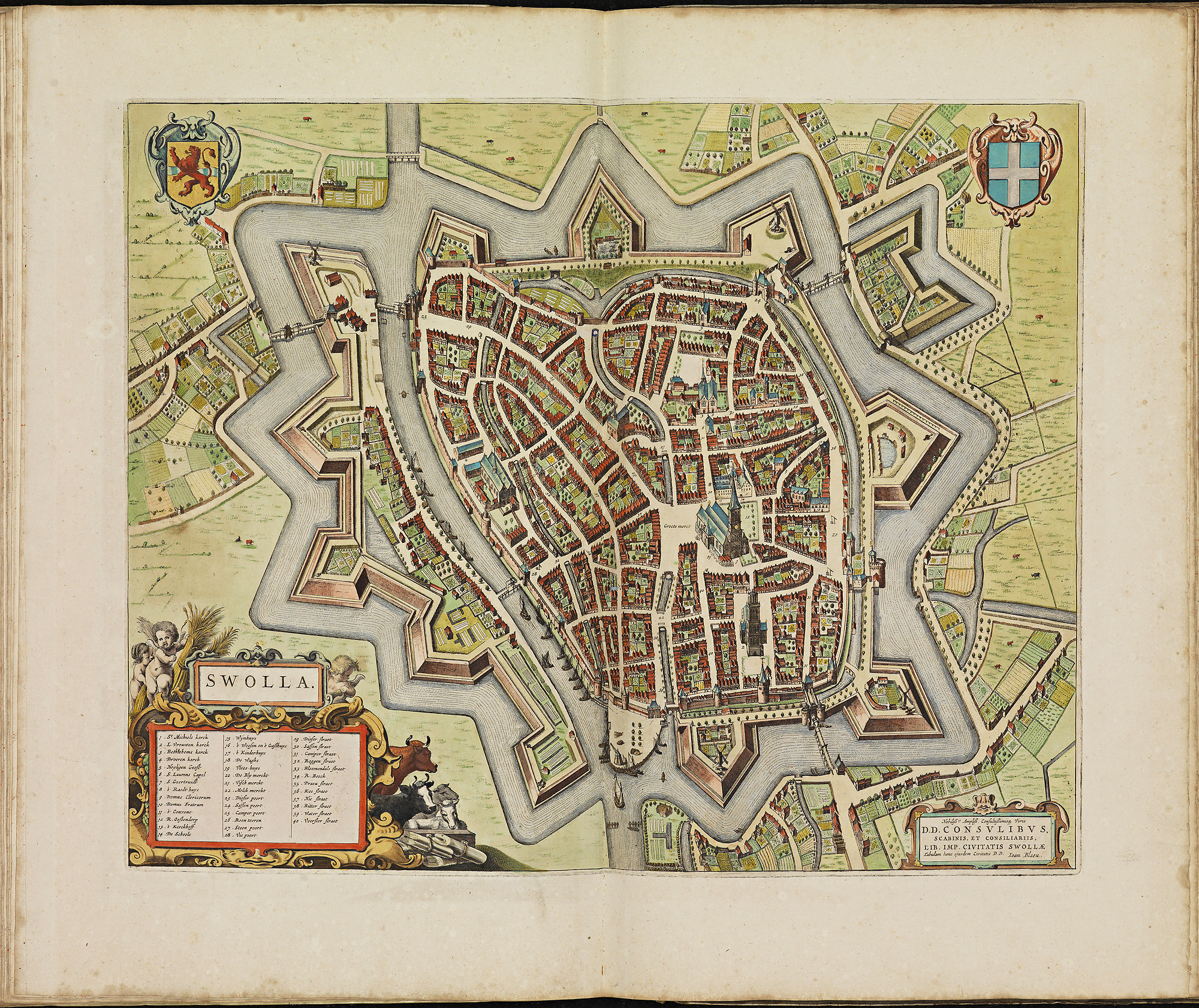
pl059 - Zwolle
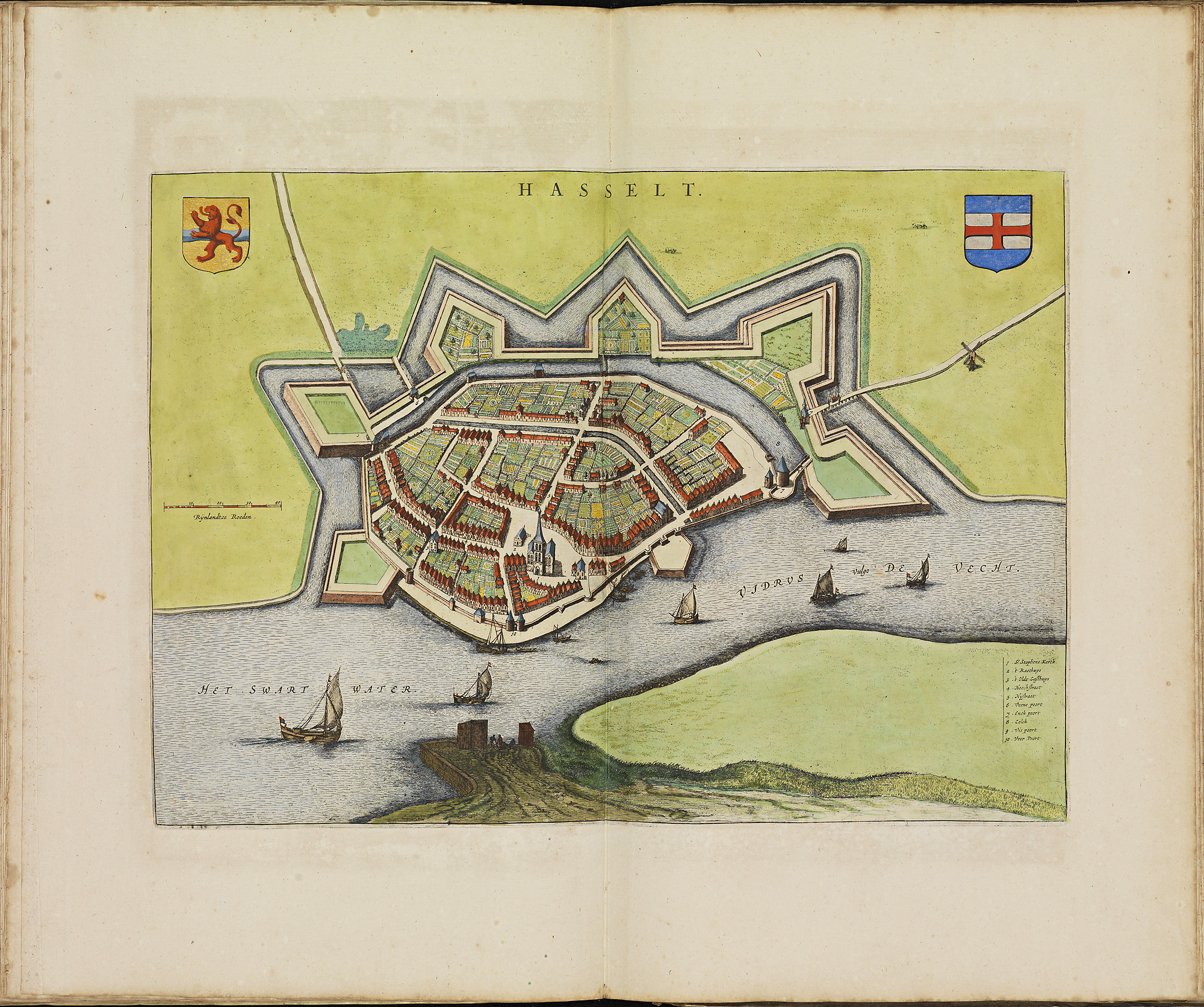
pl060 - Hasselt
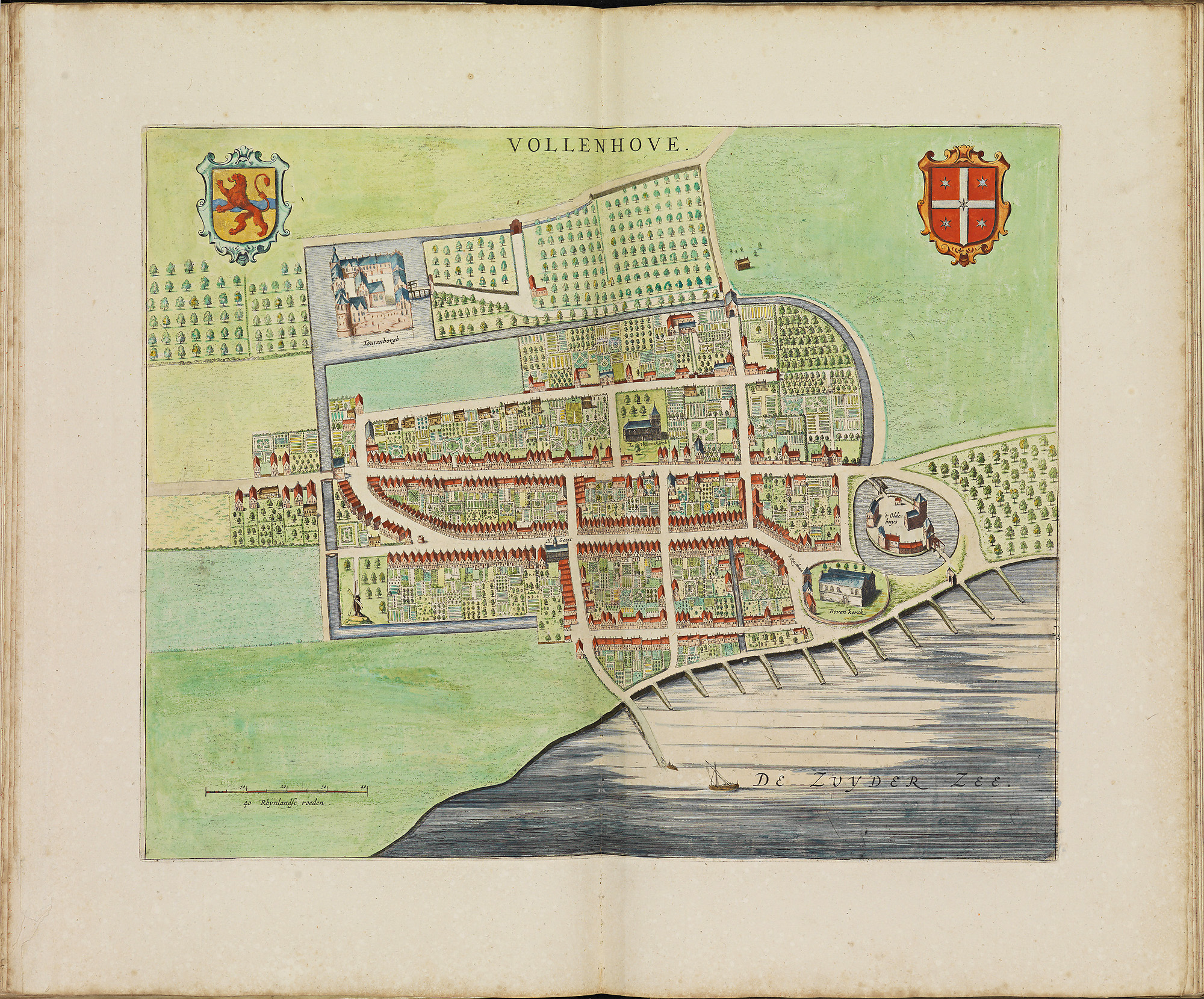
pl061 - Vollenhoven
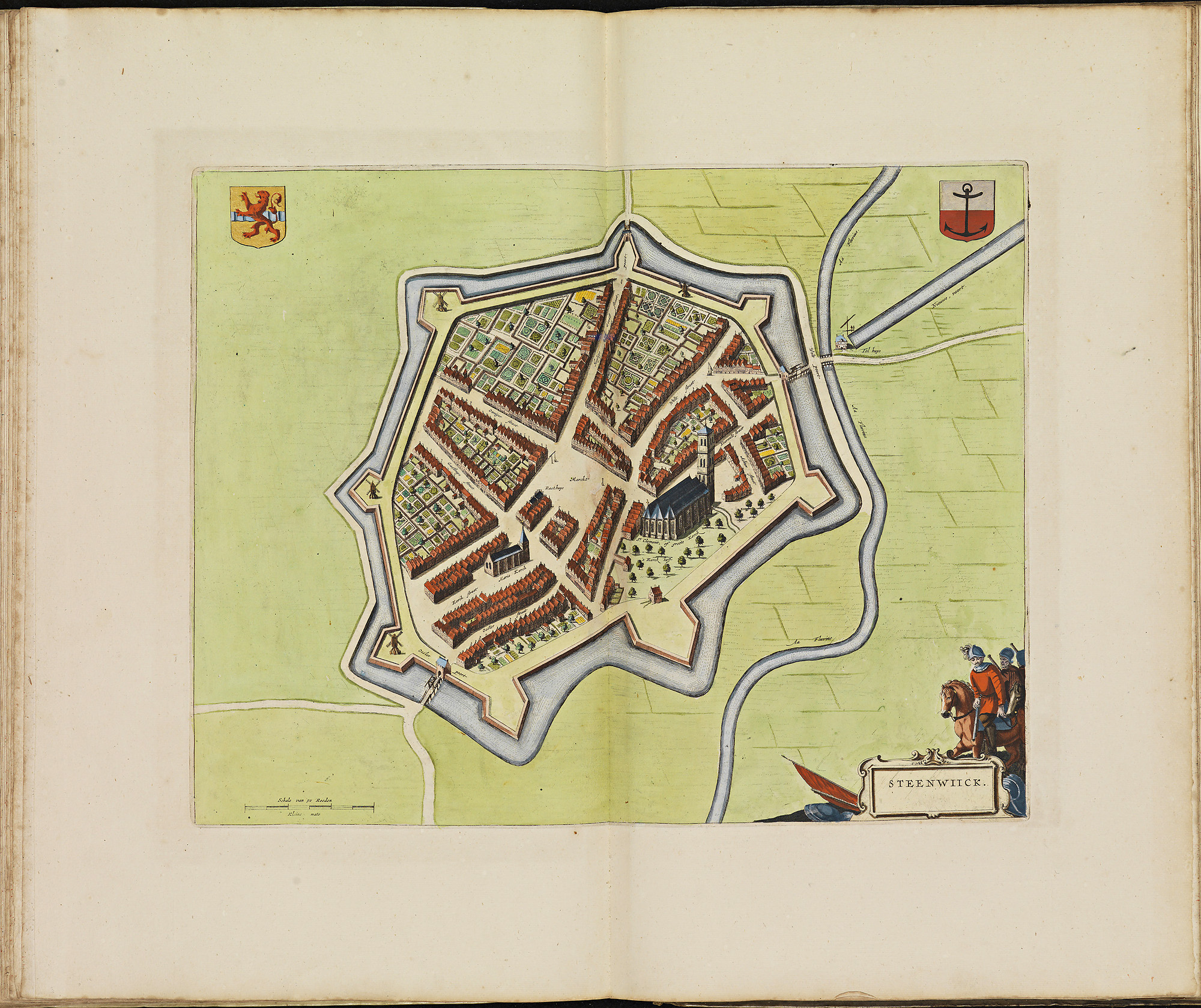
pl062 - Steenwijk
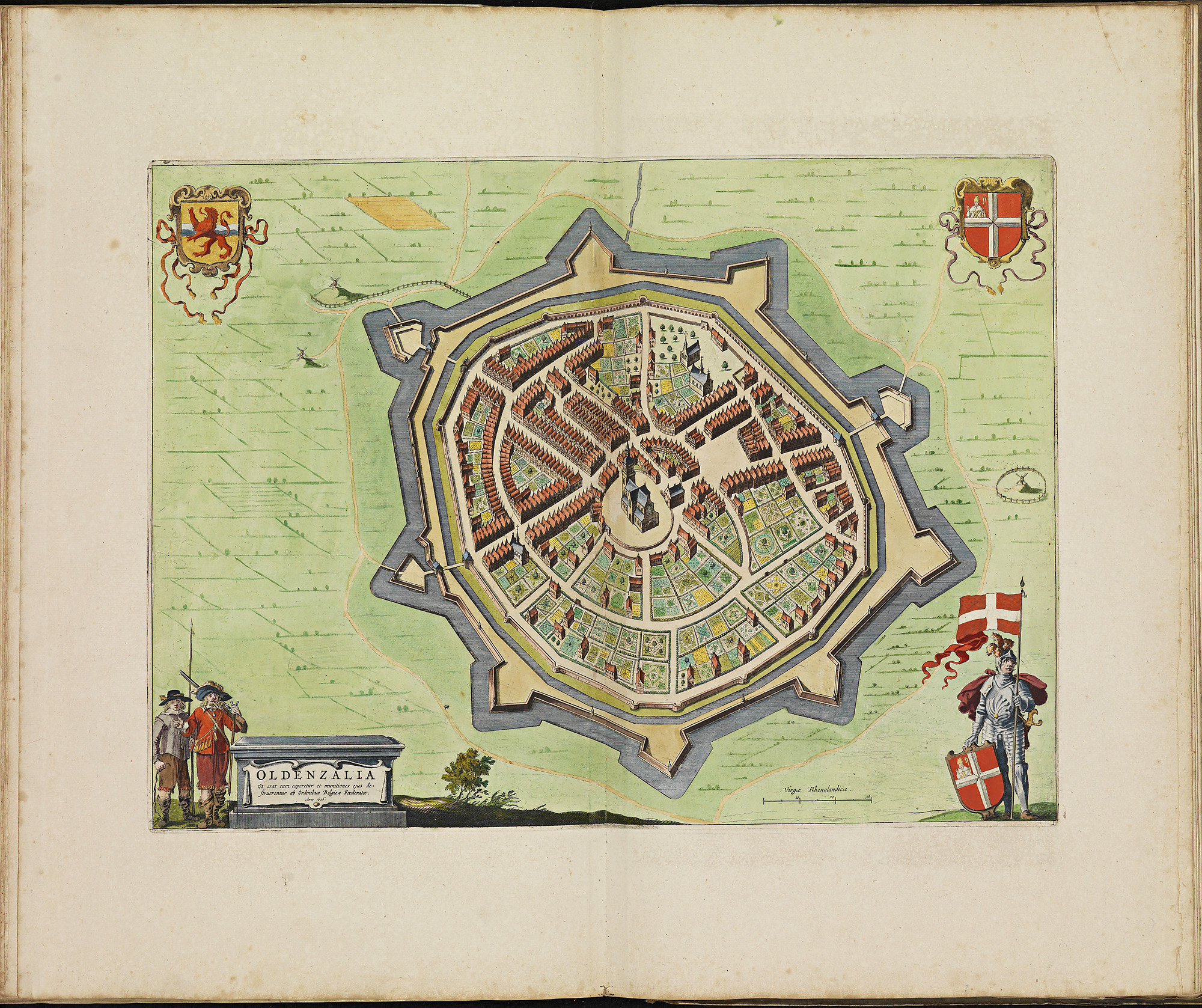
pl063 - Oldenzaal
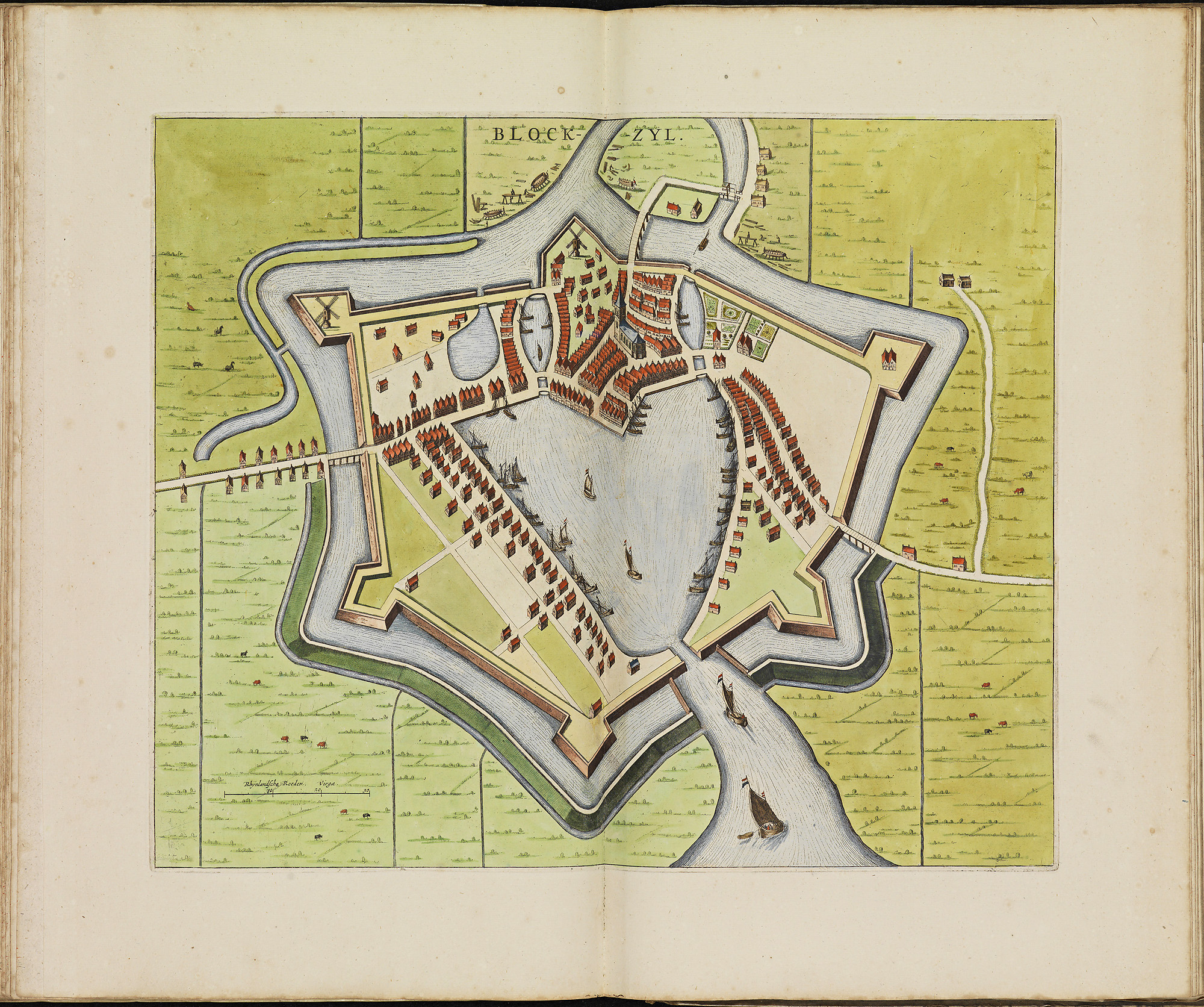
pl064 - Blokzijl
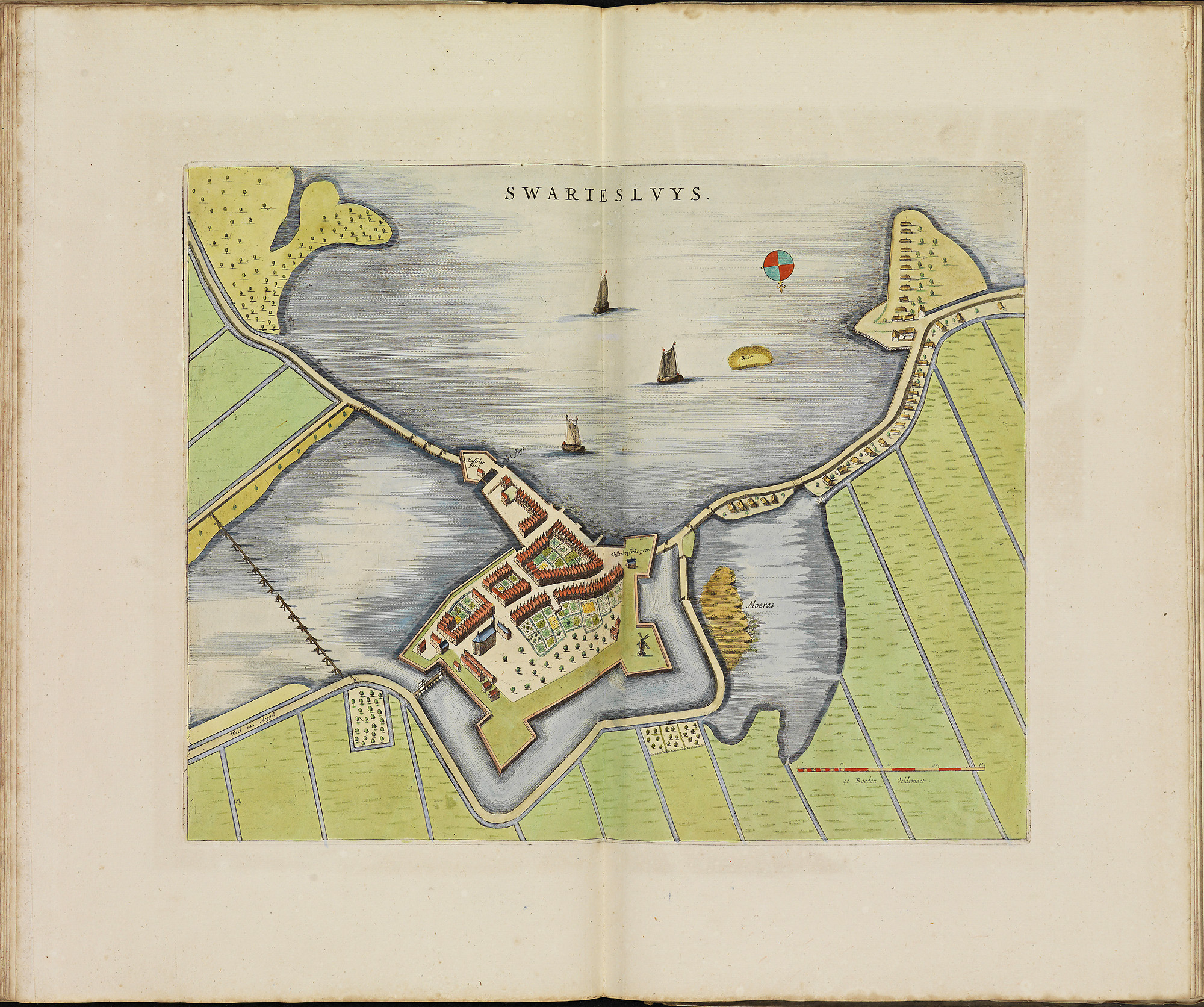
pl065 - Zwartsluis
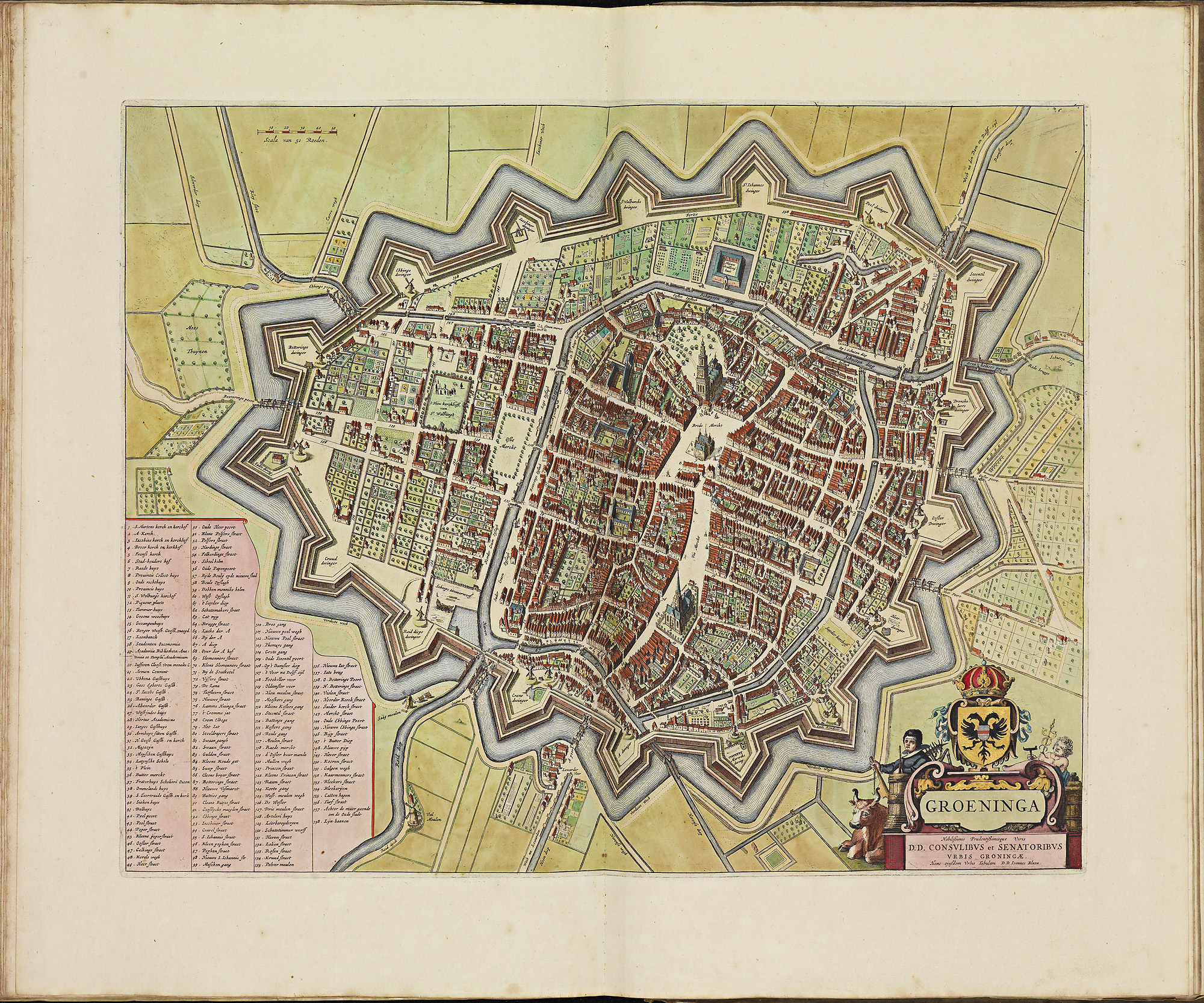
pl066 - Groningen
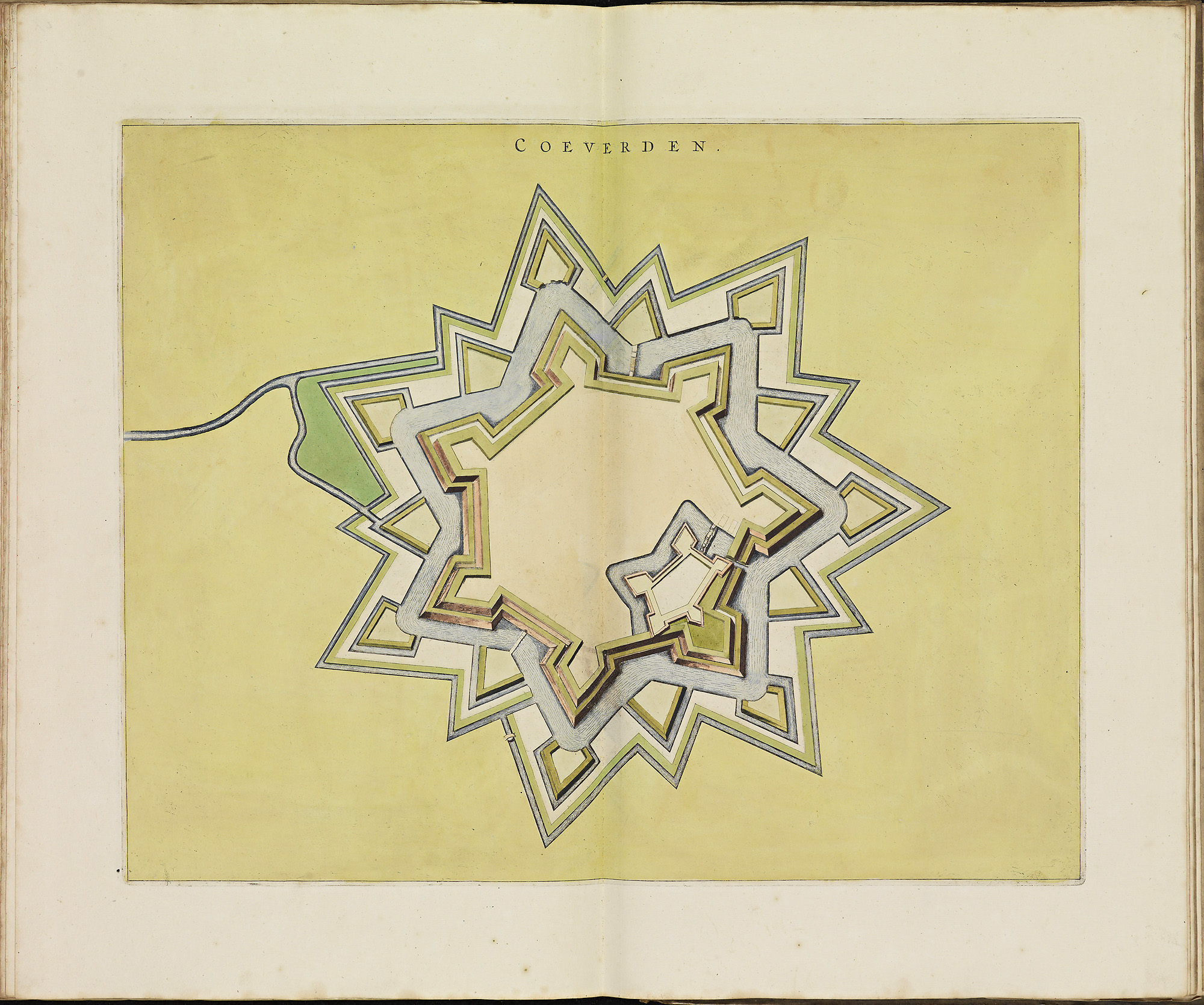
pl067 - Coevorden
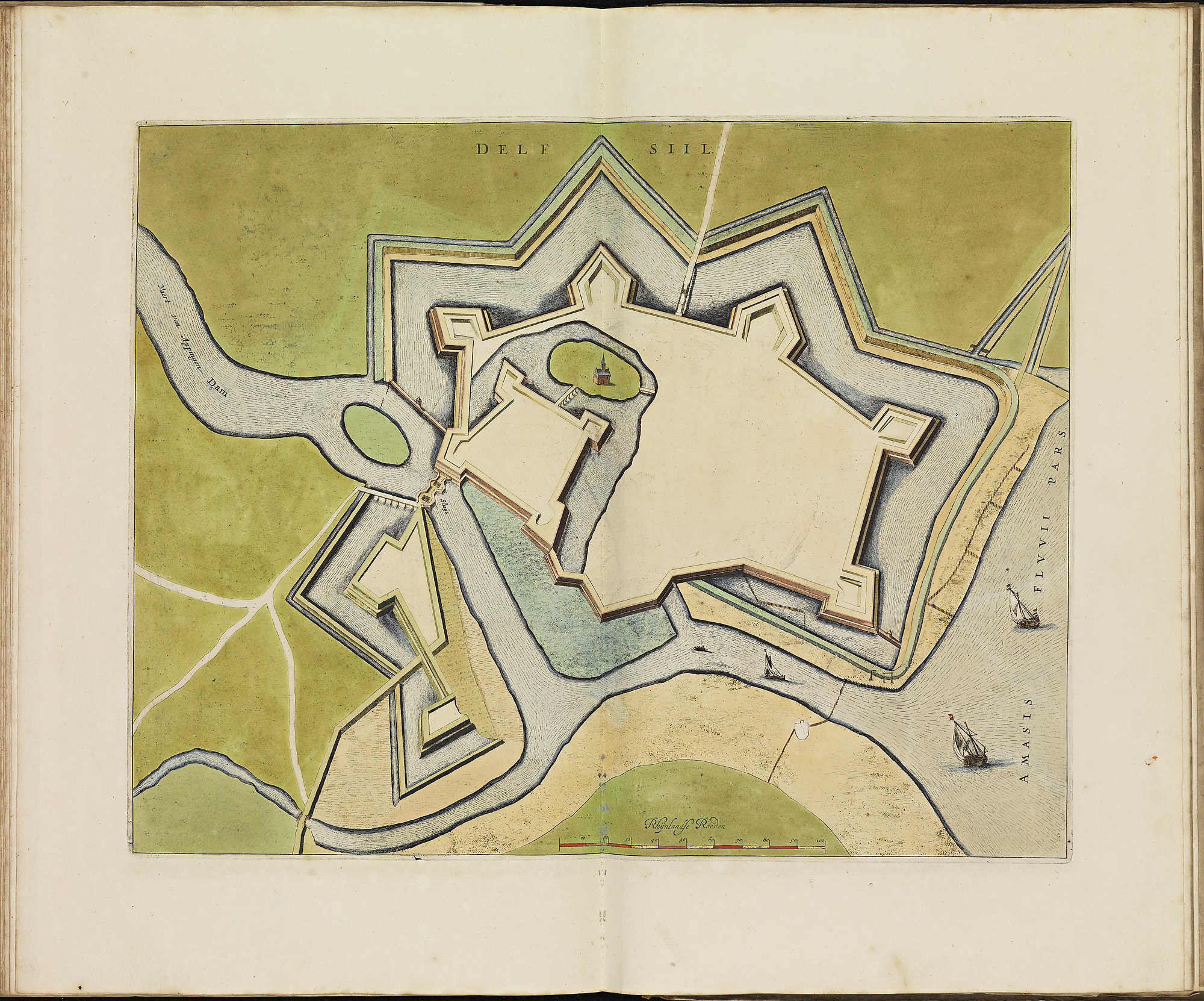
pl068 - Delfzijl
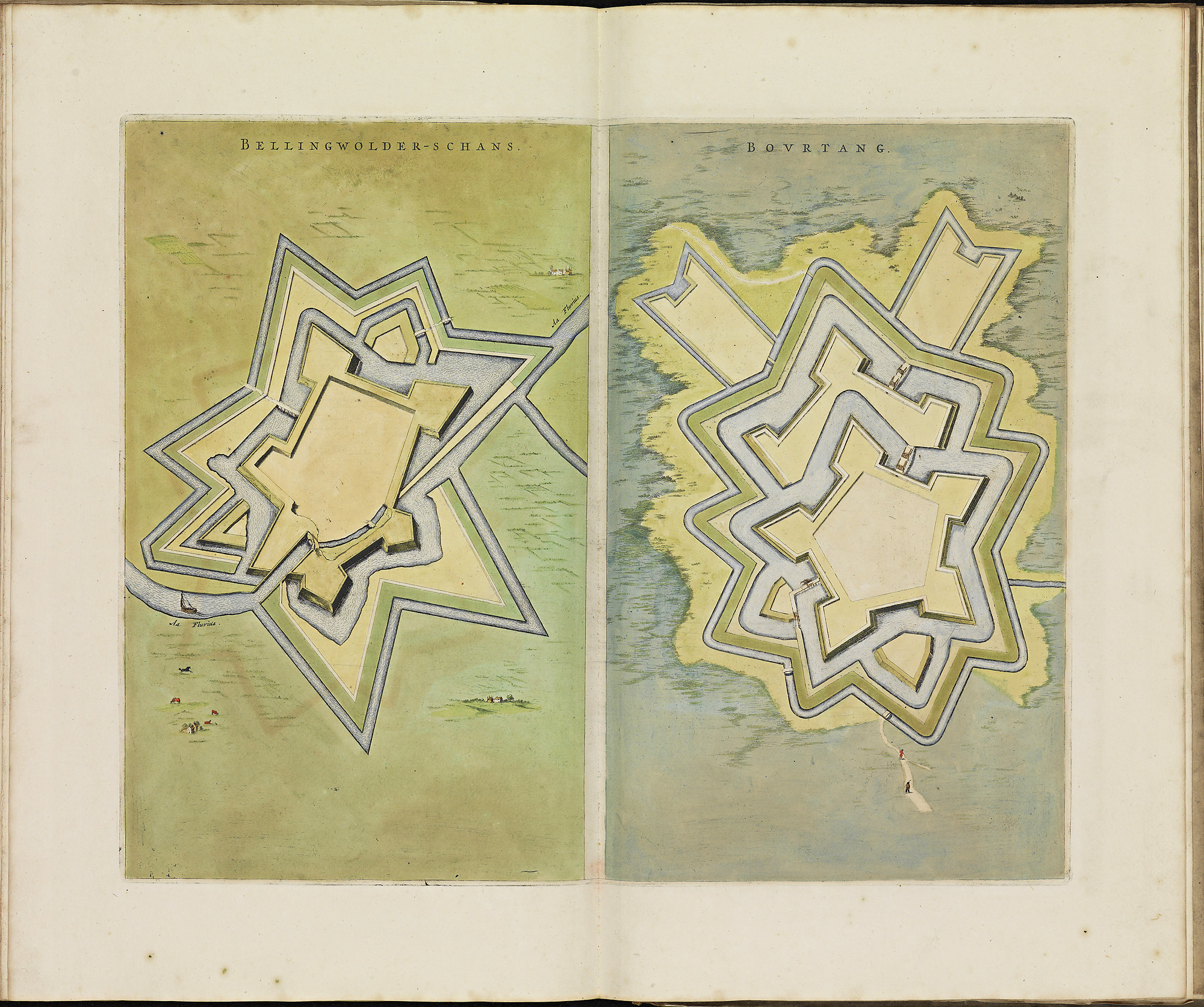
pl069 - Bourtange
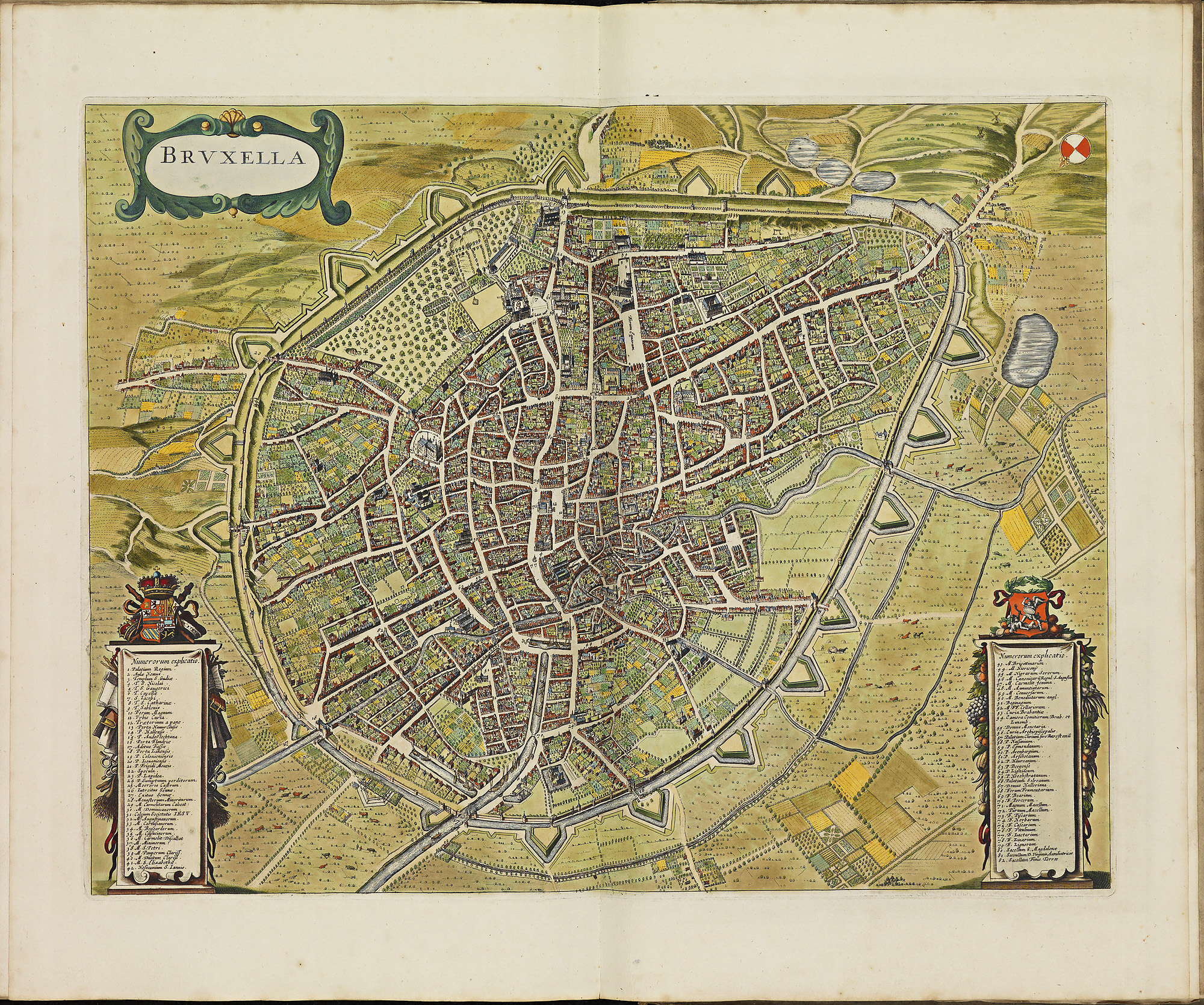
pl070 - Brussel
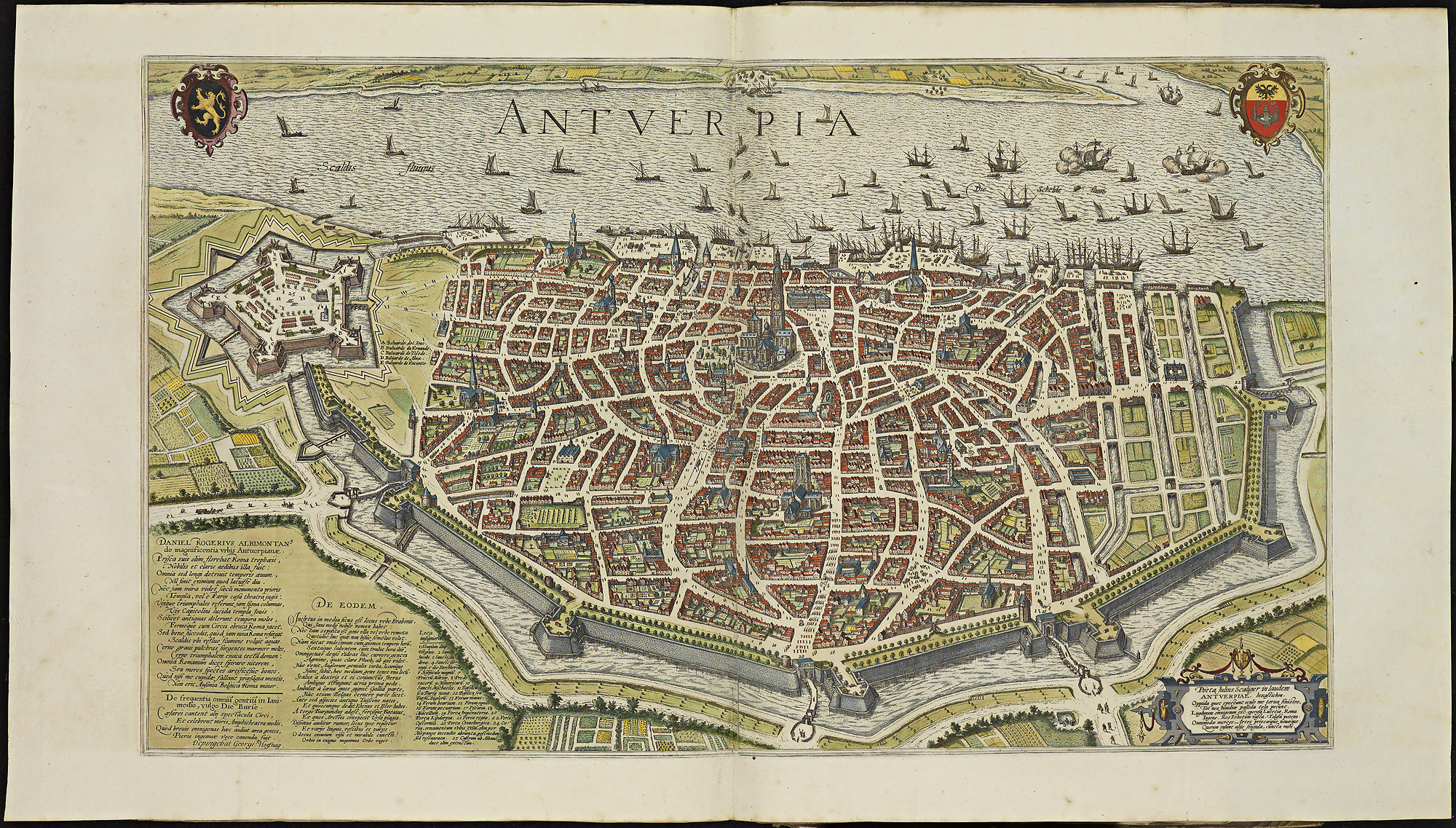
pl071 - Antwerpen
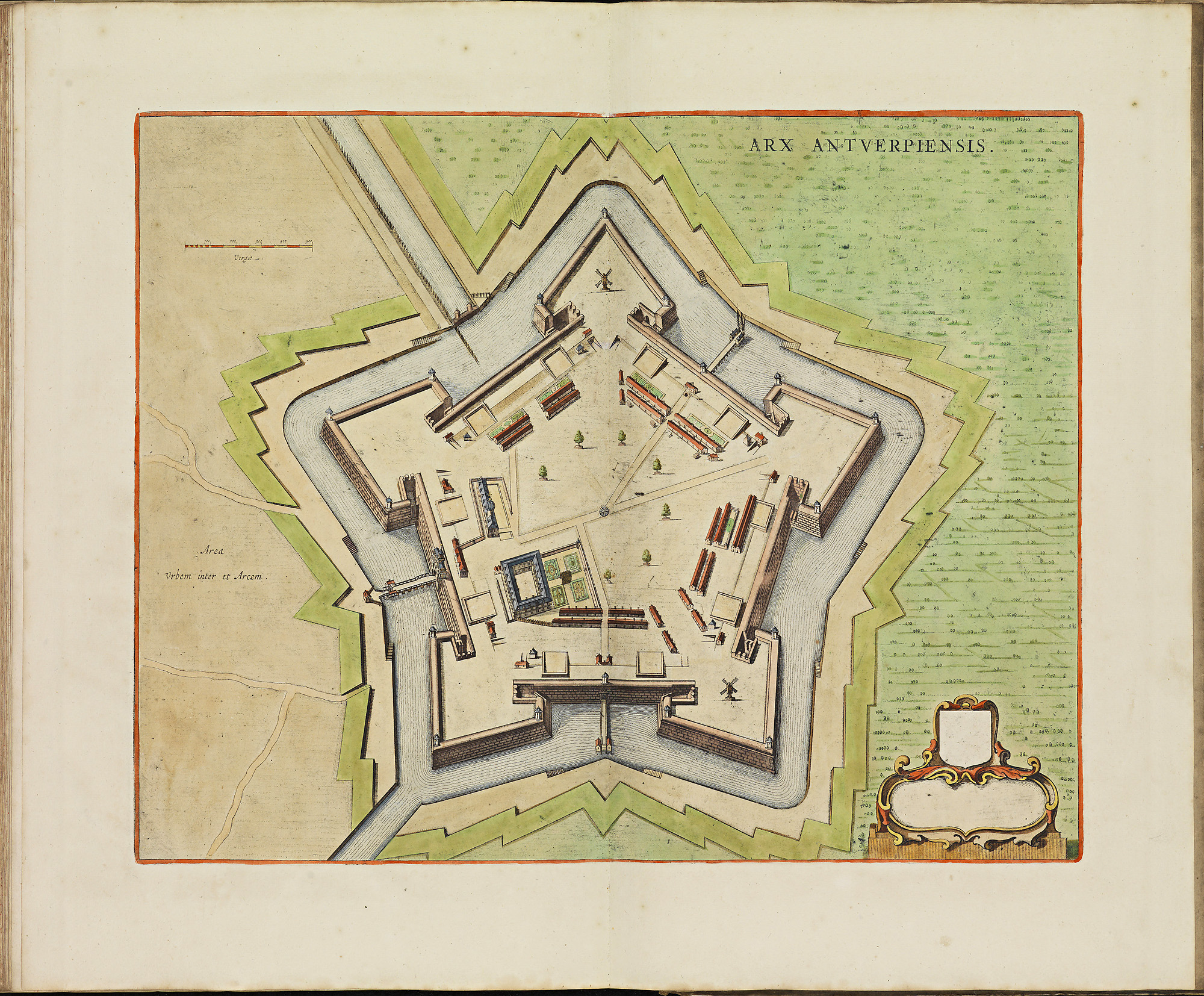
pl071a - Antwerpen, Kasteel
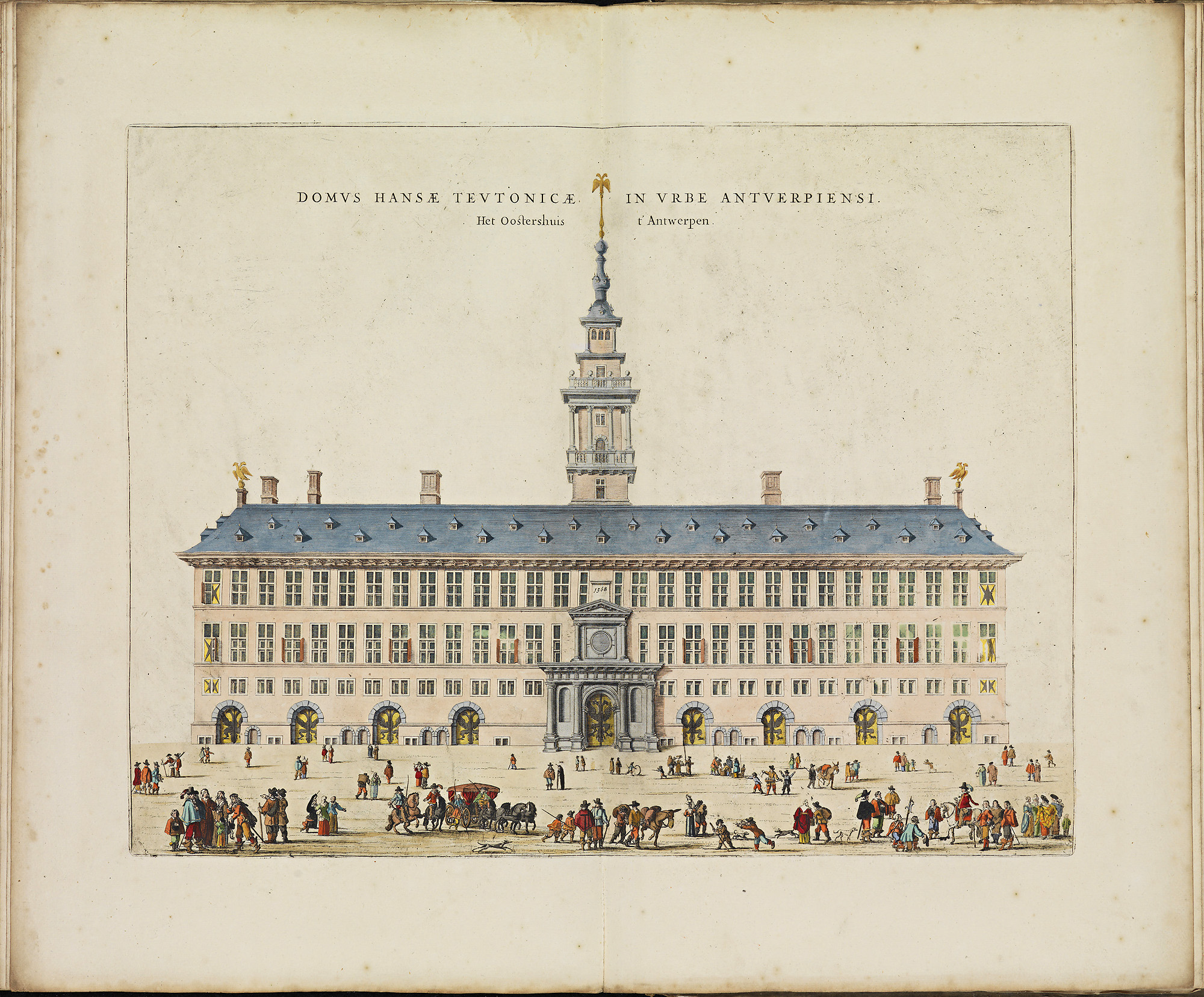
pl071b - Antwerpen, Oostershuis
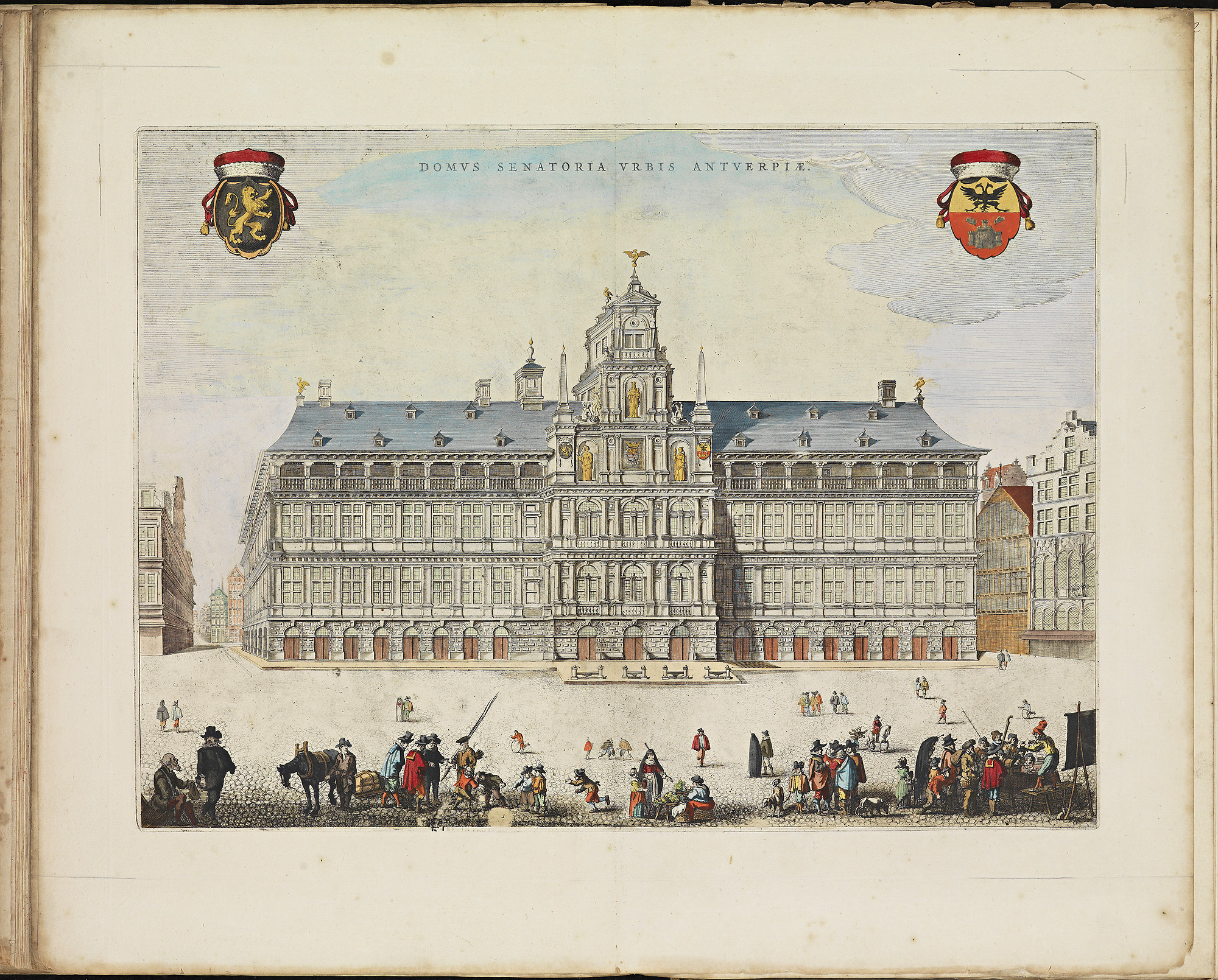
pl071c - Antwerpen, Stadhuis
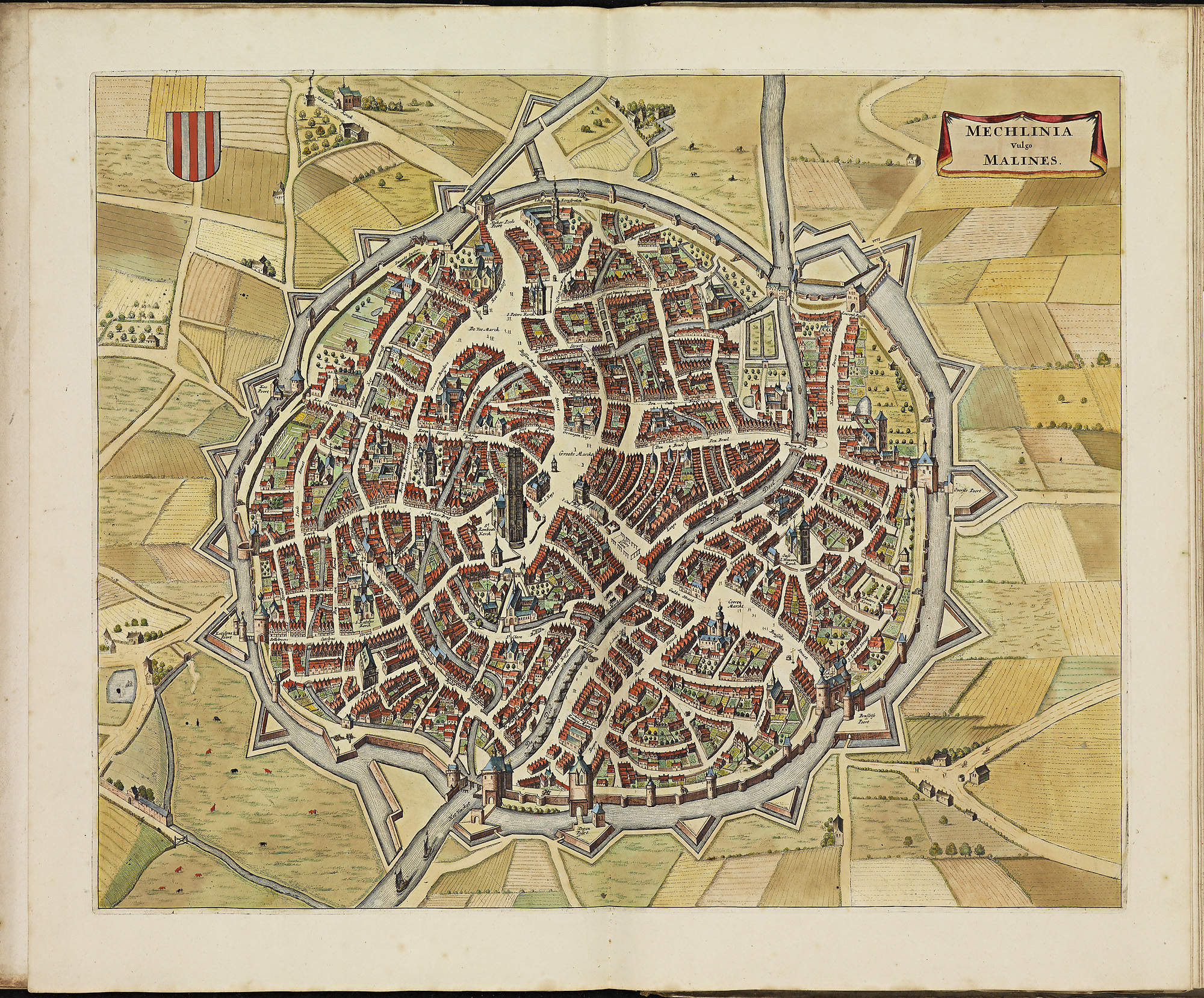
pl072 - Mechelen
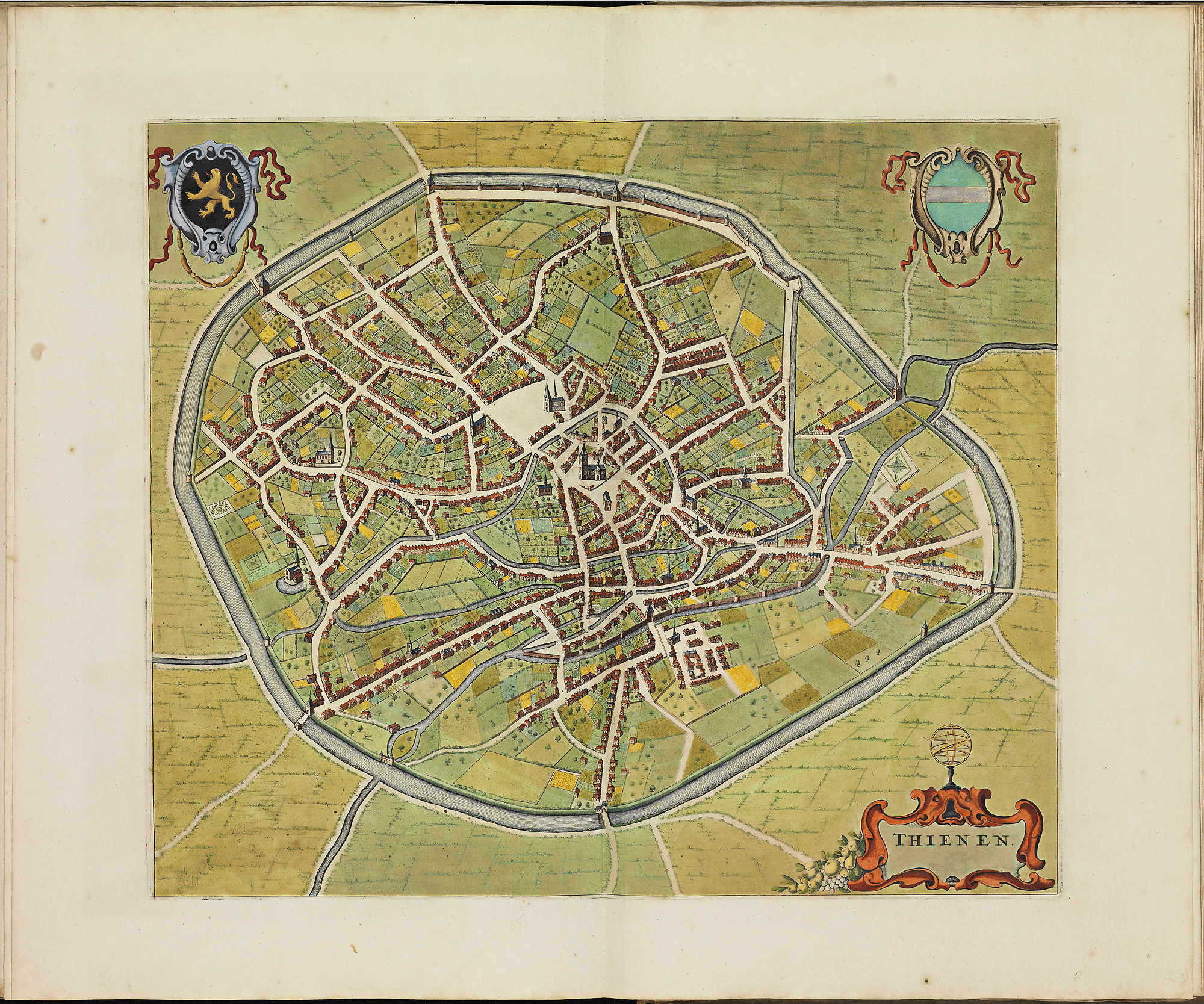
pl073 - Tienen
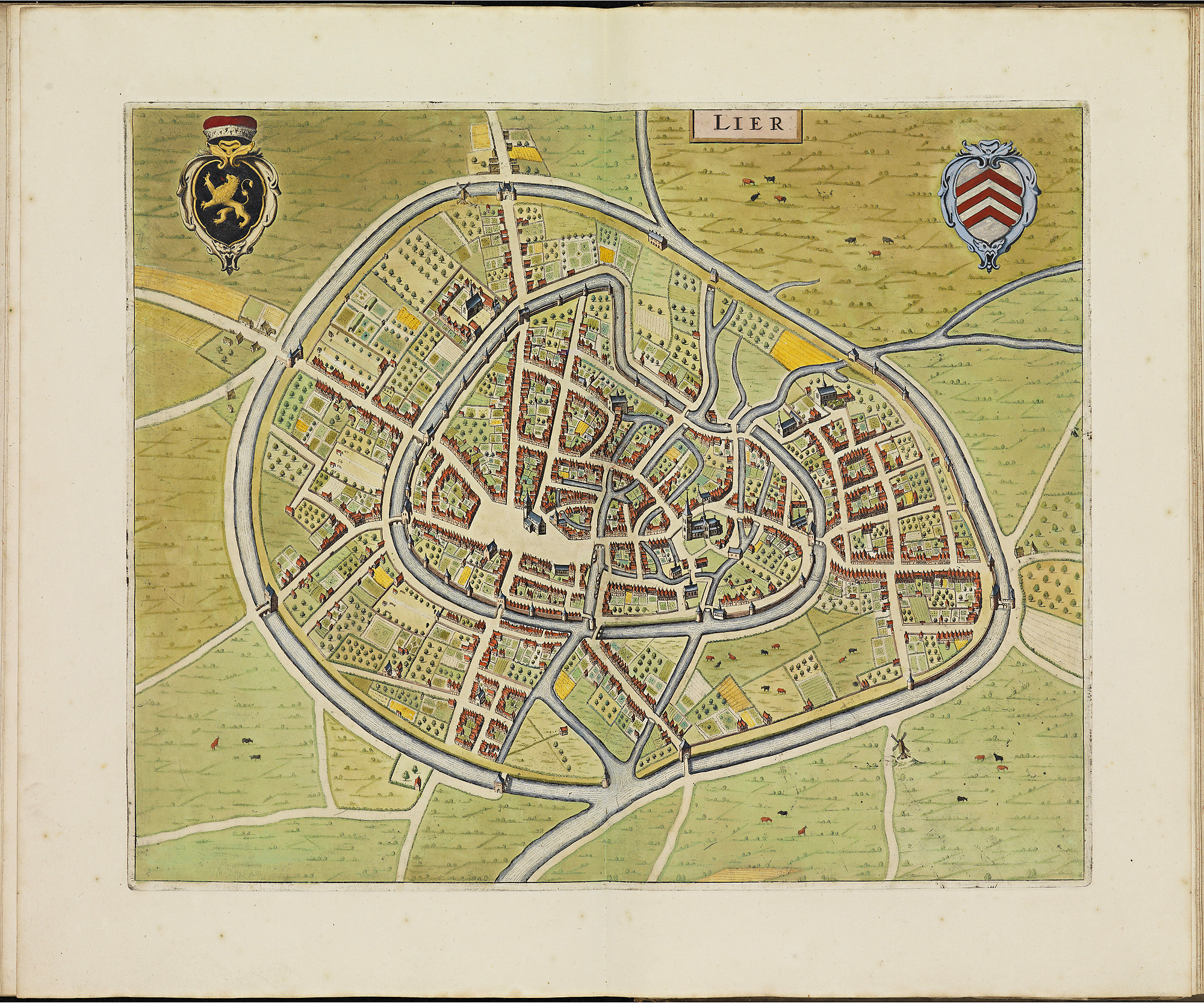
pl074 - Lier
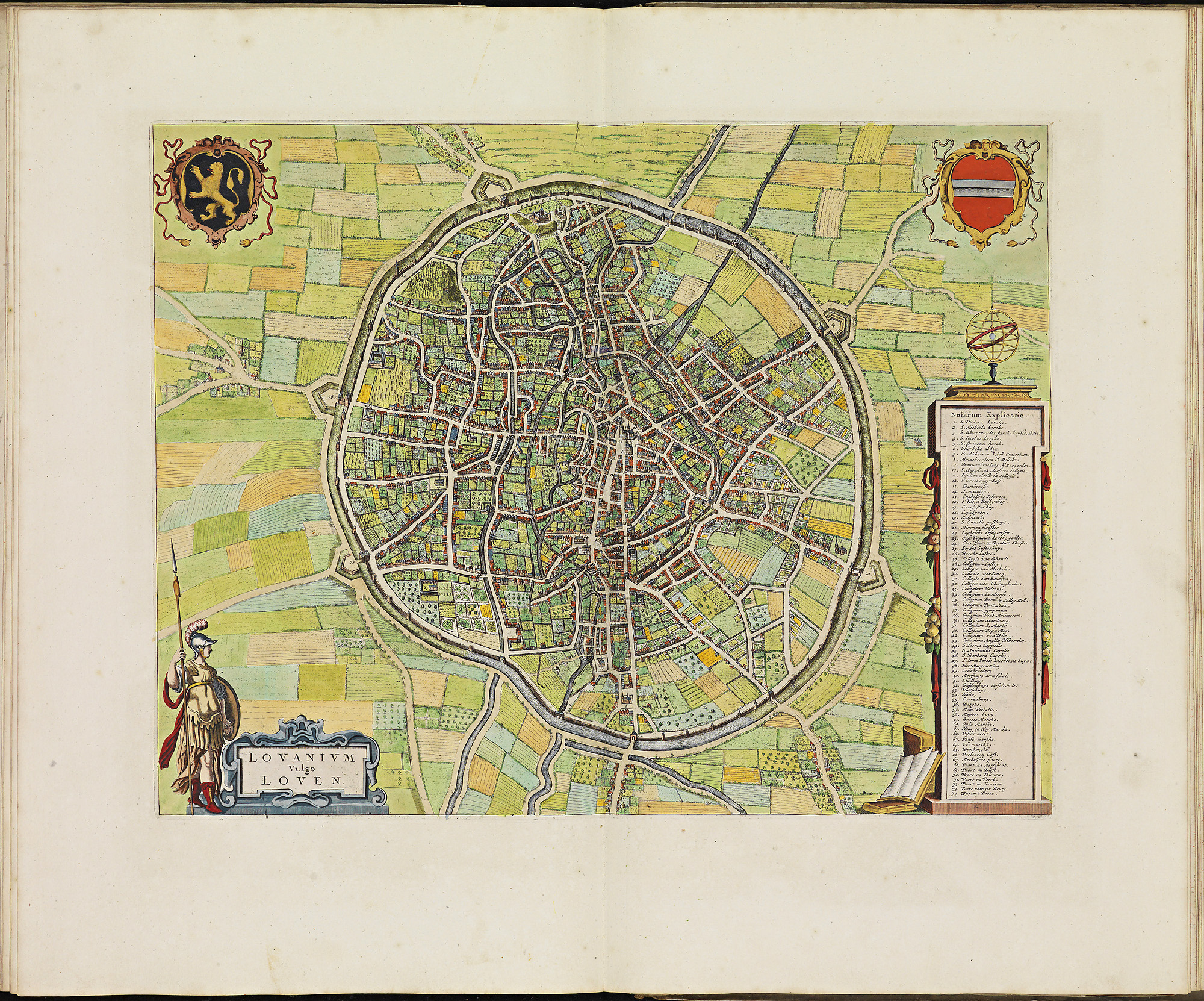
pl075 - Leuven
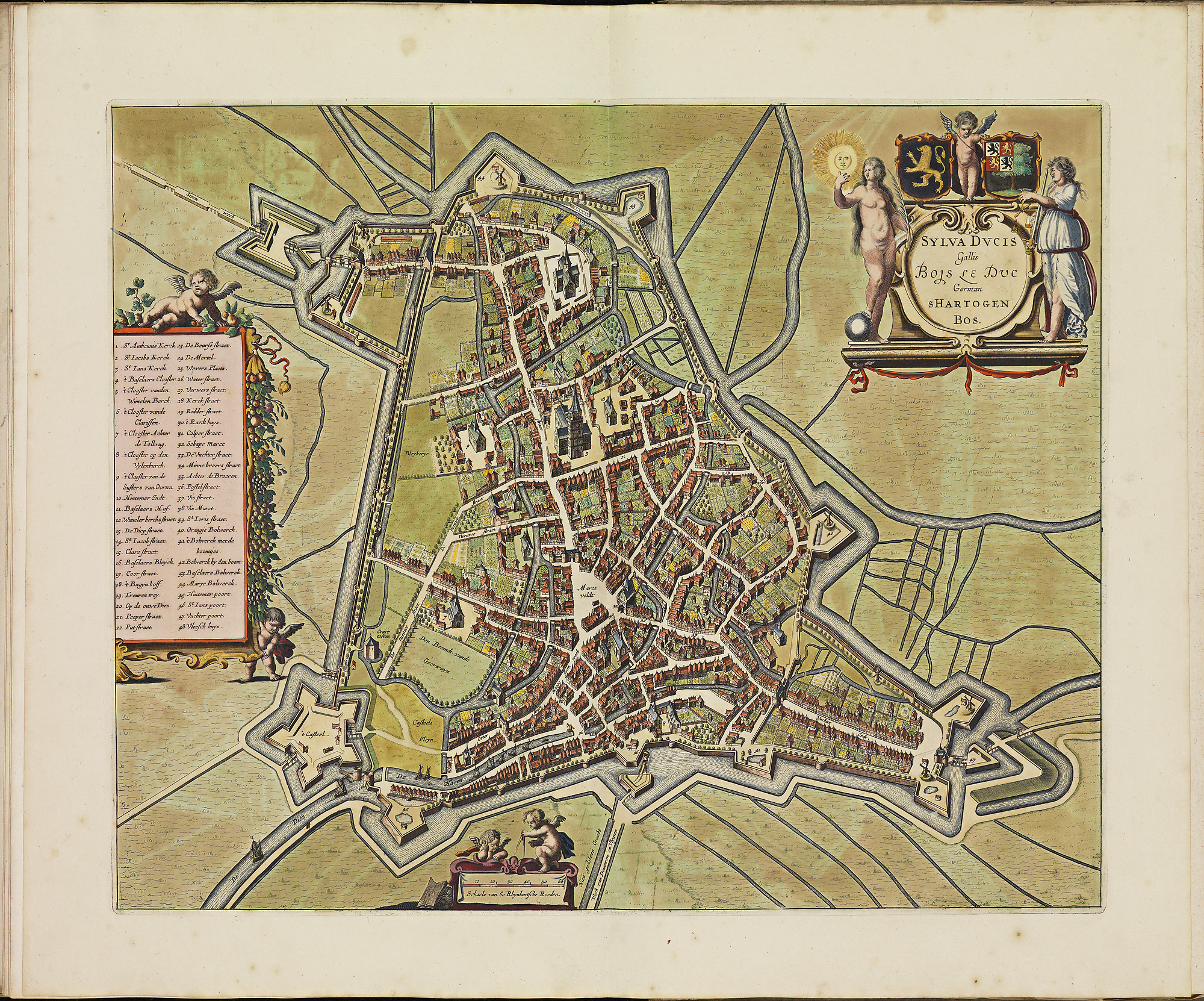
pl076-'s - Hertogenbosch
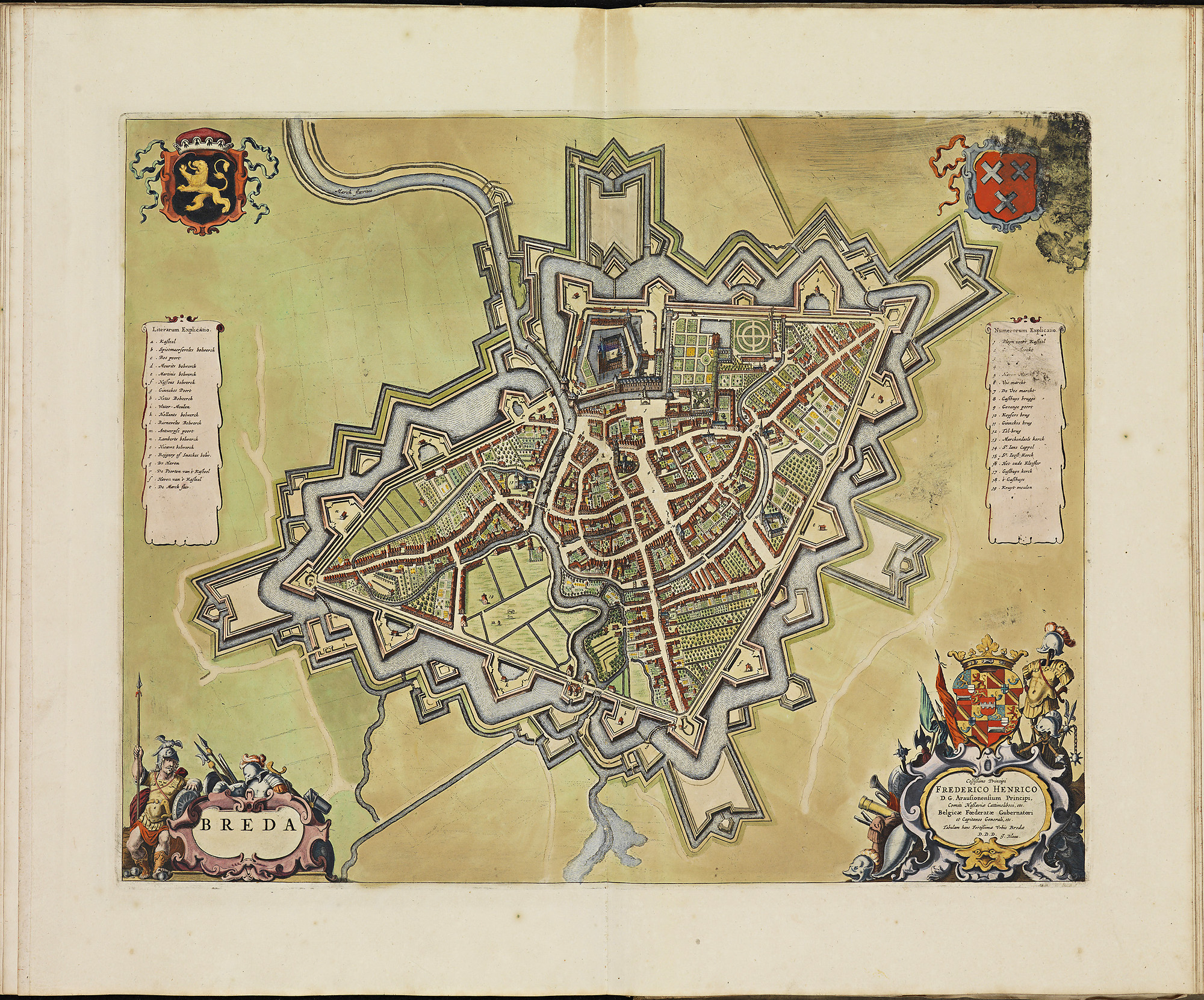
pl077 - Breda
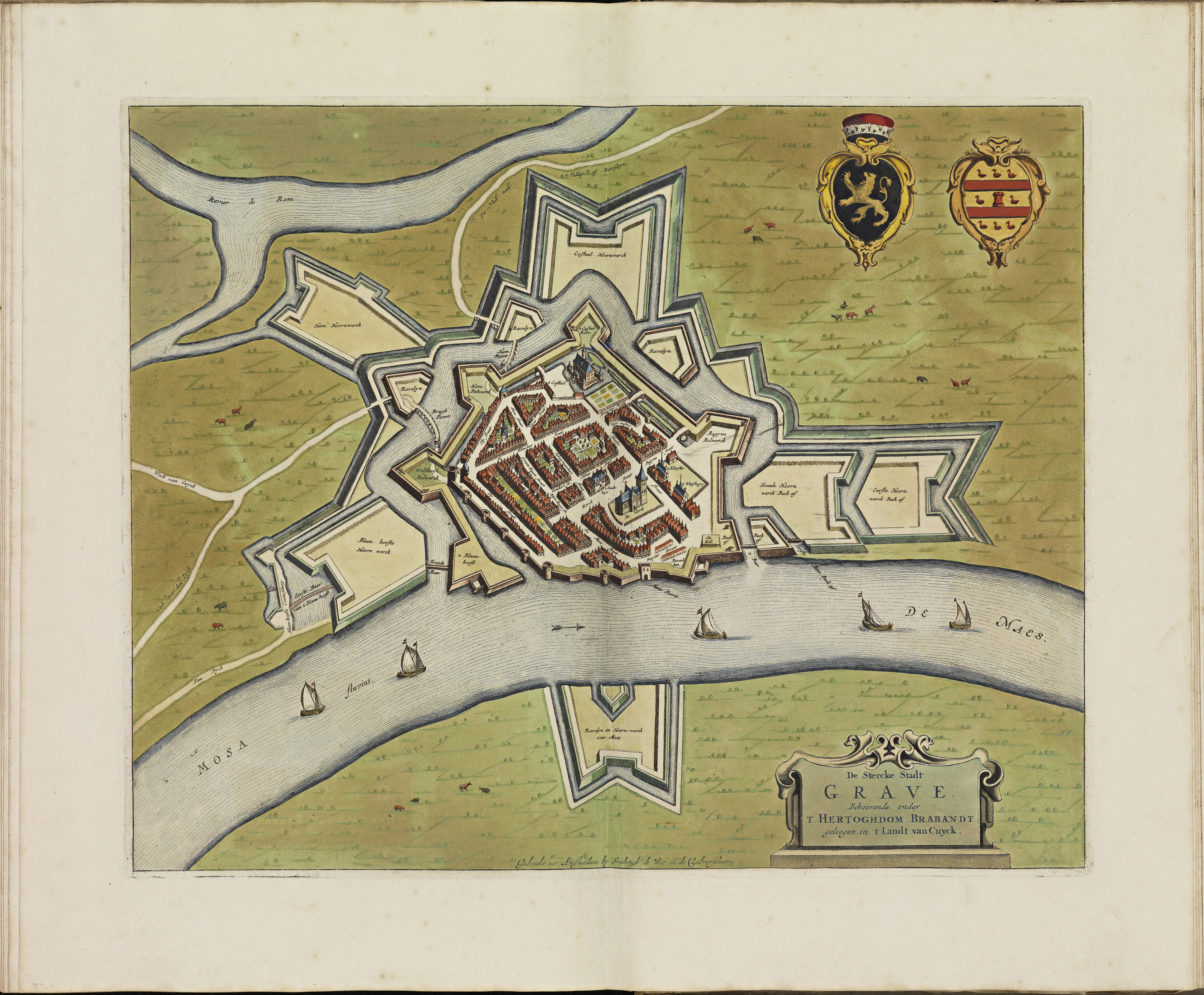
pl078 - Grave
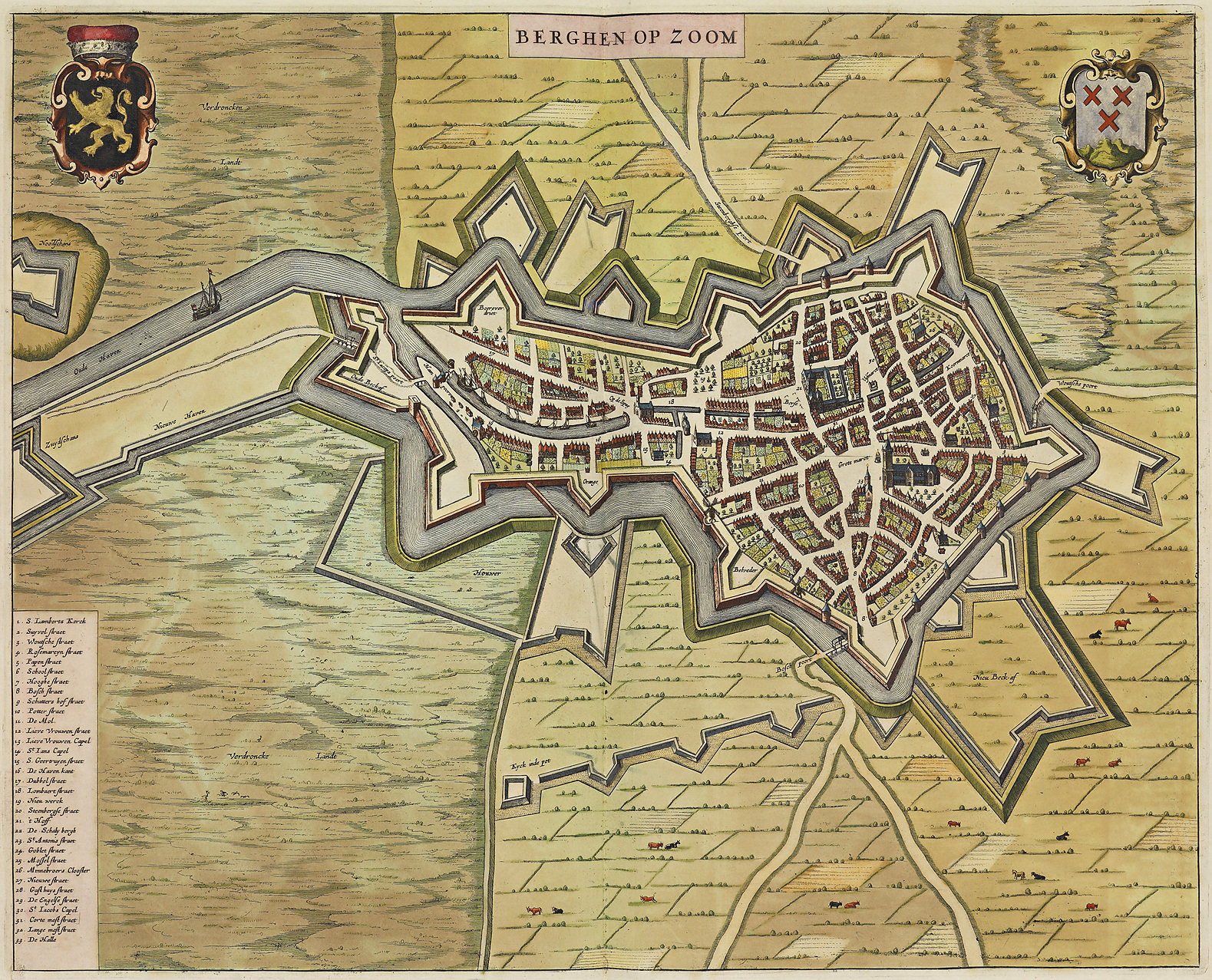
pl079 - Bergen op Zoom
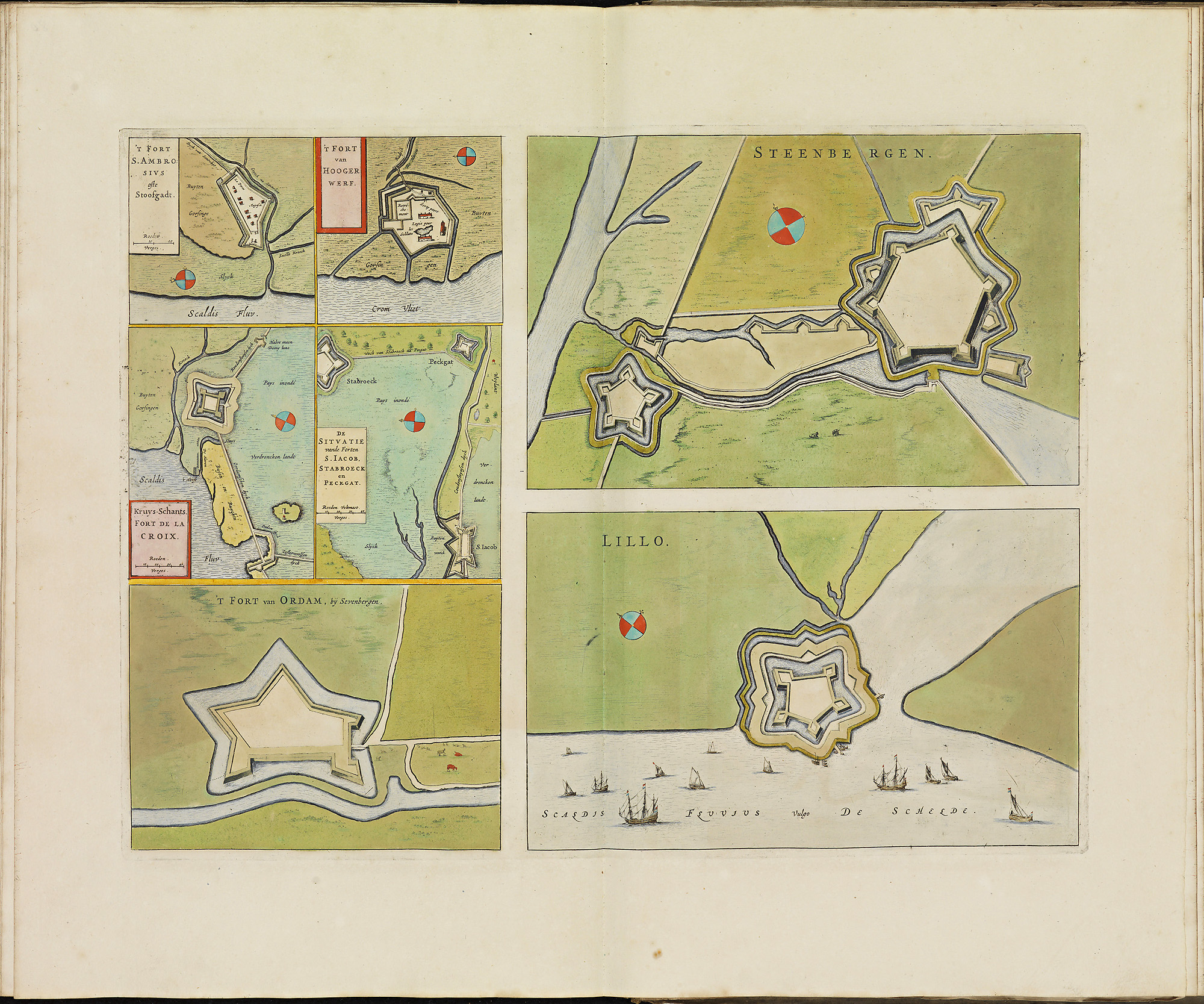
pl080 - 't Fort van Ordam
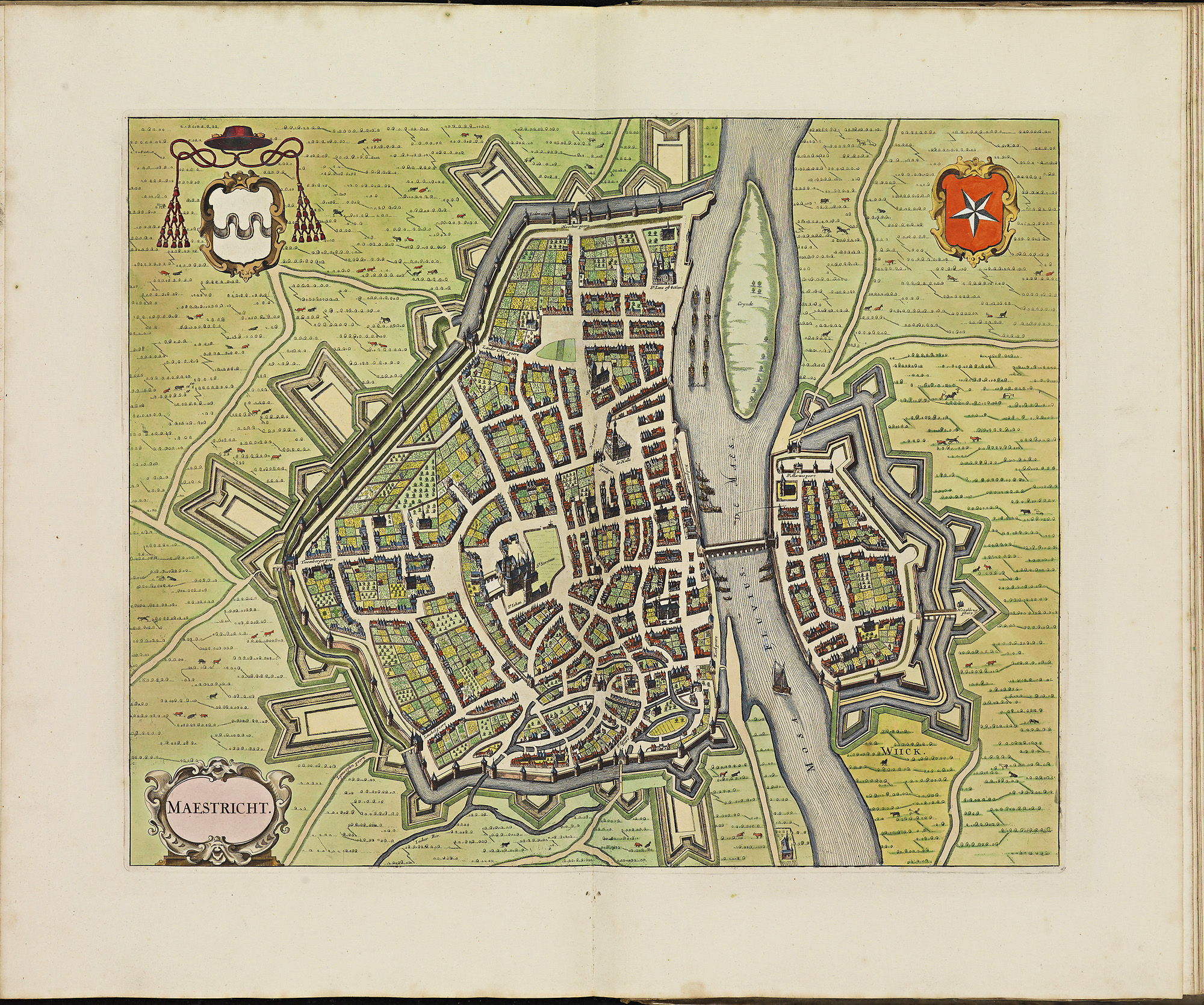
pl081 - Maastricht
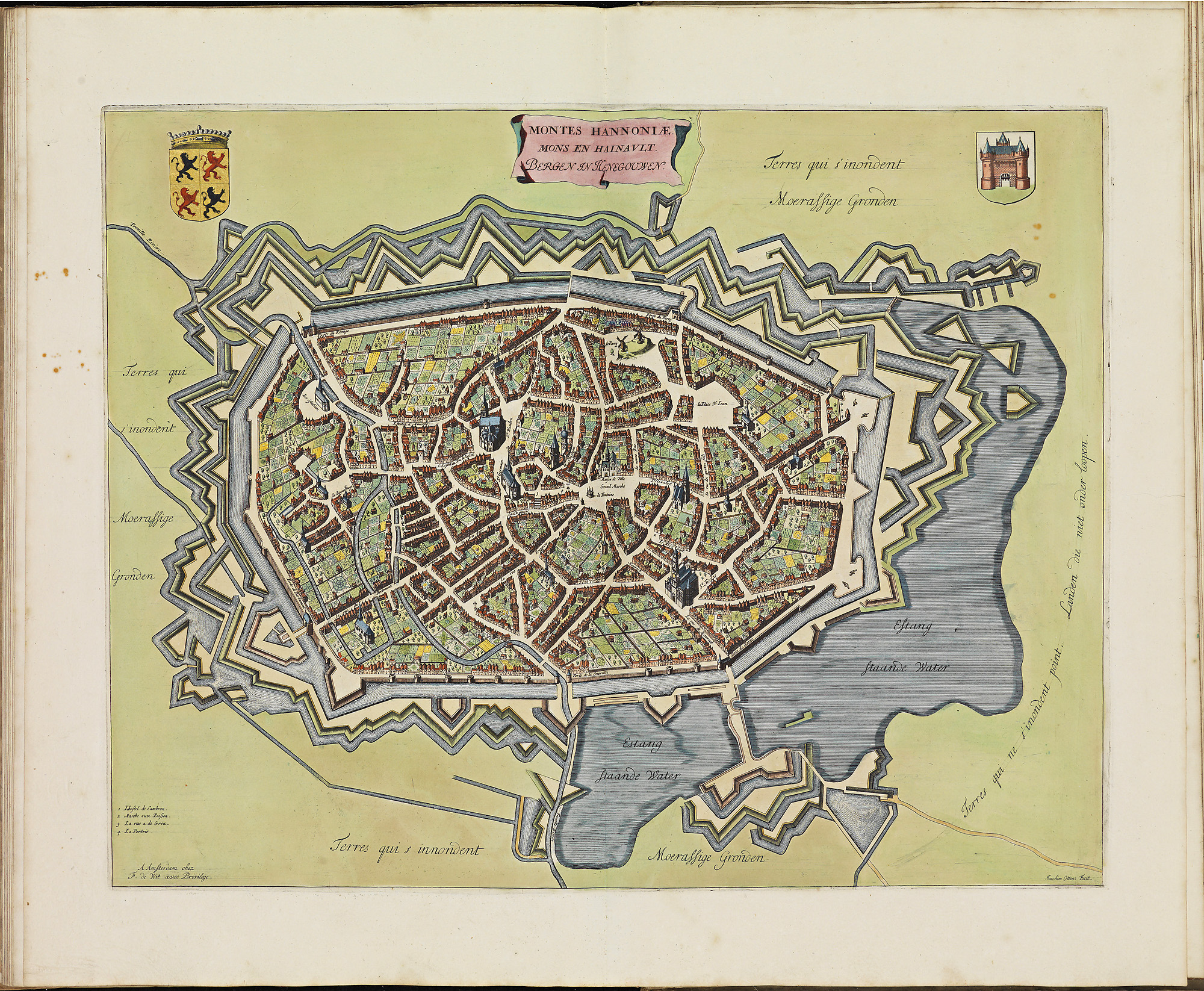
pl082 - Bergen in henegouwen
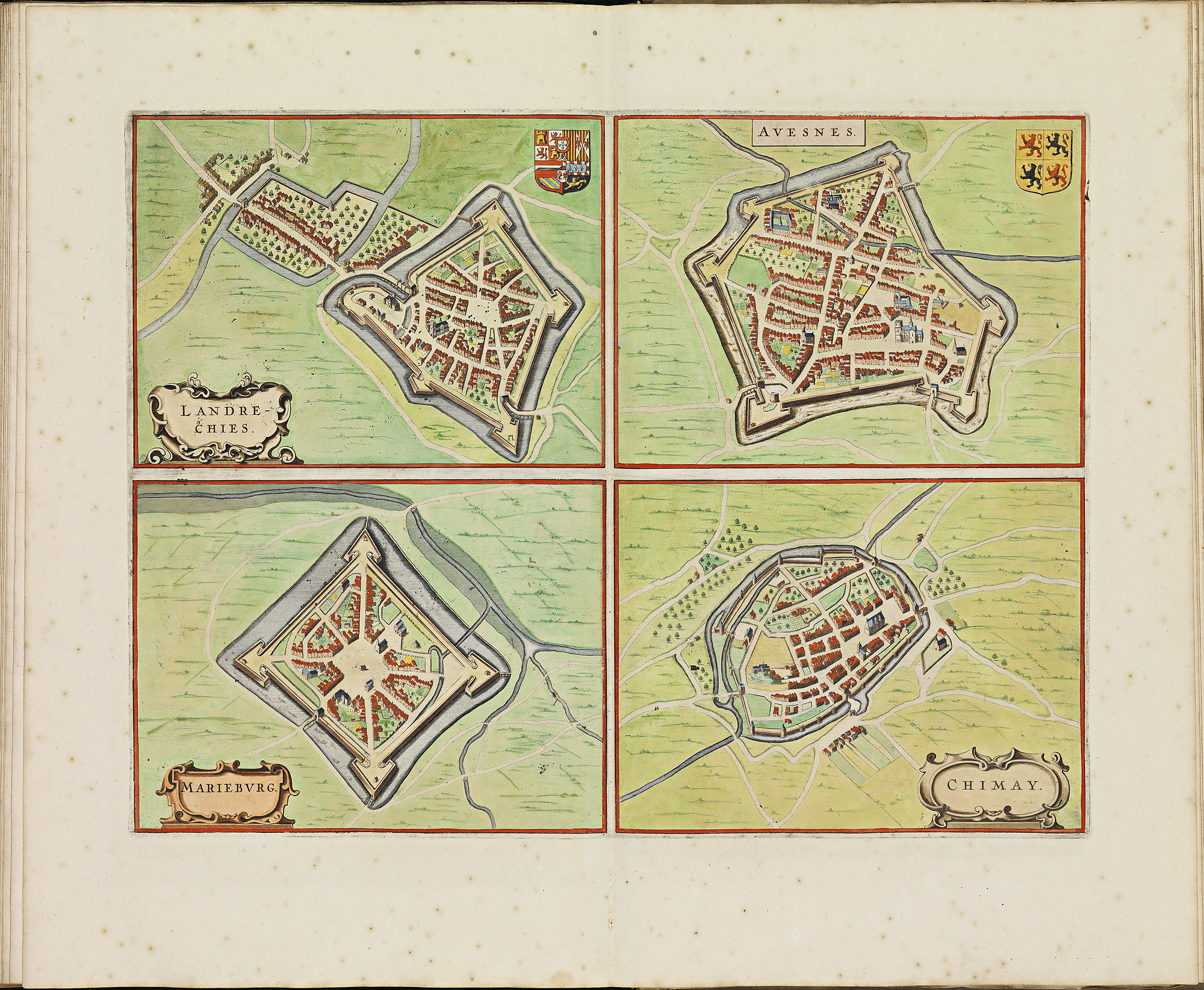
pl083 - Mariembourg
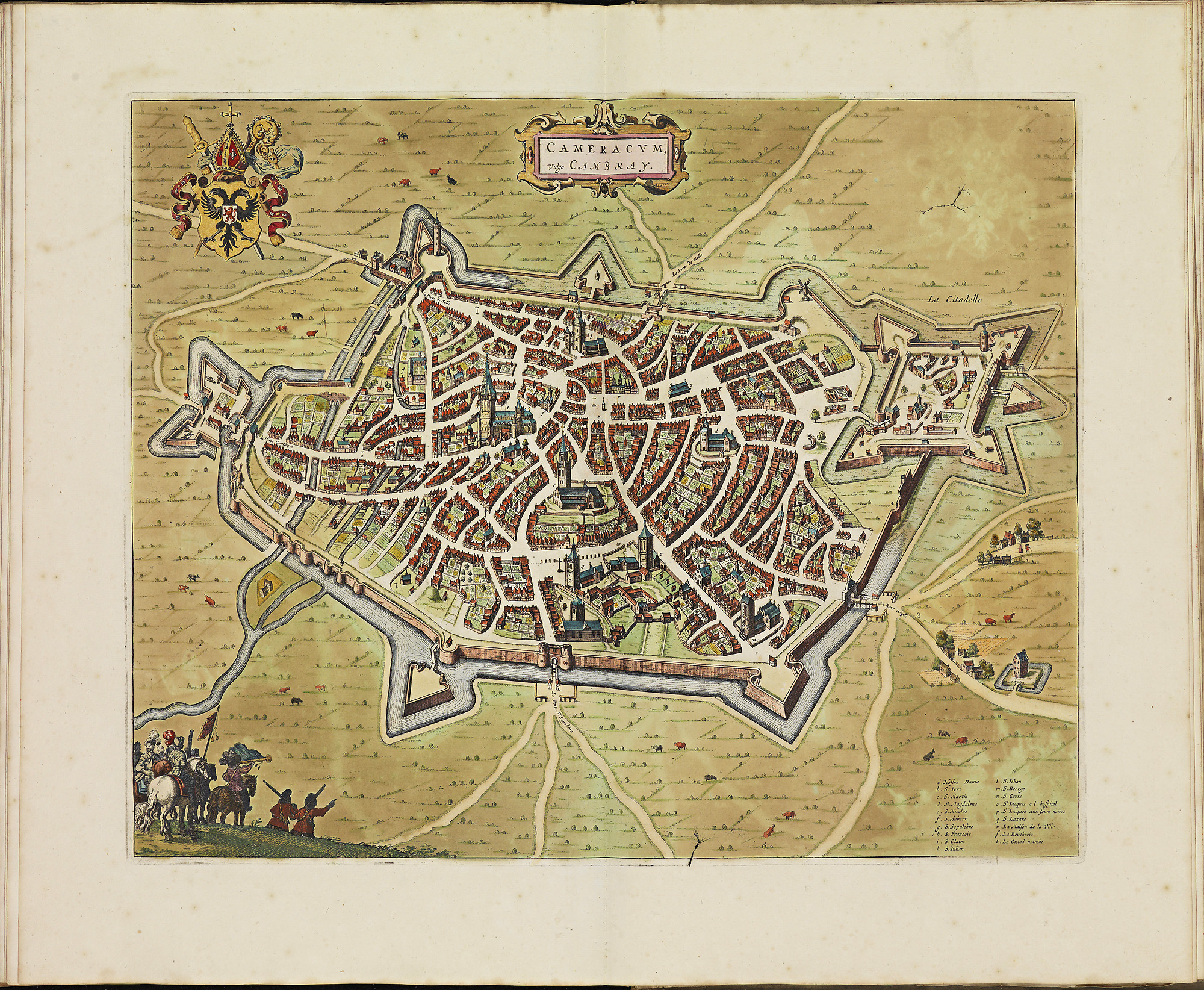
pl084 - Kamerijk (Cambrai)
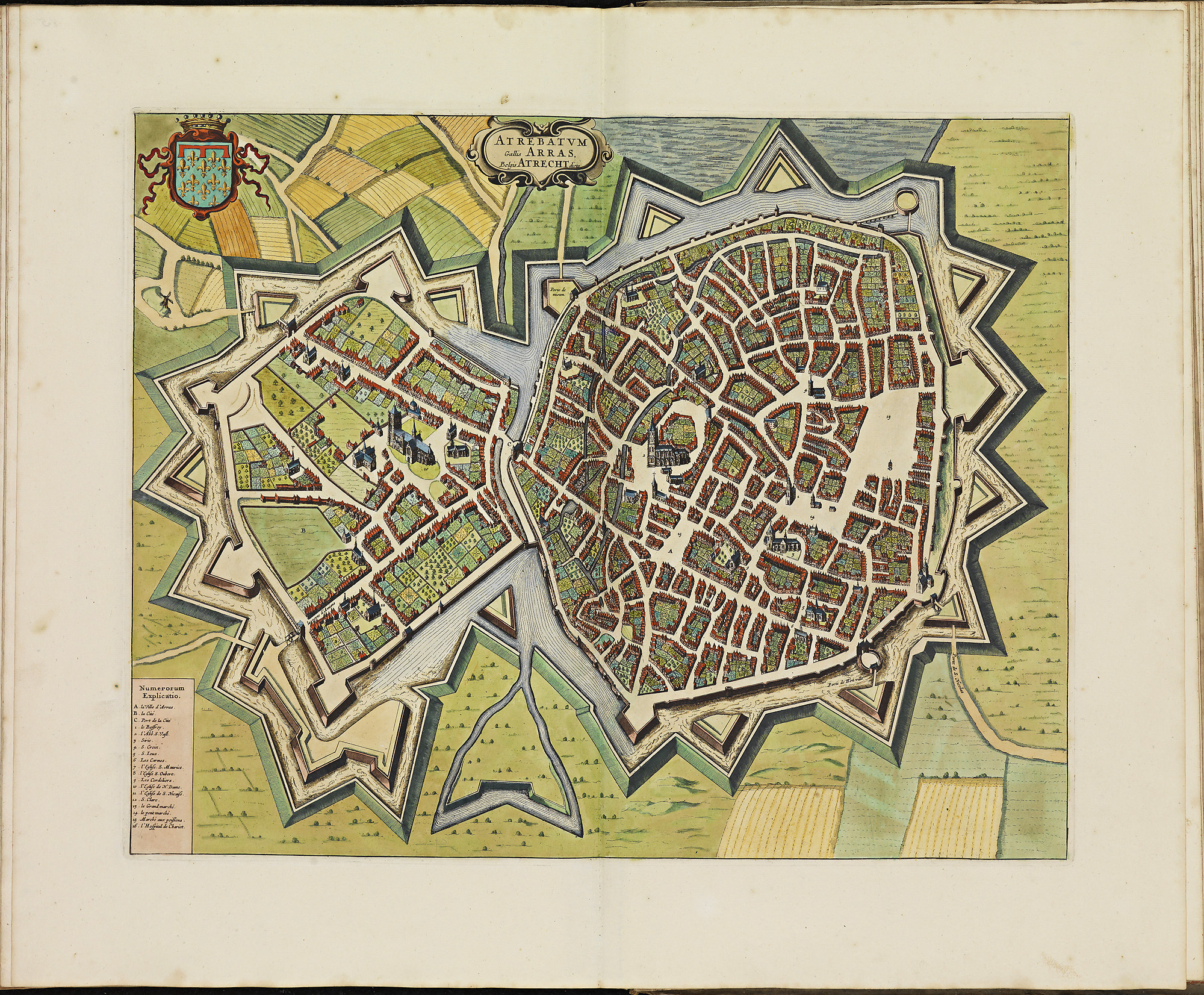
pl085 - Atrecht (Arras)
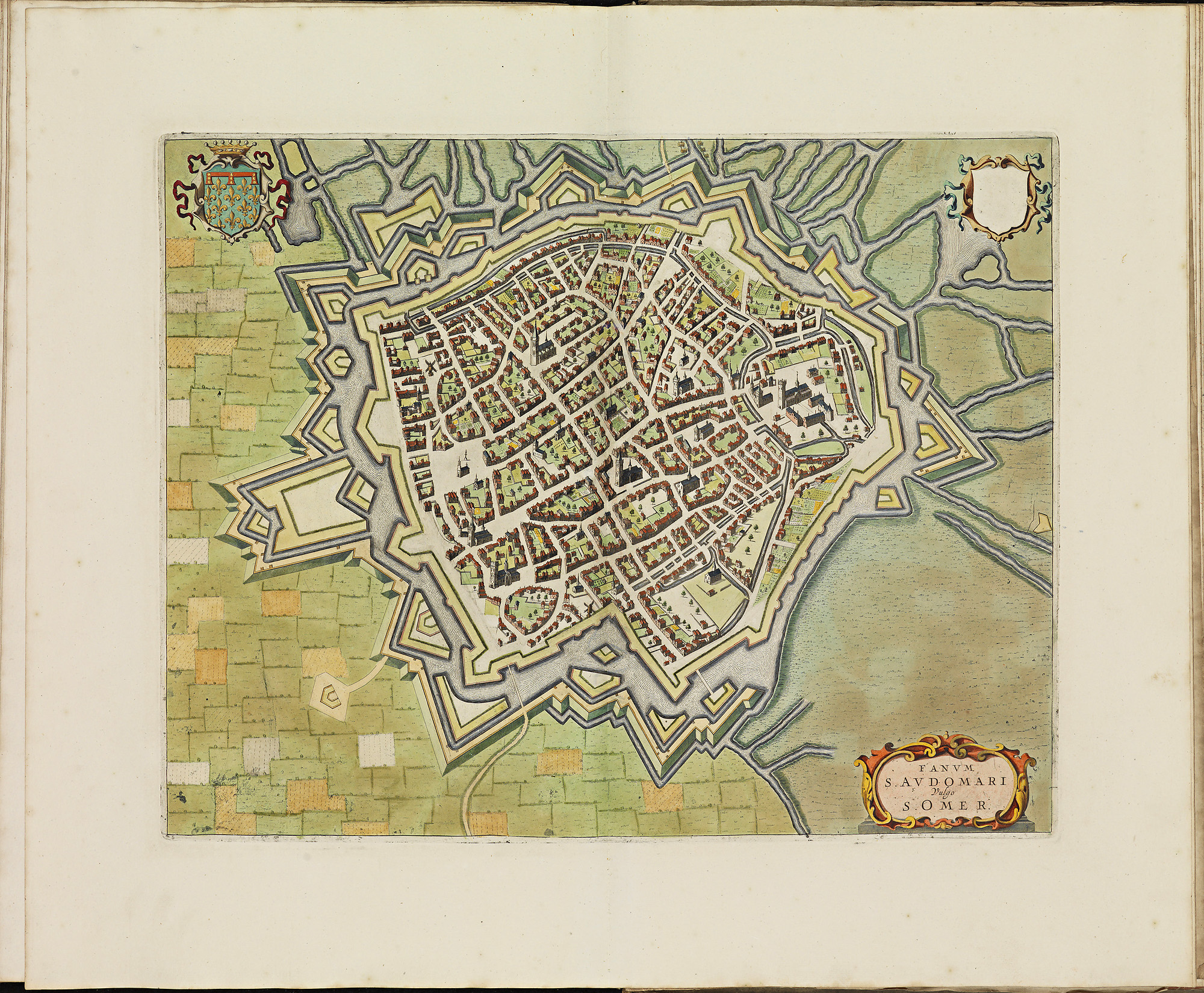
pl086 - Saint Omer
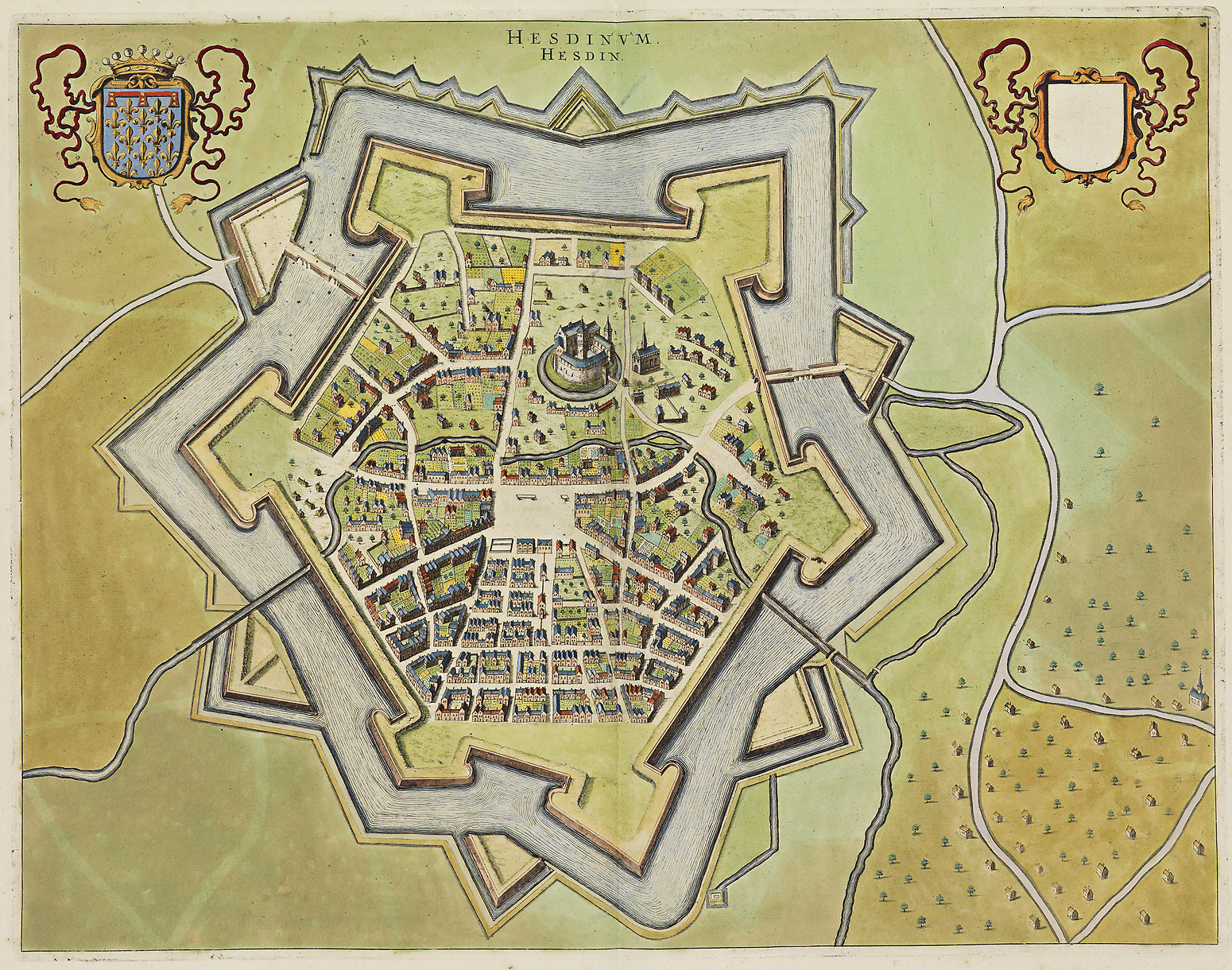
pl087 - Hesdin
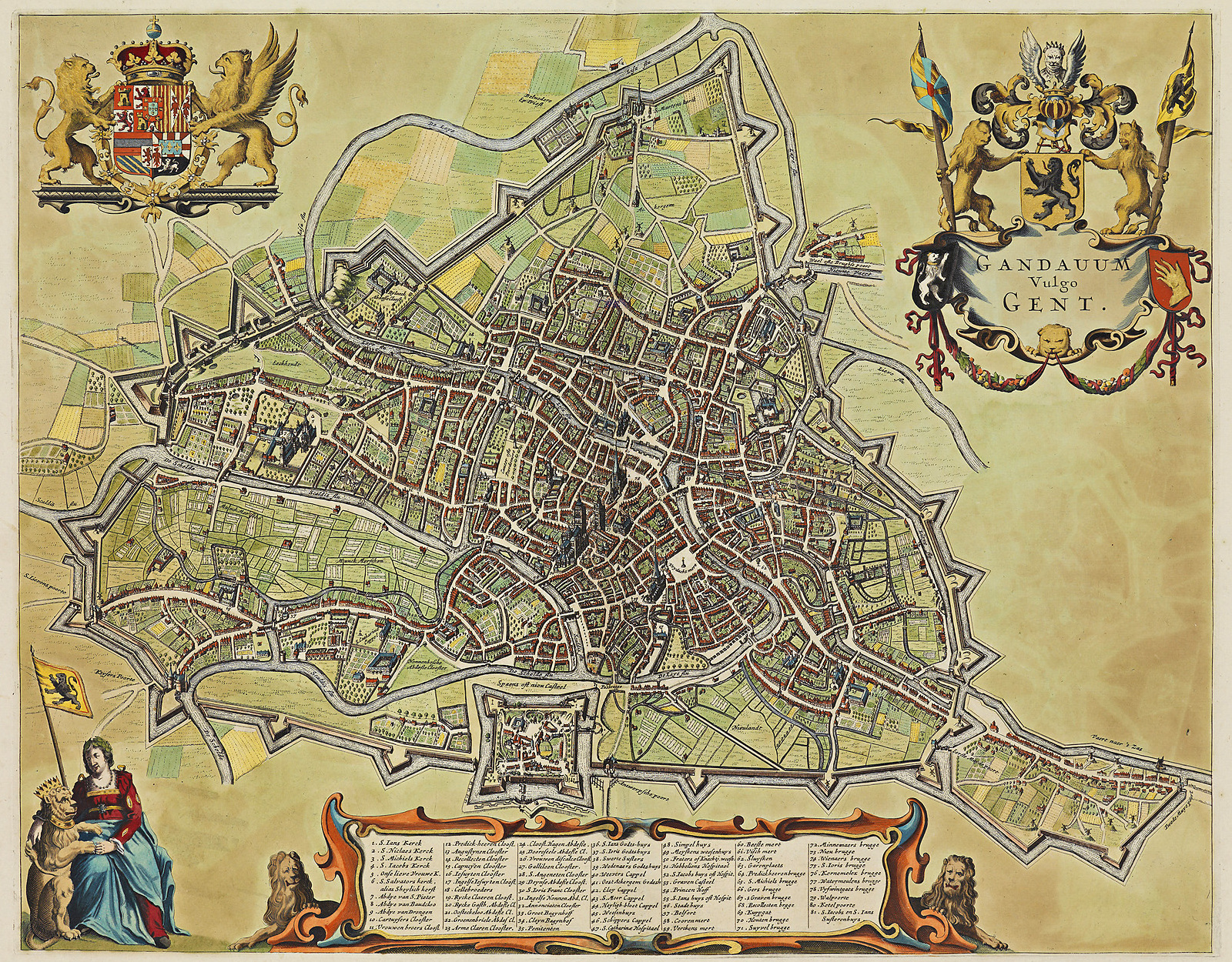
pl088 - Gent
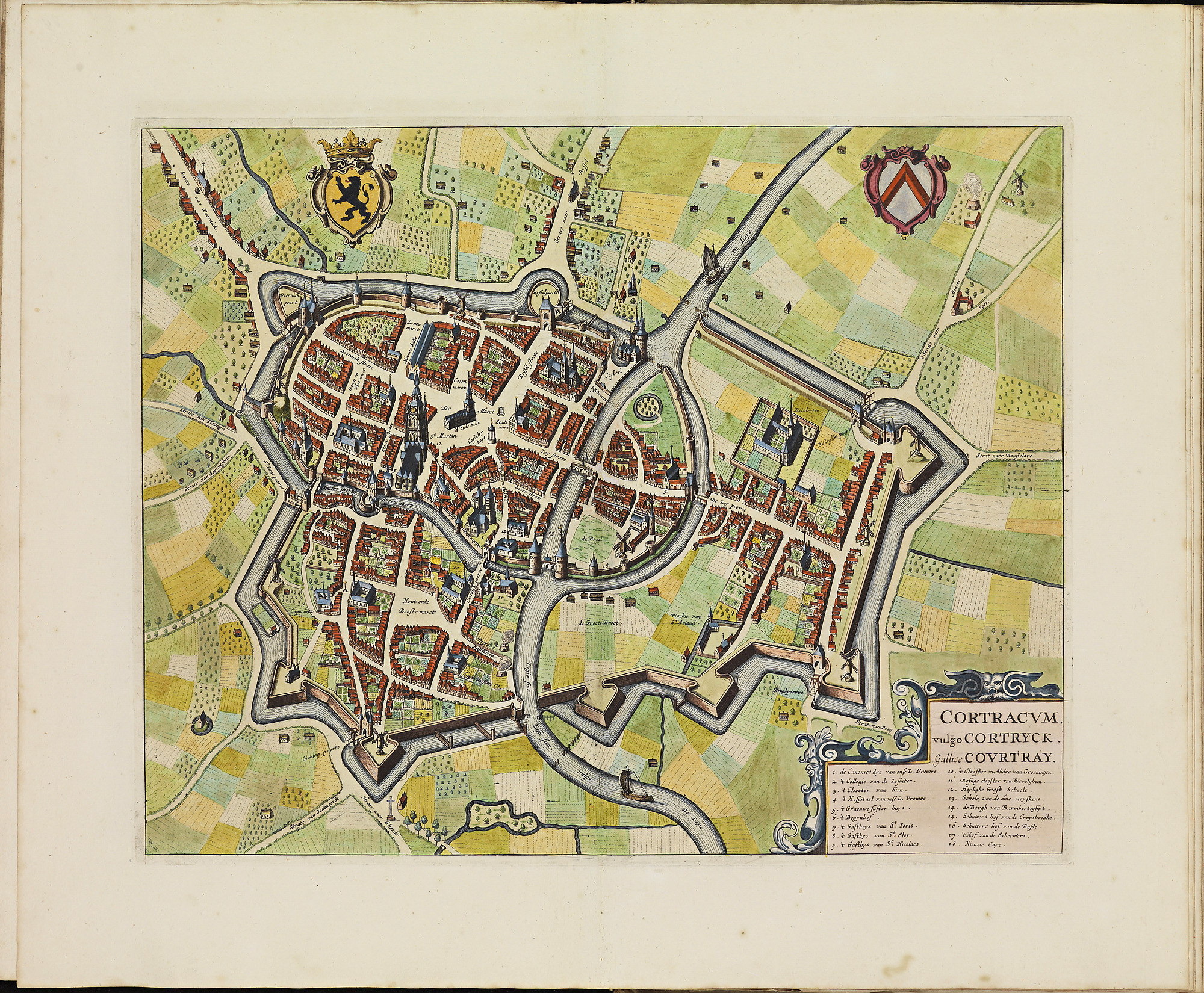
pl089 - Kortrijk
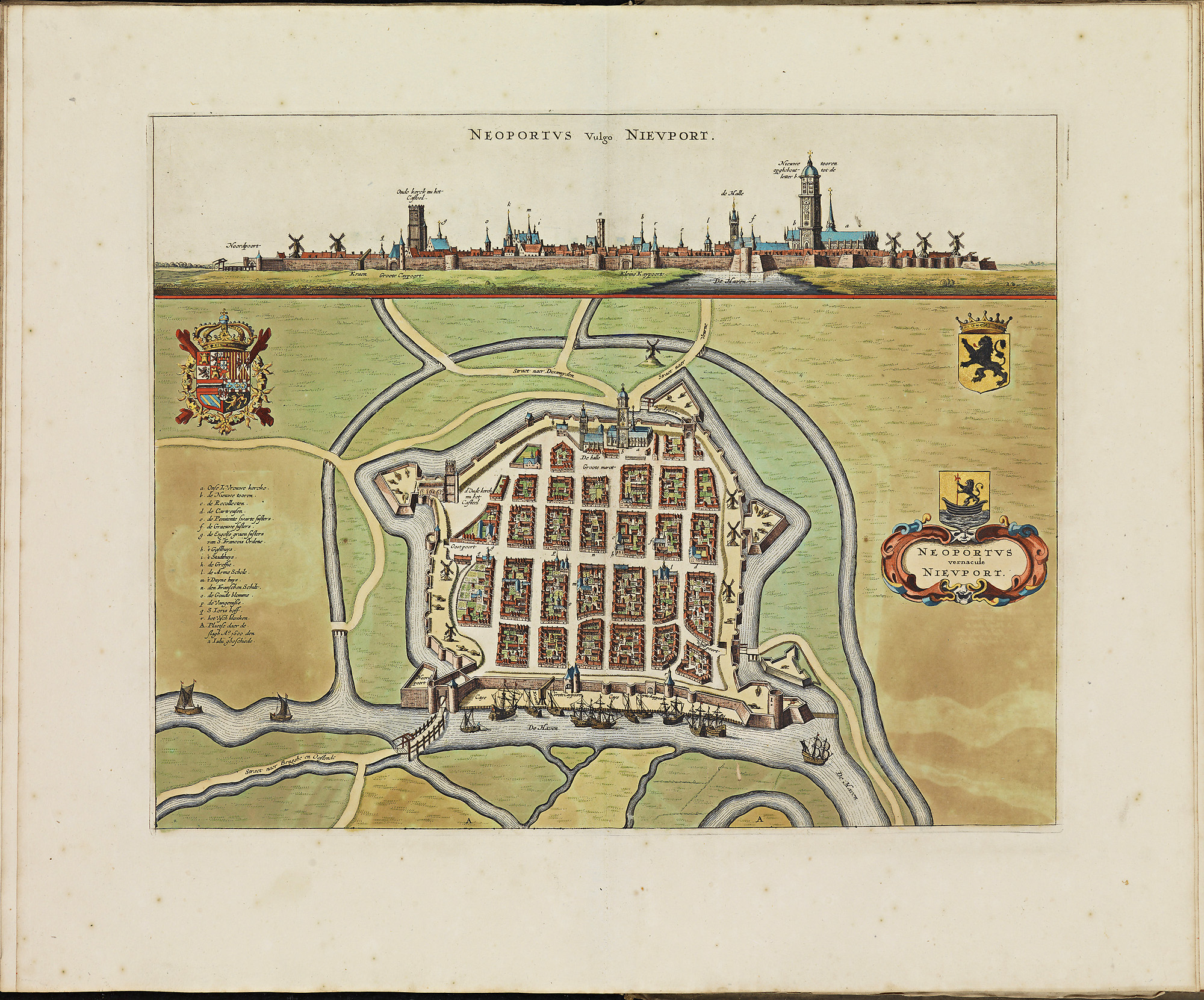
pl090 - Nieuwpoort
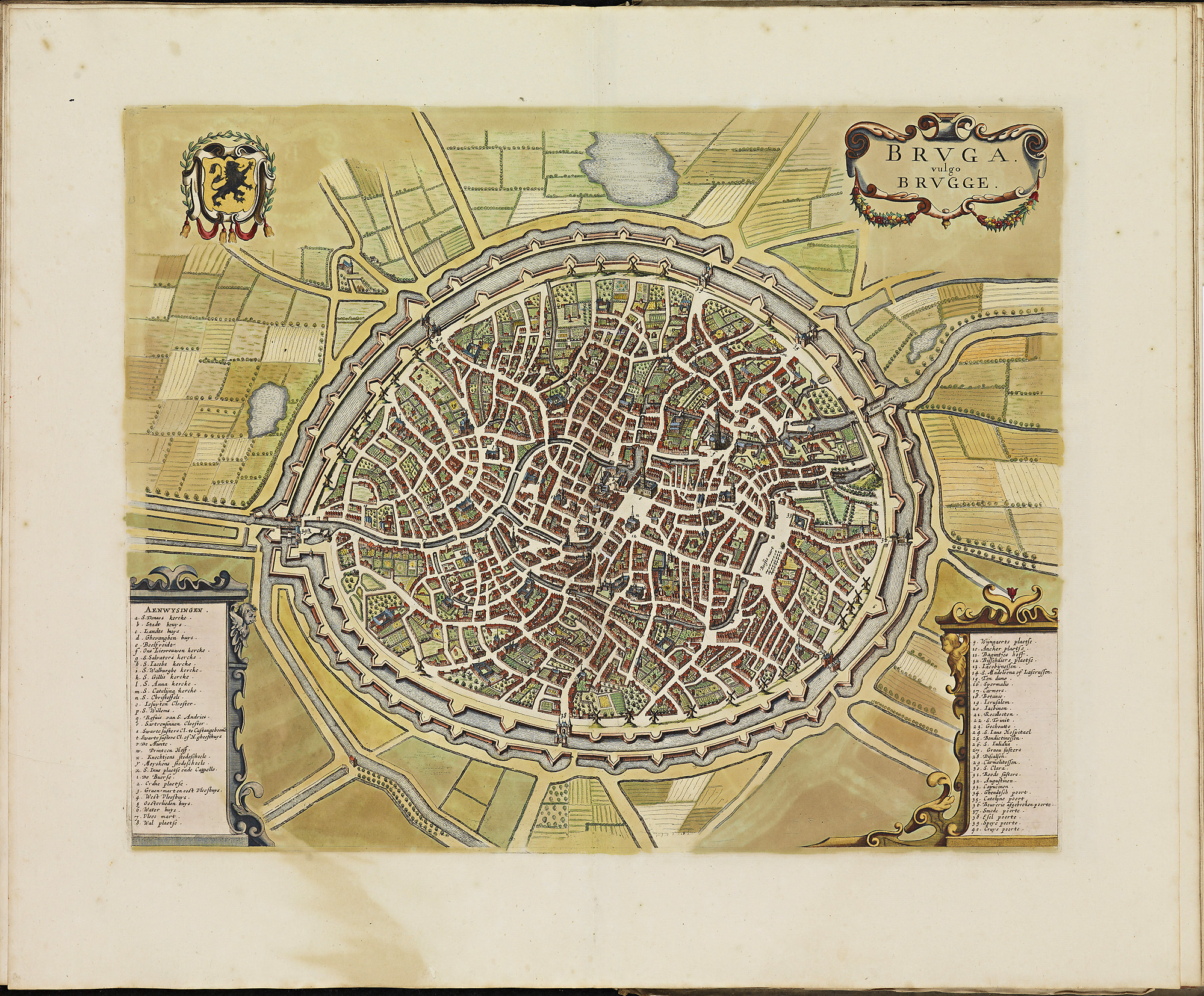
pl091 - Brugge
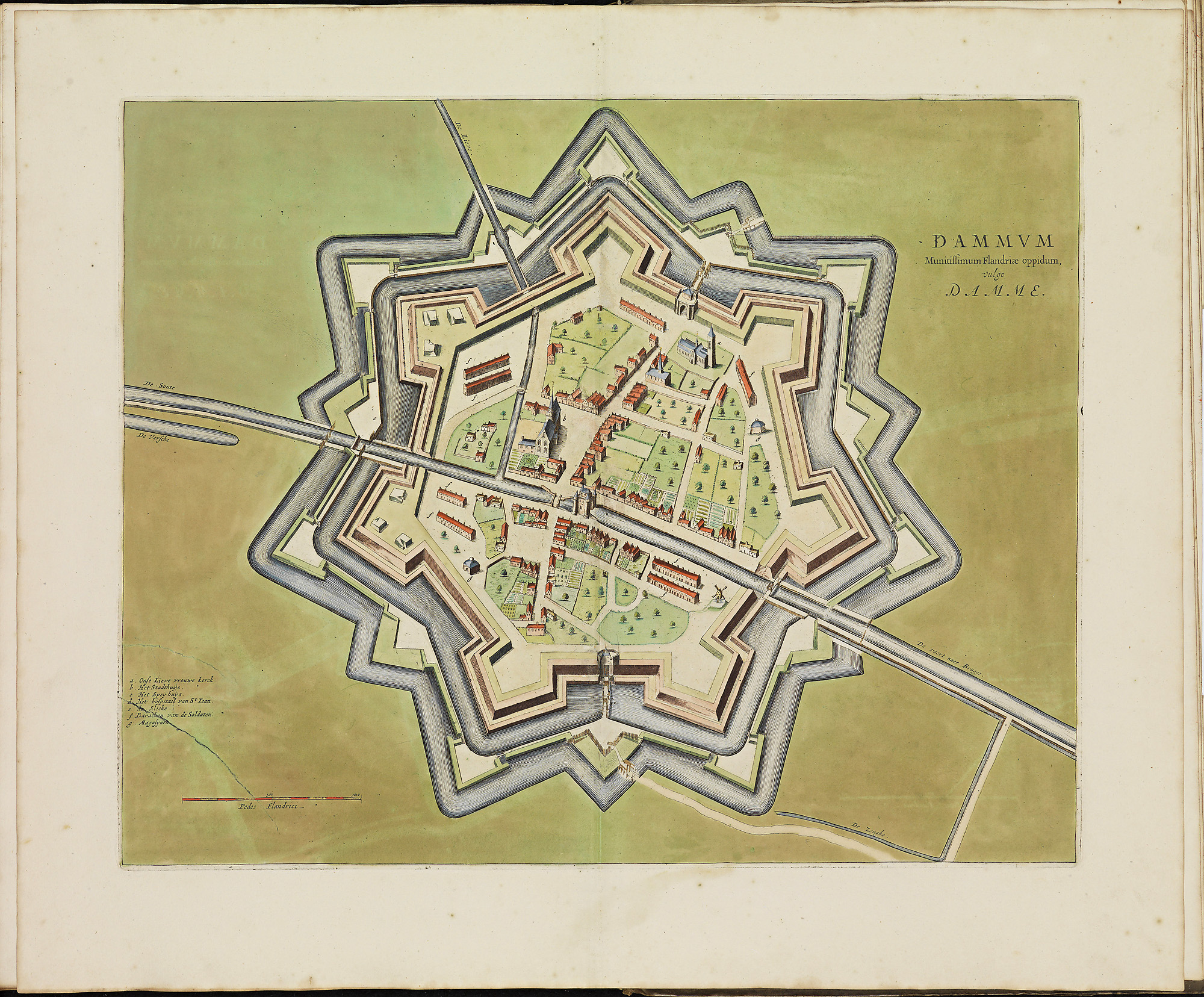
pl092 - Damme
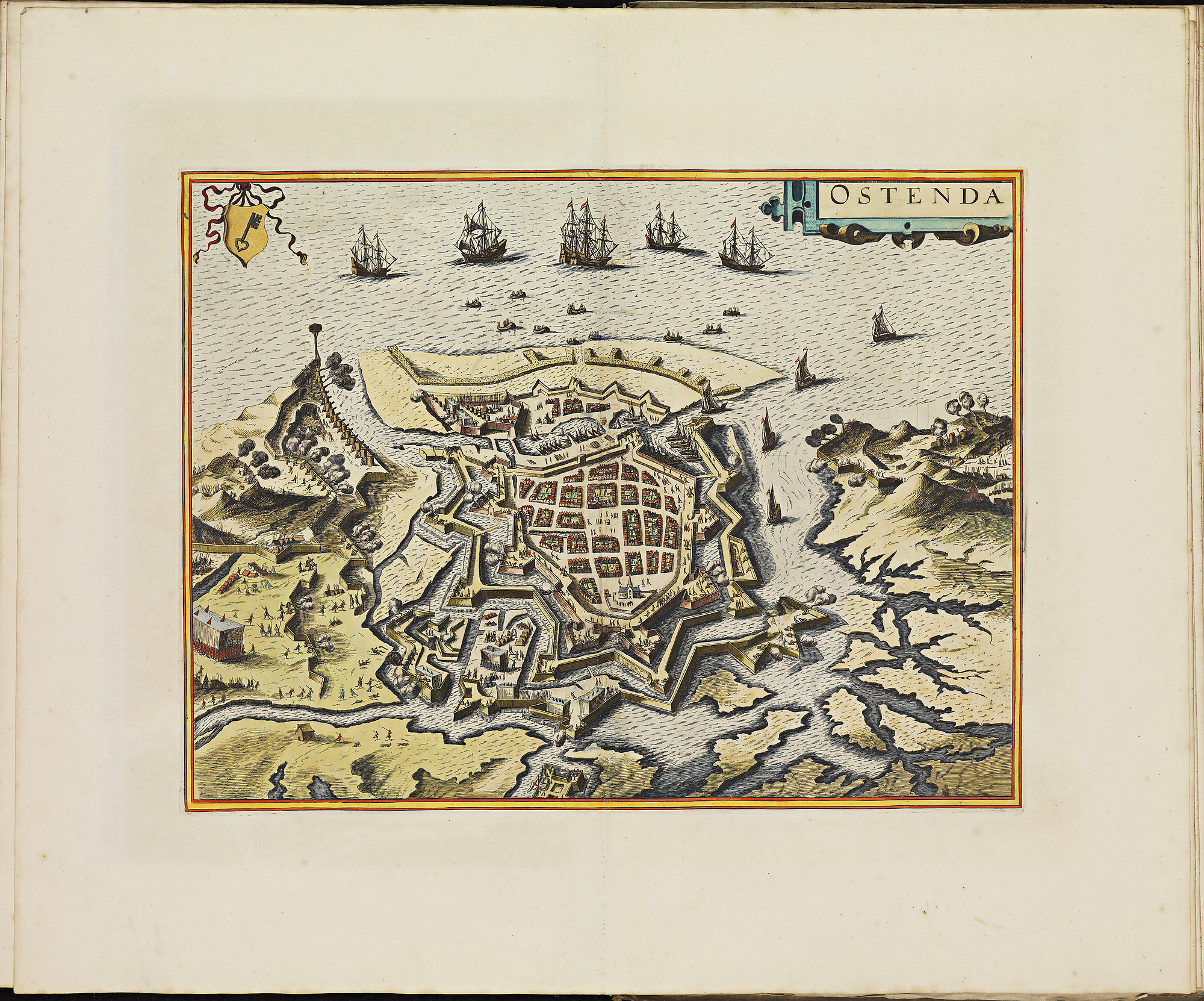
pl093 - Oostende
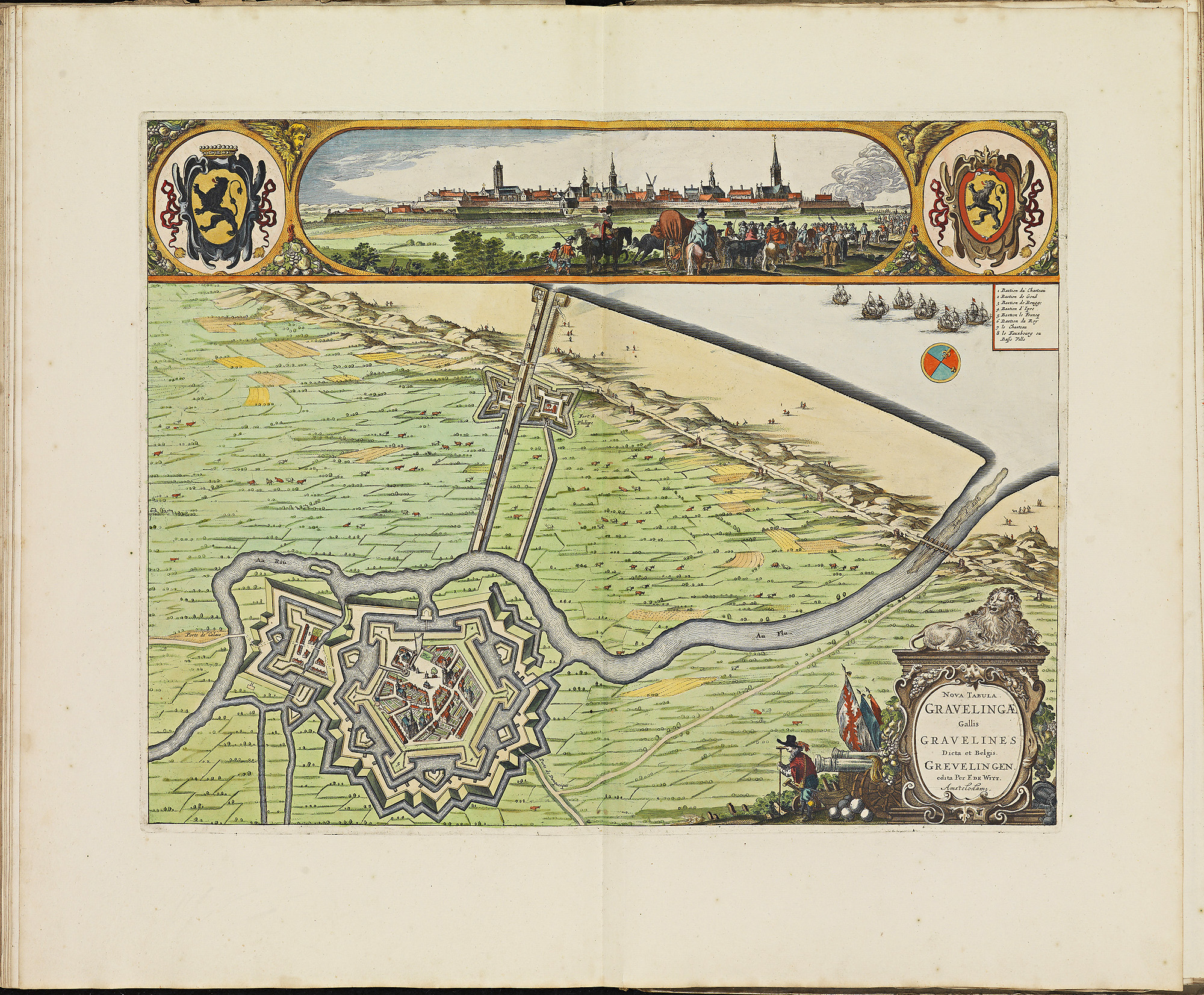
pl094 - Grevelingen (Gravelines)
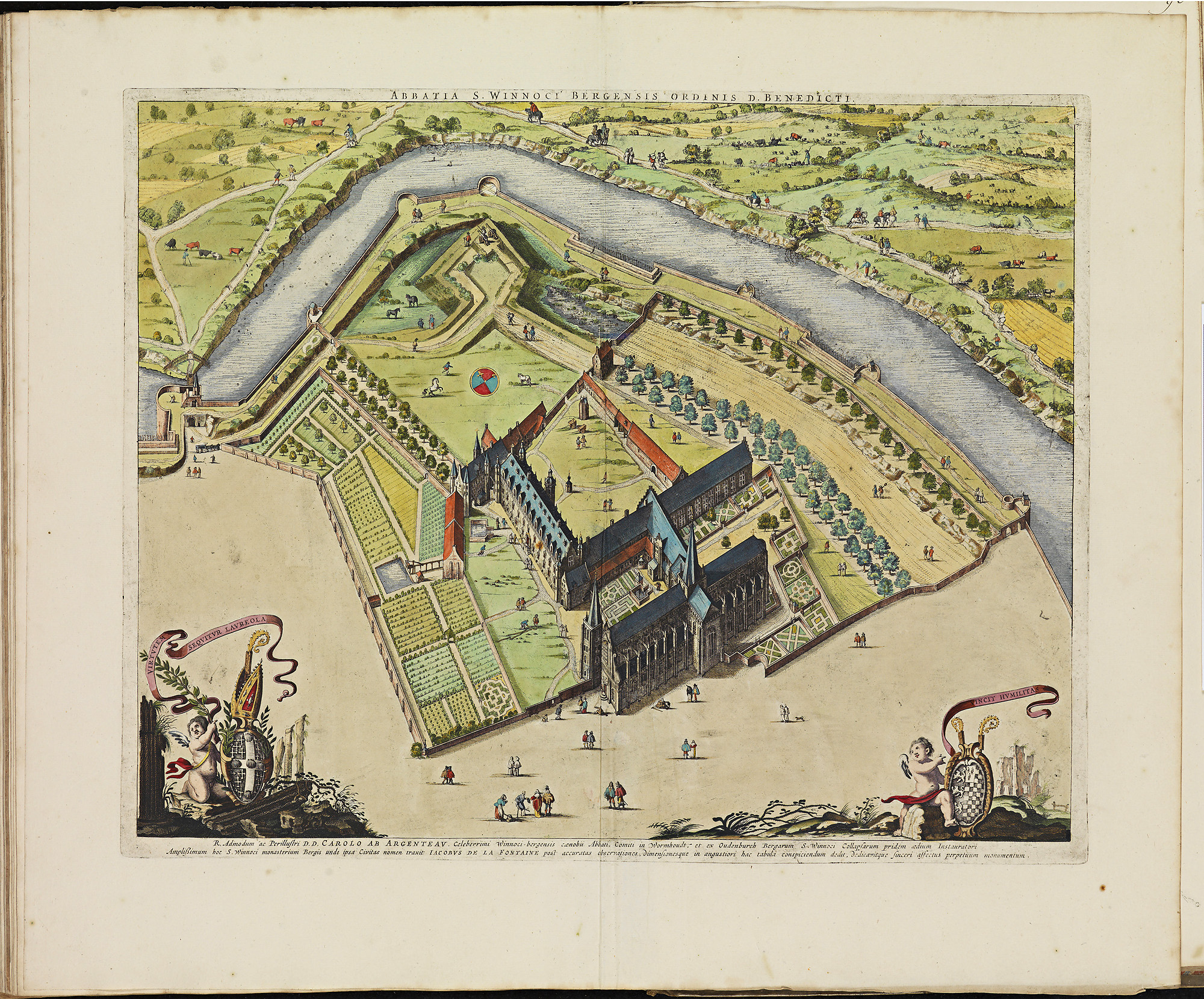
pl095-Sint - Winoksbergen
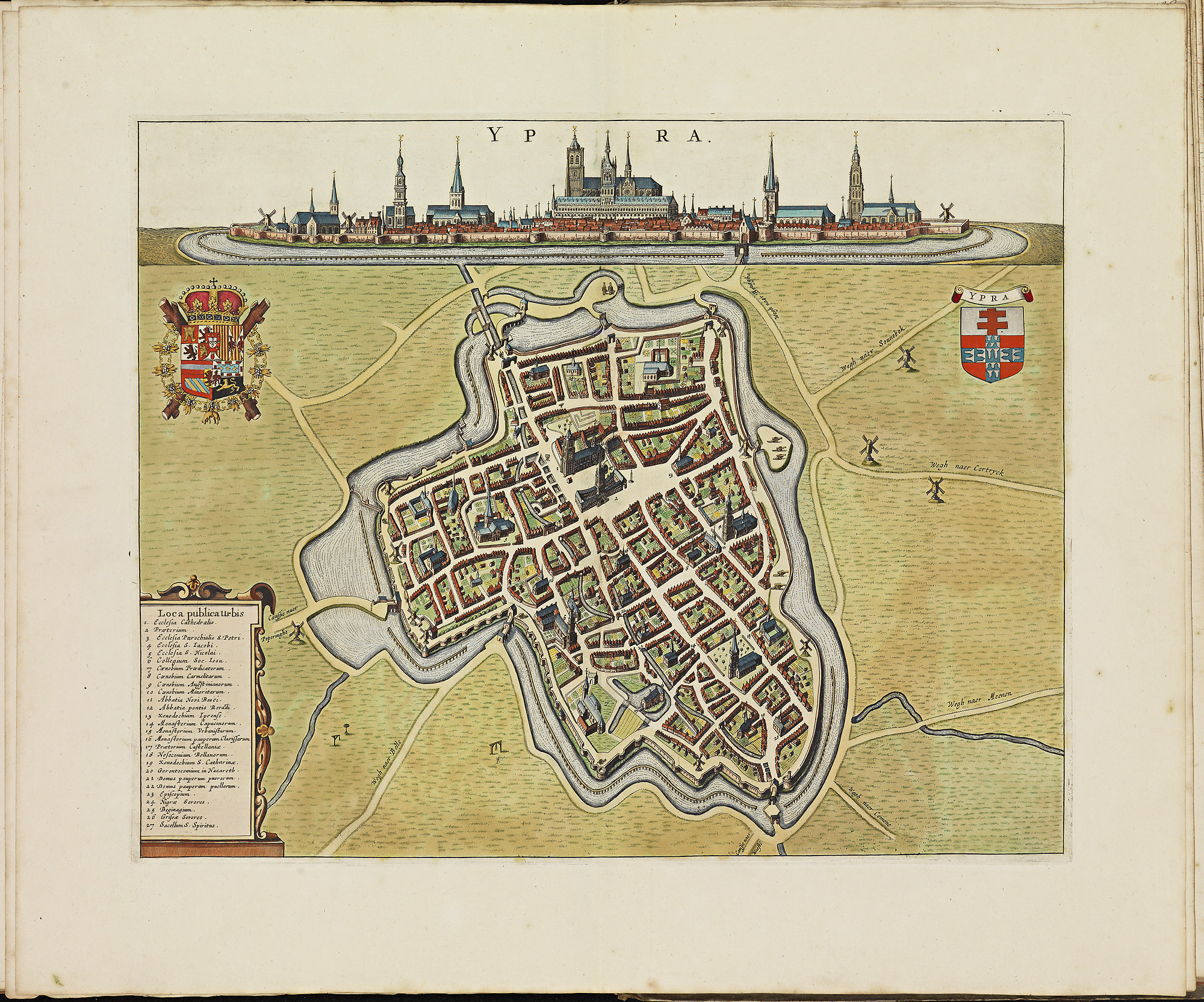
pl096 - Ieper
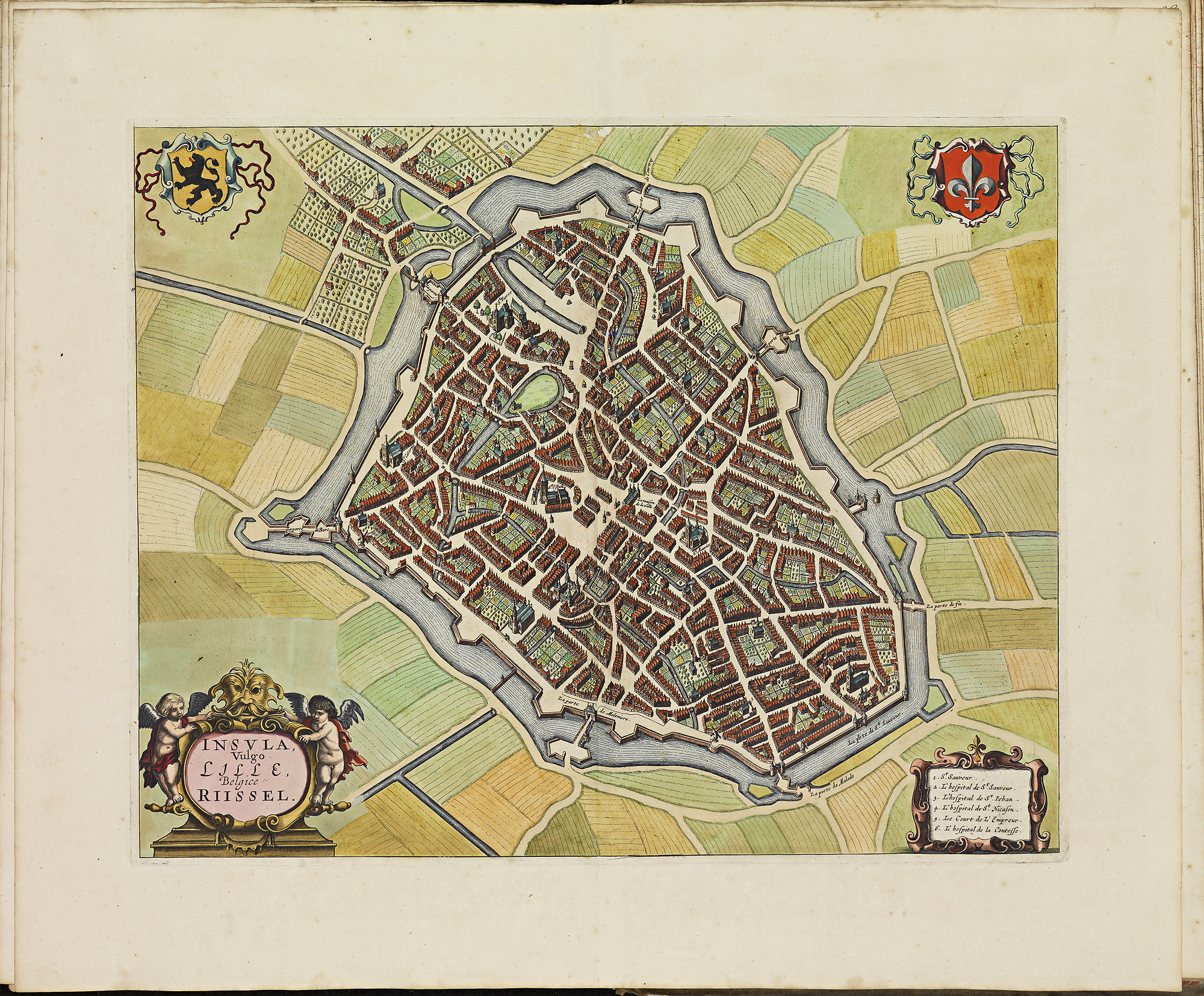
pl097 - Rijssel (Lille)
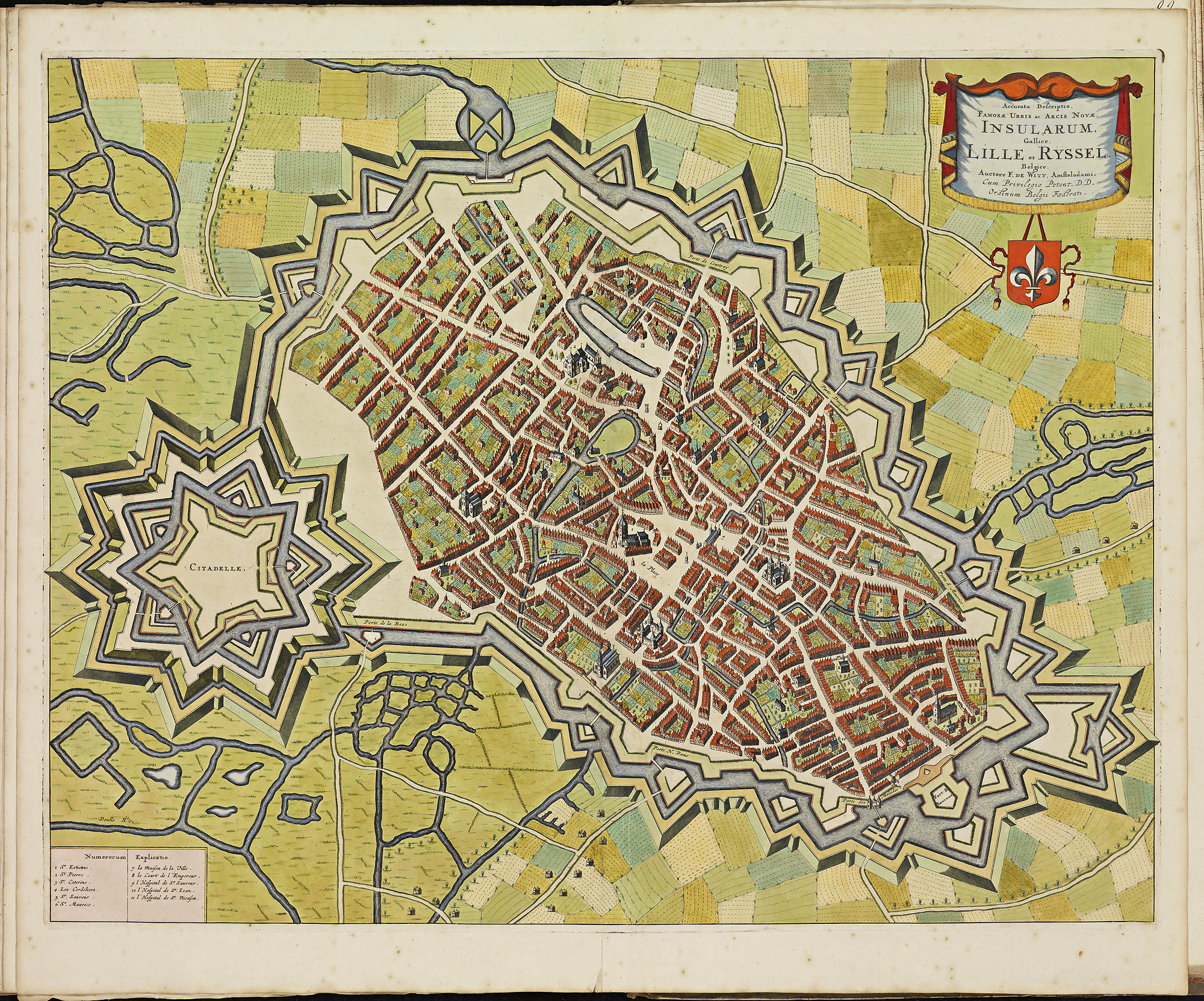
pl098 - Rijssel (Lille)
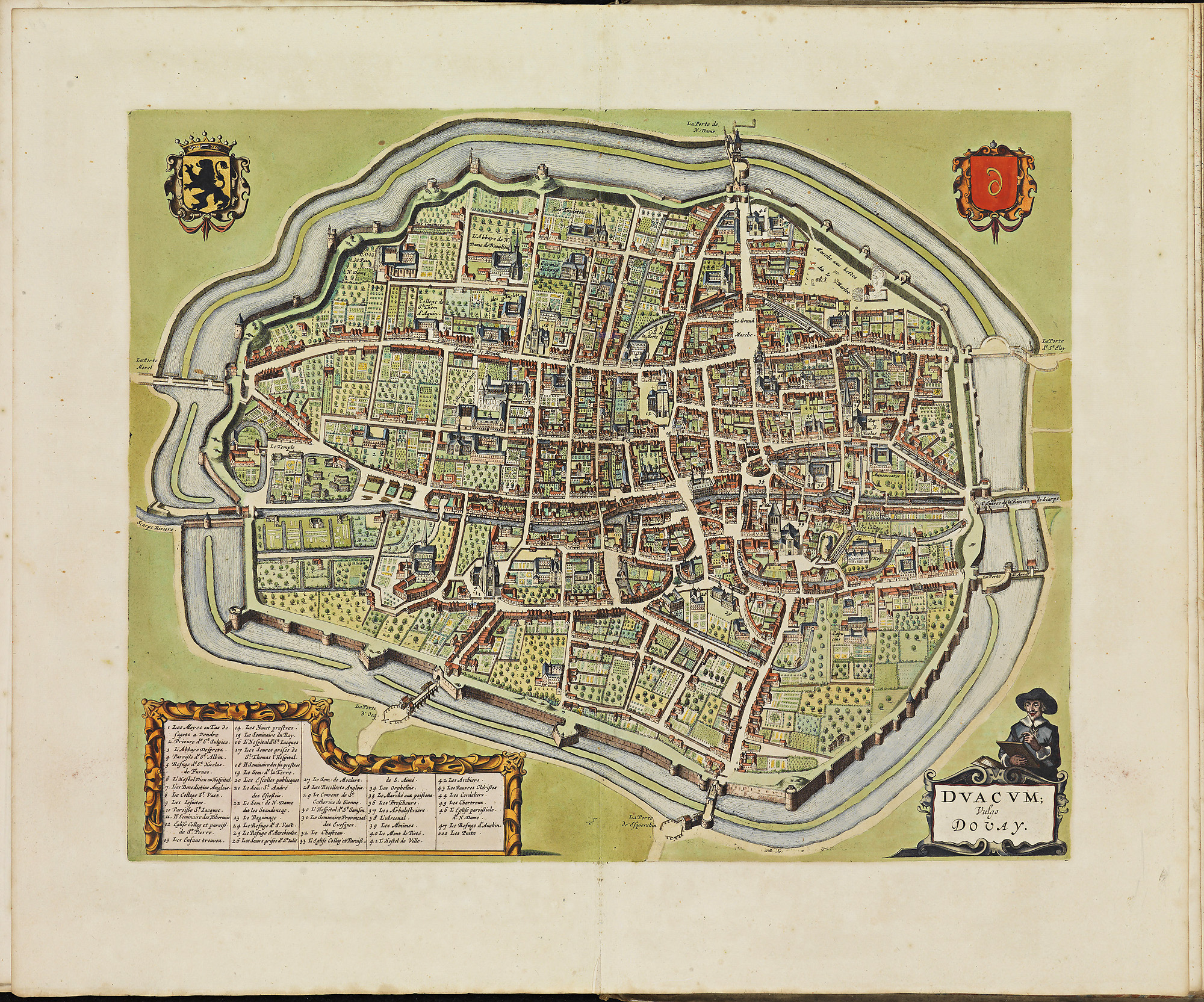
pl099 - Douai
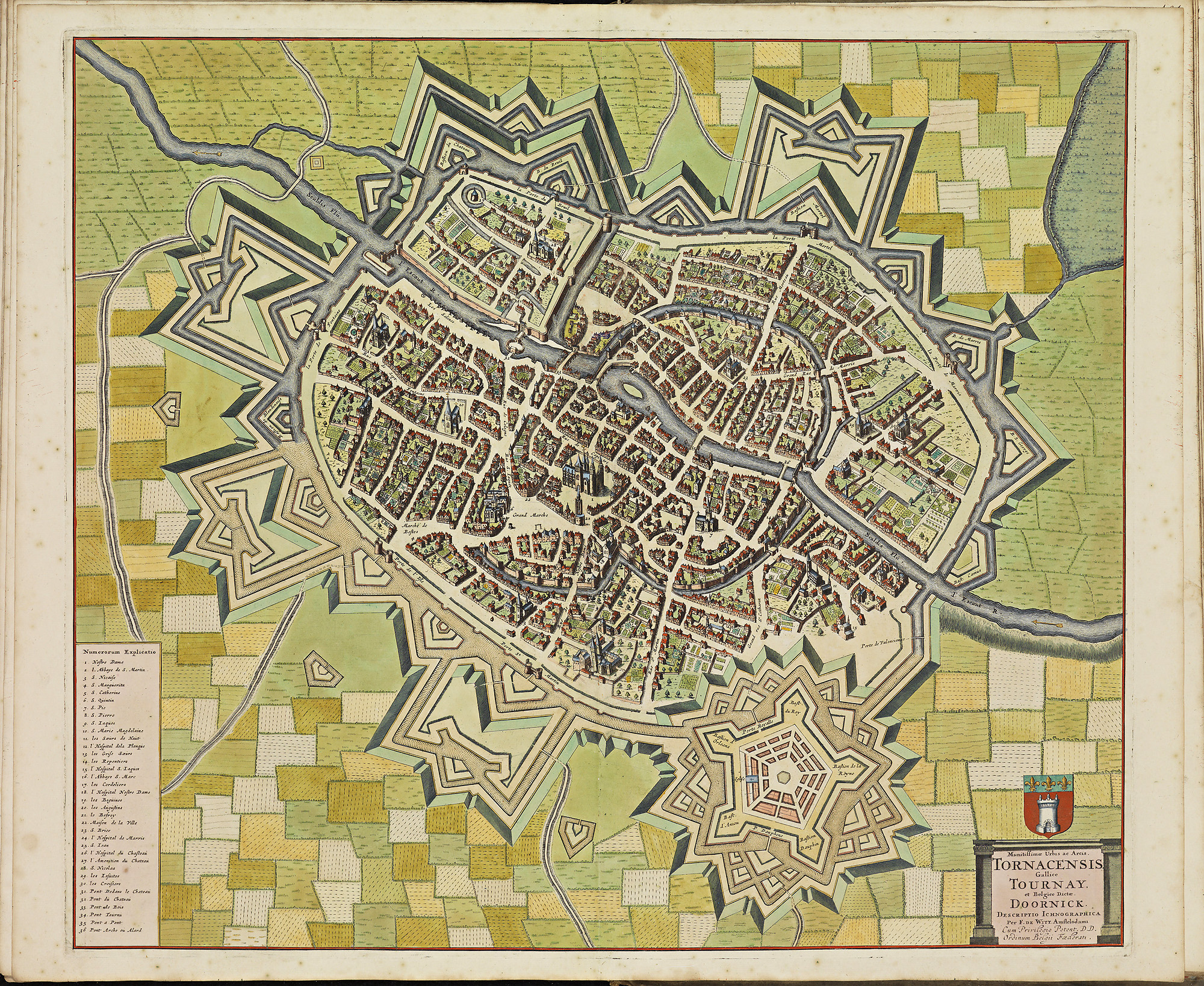
pl100 - Doornik
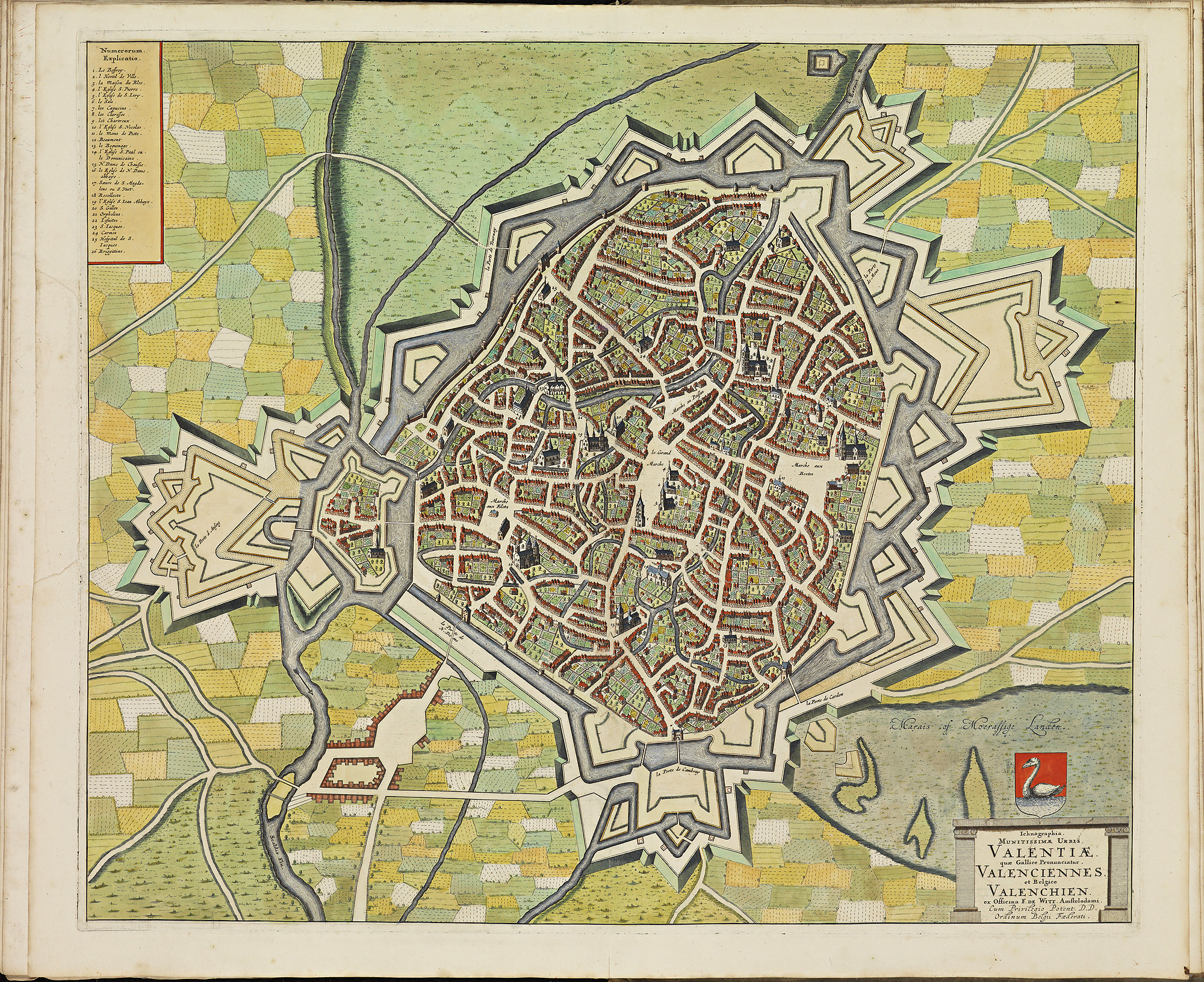
pl101 - Valenciennes
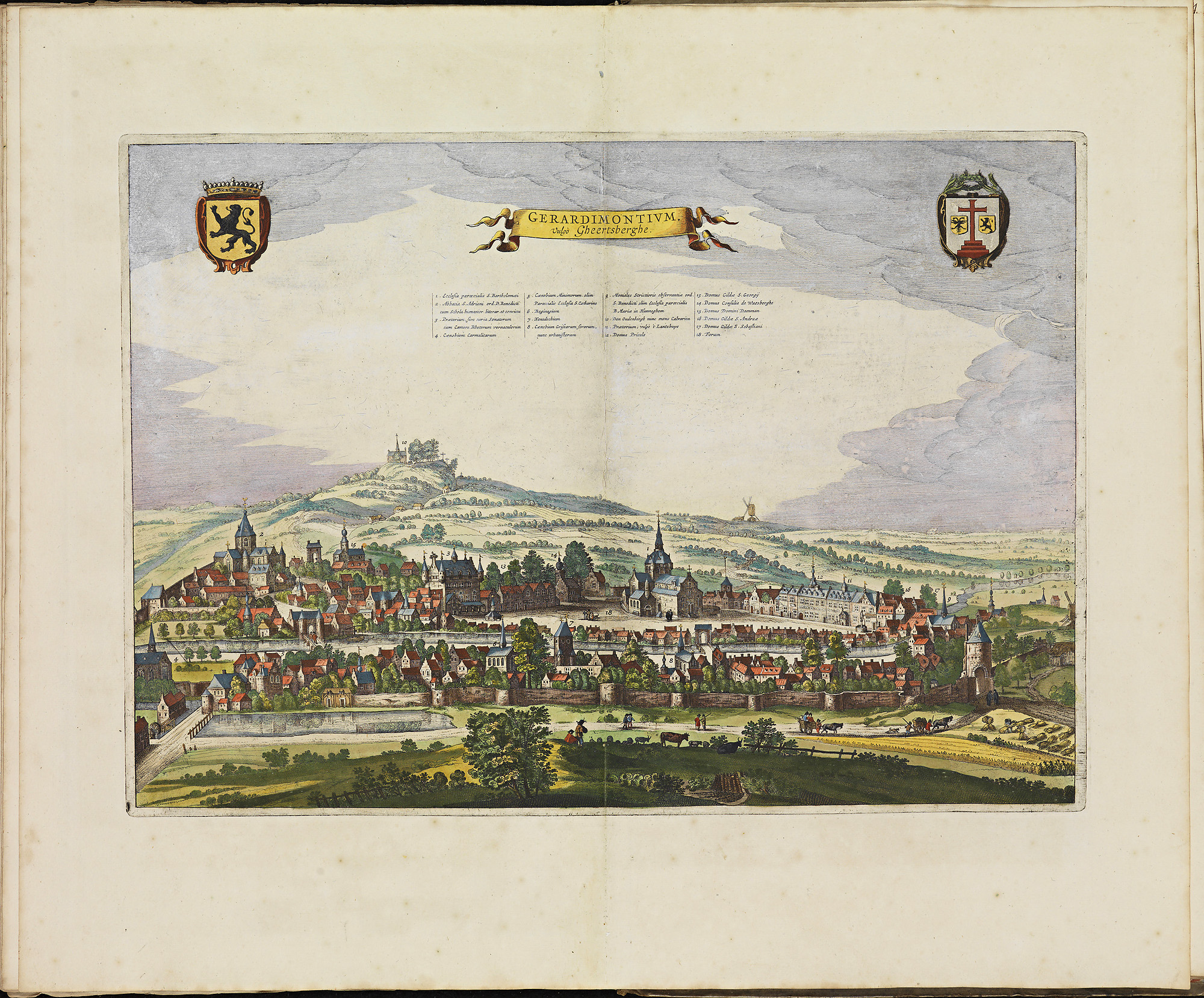
pl102 - Geraardsbergen
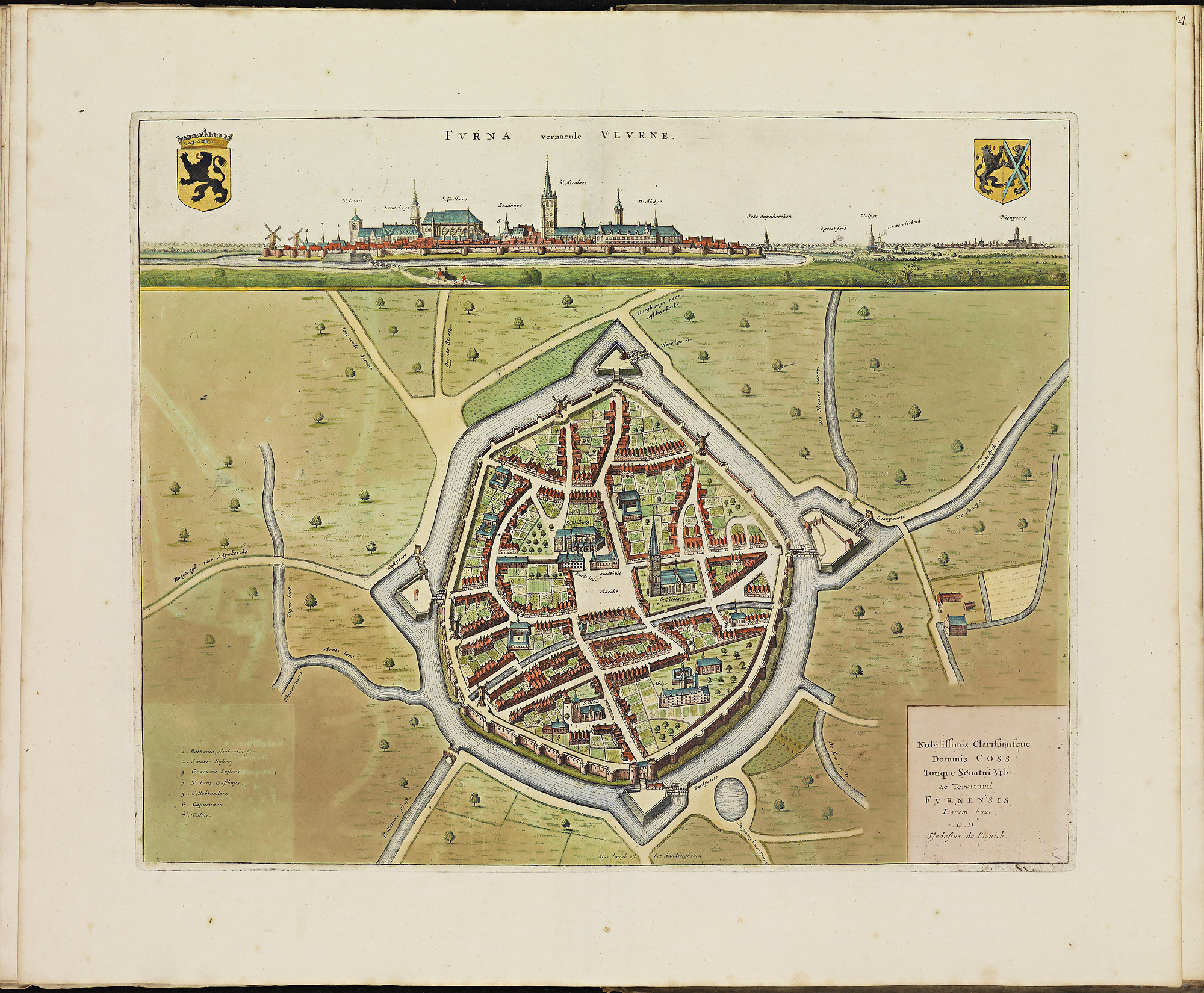
pl103 - Veurne
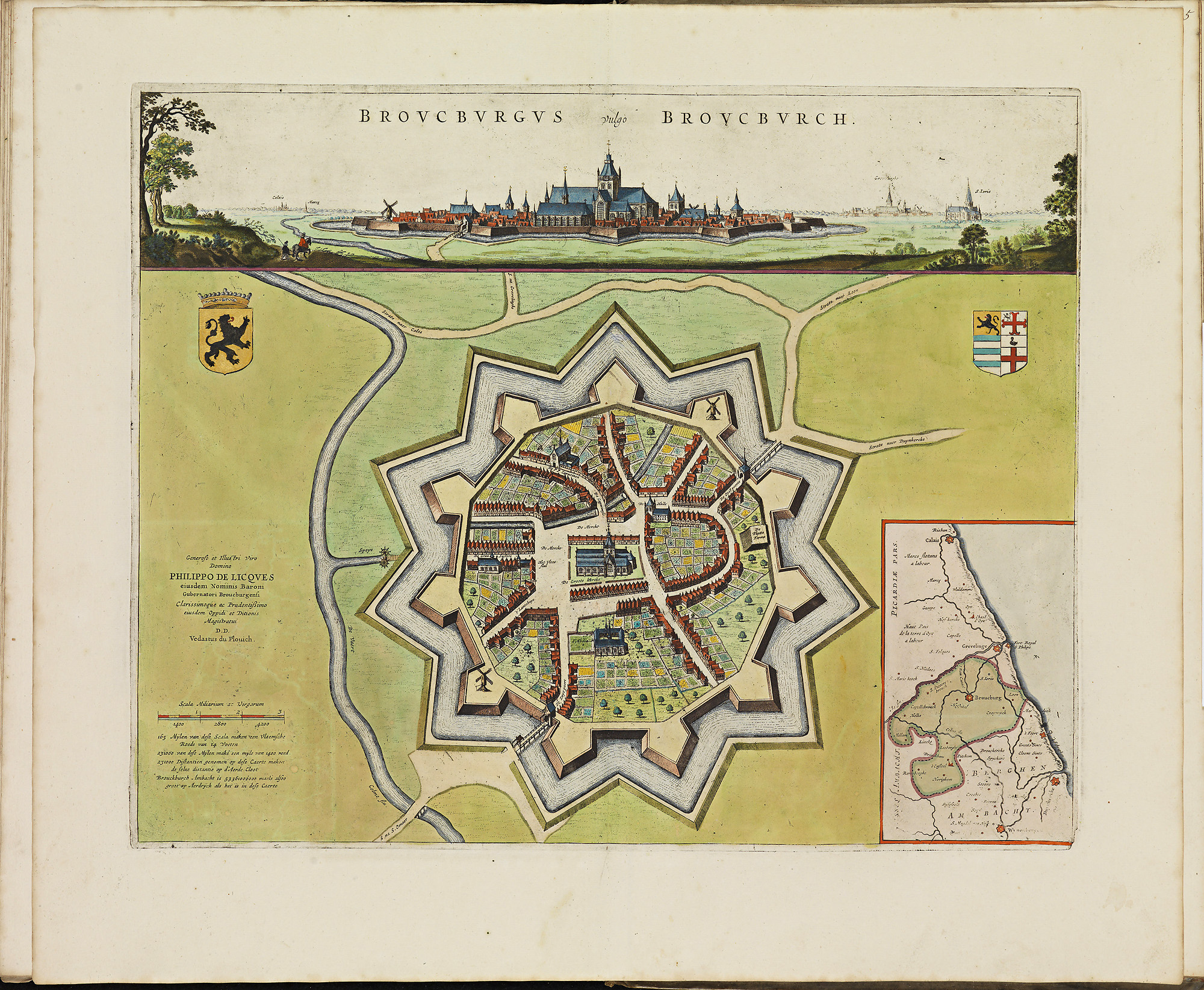
pl104 - Brouckburg (Bourbourg)
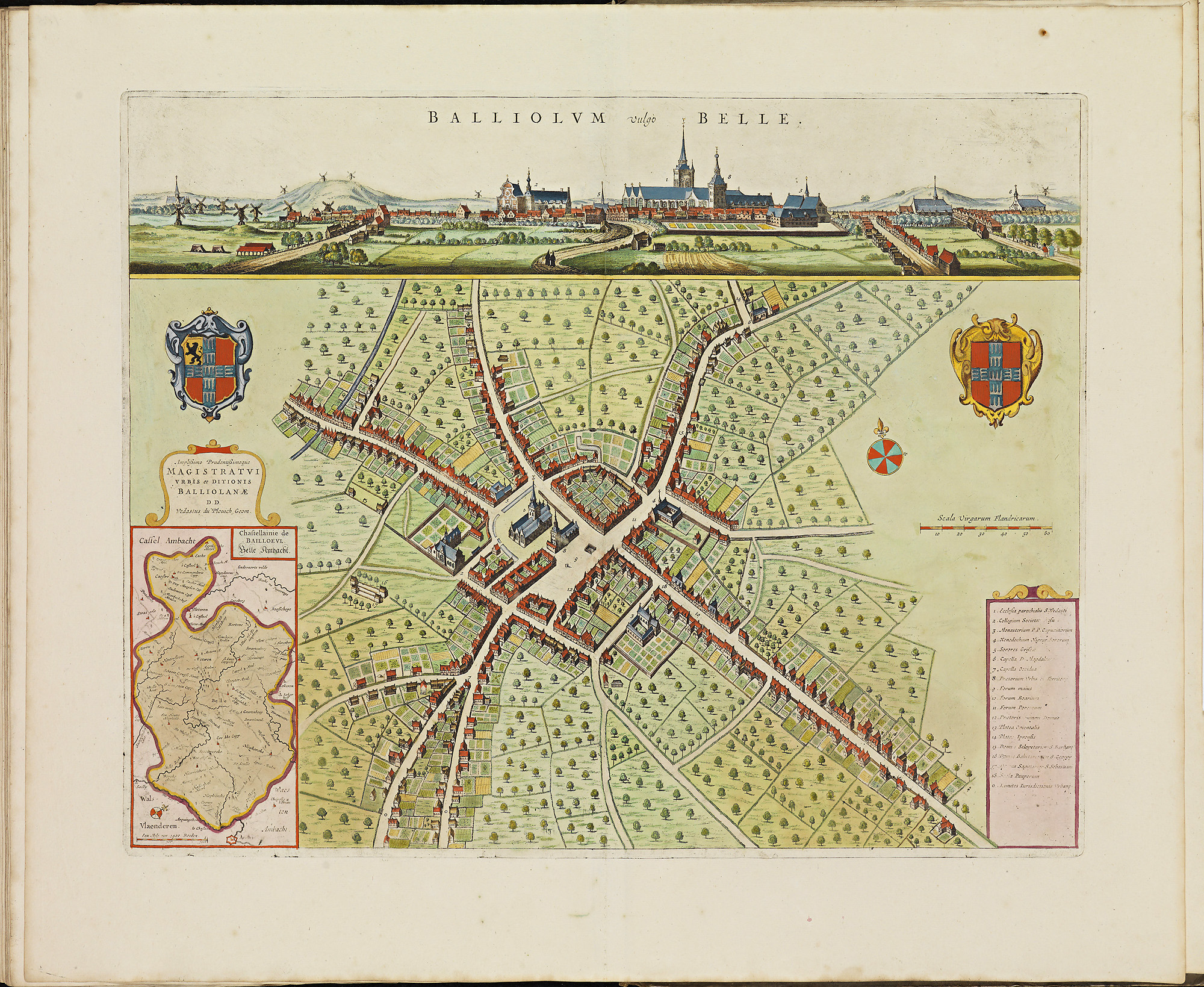
pl105 - Bailleul
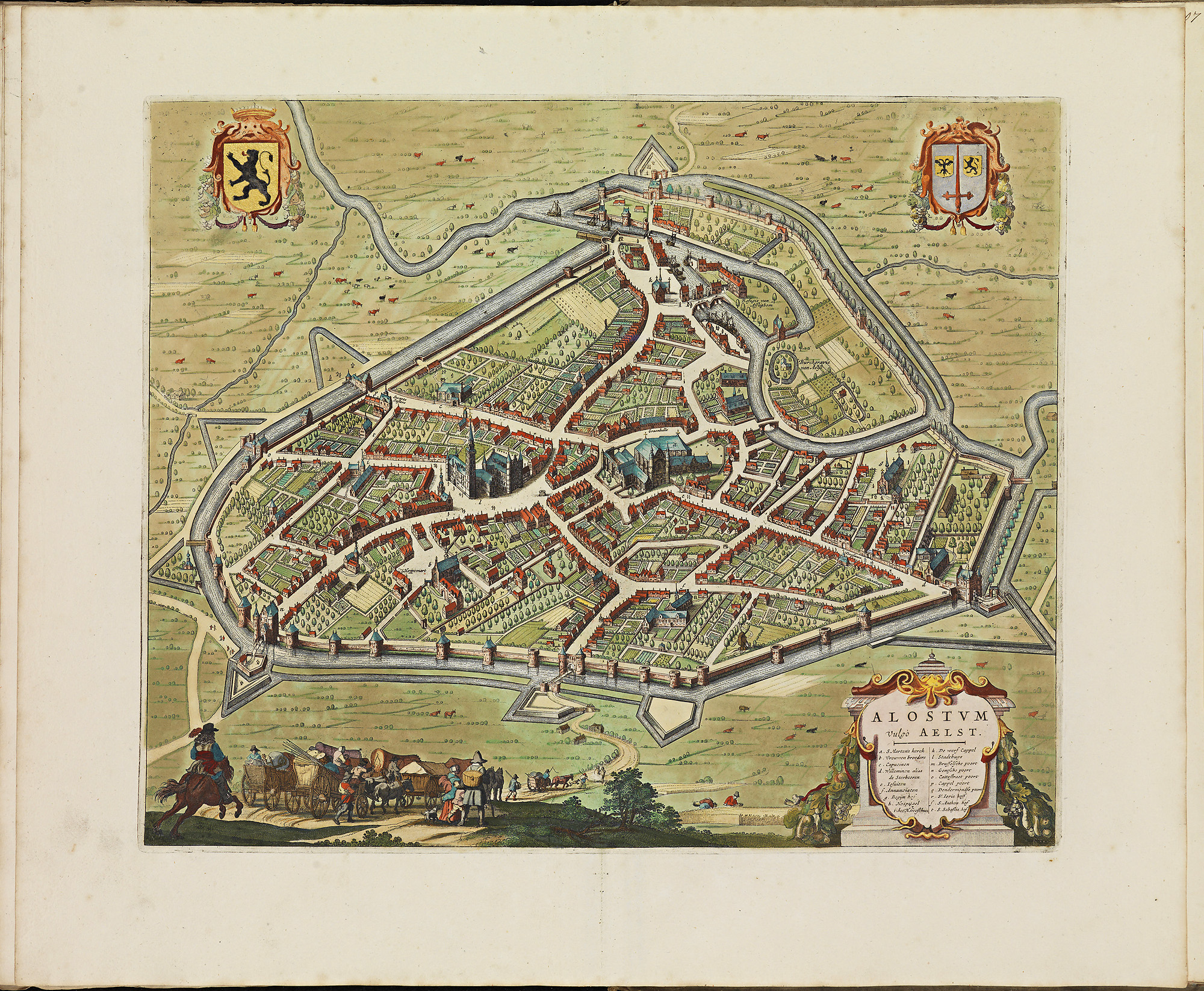
pl106 - Aalst
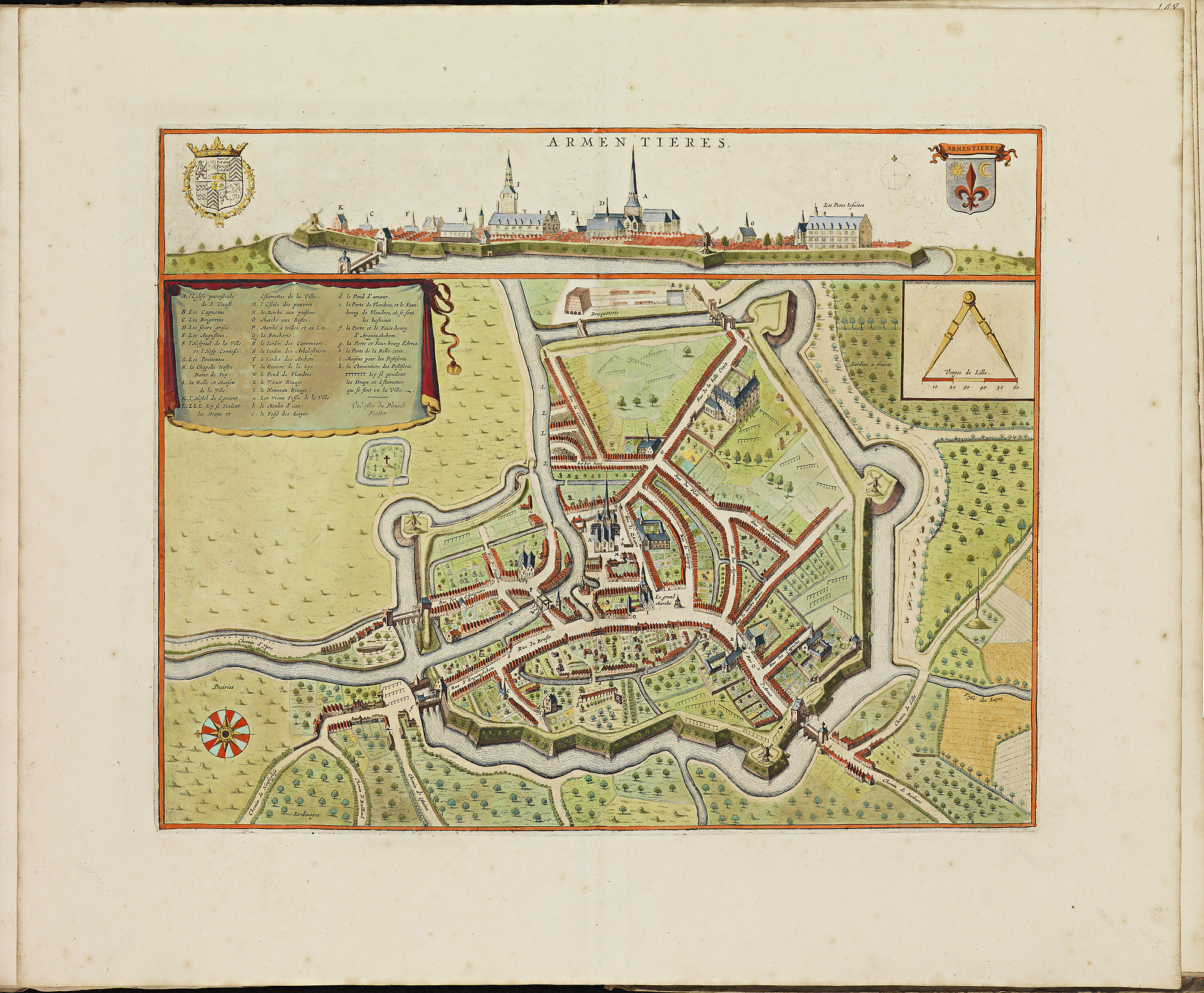
pl107 - Armentiers (Armentières)
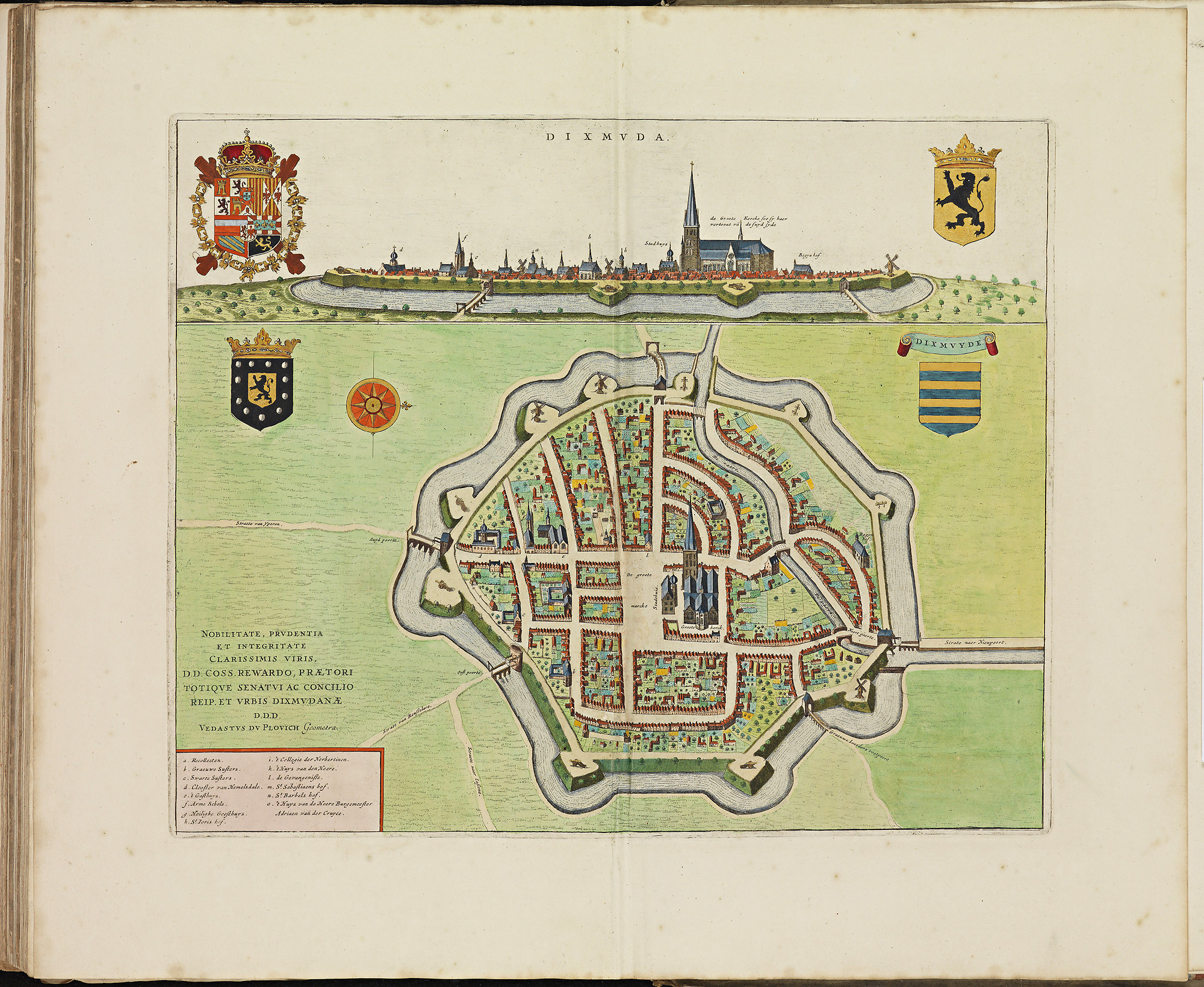
pl108 - Diksmuide
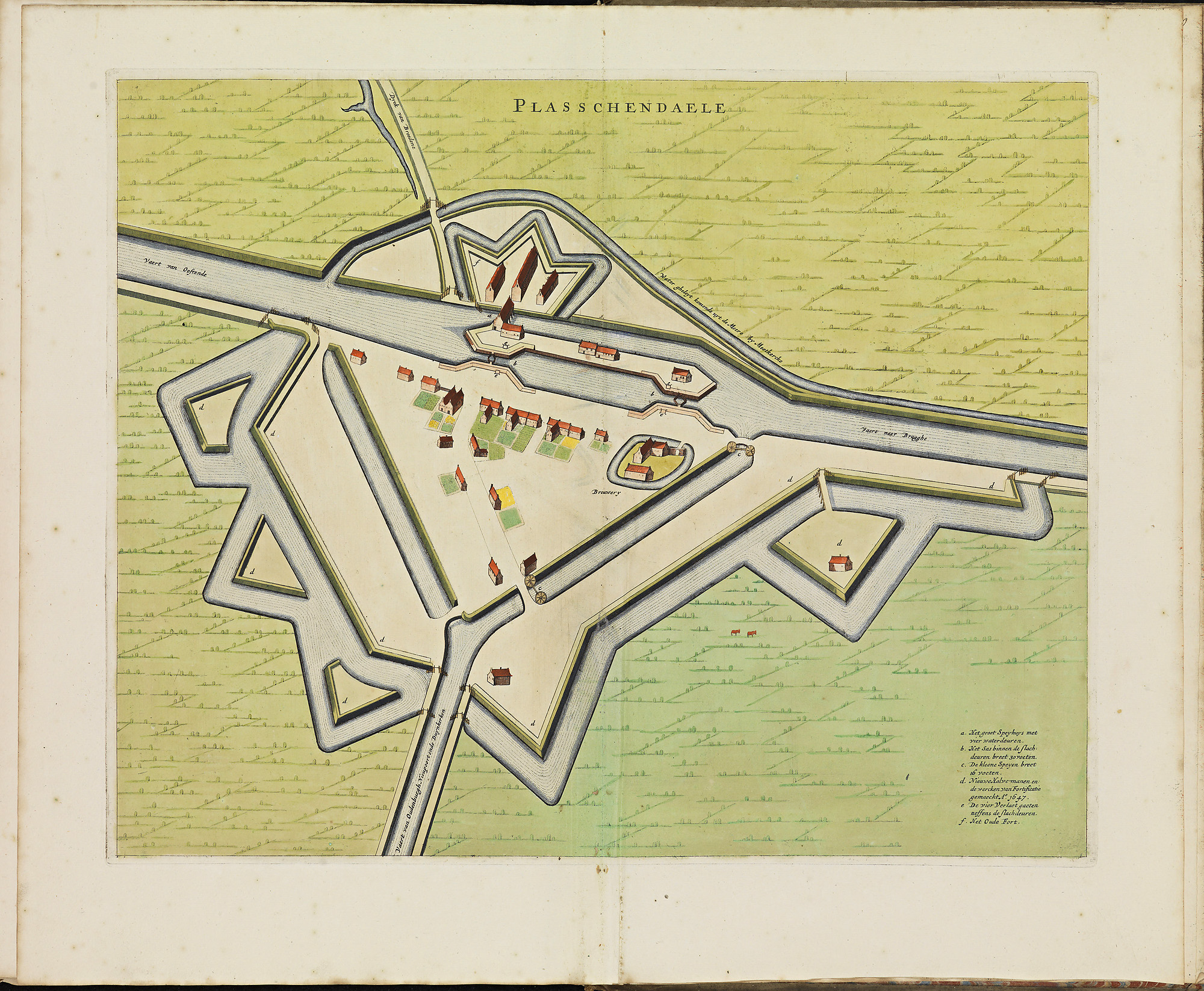
pl109 - Plassendaal
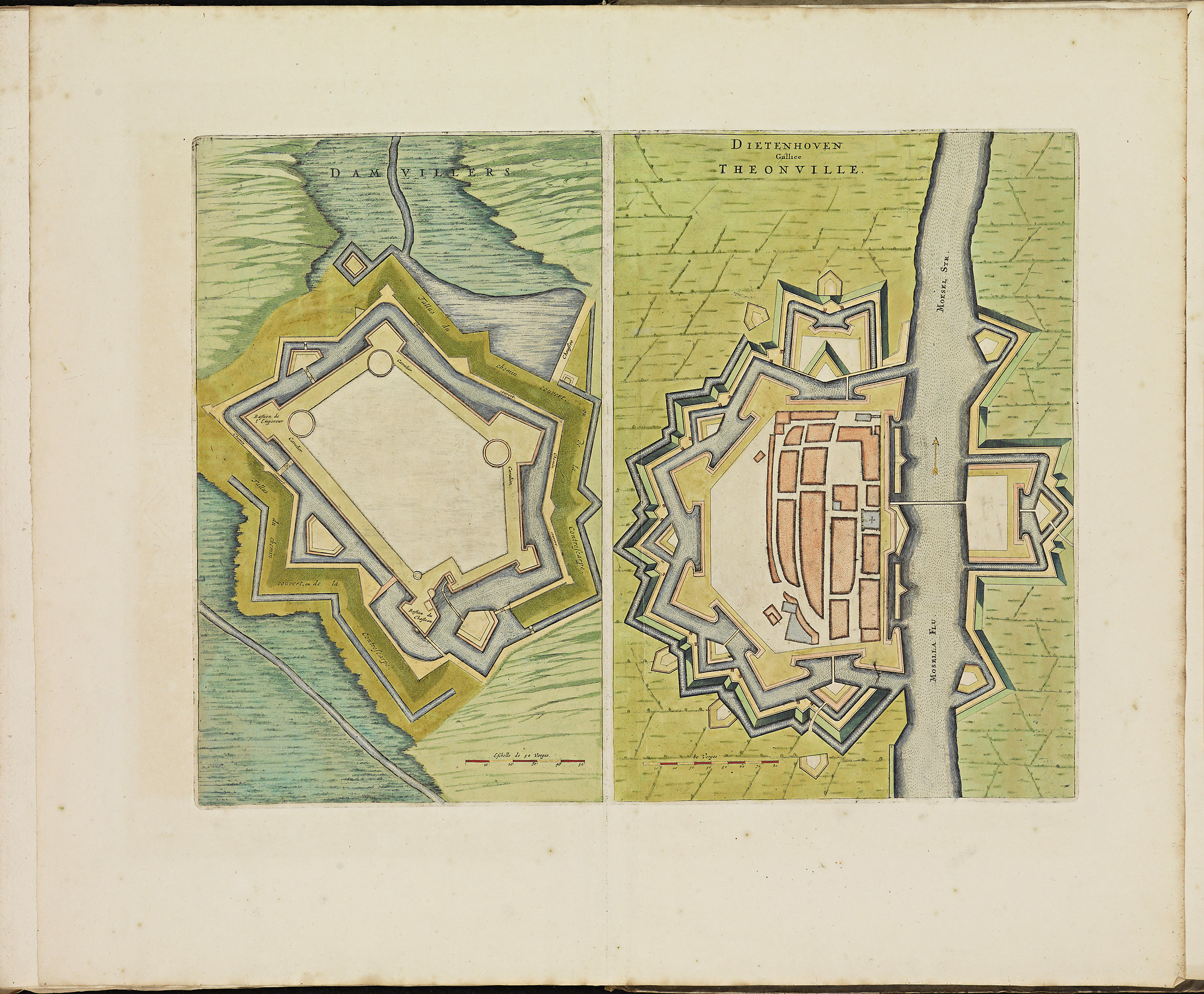
pl110 - Diedenhove (Thionville)
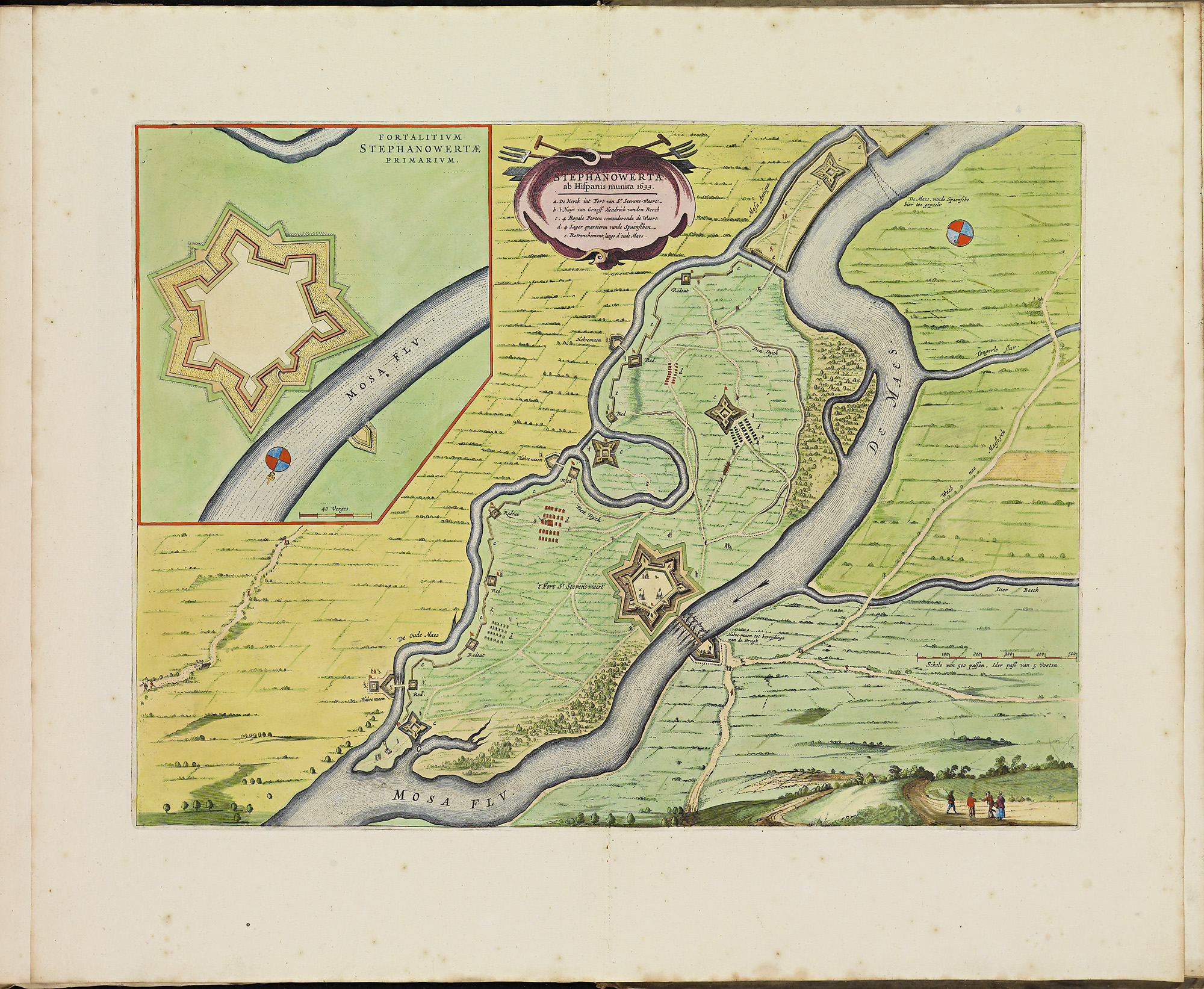
pl111 - Stevenswaard
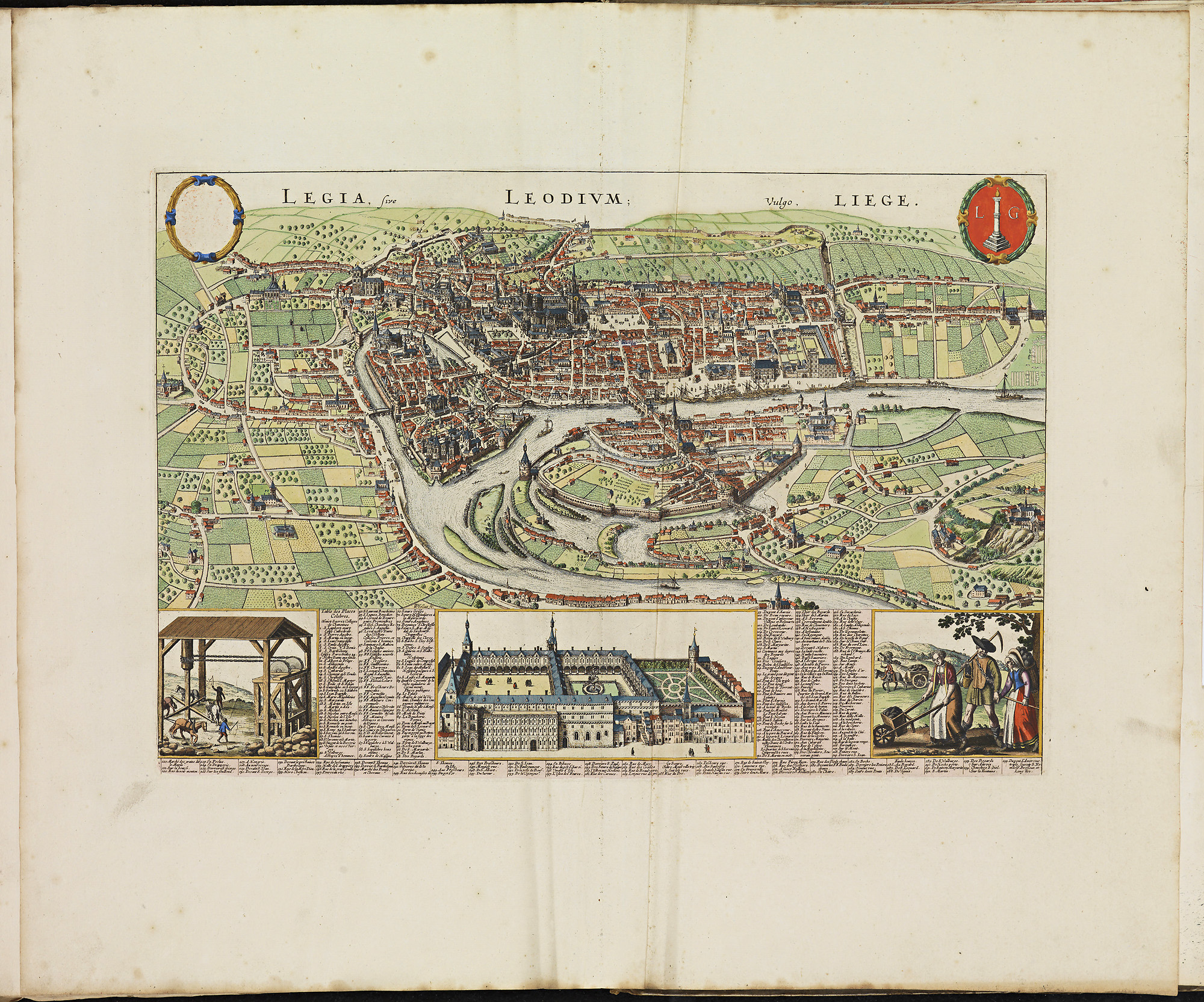
pl112 - Luik (Liège)
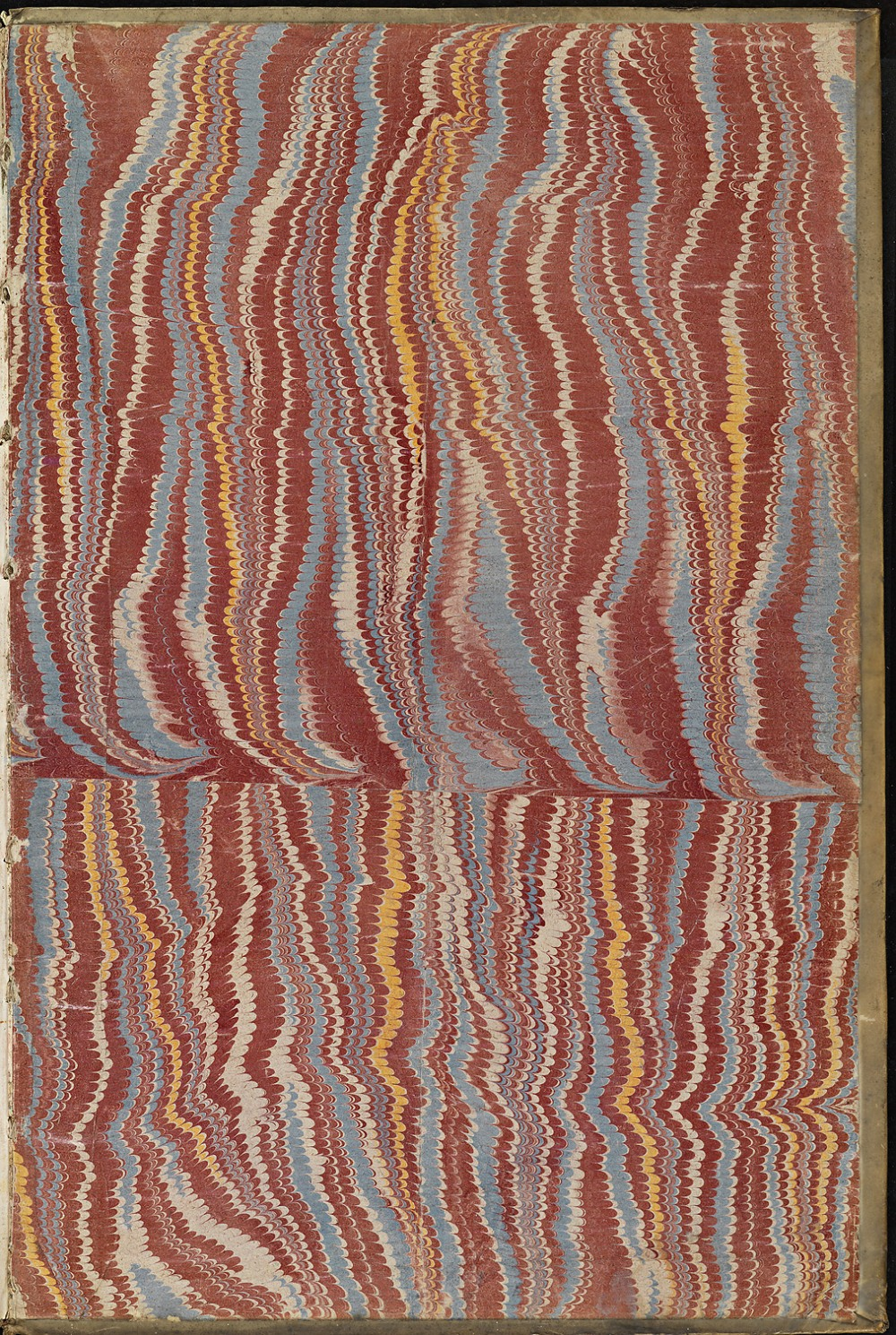
Schutblad achter
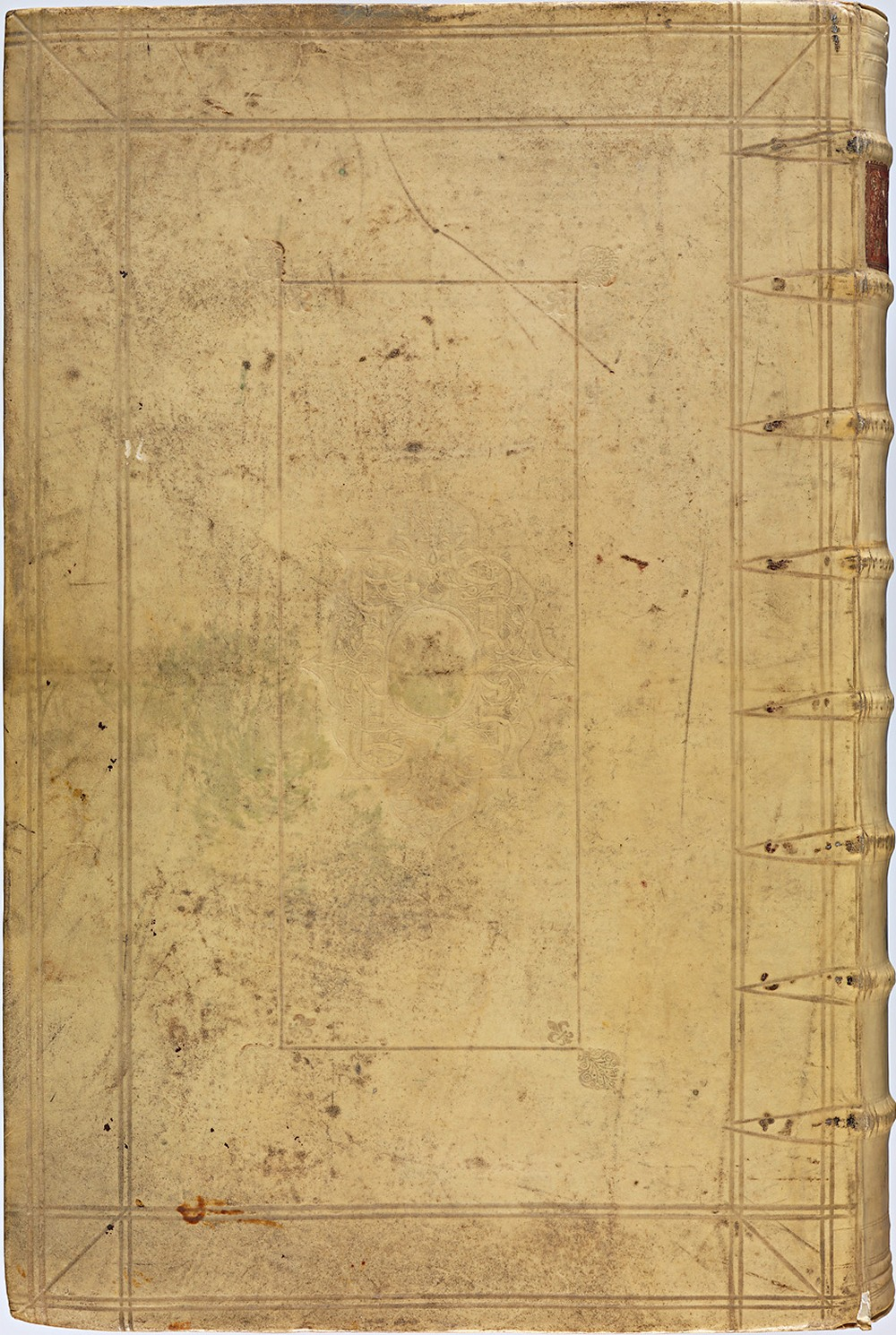
Achterplat